# 2018
L'any 2018 fou un any normal, començat en dilluns segons el calendari gregorià.

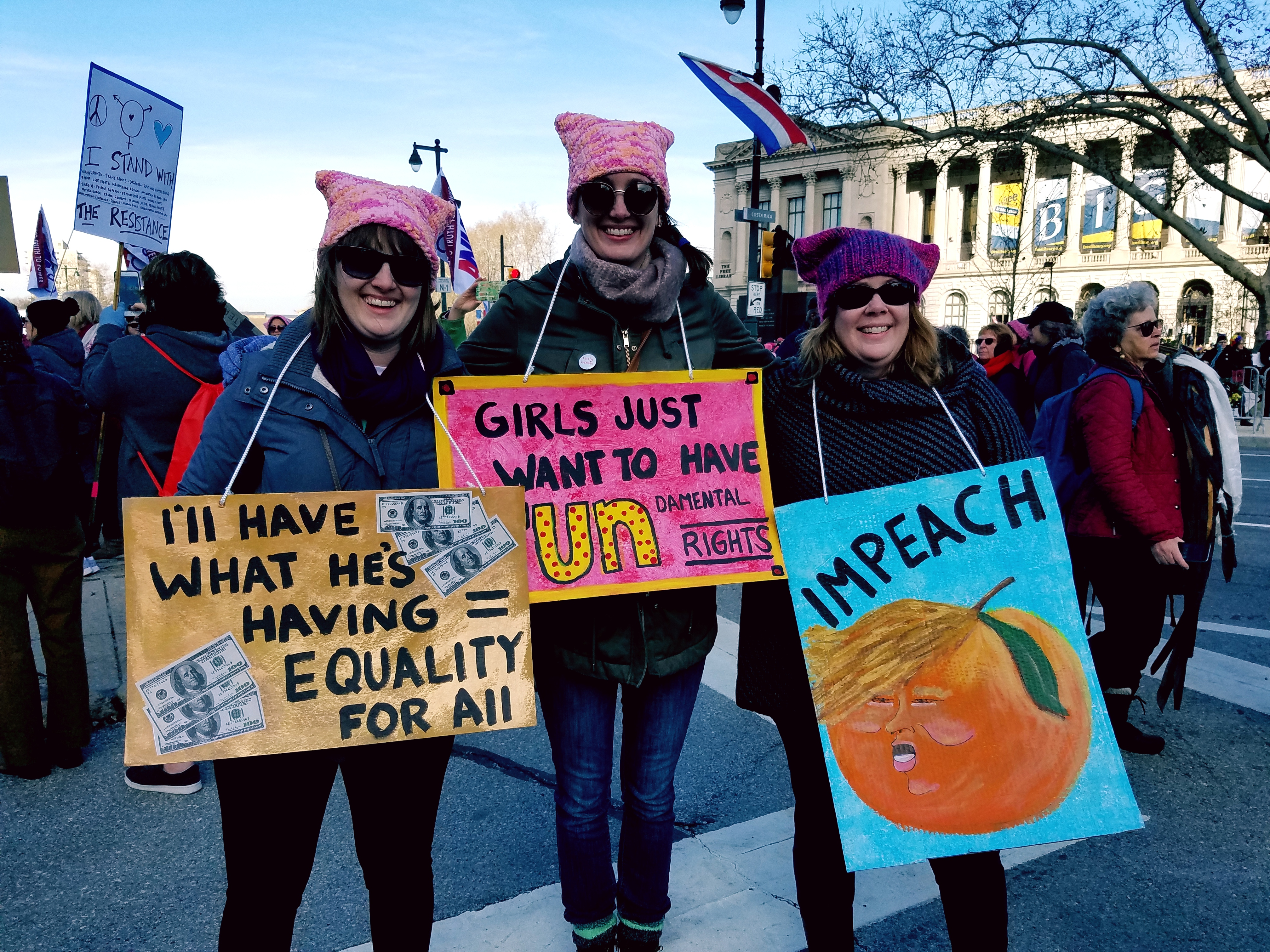
20 gen: Marxa de les Dones

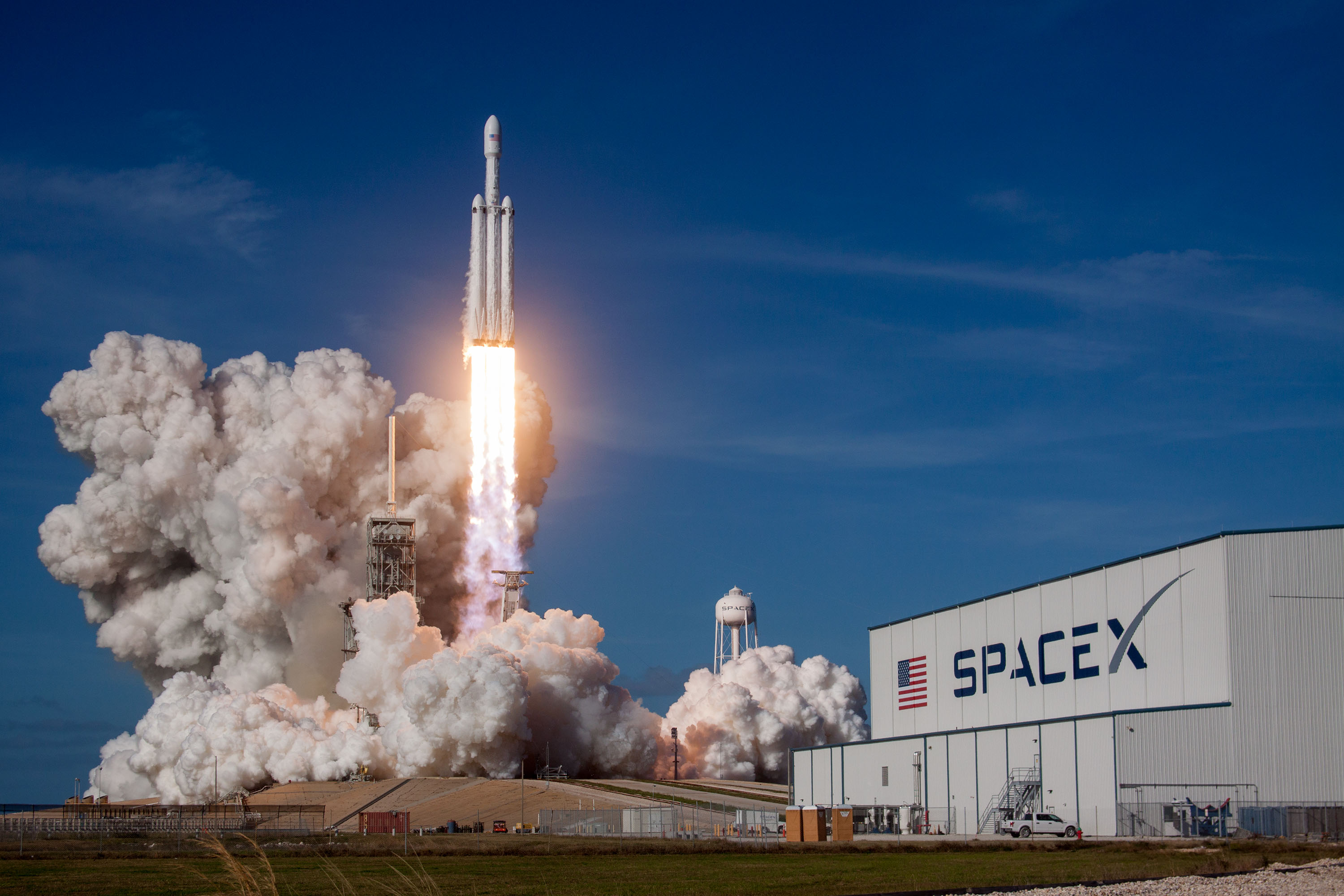
6 feb: llançament del Falcon Heavy

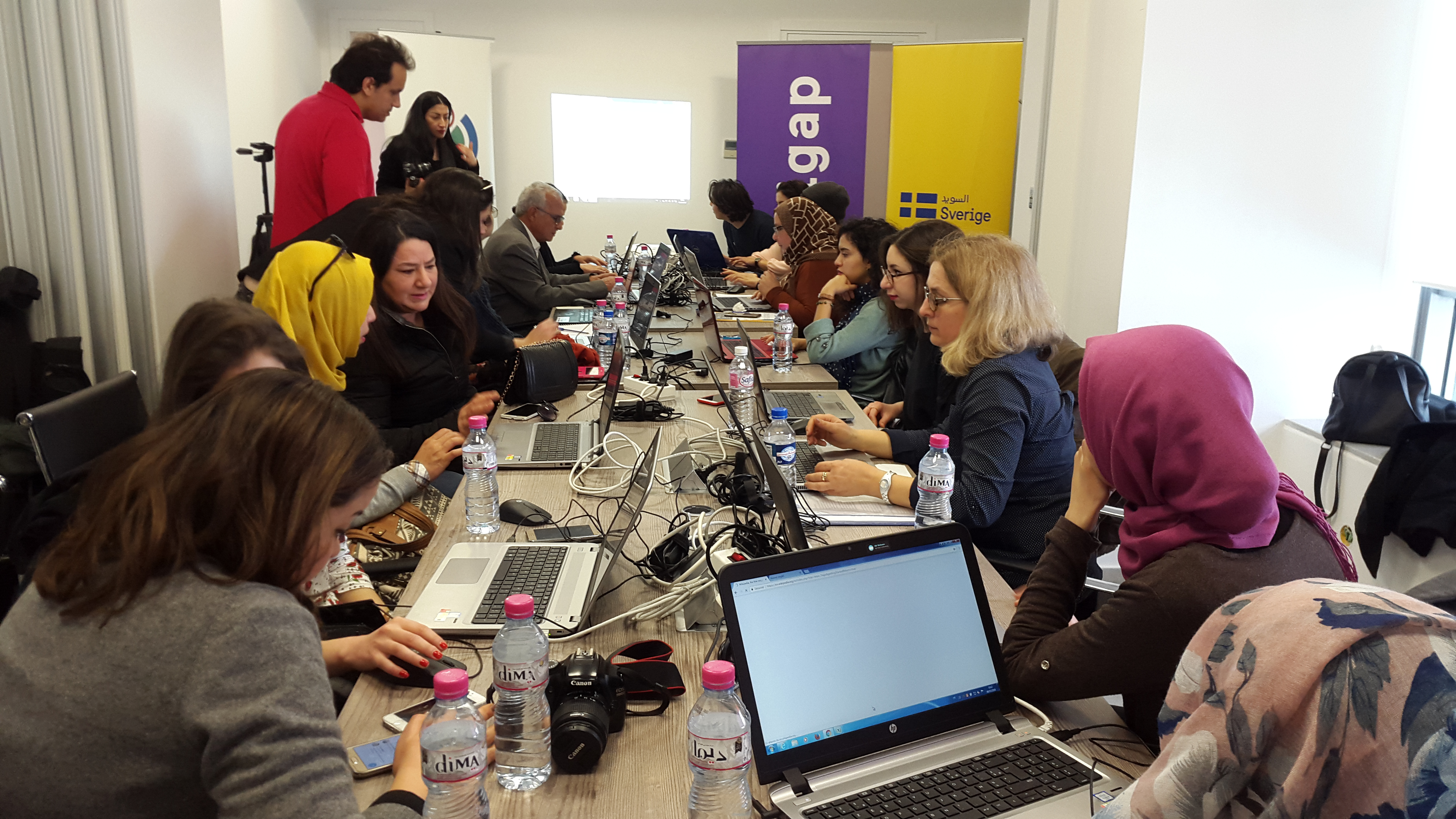
8 mar: WikiGap a Tunísia

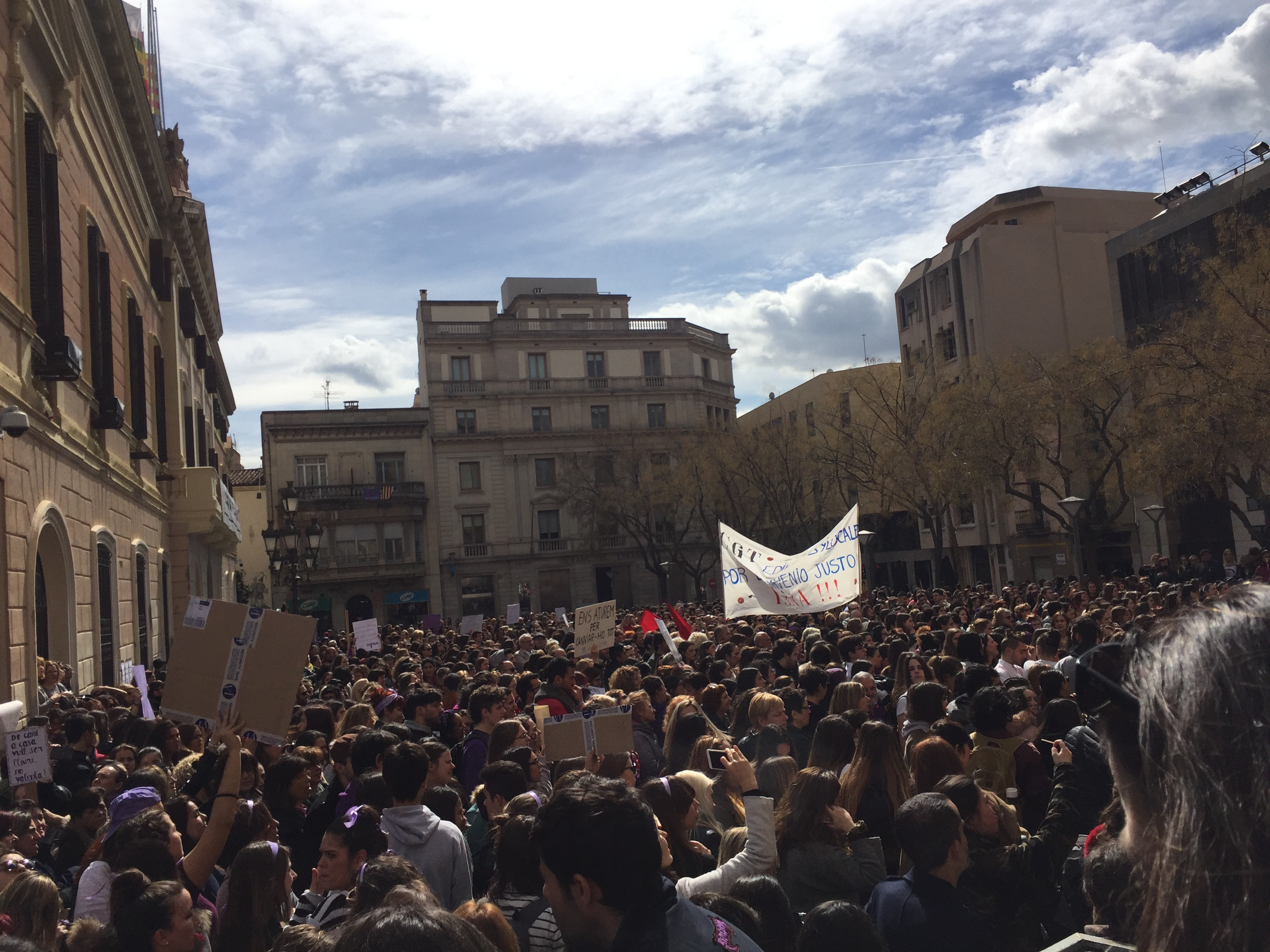
8 mar: vaga mundial feminista

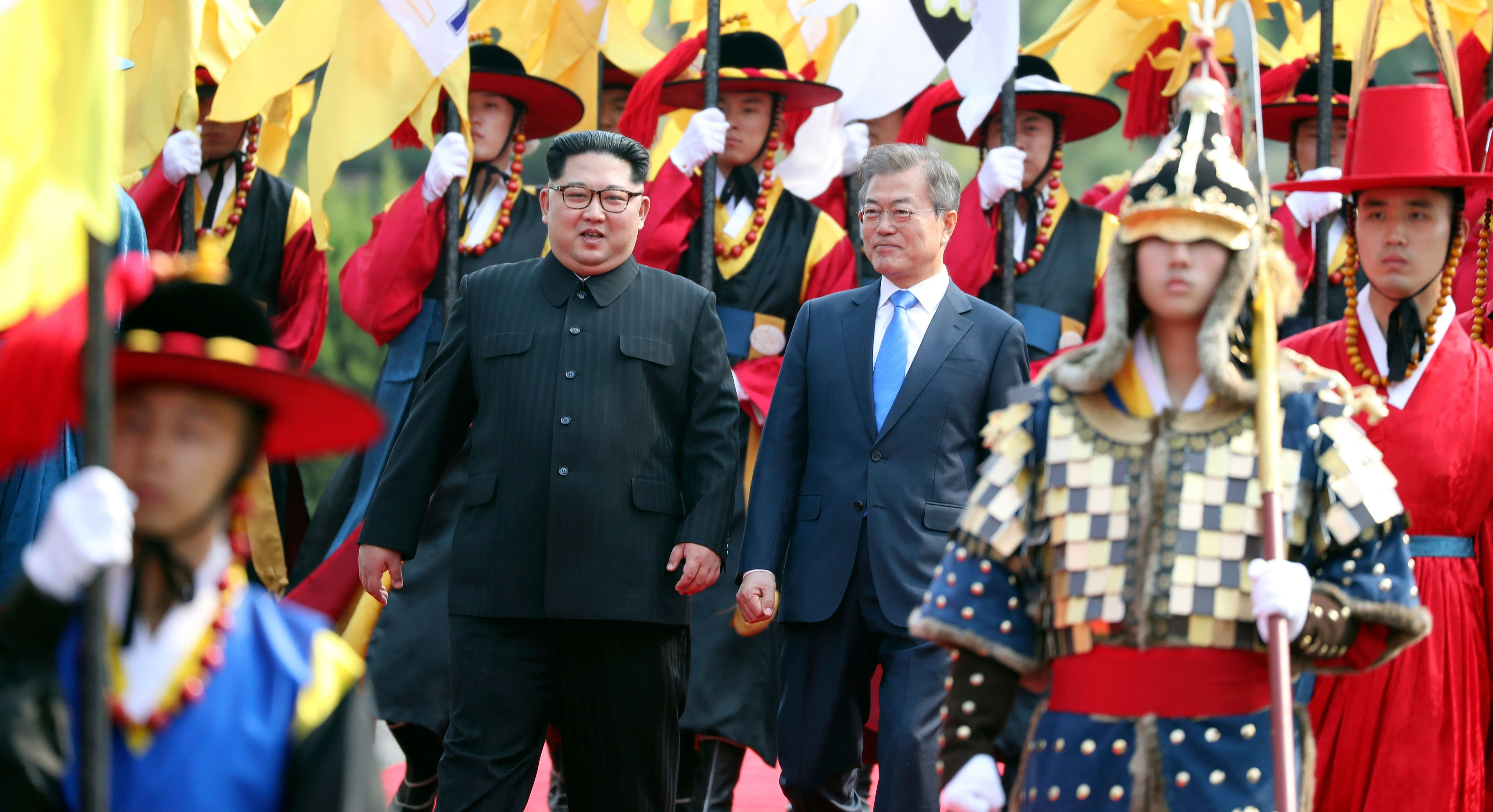
Abril: cimera intercoreana

## Esdeveniments
| M/d   | Lloc                  | Esdeveniment                                                                           | Àmbit     |
| ----- | --------------------- | -------------------------------------------------------------------------------------- | --------- |
| 02/14 | Parkland (Florida)    | 17 morts i 14 ferits en un tiroteig a l'escola secundària Stoneman Douglas de Parkland | successos |
| 08/20 | Cornellà de Llobregat | Atemptat frustrat de Cornellà de Llobregat de 2018                                     | successos |

| M/d   | Lloc      | Esdeveniment               | Àmbit  |
| ----- | --------- | -------------------------- | ------ |
| 06/30 | Tarragona | XVIII Jocs del Mediterrani | Esport |

- El 2018 s'espera que Itàlia, Mèxic, Suècia, el Brasil i els Estats Units d'Amèrica celebrin eleccions. Al llarg del 2018 Israel començarà a fer pública la informació classificada dels Arxius Estatals de les dues primeres dècades de la seva existència.[1]

El 2018 serà l'any mínim en què es farà el llançament del telescopi espacial James Webb, successor del Hubble, el qual va ser llançat el 1990. També es preveu que aquest any investigadors i inversors comencin el finançament per la construcció el 2031 de l'ascensor espacial i que es portin a terme la Mars Sample Return Mission i missions de demostració de tecnologies espacials (aerofrenat, propulsió elèctrica solar, aterratge) del Programa Aurora. També es planeja que Solar Probe Plus orbiti el Sol.
Entre els esdeveniments esportius programats pel 2018, destaquen els Jocs del Mediterrani de 2018 de Tarragona i els Jocs Olímpics d'Hivern de Pyeongchang (Corea del Sud) entre el 9 i 15 de febrer i la Copa del Món de Futbol a Rússia entre el 8 de juny i 8 de juliol. Barcelona serà la seu del XXXIII Campionat Europeu de Waterpolo.

15 feb: eclipsi solar
13 jul: eclipsi solar

## Efemèrides
El primer aniversari dels atemptats de Catalunya de 2017 es commemorà amb polèmica: el 17 d'agost a Barcelona, la presència del cap de l'Estat, el desencontre polític, la banalització dels actes per part d'alguns assistents i les provocacions d'espanyolistes exaltats marcaren la jornada.

### 200 anys o més
Es compleixen 700 anys de la creació de l'Arxiu de la Corona d'Aragó com a decisió sobirana de Jaume II d'Aragó el 1318.
El 22 de març, la Generalitat Valenciana commemorà els sis-cents anys de la seua fundació, en les Corts de València (1417-1418), amb un acte institucional al Convent de Sant Domènec (València).
Fa 550 anys de la mort de Joanot Martorell, autor de Tirant lo Blanc.
Fa 400 anys del naixement, el 9 de setembre de 1618, del compositor i monjo benedictí Joan Cererols.
Fa 200 anys del naixement de Manuel Milà i Fontanals (4 de maig) i Joaquim Rubió i Ors "Lo Gayter del Llobregat" (31 de juliol).

### 150 anys
Fa 150 anys del naixement del cardenal Francesc Vidal i Barraquer (3 d'octubre de 1868) i 75 del seu traspàs (13 setembre 1943). Fa 150anys del naixement de Pompeu Fabra (20 febrer), 70 anys de la seva mort a Prada de Conflent (25 desembre). També es compliran 100anys de la publicació de la Gramàtica catalana. Fa 150anys del naixement del folklorista Aureli Capmany i Farrés, l'astrònom Josep Comas i Solà, l'editor Gustau Gili, l'advocat Francesc Moragas, el pintor Antoni de Ferrater i l'arquitecte Lluís Muncunill.
El recinte esportiu més antic d'Europa encara en actiu, el Trinquet de Pelayo, també festeja els cent cinquanta anys de la inauguració (20 d'agost de 1868).

### 125 anys
El 1893 va néixer Carles Riba, J. V. Foix, Joan Miró, Frederic Mompou, Ventura Gassol, Jaume Bofill i Ferro, Joaquim Folguera, Cèsar August Jordana, Emili Vendrell, Frederic Marès, Enric Cristòfor Ricart i Nin i Carlos Pérez de Rozas Masdeu.

### 100 anys
Per a commemorar el centenari de la invenció de les bragues, la marca Petit Bateau organitzà un concurs de disseny.
El 2018 se celebrà el centenari del final de la Primera Guerra Mundial (11 de novembre) i el setantè aniversari de la Declaració Universal dels Drets Humans (10 de desembre), com també el centenari de l'afusellament de Nicolau II de Rússia i la seva família, així com de la Grip Espanyola.
També feu cent anys del naixement del filòsof Raimon Panikkar (2 novembre), l'escriptora Maria Aurèlia Capmany (3 agost), Montserrat Abelló (1 febrer), la compositora Matilde Salvador (23 de març), Manuel de Pedrolo (1 abril). També van néixer el 1918 Joan Francesc de Lasa, Marcel·lí Massana, Josep Lluís Ortega Monasterio, Teresa Rovira i Comas, Agustí de Semir, Miquel Siguan, Lluís Terricabres, Joan Josep Tharrats, Bernat Vidal i Tomàs i Ricard Viladesau.
I, sense data exacta, cent anys de la desaparició en alta mar de l'artiste Arthur Cravan (nascut el 1887).

### 50 anys
Farà 50 anys de l'últim concert oficial dels Setze Jutges. Compliran també 50 anys les cançons L'Estaca de Lluís Llach, Què volen aquesta gent? de Maria del Mar Bonet, L'home dibuixat de Jaume Sisa i Noia de porcellana de Pau Riba.

### 25 anys
L'11 d'abril de 1993 es produí l'assassinat de Guillem Agulló i Salvador a Montanejos.

### 10 anys
Es commemorà el desé aniversari de l'emissió del primer capítol de la sèrie Breaking Bad.

## Cronologia

### Art i arquitectura
El 6 de gener s'inaugurà la Catedral de la Nativitat del Caire, l'església cristiana (copta) més gran d'Orient Pròxim.
El 10 de març, l'artiste Rafa Tormo representà l'acció IP27: Celebrem la derrota, inspirat en el Ball de la Bandera de Beniarjó, al Teatre Micalet.

### Cinema i televisió
| M/d   | direcció         | títol                                          | gènere      |
| ----- | ---------------- | ---------------------------------------------- | ----------- |
| 10/19 | Carles Alberola  | M'esperaràs?                                   | comèdia     |
| 06/29 | Pau Durà         | Formentera Lady                                | drama       |
| 01/29 | Ryan Coogler     | Black Panther                                  | superheroic |
| 03/15 | Christian Frosch | Cas Murer: El carnisser de Vílnius             | drama hist. |
| 03/02 | Albert Hughes    | Alpha                                          | aventura    |
| 11/21 | Johnston/Moore   | En Ralph destrueix internet                    | animació 3D |
| 02/01 | Tatsuya Nagamine | Dragon Ball Super: Broly                       | animació    |
| 12/12 | div.             | Spider-Man: Un nou univers                     | superheroic |
| 04/27 | germans Russo    | Avengers: Infinity War                         | superheroic |
| 10/23 | Bryan Singer     | Bohemian Rhapsody                              | biogràfica  |
| 04/13 | Yuzuru Tachikawa | Detectiu Conan: El cas Zero                    | animació    |
| 01/25 | Carlo Verdone    | Beneïda disbauxa                               | comèdia     |
| 11/15 | David Yates      | Bèsties fantàstiques: Els crims de Grindelwald | fantàstic   |

La gala dels X Premis Gaudí se celebrà diumenge 29 de gener i homenatjà l'actriu Mercè Sampietro i Marro.
Morts
- 13nov  Toni Canet

El 25 de febrer, À punt feu la seua primera emissió audiovisual en directe per Internet: l'acte de la Crida (Falles de València).
Les emissions regulars començaren diumenge 10 de juny a les 14.30 amb un Telenotícies en directe.

### Còmics
- 36é Saló de Barcelona

El 36é Saló Internacional del Còmic de Barcelona tingué lloc del 12 al 15 d'abril.
L'autora valentina Ana Penyas guanyà el Premi Nacional de Còmic.
El 12 de novembre morí el guioniste novaiorqués Stan Lee, cocreador de molts personatges clàssics de Marvel Comics.
- 2 d'octubre: mor l'humoriste uruguaià Hermenegildo Sábat als huitanta-cinc anys.
- 7 de setembre: mor el dibuixant madrileny Ceesepe als seixanta anys.
- 29 d'agost: mor la dibuixant novaiorquesa Marie Severin als huitanta-nou anys.
- 23 d'agost: mor el dibuixant novaiorqués Russ Heath als noranta-un anys.
- 29 de juny: mor el dibuixant estatunidenc Steve Ditko a noranta anys.

### Literatura

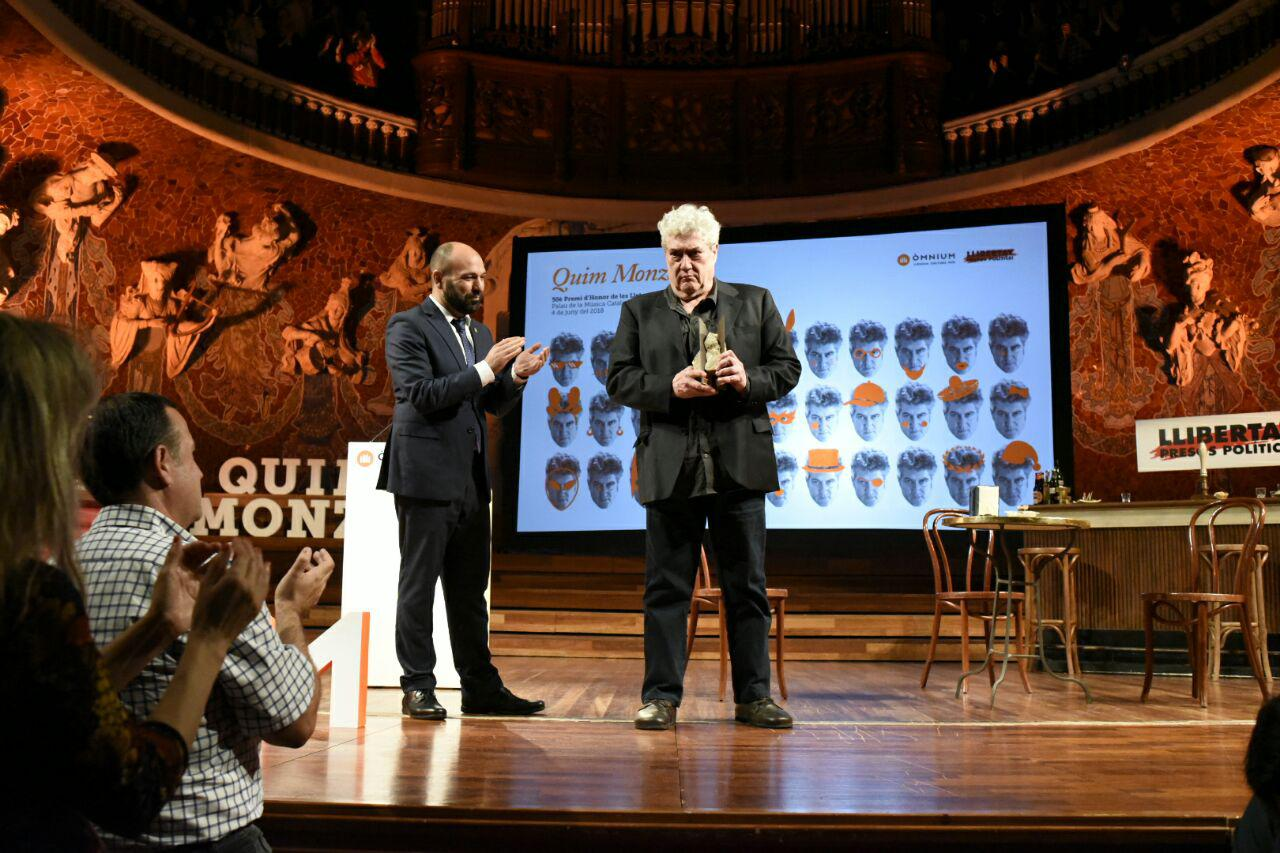
5 de juny: Quim Monzó, homenatjat

El 8 de gener, l'editorial Grupo Zeta anuncià que deixaria de publicar les revistes Interviú i Tiempo.
Òmnium Cultural acordà lliurar el Premi d'Honor de les Lletres Catalanes a l'escriptor barceloní Quim Monzó.
L'Ateneu Barcelonès es veié obligat a suspendre el XLVII Premi Crexells per la renúncia dels finalistes després d'una decisió polèmica del jurat.
Anna Moner guanyà el 30é Premi de Novel·la Ciutat d'Alzira amb La mirada de vidre.

### Dansa i esport
El Museu de la Festa d'Algemesí fon l'escenari de la constitució de la Federació Coordinadora de Muixerangues del País Valencià.
En la temporada del 2018 de pilota valenciana, l'equip de Benidorm compost per Pere Roc II, Jesús de Silla i Carlos del Genovés guanyaren la XXVII Lliga Professional d'Escala i Corda.
Barcelona acollirà el XVIII Mundial de Pilota Basca.
| M/d   | Nom                             | Activitat                                                                           | Origen         | E   |
| ----- | ------------------------------- | ----------------------------------------------------------------------------------- | -------------- | --- |
| 06/02 | Josep Miquel Aixalà i Martí     | realitzador                                                                         | lleidetà       |     |
| 09/29 | Macià Alavedra i Moner          | polític                                                                             | barceloní      | 84  |
| 10/24 | Carmen Alborch Bataller         | política                                                                            | castellonenca  | 70  |
| 06/16 | María José Alcón Miquel         | política                                                                            | mislatera      | 57  |
| 12/14 | Lluís Alpera i Leiva            | escriptor                                                                           | valentí        | 79  |
| 03/06 | Antoni Artigues Bonet           | filòleg                                                                             | mallorquí      | 67  |
| 11/27 | Francesc Aura Boronat           | activiste                                                                           | alcoià         | 99  |
| 04/03 | Ramon Bagó i Agulló             | empresari                                                                           | calellenc      | 83  |
| 12/28 | Irene Balaguer i Felip          | pedagoga                                                                            | barcelonina    | 70  |
| 01/16 | Enric Banyuls                   | artiste                                                                             | corberà        | 54  |
| 03/12 | Miguel Barceló Pérez            | polític                                                                             | benidormer     | 94  |
| 03/14 | Pere Iu Baron                   | activiste                                                                           | vernetenc      | 74  |
| 03/11 | Andreu Basolí i Rabasa          | motocicliste                                                                        | molletà        | 88  |
| 04/25 | Agustí Maria Bassols i Parés    | polític                                                                             | barceloní      | 93  |
| 08/26 | Albert Bastardes i Porcel       | arquitecte                                                                          | barceloní      | 85  |
| 02/15 | Jaume Botey i Vallès            | escriptor                                                                           | hospitalenc    | 77  |
| 12/07 | Barend Britz                    | jugador de rugbi                                                                    | sud-africà     | 63  |
| 05/24 | Lluís Cabanach                  | guitarriste                                                                         | català d'on?   | 68  |
| 12/28 | Moncho Calabuch i Batista       | cantant                                                                             | barceloní      | 78  |
| 04/02 | Anna Calvera Sagué              | dissenyadora i historiadora                                                         | barcelonina    | 63  |
| 04/02 | Paco Camarasa Yáñez             | llibreter                                                                           | valencià       | 67  |
| 11/13 | Toni Canet                      | cineasta                                                                            | llutxentí      | 65  |
| 08/07 | Antoni Cànovas i Lapuente       | nadador                                                                             | murcià         | 97  |
| 09/27 | Carles Canut i Bartra           | actor                                                                               | pallarés       | 74  |
| 03/18 | Josep Maria Caparrós Lera       | historiador                                                                         | barceloní      | 74  |
| 08/06 | Rosa Maria Carrasco i Azemar    | política                                                                            | barcelonina    | 82  |
| 07/25 | Salvador Carrera i Comes        | polític                                                                             | ribetà         | 82  |
| 03/10 | Joan Carreras i Martí           | lingüiste                                                                           | barceloní      | 83  |
| 01/04 | Jordi Carrió i Figuerola        | poeta                                                                               | barceloní      | 68  |
| 06/05 | Francisco Caudet Yarza          | novel·liste                                                                         | barceloní      | 78  |
| 03/03 | Adrià Ciurana Geli              | artiste                                                                             | figuerenc      | 32  |
| 01/12 | Pierre Pincemaille              | organista                                                                           | francesa       | 61  |
| 01/17 | Joan Clapera i Mayà             | pintor                                                                              | olotí          | 88  |
| 07/31 | Lluís Clapés Flaqué             | ceramiste                                                                           | sabadellenc    | 72  |
| 06/23 | Josep Colell i Solé             | polític                                                                             | lloberí        | 58  |
| 01/15 | Josep Costa i Planagumà         | filantrop                                                                           | badaloní       | 77  |
| 09/05 | Josep Dalmau i Olivé            | teòleg                                                                              | llorençà       | 91  |
| 07/25 | Agustí Daura Mèlich             | capellà                                                                             | cornellanenc   | 76  |
| 09/21 | José Luis de Delás Franco       | compositor                                                                          | barceloní      | 90  |
| 04/06 | Ángel de Tomás Aguirre          | futboliste                                                                          | basc           | 85  |
| 11/10 | Lluís Duch i Álvarez            | religiós                                                                            | barceloní      | 82  |
| 03/28 | Vicent Escrivà i Peiró          | escriptor                                                                           | fonter         | 69  |
| 12/28 | Raimon Escudé i Pladellorens    | polític                                                                             | terrassenc     | 84  |
| 03/30 | Vicent Esteve i Montalvà        | sindicaliste                                                                        | alzireny       | 63  |
| 05/07 | Antonio Fernández Moscú         | polític                                                                             | alacantí       | 70  |
| 02/10 | Maria Rosa Ferrer Obiols        | política                                                                            | andorrana      | 57  |
| 08/28 | Josep Fontana                   | historiador                                                                         | barceloní      | 86  |
| 04/09 | Josep Maria Font i Rius         | jurista                                                                             | barceloní      | 102 |
| 02/12 | Joan Fontcuberta i Gel          | traductor                                                                           | argentoní      | 79  |
| 04/22 | Eugeni Forcano i Andreu         | fotògraf                                                                            | canetenc       | 92  |
| 07/02 | Josep Maria Gasol i Almendros   | historiador                                                                         | manresà        | 93  |
| 07/20 | María Dolores Gispert Guart     | dobladora                                                                           | barcelonina    | 84  |
| 01/23 | Jesús Glück Sarasibar           | compositor                                                                          | valencià       | 76  |
| 07/20 | Macari Gómez Quibus             | cartellista                                                                         | reusenc        | 92  |
| 06/12 | Pedro E. Gozalbo Herrero        | empresari                                                                           | userà          | 71  |
| 12/26 | Jordi Grau i Solà               | cineasta                                                                            | barceloní      | 88  |
| 01/11 | Marc Humet i Palet              | patinador                                                                           | badaloní       | 95  |
| 01/07 | Avel·lí Ibàñez i Sensarrich     | activiste                                                                           | català d'on?   | 95  |
| 08/04 | Pep Laguarda                    | músic                                                                               | rafelbunyoler  | 71  |
| 12/03 | Genís Llamas i Llobet           | empresari                                                                           | badaloní       | 70  |
| 07/27 | Ricardo Llopesa                 | escriptor                                                                           | nicaragüenc    | 70  |
| 06/13 | Lluís López del Castillo        | filòleg                                                                             | hospitalenc    | 79  |
| 07/13 | Carloandrés López del Rey       | pintor                                                                              | eivissenc      | 91  |
| 03/29 | Vicent Madramany                | activiste                                                                           | alcudià        | 71  |
| 05/10 | Josep Maixenchs i Agustí        | cineasta                                                                            | egarenc        | 74  |
| 12/07 | Antònia March Serra             | religiosa                                                                           | manlleuenca    | 91  |
| 01/31 | Manel Marí                      | escriptor                                                                           | eivissenc      | 42  |
| 04/27 | Miquel Àngel Marimon i Fort     | polític                                                                             | ebrenc         | 72  |
| 10/02 | Vicenç Martínez i Alama         | futboliste                                                                          | barceloní      | 92  |
| 08/23 | Vicent Martínez Guzmán          | filòsof                                                                             | valler         | 68  |
| 01/23 | Carme Mateu i Quintana          | empresària                                                                          | barcelonina    | 81  |
| 01/23 | Jesús Mauri Mur                 | artista                                                                             | lleidatà       | 61  |
| 01/11 | Vicent Micó                     | activista                                                                           | ollerià        | 89  |
| 02/22 | Josep Mir i Bagó                | polític                                                                             | bianyenc       | 63  |
| 08/29 | Eduard Miralles Veintimilla     | gestor cultural                                                                     | barceloní      | 56  |
| 08/04 | Antonio Molina Valls            | basquetbolista                                                                      | badaloní       | 90  |
| 02/23 | Jacobo Muñoz Veiga              | filòsof                                                                             | valencià       | 75  |
| 01/20 | Gemma Molera Marimon            | artista                                                                             | barcelonina    | 53  |
| 10/09 | Antoni Navarro Monteys          | empresari                                                                           | barceloní      | 94  |
| 12/03 | Josep Lluís Núñez i Clemente    | empresari [[Fitxer:\|20px\|alt=Futbol Club Barcelona\|link=Futbol Club Barcelona]]  | barceloní      | 87  |
| 05/04 | Antoni Nughes                   | sacerdot                                                                            | alguerés       | 74  |
| 04/05 | Lluís Oliva i Vázquez de Novoa  | periodiste                                                                          | barceloní      | 62  |
| 10/20 | Montse Oliva Vilà               | periodista                                                                          | toranesa       | 52  |
| 10/01 | Alexandre Olivar i Daydí        | religiós                                                                            | barceloní      | 99  |
| 04/03 | Narcís Oliveres i Terrades      | polític                                                                             | figuerenc      | 88  |
| 02/17 | Miquel Pacheco Font             | ciclista                                                                            | sabadellenc    | 86  |
| 10/21 | Isidre Pañella i Virella        | pirotècnic                                                                          | sitgetà        | 79  |
| 05/11 | Juli Pardo i Padrós             | advocat                                                                             | barceloní      | 66  |
| 09/30 | Ramon Parés i Farràs            | biòleg                                                                              | barceloní      | 90  |
| 04/18 | Luísa Pastor Lillo              | política                                                                            | santvicentera  | 69  |
| 05/15 | Lluís Pellicer i Coma           | futboliste                                                                          | solsoní        | 86  |
| 04/28 | Montse Pérez                    | actriu                                                                              | barcelonina    | 61  |
| 06/19 | Manuel Pérez Bonfill            | pedagog                                                                             | tortosí        | 91  |
| 09/30 | Kike Pérez de Rozas             | fotògraf                                                                            | barceloní      | 87  |
| 07/04 | Víctor Pérez i Pallarés         | artiste                                                                             | lleidatà       | 85  |
| 08/08 | Santiago Pericot i Canaleta     | artiste                                                                             | masnoví        | 88  |
| 07/13 | Francesc d'Assís Picas Pons     | escriptor                                                                           | puig-regenc    | 96  |
| 01/12 | Francisco Pons Alcoy            | empresari                                                                           | beniparrellí   | 75  |
| 04/13 | Josep Anton Pérez Giner         | productor                                                                           | valencià       | 83  |
| 11/21 | Antoni Puig i Planas            | empresari                                                                           | barceloní      | 93  |
| 04/16 | Eduard Puig i Vayreda           | enòleg                                                                              | figuerenc      | 75  |
| 04/16 | Rosa Queralt                    | crítica d'art                                                                       | barcelonina    | 77  |
| 05/20 | Ramir Reig                      | historiador                                                                         | xativí         | 81  |
| 08/02 | Jaume Riera i Sans              | historiador                                                                         | santfeliuenc   | 76  |
| 02/06 | Montserrat Ros i Ribas          | filòloga                                                                            | barcelonina    | 74  |
| 07/31 | Josep Anton Rosell Pujol        | periodiste                                                                          | lleidatà       | 79  |
| 06/16 | Josep Maria Rovira Belloso      | teòleg                                                                              | barceloní      | 92  |
| 01/13 | Antonio Salazar Giménez         | activiste                                                                           | lleidatà       | 79  |
| 10/22 | Robert Saladrigas i Riera       | escriptor                                                                           | barceloní      | 78  |
| 05/26 | Màrius Sampere i Passarell      | escriptor                                                                           | barceloní      | 89  |
| 10/18 | Mercedes Sanchordi García       | política                                                                            | castellonenca  | 48  |
| 11/02 | Pere Antoni Serra Bauzà         | empresari                                                                           | solleric       | 90  |
| 07/03 | Eva Serra i Puig                | historiadora                                                                        | barcelonina    | 75  |
| 04/07 | Ernest Serrahima                | actor                                                                               | barceloní      | 81  |
| 01/21 | Dolors Sistac Sanvicén          | escriptora                                                                          | lleidatana     | 95  |
| 06/15 | Montserrat Soler i Puntonet     | bibliotecària                                                                       | figuerenca     | 88  |
| 12/09 | Martí Soler i Vinyes            | escriptor                                                                           | gavanenc       | 84  |
| 01/07 | Antoni Subirà i Claus           | polític                                                                             | mataroní       | 77  |
| 05/23 | Antoni Traveria Celda           | periodiste                                                                          | català d'on?   | 61  |
| 11/26 | Montserrat Tresserras i Dou     | nadadora                                                                            | olotina        | 88  |
| 06/30 | Josep Maria Vall i Cancer       | futbolista                                                                          | barceloní      | 78  |
| 12/22 | Narcís Ventalló i Surrallés     | jugador d'hoquei                                                                    | terrassenc     | 78  |
| 08/21 | Vicente Verdú Maciá             | escriptor                                                                           | elxà           | 75  |
| 01/19 | Jaume Vergés i Espinàs          | religiós                                                                            | vilatortí      | 81  |
| 06/04 | Francesc Vicens i Giralt        | crític d'art                                                                        | barceloní      | 90  |
| 08/15 | Jordi Villacorta i Garcia       | patinador                                                                           | barceloní      | 69  |
| 03/03 | Jorge Wagensberg Lubinski       | divulgador                                                                          | barceloní      | 69  |
| 05/13 | Maria-Rosa Wennberg             | filòloga                                                                            | sabadellenca   | 99  |
| 03/24 | José Antonio Abreu              | músic                                                                               | veneçolà       | 78  |
| 12/24 | Jozef Adamec                    | futboliste                                                                          | eslovac        | 76  |
| 07/04 | Boukary Adji                    | polític                                                                             | nigerí         | 78  |
| 12/27 | Juan Bautista Agüero            | futboliste                                                                          | paraguaià      | 83  |
| 10/18 | Abdel Rahman Swar al-Dahab      | militar                                                                             | sudanés        | 83  |
| 01/25 | Claribel Alegría                | escriptora                                                                          | nicaragüenca   | 93  |
| 12/08 | Liudmila Alekséieva             | activista                                                                           | crimeana       | 93  |
| 08/08 | Mario Alinei                    | lingüiste                                                                           | piemontés      | 91  |
| 10/15 | Paul Allen                      | empresari                                                                           | estatunidenc   | 65  |
| 09/26 | Helena Almeida                  | fotògrafa                                                                           | portuguesa     | 83  |
| 07/31 | Rafael Amador                   | futboliste                                                                          | mexicà         | 52  |
| 08/12 | Samir Amin                      | economiste                                                                          | egpci          | 86  |
| 04/25 | Michael Anderson                | cineasta                                                                            | londinenc      | 98  |
| 01/05 | Antonio Angelillo               | futboliste                                                                          | argentí        | 80  |
| 08/18 | Kofi Annan                      | diplomàtic                                                                          | ghanés         | 80  |
| 09/07 | Gaston Armand Amaudruz          | feixiste                                                                            | suís           | 97  |
| 10/14 | Eduardo Arroyo Rodríguez        | pintor                                                                              | madrileny      | 81  |
| 04/27 | Álvaro Arzú Irigoyen            | polític                                                                             | guatemalenc    | 72  |
| 10/27 | Yū Asagiri                      | mangaka                                                                             | toquiota       | 61  |
| 03/24 | Lys Assia                       | cantant                                                                             | suïssa         | 94  |
| 07/08 | Nino Assirelli                  | ciclista                                                                            | italià         | 92  |
| 06/22 | Halina Aszkiełowicz             | jugadora vòlei                                                                      | polonesa       | 71  |
| 02/04 | Davide Astori                   | futboliste                                                                          | llombard       | 31  |
| 04/25 | Abbas Attar                     | fotògraf                                                                            | iranià         | 73  |
| 03/27 | Stéphane Audran                 | actriu                                                                              | francesa       | 85  |
| 02/04 | Alan Baker                      | matemàtic                                                                           | londinenc      | 78  |
| 10/21 | Ilie Balaci                     | futboliste                                                                          | romanés        | 62  |
| 01/31 | Haradin Bala                    | militar                                                                             | kosovar        | 60  |
| 12/02 | Lothar Baumgarten               | artiste                                                                             | alemany        | 73  |
| 02/07 | John Perry Barlow               | activiste                                                                           | estatunidenc   | 70  |
| 05/26 | Alan Bean                       | astronauta                                                                          | texà           | 86  |
| 08/25 | Florian Beigel                  | arquitecte                                                                          | alemany        | 75  |
| 06/04 | Michael J. Belton               | astrònom                                                                            | anglés         | 83  |
| 03/15 | Tom Benson                      | empresari                                                                           | estatunidenc   | 90  |
| 12/08 | Evelyn Berezin                  | informàtica                                                                         | novaiorquesa   | 93  |
| 11/26 | Bernardo Bertolucci             | cineasta                                                                            | italià         | 77  |
| 12/07 | Belisario Betancur Cuartas      | ex president                                                                        | colombià       | 95  |
| 01/12 | Eddy Beugels                    | ciclista                                                                            | limburgués     | 73  |
| 11/09 | Bartolomé Bennassar             | historiador                                                                         | occità         | 89  |
| 03/07 | Reynaldo Benito Bignone         | militar                                                                             | argentí        | 90  |
| 04/20 | Tim Bergling Avicii             | discjòquei                                                                          | suec           | 28  |
| 12/01 | Ken Berry                       | comediant                                                                           | estatunidenc   | 85  |
| 01/18 | Günter Blobel                   | biòleg                                                                              | alemany        | 81  |
| 04/01 | Steven Bochco                   | cineasta                                                                            | novaiorqués    | 74  |
| 01/19 | Ute Bock                        | educadora                                                                           | austríaca      | 75  |
| 01/20 | Paul Bocuse                     | cuiner                                                                              | francés        | 91  |
| 02/13 | Joseph Bonnel                   | futboliste                                                                          | occità         | 79  |
| 05/31 | Ernesto Bono                    | ciclista                                                                            | llombard       | 82  |
| 02/10 | Walter Boucquet                 | ciclista                                                                            | flamenc        | 76  |
| 06/08 | Anthony Bourdain                | presentador                                                                         | novaiorqués    | 61  |
| 12/22 | Jean Bourgain                   | matemàtic                                                                           | flamenc        | 64  |
| 06/02 | Paul Delos Boyer                | químic                                                                              | estatunidenc   | 99  |
| 05/13 | Glenn Branca                    | guitarriste                                                                         | estatunidenc   | 69  |
| 10/29 | Klaas Bruinsma                  | traductor                                                                           | frisó          | 87  |
| 04/17 | Barbara Bush                    | Primera Dama                                                                        | novaiorquesa   | 92  |
| 11/30 | George Herbert Walker Bush      | polític                                                                             | estatunidenc   | 94  |
| 01/09 | Maruja Callaved                 | realitzadora                                                                        | aragonesa      | 89  |
| 11/16 | Francisco Calvo Serraller       | historiador de l'art                                                                | madrileny      | 70  |
| 02/17 | Blas Calzada Terrados           | economiste                                                                          | castellà       | 80  |
| 06/25 | Jesús Cardenal Fernández        | juriste                                                                             | castellà       | 88  |
| 08/01 | Mary Carlisle                   | actriu                                                                              | estatunidenca  | 104 |
| 06/29 | Arvid Carlsson                  | metge                                                                               | suec           | 95  |
| 07/09 | Peter Carington                 | polític                                                                             | anglés         | 99  |
| 09/29 | Pascale Casanova                | crítica literària                                                                   | francesad'on?  | 59  |
| 05/17 | Darío Castrillón Hoyos          | cardenal                                                                            | colombià       | 88  |
| 02/01 | Fidel Castro Díaz-Balart        | físic                                                                               | cubà           | 68  |
| 02/27 | Enrique Castro González         | futboliste                                                                          | asturià        | 68  |
| 08/31 | Luigi Luca Cavalli-Sforza       | genetiste                                                                           | genovès        | 96  |
| 09/13 | Guido Ceronetti                 | escriptor                                                                           | piemontés      | 91  |
| 09/29 | José Cervera                    | divulgador                                                                          | madrileny      | 53  |
| 02/21 | Emma Chambers                   | actriu                                                                              | anglesa        | 53  |
| 05/20 | Ramón Chao                      | escriptor                                                                           | gallec         | 82  |
| 12/16 | Chiquetete                      | cantant                                                                             | andalús        | 70  |
| 02/13 | Luis Cid Pérez                  | futboliste                                                                          | gallec         | 88  |
| 01/06 | Ricardo Ciérbide                | filòleg                                                                             | navarrés       | 81  |
| 01/05 | Carlos Heitor Cony              | escriptor                                                                           | brasiler       | 91  |
| 03/11 | Baltasar Corrada del Río        | polític                                                                             | porto-riqueny  | 82  |
| 09/20 | John Cunliffe                   | escriptor                                                                           | anglés         | 85  |
| 12/12 | Iraj Danaeifard                 | futboliste                                                                          | iranià         | 67  |
| 02/07 | Bernard Darmet                  | ciclista                                                                            | arpità         | 72  |
| 05/03 | Afonso Dhlakama                 | polític                                                                             | moçambiqués    | 65  |
| 10/26 | Roger De Breuker                | ciclista                                                                            | flamenc        | 78  |
| 03/10 | Hubert de Givenchy              | dissenyador                                                                         | francés        | 91  |
| 07/26 | Alfredo del Águila              | futboliste                                                                          | mexicà         | 83  |
| 08/02 | Armand de Las Cuevas            | ciclista                                                                            | francés        | 50  |
| 11/14 | Fernando del Paso               | escriptor                                                                           | mexicà         | 83  |
| 11/02 | Álvaro de Luna Blanco           | actor                                                                               | madrileny      | 83  |
| 07/26 | Adem Demaçi                     | polític                                                                             | albanés        | 82  |
| 02/13 | Enric de Monpezat               | aristòcrata                                                                         | gascó          | 83  |
| 06/07 | Arie den Hartog                 | ciclista                                                                            | holandés       | 77  |
| 06/02 | André Desvages                  | ciclista                                                                            | normand        | 74  |
| 05/08 | George Deukmejian               | polític                                                                             | novaiorqués    | 89  |
| 04/24 | Rick Dickinson                  | dissenyador                                                                         | anglés         | 61  |
| 06/30 | Helga Dietrich                  | botànica                                                                            | saxona         | 77  |
| 07/04 | Henri Dirickx                   | futboliste                                                                          | flamenc        | 90  |
| 06/29 | Steve Ditko                     | dibuixant de còmics                                                                 | estatunidenc   | 90  |
| 09/28 | Barnabas Sibusiso Dlamini       | polític                                                                             | swazilandés    | 76  |
| 04/30 | Manfredo do Carmo               | matemàtic                                                                           | brasiler       | 89  |
| 01/12 | Françoise Dorin                 | escriptora                                                                          | parisenca      | 89  |
| 05/04 | Renate Dorrestein               | escriptora                                                                          | holandesa      | 64  |
| 06/07 | David Douglas Duncan            | fotògraf de guerra                                                                  | estatunidenc   | 102 |
| 03/17 | Andreu Dupuy                    | historiador                                                                         | occità         | 89  |
| 12/12 | Noël Duval                      | arqueòleg                                                                           | francés        | 88  |
| 10/28 | Luis Miguel Enciso Recio        | historiador                                                                         | castellà       | 88  |
| 04/15 | R. Lee Ermey                    | actor                                                                               | estatunidenc   | 74  |
| 04/20 | Pedro Erquicia                  | periodiste                                                                          | basc           | 75  |
| 06/08 | Freddy Eugen                    | ciclista                                                                            | danés          | 77  |
| 09/27 | Tara Fares                      | model                                                                               | iraquiana      | 22  |
| 07/12 | Xerardo Fernández Albor         | polític                                                                             | gallec         | 100 |
| 04/18 | Jean Flori                      | historiador                                                                         | normand        | 82  |
| 12/03 | Győző Forintos                  | escaquiste                                                                          | hongarés       | 83  |
| 04/13 | Milos Forman                    | cineasta                                                                            | txec           | 86  |
| 06/23 | Alberto Fouilloux               | futboliste                                                                          | xilé           | 77  |
| 02/22 | Antonio Fraguas de Pablo        | humoriste                                                                           | madrileny      | 76  |
| 10/29 | Franco Franchi                  | ciclista                                                                            | italià         | 95  |
| 08/15 | Luis Fuertes Fuertes            | polític                                                                             | lleonés        | 70  |
| 01/07 | France Gall                     | cantant                                                                             | parisenca      | 70  |
| 03/14 | Rubén Galván                    | futboliste                                                                          | argentí        | 65  |
| 05/27 | Andrés Gandarias Albizu         | ciclista                                                                            | basc           | 75  |
| 01/14 | Pablo García Baena              | poeta                                                                               | cordovés       | 96  |
| 02/28 | Antonio García-Trevijano Forte  | activiste                                                                           | andalús        | 90  |
| 01/22 | Emilio Gastón Sanz              | polític                                                                             | saragossà      | 83  |
| 11/23 | Bernard Gauthier                | ciclista                                                                            | occità         | 94  |
| 04/07 | Mario Gaviria Labarta           | sociòleg                                                                            | navarrés       | 79  |
| 05/06 | Eric Geboers Mr. 875cc          | motociclista                                                                        | flamenc        | 55  |
| 02/26 | Robert Geldard                  | ciclista                                                                            | anglés         | 90  |
| 02/26 | Alain Gérard                    | polític                                                                             | bretó          | 80  |
| 02/20 | Arnaud Geyre                    | ciclista                                                                            | gascó          | 82  |
| 06/12 | Bonaldo Giaiotti                | baix                                                                                | furlà          | 85  |
| 12/09 | Riccardo Giacconi               | astrofísic                                                                          | lígur          | 87  |
| 02/23 | Lewis Gilbert                   | cineasta                                                                            | londinenc      | 97  |
| 12/19 | Norman Gimbel                   | lletriste                                                                           | novaiorqués    | 91  |
| 12/26 | Roy J. Glauber                  | físic                                                                               | novaiorqués    | 93  |
| 06/25 | David Goldblatt                 | fotògraf                                                                            | sud-africà     | 87  |
| 11/16 | William Goldman                 | escriptor                                                                           | estatunidenc   | 87  |
| 01/21 | Philippe Gondet                 | futboliste                                                                          | francés        | 75  |
| 10/26 | Ana González de Recabarren      | activista                                                                           | xilena         | 93  |
| 02/21 | Billy Graham                    | telepredicador                                                                      | estatunidenc   | 99  |
| 04/14 | Hal Greer                       | jugador de bàsquet                                                                  | estatunidenc   | 81  |
| 12/18 | Lajos Grendel                   | escriptor                                                                           | hongarés       | 70  |
| 03/12 | Oskar Gröning                   | militar                                                                             | saxó           | 96  |
| 04/09 | Peter Grünberg                  | físic                                                                               | alemany        | 78  |
| 01/31 | Haim Guri                       | escriptor                                                                           | israelià       | 94  |
| 01/14 | Dan Gurney                      | automobiliste                                                                       | novaiorqués    | 86  |
| 04/15 | Michael Halliday                | lingüiste                                                                           | anglés         | 93  |
| 06/26 | Richard Benjamin Harrison       | empresari                                                                           | estatunidenc   | 77  |
| 11/02 | Jane Hassler Hill               | lingüista                                                                           | californiana   | 79  |
| 08/13 | Georges Hausemer                | escriptor                                                                           | luxemburgués   | 61  |
| 05/25 | José Hawilla                    | empresari                                                                           | brasiler       | 74  |
| 03/14 | Stephen Hawking                 | físic                                                                               | anglés         | 76  |
| 01/15 | Edwin Hawkins                   | músic                                                                               | californià     | 74  |
| 01/26 | Elizabeth Hawley                | periodista                                                                          | estatunidenca  | 94  |
| 02/26 | Juan Hidalgo Codorniu           | artiste                                                                             | canari         | 90  |
| 11/26 | Stephen Hillenburg              | animador                                                                            | estatunidenc   | 57  |
| 01/21 | Tsukasa Hosaka                  | futboliste                                                                          | japonés        | 80  |
| 03/22 | René Orlando Houseman           | futboliste                                                                          | argentí        | 64  |
| 07/08 | Tab Hunter                      | actor                                                                               | novaiorqués    | 86  |
| 11/19 | Apisai Ielemia                  | polític                                                                             | tuvalu         | 63  |
| 05/19 | Robert Indiana                  | artiste                                                                             | estatunidenc   | 89  |
| 05/05 | José María Íñigo Gómez          | periodiste                                                                          | bilbaí         | 75  |
| 09/27 | Blagoje Istatov                 | futboliste                                                                          | macedoni       | 71  |
| 04/26 | Yoshinobu Ishii                 | futboliste                                                                          | japonés        | 79  |
| 06/27 | Joe Jackson                     | mànager                                                                             | estatunidenc   | 89  |
| 10/31 | José Marcelo Januário de Araújo | futboliste                                                                          | brasiler       | 46  |
| 01/27 | Ingvar Kamprad                  | empresari                                                                           | suec           | 91  |
| 09/23 | Charles Kao                     | físic                                                                               | xinés          | 84  |
| 07/30 | Andreas Kappes                  | ciclista                                                                            | alemany        | 52  |
| 10/02 | Jamal Khashoggi                 | periodiste                                                                          | saudita        | 59  |
| 03/08 | Milko Kelemen                   | compositor                                                                          | croat          | 93  |
| 08/25 | Lindsay Kemp                    | coreògraf                                                                           | anglés         | 80  |
| 10/11 | Dieter Kemper                   | ciclista                                                                            | alemany        | 81  |
| 03/23 | Philip Kerr                     | escriptor                                                                           | escocés        | 62  |
| 09/15 | Warwick Kerr                    | genetiste                                                                           | brasiler       | 96  |
| 05/13 | Margot Kidder                   | actriu                                                                              | canadenca      | 69  |
| 05/09 | Per Kirkeby                     | artiste                                                                             | danés          | 79  |
| 11/20 | Aaron Klug                      | químic                                                                              | lituà          | 92  |
| 10/20 | Wim Kok                         | polític                                                                             | holandés       | 80  |
| 08/29 | François Konter                 | futboliste                                                                          | luxemburgués   | 84  |
| 10/08 | Arnold Kopelson                 | productor                                                                           | novaiorqués    | 83  |
| 06/21 | Charles Krauthammer             | columniste                                                                          | novaiorqués    | 68  |
| 01/15 | Mathilde Krim                   | metgessa                                                                            | llombarda      | 91  |
| 01/22 | Ursula K. Le Guin               | escriptora                                                                          | californiana   | 89  |
| 02/25 | Branislav Kubala Daučík         | futboliste                                                                          | txecoslovac    | 69  |
| 09/19 | Győző Kulcsár                   | tirador                                                                             | hongarés       | 77  |
| 01/15 | Karl-Heinz Kunde                | ciclista                                                                            | alemany        | 80  |
| 09/23 | Gary Kurtz                      | cineasta                                                                            | californià     | 78  |
| 07/26 | Aloyzas Kveinys                 | escaquiste                                                                          | lituà          | 56  |
| 11/07 | Francis Lai                     | compositor                                                                          | niçard         | 86  |
| 03/16 | Adrian Lamo                     | furoner                                                                             | estatunidenc   | 37  |
| 06/02 | Álvaro Lapuerta Quintero        | polític                                                                             | riojà          | 90  |
| 09/30 | Walter Laqueur                  | historiador                                                                         | jueu           | 97  |
| 08/03 | Michèle Le Bris                 | cantant                                                                             | francesa       | 78  |
| 10/03 | Leon Max Lederman               | físic                                                                               | novaiorqués    | 96  |
| 05/04 | André Le Dissez le Facteur      | ciclista                                                                            | bretó          | 88  |
| 11/12 | Stan Lee                        | guioniste                                                                           | novaiorqués    | 95  |
| 03/11 | Karl Lehmann                    | cardenal                                                                            | alemany        | 81  |
| 03/01 | Anatoli Lein                    | escaquiste                                                                          | rus            | 86  |
| 04/08 | André Lerond                    | futbolista                                                                          | normand        | 87  |
| 02/23 | Bernat Lesfargues               | escriptor                                                                           | dordonyés      | 93  |
| 05/19 | Bernard Lewis                   | historiador                                                                         | londinenc      | 101 |
| 12/28 | Georges Loinger                 | activiste                                                                           | alsacià        | 108 |
| 02/05 | Gonzalo López Alba              | periodiste                                                                          | lleonés        | 58  |
| 03/02 | Jesús López Cobos               | director                                                                            | castellà       | 78  |
| 07/03 | José María López de Letona      | empresari                                                                           | castellà       | 95  |
| 03/09 | Celso López Gavela              | polític                                                                             | asturlleonés   | 92  |
| 05/08 | Julio López Hernández           | escultor                                                                            | madrileny      | 87  |
| 06/28 | Domenico Losurdo                | filòsof                                                                             | italià         | 76  |
| 02/14 | Ruud Lubbers                    | polític                                                                             | holandés       | 78  |
| 02/24 | Bud Luckey                      | animador                                                                            | estatunidenc   | 83  |
| 05/18 | Antonio Lupatelli               | autor infantil                                                                      | italià         | 87  |
| 07/01 | Gillian Lynne                   | coreògrafa                                                                          | londinenca     | 92  |
| 11/13 | Katherine MacGregor             | actriu                                                                              | californiana   | 93  |
| 04/02 | Winnie Madikizela-Mandela       | política                                                                            | sud-africana   | 81  |
| 11/26 | Iravatham Mahadevan             | epigrafiste                                                                         | tàmil          | 88  |
| 02/04 | John Mahoney                    | actor                                                                               | anglés         | 77  |
| 10/30 | Erika Mahringer                 | esquiadora                                                                          | austríaca      | 93  |
| 04/14 | Jean-Claude Malgoire            | músic                                                                               | provençal      | 72  |
| 01/19 | Dorothy Malone                  | actriu                                                                              | estatunidenca  | 93  |
| 09/27 | James Gardner March             | economiste                                                                          | estatunidenc   | 90  |
| 10/06 | Viktòria Marinova               | periodista                                                                          | búlgara        | 30  |
| 12/17 | Penny Marshall                  | cineasta                                                                            | novaiorquesa   | 87  |
| 01/23 | Hugh Masekela                   | músic                                                                               | sud-africà     | 78  |
| 09/21 | Vitali Massol                   | polític                                                                             | ucraïnés       | 89  |
| 08/25 | John McCain                     | polític                                                                             | estatunidenc   | 81  |
| 05/19 | Vincent McEveety                | cineasta                                                                            | californià     | 88  |
| 05/31 | Nairn McEwan                    | jugador de rugbi                                                                    | escocés        | 76  |
| 08/20 | James McIlroy                   | futboliste                                                                          | nord-irlandés  | 86  |
| 11/15 | Jorés Medvédev                  | biòleg                                                                              | georgià        | 93  |
| 08/29 | James Mirrlees                  | economiste                                                                          | escocés        | 82  |
| 09/12 | Walter Mischel                  | psicòleg                                                                            | vienés         | 88  |
| 07/22 | Chiyo Miyako                    | supercentenària                                                                     | japonesa       | 117 |
| 01/03 | Aurelio Menéndez Menéndez       | juriste                                                                             | asturià        | 90  |
| 05/12 | Antonio Mercero                 | cineasta                                                                            | basc           | 82  |
| 01/31 | Domingos Merino                 | polític                                                                             | gallec         | 78  |
| 04/24 | Henri Michel                    | futboliste                                                                          | provençal      | 70  |
| 04/08 | John Miles                      | automobiliste                                                                       | londinenc      | 74  |
| 04/19 | Luis Montes Mieza               | anestesiste                                                                         | castellà       |     |
| 08/03 | Moshé Mizrahi                   | cineasta                                                                            | israelià       | 86  |
| 11/06 | Dave Morgan                     | automobiliste                                                                       | anglés         | 74  |
| 11/28 | Robert Morris                   | artiste                                                                             | estatunidenc   | 87  |
| 01/08 | Antonio Munguía                 | futboliste                                                                          | mexicà         | 75  |
| 12/03 | Geoff Murphy                    | cineasta                                                                            | neozelandés    | 80  |
| 08/11 | V. S. Naipaul                   | escriptor                                                                           | britànic       | 85  |
| 05/26 | Henri Namphy                    | dictador                                                                            | haitià         | 85  |
| 04/15 | Miriam Naveira Merly            | jurista                                                                             | porto-riquenya | 83  |
| 06/28 | Christine Nöstlinger            | escriptora                                                                          | vienesa        | 81  |
| 01/29 | Francisco Núñez Olivera         | supercentenari                                                                      | extremeny      | 113 |
| 06/03 | Miguel Obando Bravo             | cardenal                                                                            | nicaragüenc    | 92  |
| 03/19 | Keith O'Brien                   | cardenal                                                                            | nord-irlandés  | 80  |
| 06/04 | Marc Ogeret                     | cantant                                                                             | parisenc       | 86  |
| 01/01 | Manuel Olivencia Ruiz           | jurista                                                                             | andalús        | 88  |
| 05/05 | Ermanno Olmi                    | cineasta                                                                            | llombard       | 86  |
| 01/15 | Dolores O'Riordan               | cantant                                                                             | irlandesa      | 46  |
| 08/27 | Alfonso Osorio                  | polític                                                                             | càntabre       | 94  |
| 12/28 | Amos Oz                         | escriptor                                                                           | israelià       | 79  |
| 10/15 | Arto Paasilinna                 | escriptor                                                                           | finlandés      | 76  |
| 08/24 | Javier Otxoa Palacios           | ciclista                                                                            | basc           | 43  |
| 03/12 | Antonio Pais Castroagudín       | futboliste                                                                          | gallec         | 79  |
| 01/20 | Naomi Parker                    | obrera                                                                              | estatunidenca  | 96  |
| 04/26 | Gianfranco Parolini             | cineasta                                                                            | romà           | 88  |
| 01/23 | Nicanor Parra                   | escriptor                                                                           | xilé           | 103 |
| 09/21 | Trần Đại Quang                  | polític                                                                             | vietnamita     | 61  |
| 04/21 | Nelson Pereira dos Santos       | cineasta                                                                            | brasiler       | 89  |
| 04/15 | Manuel Pérez Ledesma            | historiador                                                                         | madrileny      | 73  |
| 01/09 | Mario Perniola                  | filòsof                                                                             | piemontés      | 76  |
| 12/09 | Pèire Pessamessa                | escriptor                                                                           | marsellés      | 86  |
| 10/05 | Víctor Pey                      | empresari                                                                           | xilé           | 103 |
| 07/26 | Eugène Philipps                 | sociolingüiste                                                                      | alsacià        | 100 |
| 05/26 | Roger Piantoni                  | futboliste                                                                          | francés        | 86  |
| 05/16 | Lucian Pintilie                 | cineasta                                                                            | romanés        | 84  |
| 04/12 | Sergio Pitol                    | escriptor                                                                           | mexicà         | 85  |
| 01/13 | Jean Porter                     | actriu                                                                              | texana         | 95  |
| 08/15 | Marisa Porcel                   | actriu                                                                              | aragonesa      | 74  |
| 12/18 | Ramón Porgueres Hernández       | militar                                                                             | castellà       | 90  |
| 03/19 | Moishe Postone                  | historiador                                                                         | canadenc       | 75  |
| 05/28 | María Dolores Pradera           | cantant                                                                             | madrilenya     | 93  |
| 07/26 | Orlando Ramírez                 | futboliste                                                                          | xilé           | 75  |
| 11/04 | Juan Antonio Ramírez Sunyer     | jutge                                                                               | espanyol       | 71  |
| 03/03 | Ivone Ramos                     | escriptora                                                                          | capverdiana    | 91  |
| 10/14 | Mel Ramos                       | pintor                                                                              | californià     | 83  |
| 08/14 | Randy Rampage                   | músic                                                                               | canadenc       | 58  |
| 07/08 | Robert D. Ray                   | polític                                                                             | estatunidenc   | 89  |
| 09/06 | Burt Reynolds                   | actor                                                                               | estatunidenc   | 82  |
| 03/18 | Ivor Richard                    | polític                                                                             | gal·lés        | 85  |
| 07/18 | Burton Richter                  | físic                                                                               | novaiorqués    | 87  |
| 03/23 | Roger Rioland                   | ciclista                                                                            | francés        | 93  |
| 04/01 | Efraín Ríos Montt               | dictador                                                                            | guatemalenc    | 91  |
| 01/09 | Victoriano Ríos Pérez           | polític                                                                             | canari         | 87  |
| 03/02 | Carlo Ripa di Meana             | polític                                                                             | toscà          | 88  |
| 01/11 | Ulf Risse                       | dissenyador                                                                         | alemany        | 80  |
| 12/26 | Lawrence Roberts                | informàtic                                                                          | estatunidenc   | 81  |
| 08/06 | Joël Robuchon                   | cuiner                                                                              | francés        | 73  |
| 02/09 | Carlos Robles Piquer            | polític                                                                             | madrileny      | 92  |
| 01/13 | Julio Rocha López               | futboliste                                                                          | nicaragüenc    | 67  |
| 01/20 | Jim Rodford                     | músic                                                                               | anglés         | 76  |
| 09/26 | Manuel Rodríguez Araneda        | futboliste                                                                          | xilé           | 80  |
| 09/19 | Jesús Rodríguez Magro           | ciclista                                                                            | madrileny      | 58  |
| 11/23 | Nicolas Roeg                    | cineasta                                                                            | londinenc      | 90  |
| 06/16 | Guennadi Rojdéstvenski          | director                                                                            | moscovita      | 87  |
| 12/25 | Nancy Roman                     | astrònoma                                                                           | estatunidenca  | 93  |
| 06/27 | Covadonga Romero Rodríguez      | artista                                                                             | asturiana      | 100 |
| 03/27 | Clément Rosset                  | filòsof                                                                             | normand        | 78  |
| 05/22 | Philip Roth                     | escriptor                                                                           | estatunidenc   | 85  |
| 10/02 | Hermenegildo Sábat              | dibuixant                                                                           | uruguaià       | 85  |
| 06/04 | Ahmed Said                      | locutor                                                                             | egipci         | 92  |
| 02/13 | Josefina Samper Rojas           | sindicalista                                                                        | andalusa       | 90  |
| 09/07 | Carlos Sánchez Pérez            | dibuixant                                                                           | madrileny      | 60  |
| 01/27 | Tadashi Sawashima               | cineasta                                                                            | japonés        | 91  |
| 12/25 | Sigi Schmid                     | futboliste                                                                          | alemany        | 65  |
| 04/15 | Neena Schwartz                  | endocrinòloga                                                                       | estatunidenca  | 91  |
| 09/06 | Claudio Scimone                 | director                                                                            | venecià        | 83  |
| 09/25 | Wenceslao Selga Padilla         | bisbe                                                                               | filipí         | 68  |
| 09/04 | Elisa Serna                     | cantautora                                                                          | madrilenya     | 75  |
| 07/10 | José María Setién               | bisbe                                                                               | basc           | 90  |
| 08/30 | Marie Severin                   | dibuixant de còmics                                                                 | novaiorquesa   | 89  |
| 12/28 | Shehu Shagari                   | ex president                                                                        | nigerià        | 93  |
| 01/28 | Gene Sharp                      | politòleg                                                                           | estatunidenc   | 90  |
| 03/22 | Dariush Shayegan                | filòsof                                                                             | iranià         | 83  |
| 10/25 | Norman Sheil                    | ciclista                                                                            | anglés         | 86  |
| 10/19 | Osamu Shimomura                 | químic                                                                              | japonés        | 90  |
| 03/02 | Maria Grazia Siliato            | arqueòloga                                                                          | genovesa       | 91  |
| 07/01 | Anacleto Sima Ngua              | cardenal                                                                            | equatoguineà   | 82  |
| 12/12 | Edmond Simeoni                  | polític                                                                             | cors           | 84  |
| 08/26 | Neil Simon                      | guioniste                                                                           | novaiorqués    | 91  |
| 05/28 | Jens Christian Skou             | químic                                                                              | danés          | 99  |
| 06/30 | José Antonio Somalo Giménez     | juriste                                                                             | madrileny      | 89  |
| 08/29 | Paul Spudis                     | geòleg                                                                              | estatunidenc   | 65  |
| 10/27 | Vichai Srivaddhanaprabha        | empresari                                                                           | tailandés      | 60  |
| 08/21 | Stefán Karl Stefánsson          | actor                                                                               | islandés       | 43  |
| 10/09 | Thomas A. Steitz                | químic                                                                              | estatunidenc   | 78  |
| 03/03 | David Ogden Stiers              | actor                                                                               | estatunidenc   | 75  |
| 05/28 | Michel Stolker                  | ciclista                                                                            | neerlandés     | 84  |
| 12/12 | Pavle Strugar                   | militar                                                                             | montenegrí     | 85  |
| 03/06 | John Edward Sulston             | químic                                                                              | anglés         | 75  |
| 01/07 | Peter Sutherland                | polític                                                                             | dublinés       | 71  |
| 06/29 | Irena Szewińska                 | atleta                                                                              | polonesa       | 72  |
| 09/12 | Rachid Taha                     | cantant                                                                             | algerià        | 59  |
| 04/05 | Isao Takahata                   | animador                                                                            | japonés        | 82  |
| 07/05 | Jean-Louis Tauran               | cardenal                                                                            | gascó          | 75  |
| 03/01 | Luigi Taveri                    | motocicliste                                                                        | suís           | 88  |
| 04/15 | Vittorio Taviani                | cineasta                                                                            | toscà          | 88  |
| 08/29 | Paul Taylor                     | coreògraf                                                                           | estatunidenc   | 88  |
| 02/22 | Richard Edward Taylor           | físic                                                                               | canadenc       | 88  |
| 08/16 | Mikuláš Teich                   | historiador                                                                         | eslovac        | 100 |
| 12/16 | Joseph Thomin                   | ciclista                                                                            | bretó          | 87  |
| 09/25 | Jerry Thorpe                    | cineasta                                                                            | estatunidenc   | 92  |
| 08/23 | Jesús Torbado Carro             | escriptor                                                                           | lleonés        | 75  |
| 02/14 | Morgan Tsvangirai               | polític                                                                             | zimbabués      | 65  |
| 04/21 | Verne Troyer                    | actor                                                                               | estatunidenc   | 49  |
| 08/16 | Atal Bihari Vajpayee            | polític                                                                             | hindú          | 93  |
| 05/14 | William Vance                   | dibuixant de còmics                                                                 | belga          | 82  |
| 02/12 | Martin van der Borgh            | ciclista                                                                            | limburgués     | 83  |
| 03/28 | Eugène Van Roosbroeck           | ciclista                                                                            | flamenc        | 89  |
| 10/22 | José Varacka                    | futboliste                                                                          | argentí        | 86  |
| 04/01 | Julia Vargas-Weise              | cineasta                                                                            | boliviana      | 75  |
| 06/13 | Charles Vinci                   | halterofiliste                                                                      | estatunidenc   | 85  |
| 10/06 | Michel Vovelle                  | historiador                                                                         | francés        | 85  |
| 01/27 | Mort Walker                     | dibuixant de còmics                                                                 | estatunidenc   | 94  |
| 11/08 | Gottfried Weilenmann            | ciclista                                                                            | suís           | 98  |
| 09/13 | Albrecht Wellmer                | filòsof                                                                             | alemany        | 85  |
| 03/05 | Hayden White                    | filòsof                                                                             | estatunidenc   | 89  |
| 12/17 | Raven Wilkinson                 | ballarina                                                                           | novaiorquesa   | 83  |
| 03/16 | Raymond Wilson                  | físic                                                                               | anglés         | 89  |
| 07/09 | Hans Günter Winkler             | genet                                                                               | alemany        | 91  |
| 12/15 | Girma Wolde-Giorgis             | ex president                                                                        | etíop          | 93  |
| 05/14 | Tom Wolfe                       | escriptor                                                                           | estatunidenc   | 88  |
| 07/27 | Vitali Xentalinski              | escriptor                                                                           | siberià        | 78  |
| 08/01 | Cui Xiuwen                      | artista                                                                             | xinesa         | 47  |
| 08/16 | Ielena Xuixunova                | gimnasta                                                                            | russa          | 49  |
| 03/09 | Elías Yanes Álvarez             | bisbe                                                                               | canari         | 90  |
| 10/30 | Jin Yong                        | escriptor                                                                           | xinés          | 94  |
| 01/05 | John W. Young                   | astronauta                                                                          | californià     | 87  |
| 08/31 | Aleksandr Zakhàrtxenko          | polític                                                                             | ucraïnés       | 42  |
| 06/30 | José Antonio Zaldúa             | futboliste [[Fitxer:\|20px\|alt=Futbol Club Barcelona\|link=Futbol Club Barcelona]] | navarrés       | 76  |
| M/d   | Nom                             | Activitat                                                                           | Origen         | E   |

Fenòmens naturals
L'Huracà Leslie (2018), originat el 23 de setembre a l'oceà Atlàntic, aplegà a la península Ibèrica convertit en tempesta i va fer onze morts al Llenguadoc.

### Música
Al gener, el grup estatunidenc Lynyrd Skynyrd anuncià llur gira de despedida.
El Festival del Mil·lenni de Barcelona començà eixe mes amb les actuacions de Carla Bruni o Vintage Trouble i es perllongà fins al 22 de maig amb altres concerts com el de Jethro Tull; el Tradicionàrius tingué lloc del 12 de gener al 23 de març; el BarnaSants, del 26 de gener al 14 d'abril; Bob Dylan actuà el 30 i el 31 de març al Liceu en el marc del Guitar BCN, que acabà el 26 de juny amb Ringo Starr; el RockFest de Santa Coloma de Gramenet tingué del 5 al 7 de juliol a Judas Priest, Kiss, Megadeth, Ozzy Osbourne i Scorpions.
El 15 de febrer, el grup hamburguès Blumfeld, dissolt el 2007, anuncià una roda de deu concerts per Alemanya al maig amb la formació original.
El Festival de Músiques Disperses de Lleida presentà en cartell als artistes internacionals Estas Tonne, Mark Fry, Alisha Sufit, Zé Vito i Baiuca, a més de Ferran Palau d'Anímic, Maria Arnal i Marcel Bagés.
El grup perpinyanenc Blues de Picolat va fer llur darrer concert el 30 de març al Casal Musical de Perpinyà.
El 21 d'abril Manresa acollí un festival en commemoració dels cinquanta anys del recital del Grup de Folk al Parc de la Ciutadella de Barcelona (23 de maig de 1968).
El 7 de juny es presentà a València la reedició del disc Humitat relativa, de Remigi Palmero i Bon Matí.
El grup gironí Sopa de Cabra commemorà els trenta anys de la publicació de llur primera maqueta amb un concert a la sala La Mirona de Salt.
- Els Ullals en À Punt
- 11des  Angelo Conti Sigaro (Banda Bassotti)

### Premis Nobel
| Camp                  | Guardonats                                             |
| --------------------- | ------------------------------------------------------ |
| Física                | - Arthur Ashkin - Gérard Mourou - Donna Strickland     |
| Química               | - Frances H. Arnold - George P. Smith - Gregory Winter |
| Medicina o Fisiologia | - James P. Allison - Tasuku Honjo                      |
| Literatura            | - Olga Tokarczuk                                       |
| Pau                   | - Denis Mukwege - Nadia Murad                          |
| Economia              | - Paul Romer - William Nordhaus                        |

### Política i revolució

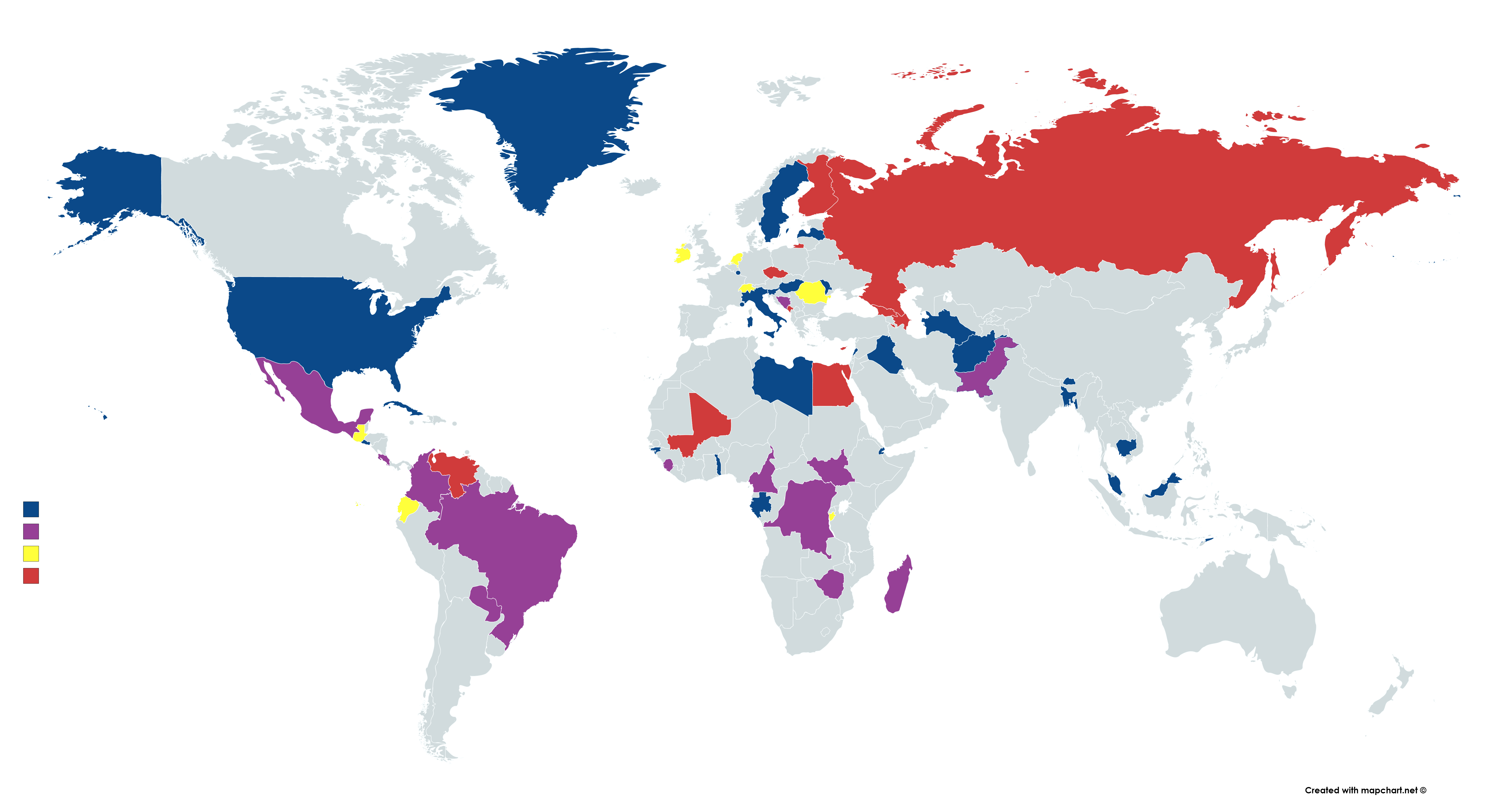
Mapa electoral de 2018
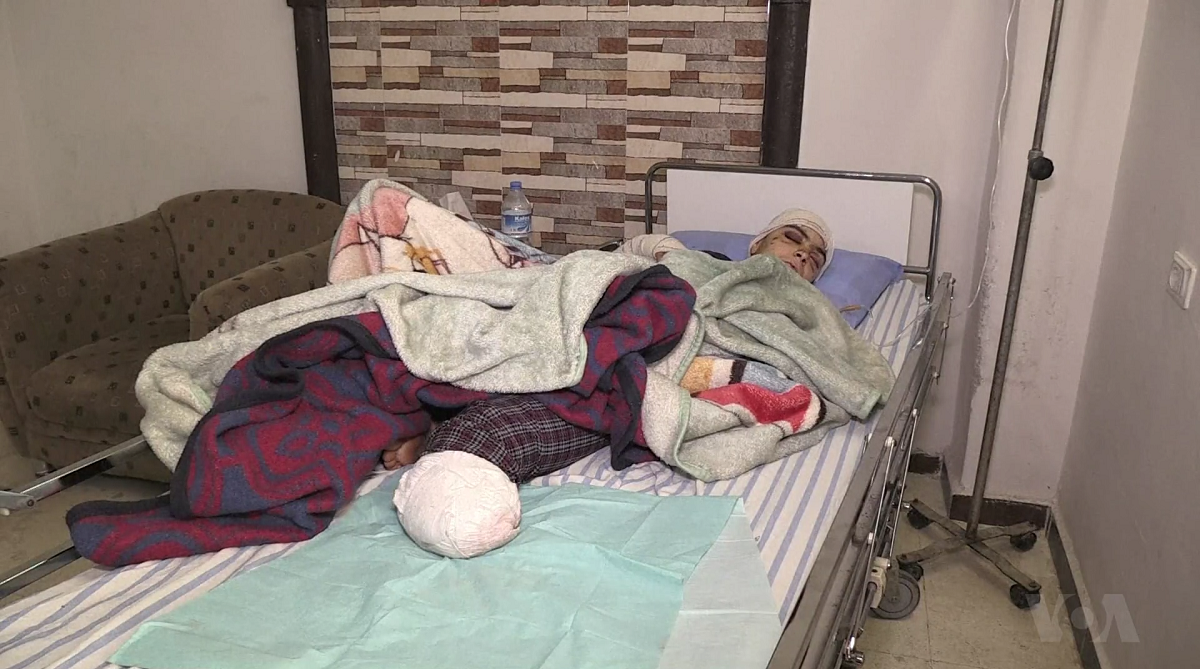
Ferit en l'atac d'Afrin
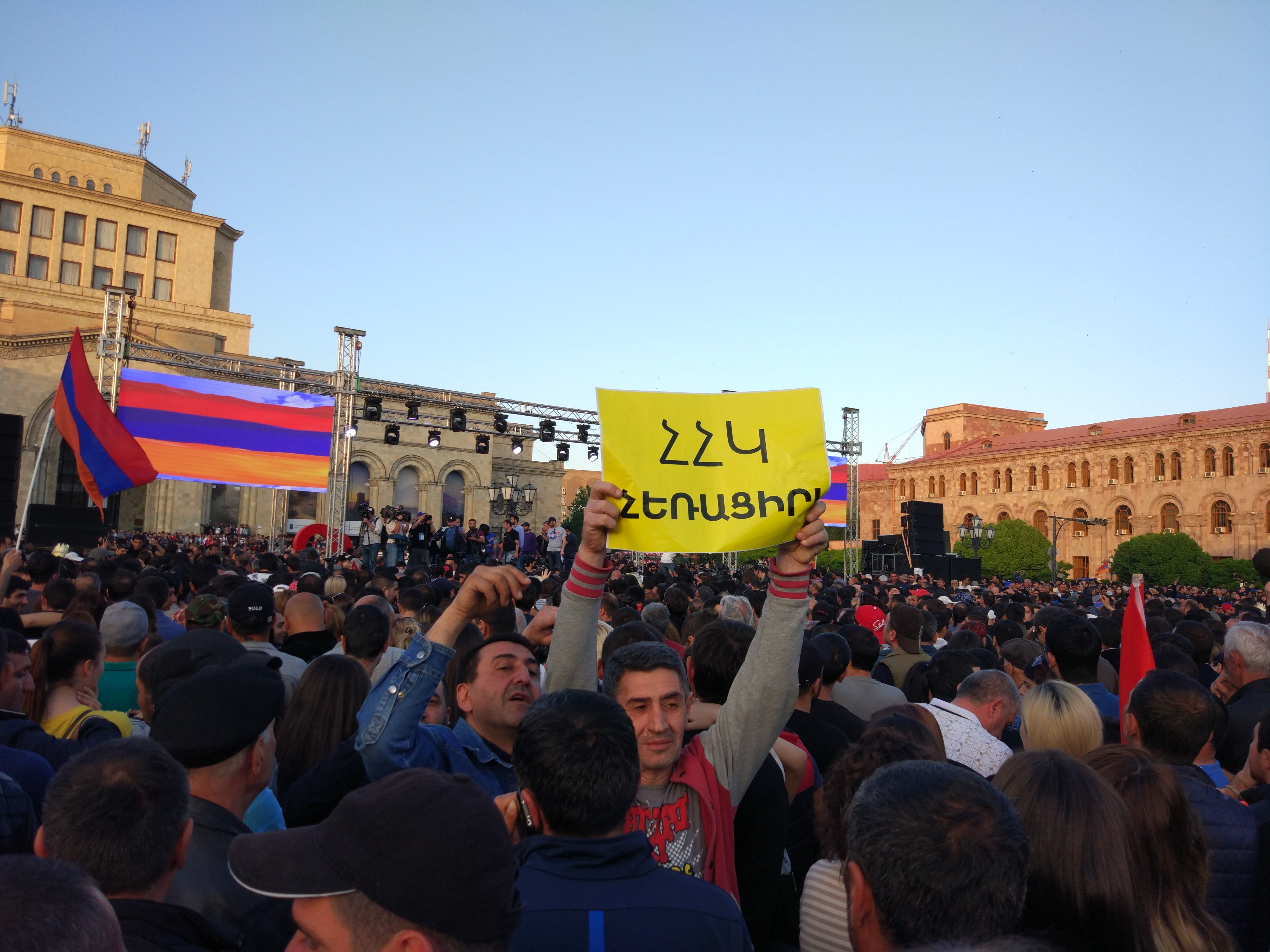
Protestes a Erevan

El 17 de gener, Roger Torrent (ERC) fou elegit president del Parlament de Catalunya: el 30 de gener, Torrent ajornà unilaterlament el ple d'investidura de Puigdemont davant la prohibició de fer-lo per via telemàtica; mentrestant, als afores del Parlament s'hi concentraren milers de manifestants en favor de la República Catalana.
El 19 de gener començà la invasió turca del cantó d'Afrin, coneguda com a Operació Branca d'Olivera, malgrat l'oposició internacional.
- 4 de març, Sergei Skripal, antic agent doble rus, i la seva filla Yulia, són enverinats a Salisbury, Anglaterra. La policia especula la possibilitat que el Kremlin estigui al darrere d'aquest crim.

La vaga feminista del 8 de març de 2018 tingué un seguiment important a ciutats com Andorra, Barcelona, Girona, Palma, Perpinyà o València.
- 9 de març - El president dels Estats Units, Donald Trump, accepta una invitació del líder nord-coreà Kim Jong-un per a una reunió en el mes de maig, per tractar de la desnuclearització de Corea del Nord.
- 11 de març: el govern xinès aprova un canvi constitucional que elimina els límits del termini per als seus líders, concedint a Xi Jinping l'estatus de president vitalici.
- 18 de març: a les eleccions presidencials russes, Vladímir Putin és elegit per un quart mandat, obtenint gairebé el 75% dels vots.

A Catalunya, la primera sessió d'investidura de Jordi Turull com a President, el 22 de març, acabà sense consens; l'endemà, el jutge Llarena dictà presó preventiva contra Turull, Rull, Romeva, Forcadell i Bassas i reactivà les ordres de detenció internacionals contra els polítics fora de Catalunya, als quals s'afegí Marta Rovira. La decisió provocà concentracions a les principals ciutats i, diumenge 25, mobilitzacions contra la detenció de Carles Puigdemont a la Presó de Neumünster.
A Armènia, després d'un mes de protestes que començaren el 31 de març, el cap de l'oposició Nikol Paixinian fon escollit Primer Ministre d'Armènia el 8 de maig. De nou a Catalunya, el 14 de maig Quim Torra fon elegit president per majoria simple i assumí el càrrec dos dies més tard.
A Espanya, l'1 de juny el polític socialiste Pedro Sánchez succeí Mariano Rajoy com a President del Govern d'Espanya després de guanyar una moció de censura promoguda arran de la sentència del cas Gürtel. L'endemà, a Catalunya els consellers del govern de Quim Torra prengueren possessió del càrrec, amb la qual cosa acabava l'aplicació de l'article 155.

### Tecnologia
Aquest any es comercialitzaren les càmeres digitals Lumix DC-GH5S i Lumix DC-G9.

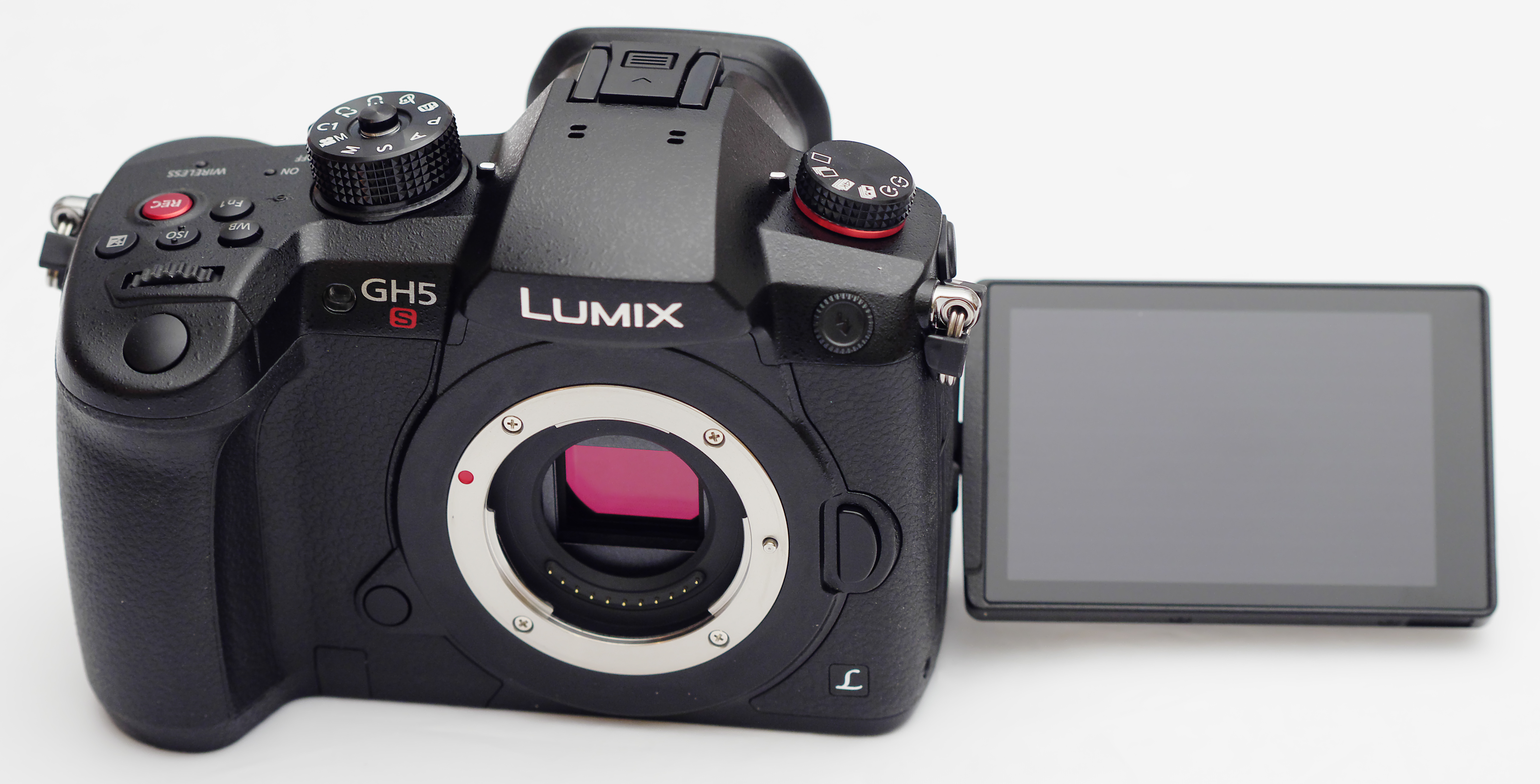
Lumix GH5S
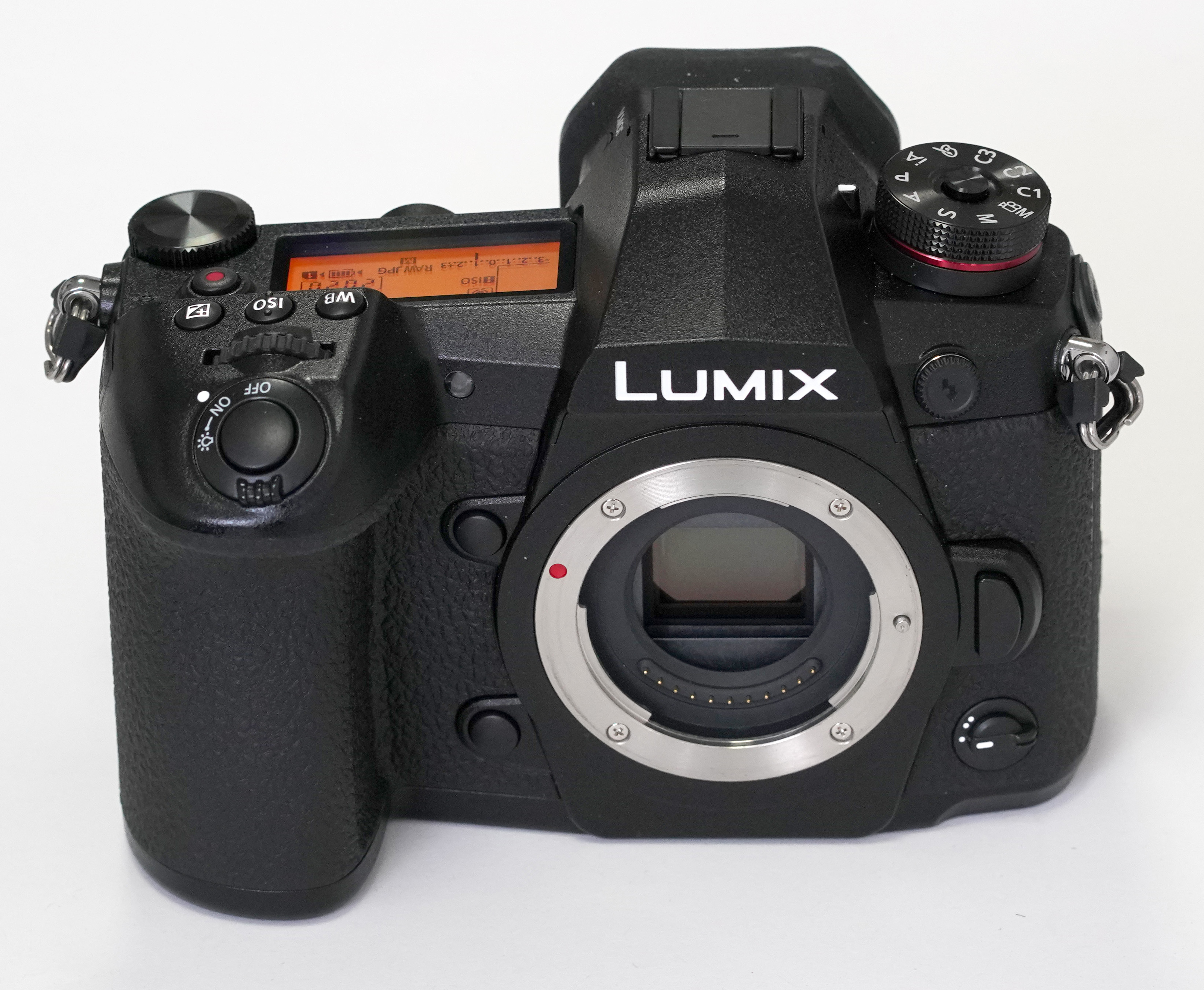
Lumix DC-G9

El 6 de febrer l'empresa SpaceX enlairà el coet Falcon Heavy.
El 27 de març l'startup Lytro anuncià la liquidació després de rumors d'adquisició per part de Google, la qual contractà molts dels seus treballadors.

### Videojocs
| M/d   | jocs                                 |  | sistemes       |
| ----- | ------------------------------------ |  | -------------- |
| 02/20 | Age of Empires: Definitive Edition   |  | Windows        |
| 10/05 | Assassin's Creed Odyssey             |  | PS4, Win, XOne |
| 05/25 | Detroit: Become Human                |  | PS4            |
| 05/04 | Donkey Kong Country: Tropical Freeze |  | Switch         |
| 05/04 | Among Us                             |  | Android, iOS   |
| 11/16 | Among Us                             |  | Windows        |

- 24jul  Neo-Geo mini
- 10set  Neo-Geo mini

### Zoologia
El 19 de març morí a Kenya l'últim exemplar mascle en captivitat de rinoceront blanc del nord, amb la qual cosa només quedaven dos femelles de l'espècie.
................................................................................................................................................................

## Esdeveniments
Països Catalans
- 1 de juliol, Tarragona: Es clouen els XVIII Jocs Mediterranis, celebrats a la ciutat de Tarragona del 22 de juny a l’1 de juliol de 2018.[23]

Resta del món
- 28 de setembre, Indonèsia: Un intens terratrèmol a l'illa de Cèlebes és seguit d'un tsunami devastador.[24]

## Naixements
Les persones nascudes el 2018 faran 7 anys durant el 2025.
- 23 d'abril, Londres: Lluís de Cambridge (Louis Arthur Charles), príncep britànic, tercer fill de Guillem i Caterina de Cambridge.[25]

## Necrològiques
Categoria principal: morts el 2018
Països Catalans
- 4 de gener, Cornellana, nucli del municipi de la Vansa i Fórnols, Alt Urgell: Càndida Majoral i Majoral, trementinaire[26]
- 11 de gener, Barcelona: Immaculada Cabeceran Soler, futbolista catalana, pionera del futbol femení a Catalunya [27]
- 20 de gener, Terrassa: Mercè Torrents i Turmo, pianista i compositora catalana
- 21 de gener, Lleida: Dolors Sistac Sanvicén, escriptora catalana i impulsora de l'ensenyament del català[28]
- 23 de gener, Barcelona: Carme Mateu i Quintana, promotora cultural catalana[29]
- 6 de febrer, Barcelona: Montserrat Ros i Ribas, hel·lenista, editora i traductora catalana d'obres clàssiques, gregues i llatines[30]
- 23 de febrer, Madrid: Jacobo Muñoz Veiga, filòsof valencià[31]
- 25 de febrer, València: Merxe Banyuls, cantant, actriu i presentadora valenciana, que formà part del grup Els Pavesos[32]
- 3 de març, Barcelona, Jorge Wagensberg, físic i museòleg català[33]
- 5 de març, Capellades: Gemma Romanyà i Valls, empresària i mecenes catalana, del sector de les arts gràfiques[34]
- 23 de març, Tarragona: Jordi Tiñena i Amorós, filòleg, professor i escriptor[35]
- 16 d'abril, Barcelona: Rosa Queralt, docent, crítica d'art i comissària d'exposicions[36]
- 18 d'abril, Sant Vicent del Raspeig: Luísa Pastor Lillo, política valenciana, primera dona alcaldessa del seu municipi[37]
- 13 de maig, Torredembarra: Maria-Rosa Wennberg Ball-llovera, filòloga catalana, escriptora i especialista en teatre[38]
- 25 de maig, Barcelona: Carme Peris Lozano, il·lustradora catalana[39]
- 4 de juny, Figueres: Maria Tort Xirau, pintora i editora fotogràfica i cinematogràfica[40]
- 15 de juny, Lledó d'Empordà: Montserrat Soler i Puntonet, bibliotecària i professora de biblioteconomia catalana [41]
- 3 de juliol, Barcelona: Eva Serra i Puig, historiadora i activista política catalana, militant en favor de l'independentisme català.[42]
- 20 de juliol, Barcelona, Barcelonès: María Dolores Gispert Guart, actriu de veu i locutora catalana.[43]
- 4 d'agost, Bellaterra: Lluïsa Forrellad i Miquel, escriptora catalana[44]
- 28 d'agost: Tina Fuentes i Fache, nedadora de natació sincronitzada catalana[45]
- 2 de setembre: València: María Teresa Oller Benlloch, compositora i folklorista valenciana [46]
- 4 de setembre, Barcelona: Montserrat Trueta i Llacuna, activista social catalana[47]
- 6 d'octubre, Barcelona: Montserrat Caballé Folch, soprano i cantant d'òpera.[48]
- 10 de novembre Barcelona: Carme Serra i Cantarell, gravadora i pintora catalana.[49]
- 26 de novembre, Olot: Montserrat Tresserras i Dou, nedadora catalana, pionera de les proves de llarga distància[50]
- 19 de desembre, Terrassa, Vallès Occ.: Joana Biarnés, fotògrafa catalana, la primera fotoperiodista i reportera gràfica[51]
- 28 de desembre, Barcelona: Irene Balaguer i Felip, mestra i pedagoga catalana, presidenta de l'Associació Rosa Sensat[52]

Resta del món
- 7 de gener, Neuilly-sur-Seine, França: France Gall, cantant francesa[53]
- 9 de gener, Madrid: Maruja Callaved, presentadora, directora i realitzadora de televisió aragonesa[54]
- 18 de gener - Pavia: Carla Marangoni, gimnasta artística italiana que va competir durant la dècada de 1920[55]
- 19 de gener, Dallas: Dorothy Malone, actriu estatunidenca, guanyadora d'un Oscar.[56]
- 20 de gener, Longview: Naomi Parker, obrera nord-americana que serví de model del cèlebre cartell We Ca Do It![57]
- 23 de gener, La Reina, Xile: Nicanor Parra, poeta, matemàtic i físic xilè. Creador de l'anomenada antipoesia, se'l considera un dels autors més influents de la literatura hispanoamericana[58]
- 24 de gener, Gènova: Rosetta Noli, soprano italiana[59]
- 25 de gener: 
  - Victòria, Austràlia: Hope Black, científica australiana, biòloga i malacòloga marina[60]
  - Managua, Nicaragua: Claribel Alegría, escriptora i periodista nicaragüenca[61]
- 26 de gener, Katmandú: Elizabeth Hawley, periodista i cronista d'expedicions a l'Himàlaia.[62]
- 12 de febrer, Concord, Massachusetts: Ursula Marvin, geòloga planetària estatunidenca que estudià meteorits[63]
- 13 de febrer, Hesselager, Dinamarca: Nini Arlette Theilade, ballarina de ballet i coreògrafa danesa
- 14 de març, Rio de Janeiro: Marielle Franco, sociòloga, feminista, política, defensora dels drets humans, assassinada[64]
- 19 de març, Palackattumala, Jose Kaimlett, religiós indi, fundador dels Heralds de la Bona Nova[65]
- 24 de març, Zúric, Suïssa: Lys Assia, cantant suïssa, guanyadora del primer Festival de la Cançó d'Eurovisió[66]
- 27 de març, París: Stéphane Audran, actriu francesa[67]
- 2 d'abril, Johannesburg: Winnie Mandela, política sud-africana, membre de l'ANC[68]
- 16 d'abril, Rio de Janeiro, Brasil: Dona Ivone Lara, cantant i compositora[69]
- 28 de maig, Madrid, Espanya: María Dolores Pradera, cantant i actriu espanyola[70]
- 2 de juny, Los Angeles, Califòrnia (EUA): Paul Delos Boyer, químic estatunidenc, Premi Nobel de Química de l'any 1997[71]
- 28 de juny, Ottakring, Viena, Àustria: Christine Nöstlinger, escriptora austríaca[72]
- 1 de juliol, Marylebone: Gillian Lynne, ballarina, coreògrafa, actriu i directora de teatre, teatre musical i televisió anglesa[73]
- 5 de juliol, París França: Claude Lanzmann, director de cinema, guionista, productor i periodista francès[74]
- 18 de juliol:
  - Palo Alto (Califòrnia): Burton Richter, físic estatunidenc, Premi Nobel de Física de l'any 1976[75]
  - Yan'an, Shaanxi, Xina: Ling Li escriptora, cineasta i historiadora xinesa. Guanyadora del Premi Mao Dun de Literatura de l'any 1991[76]
- 16 d'agost, Detroit, Michigan, EUA: Aretha Franklin, cantant afroamericana, coneguda com la Reina del Soul.[77]
- 21 d'agost, Scottsdale, Arizona: Barbara Harris, actriu estatunidenca de teatre i cinema[78]
- 26 d'agost, Stuttgart: Inge Borkh, soprano alemanya, de carrera centreeuropea[79]
- 29 d'agost, Cambridge, Anglaterra: James Mirrlees, economista escocès. Premi Nobel d'Economia de l'any 1996[80]
- 4 de setembre, Madrid: Elisa Serna, cantautora espanyola de la dècada de 1970[81]
- 26 de setembre, Sintra: Helena Almeida, fotògrafa i artista portuguesa[82]
- 1 d'octubre, Moriés, França: Charles Aznavour, cantant, compositor i actor francès[83]
- 3 d'octubre, Rexburg, Idaho, EUA: Leon Max Lederman, físic nord-americà guardonat amb el Premi Nobel de Física l'any 1988[84]
- 6 d'octubre, EUA: Scott Wilson, actor nord-americà.
- 15 d'octubre, Seattle, Washington, EUA: Paul Allen, empresari estatunidenc, cofundador de Microsoft[85]
- 30 d'octubre, Mayrhofen: Erika Mahringer, esquiadora austríaca.[86]
- 26 de novembre, Barcelona: Myriam Alió, mezzosoprano i pedagoga catalana[87]
- 8 de desembre, Manhattan: Evelyn Berezin, enginyera informàtica americana coneguda per dissenyar un dels primers processadors de text[88]
- 29 de desembre, Ciutat de Mèxic: Rosenda Monteros, actriu mexicana[89]

Entre les morts destacades de 2018 hi ha les del cantautor Charles Aznavour, les cantants Aretha Franklin, France Gall i Dolores O'Riordan, els cineastes Toni Canet i Jordi Grau, el divulgador anglès Stephen Hawking, els creadors d'Spider-man Stan Lee i Steve Ditko, la soprano Montserrat Caballé o la defensora dels drets humans Marielle Franco, assassinada a trets.
- Enric Banyuls
- Manel Marí
- Rosa Ferrer
- Jaume Botey
- Adrià Ciurana
- Jordi Tiñena
- Narcís Oliveres
- Ramon Bagó
- Luisa Pastor
- Antoni Traveria
- Carme Peris
- Màrius Sampere
- Francesc Vicens
- M. Pérez Bonfill
- Eva Serra i Puig
- M. Gómez Quibus
- Lluís Clapés
- Pep Laguarda
- V. Verdú Maciá
- Josep Fontana
- M. Teresa Oller
- Josep Dalmau
- M. Caballé
- R. Saladrigas
- C. Alborch
- Lluís Duch
- Toni Canet
- J. L. Núñez
- Joana Biarnés

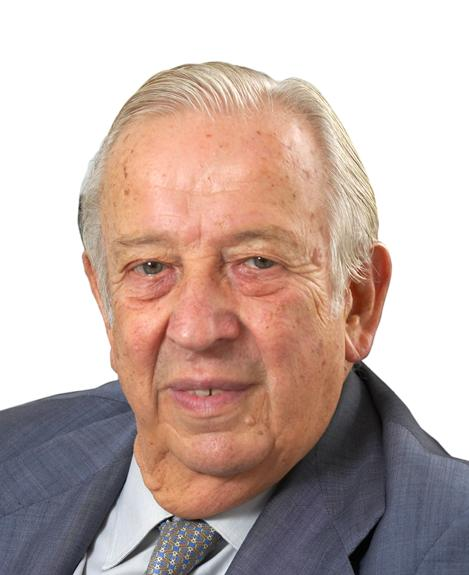
M. Olivencia
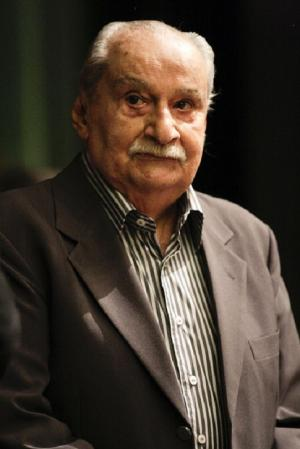
Carlos H. Cony
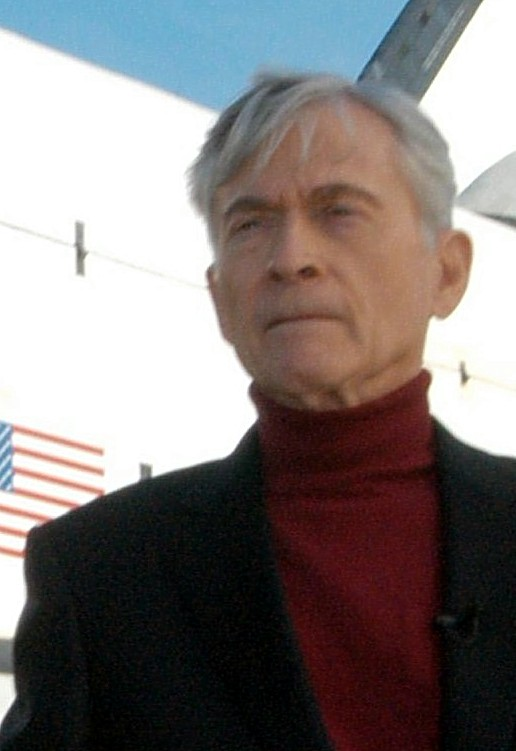
John W. Young
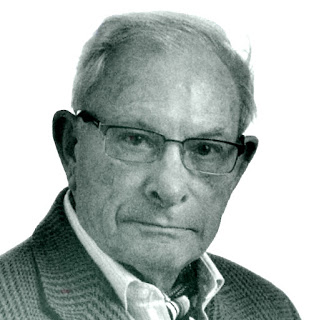
R. Cierbide
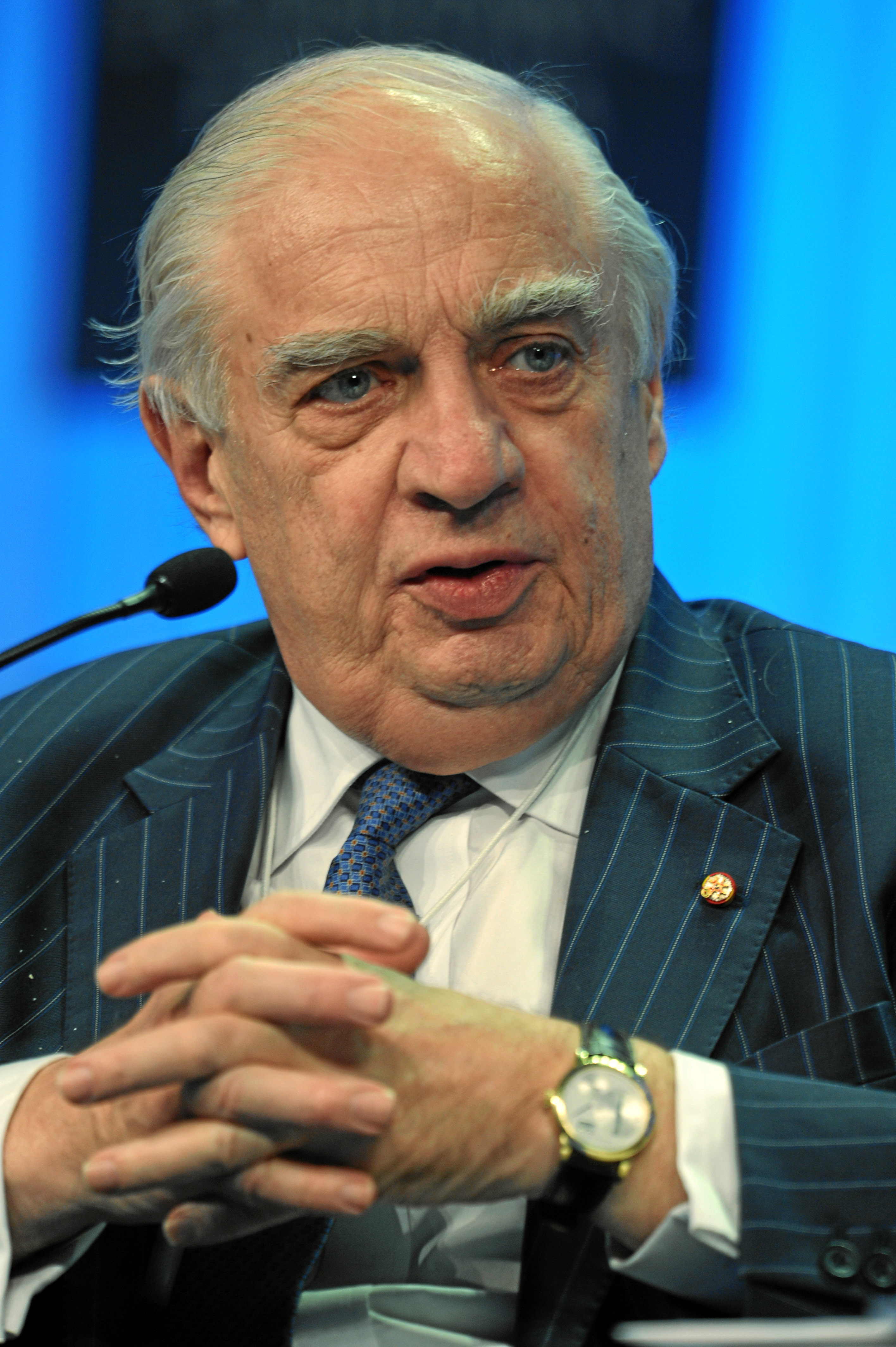
P. Sutherland
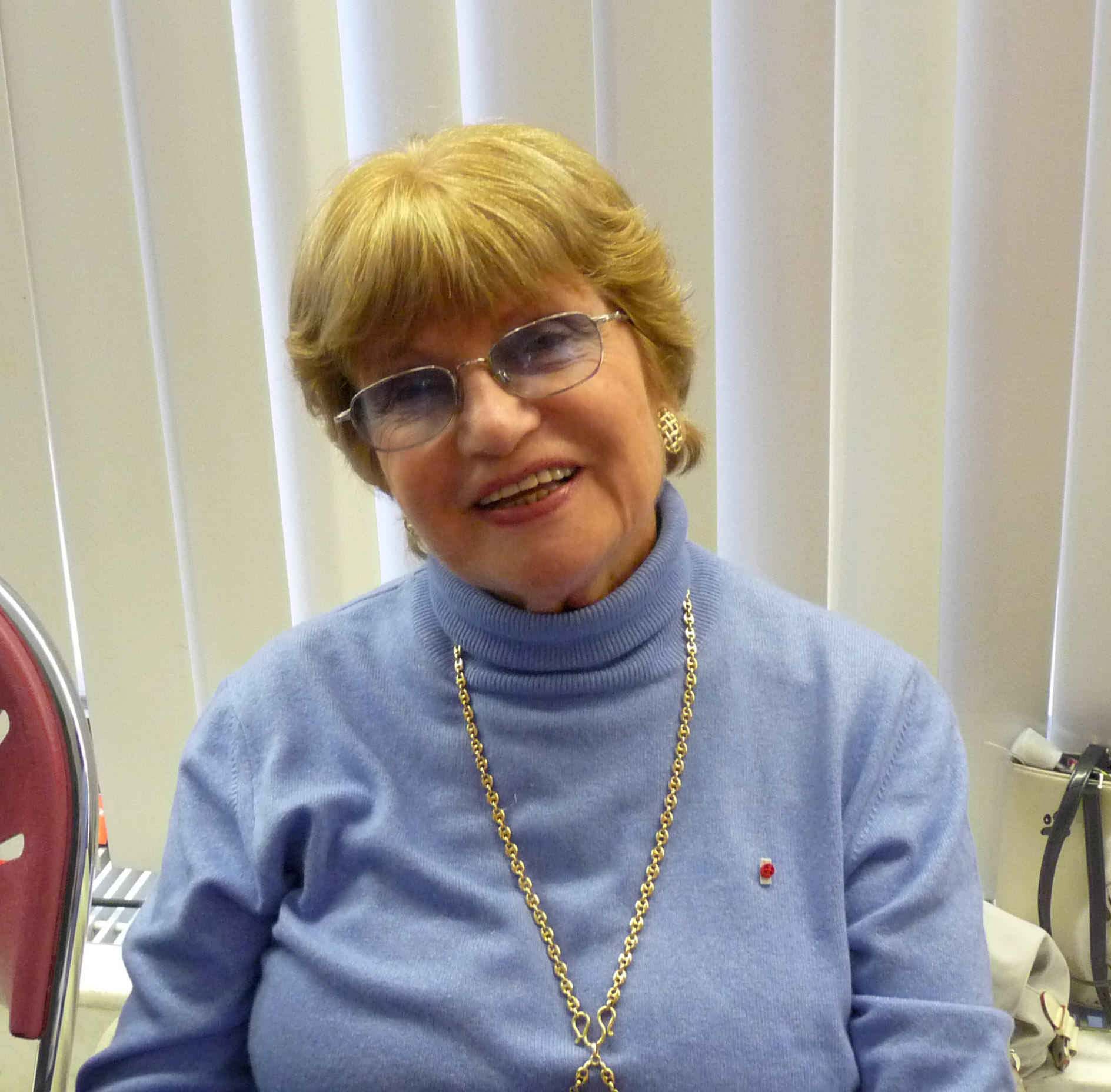
F. Dorin
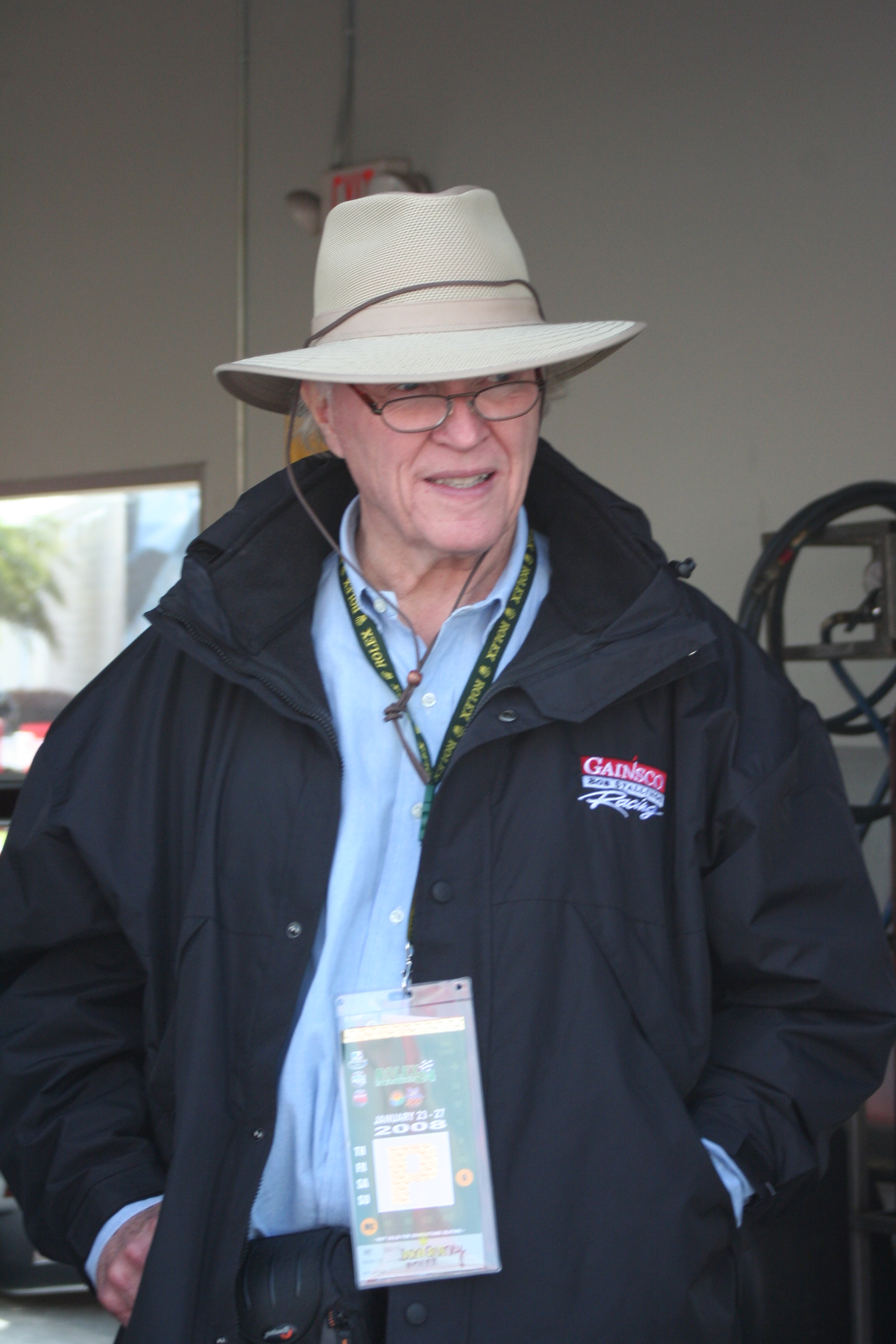
Dan Gurney
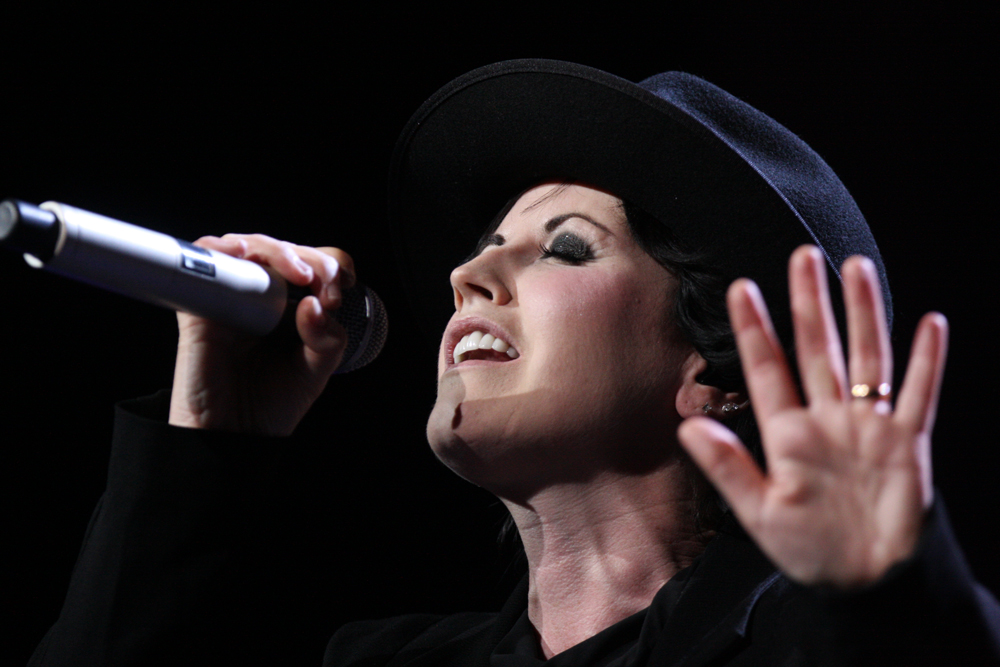
Dolores O'Riordan
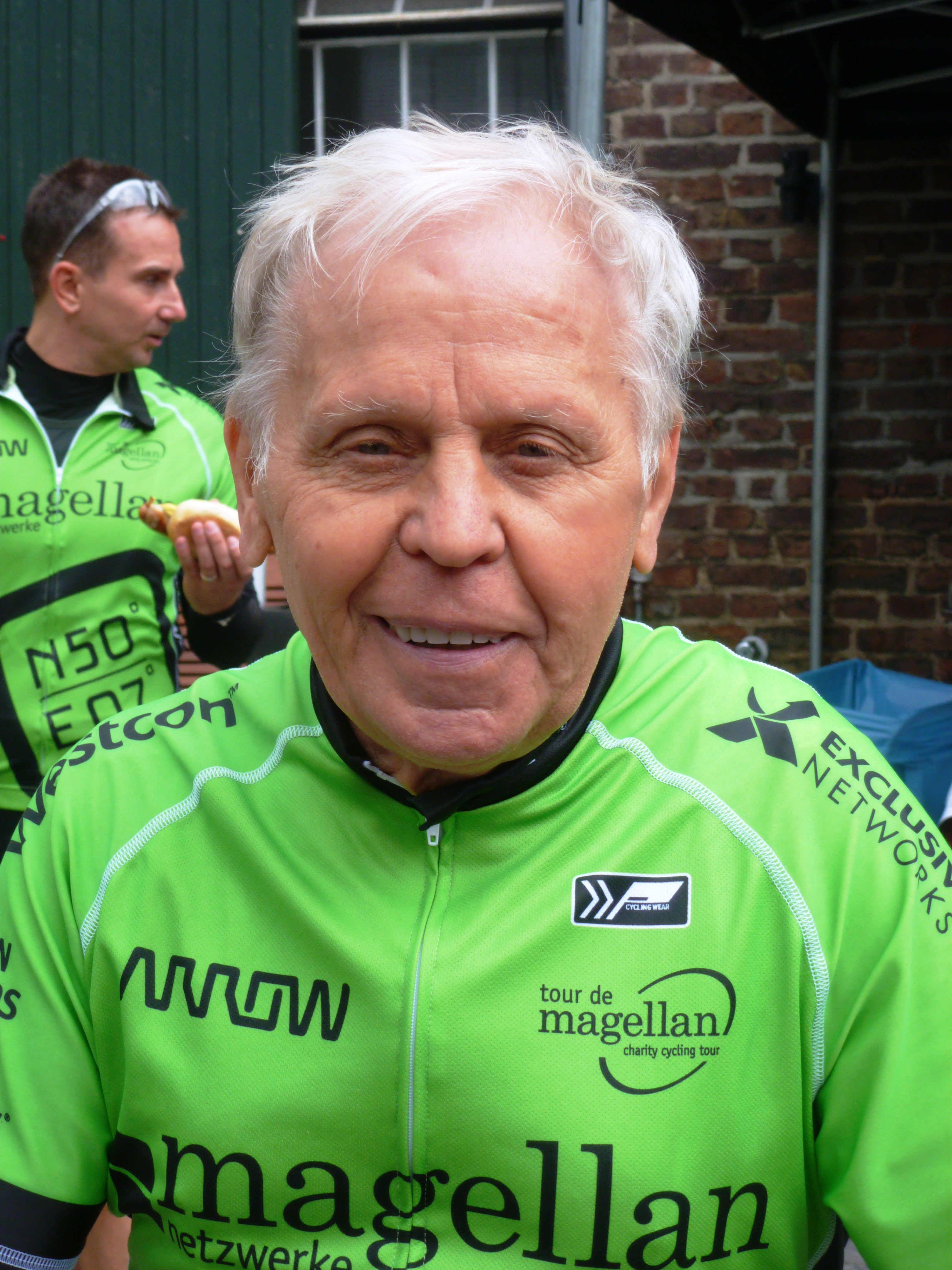
K.H. Kunde
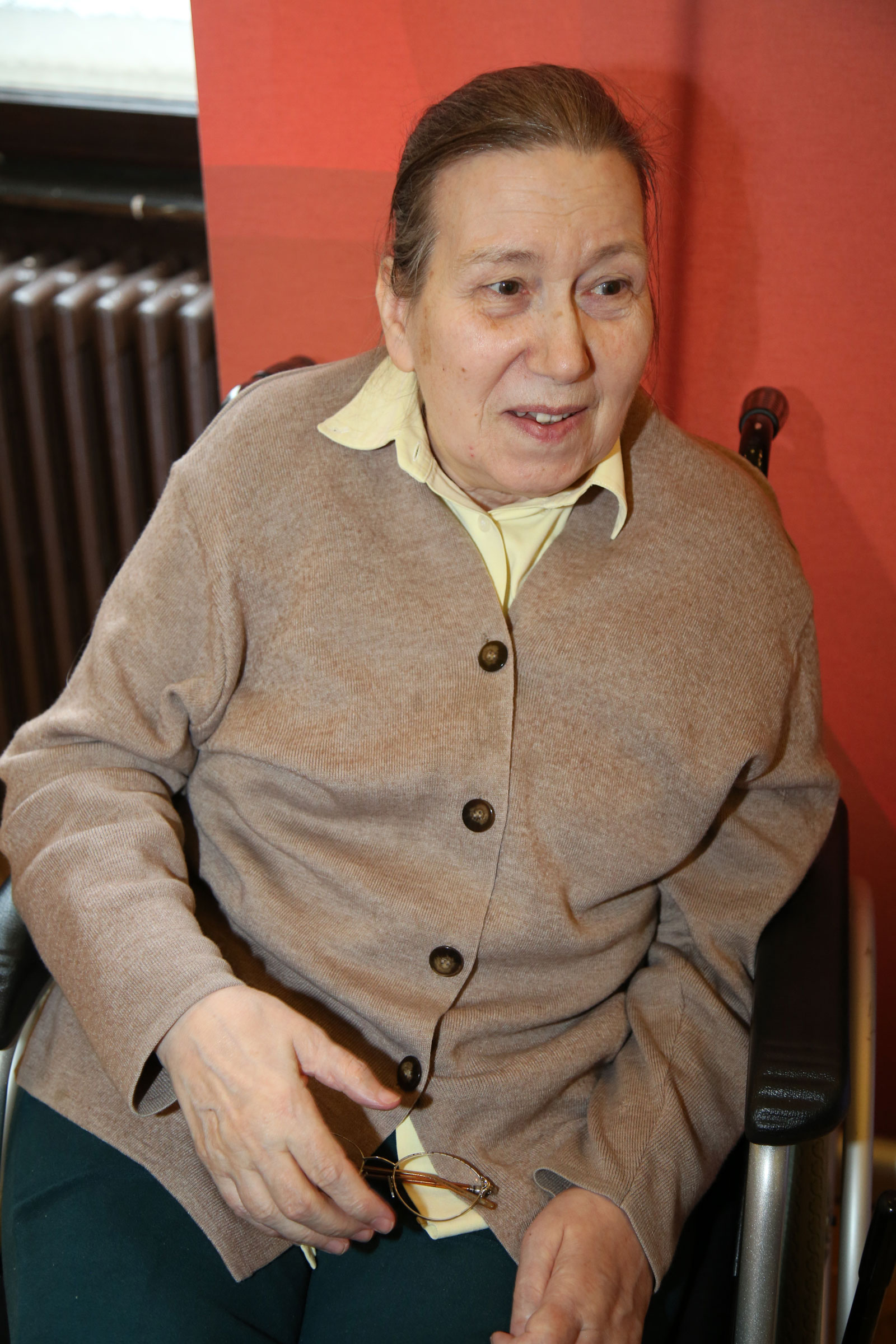
Ute Bock
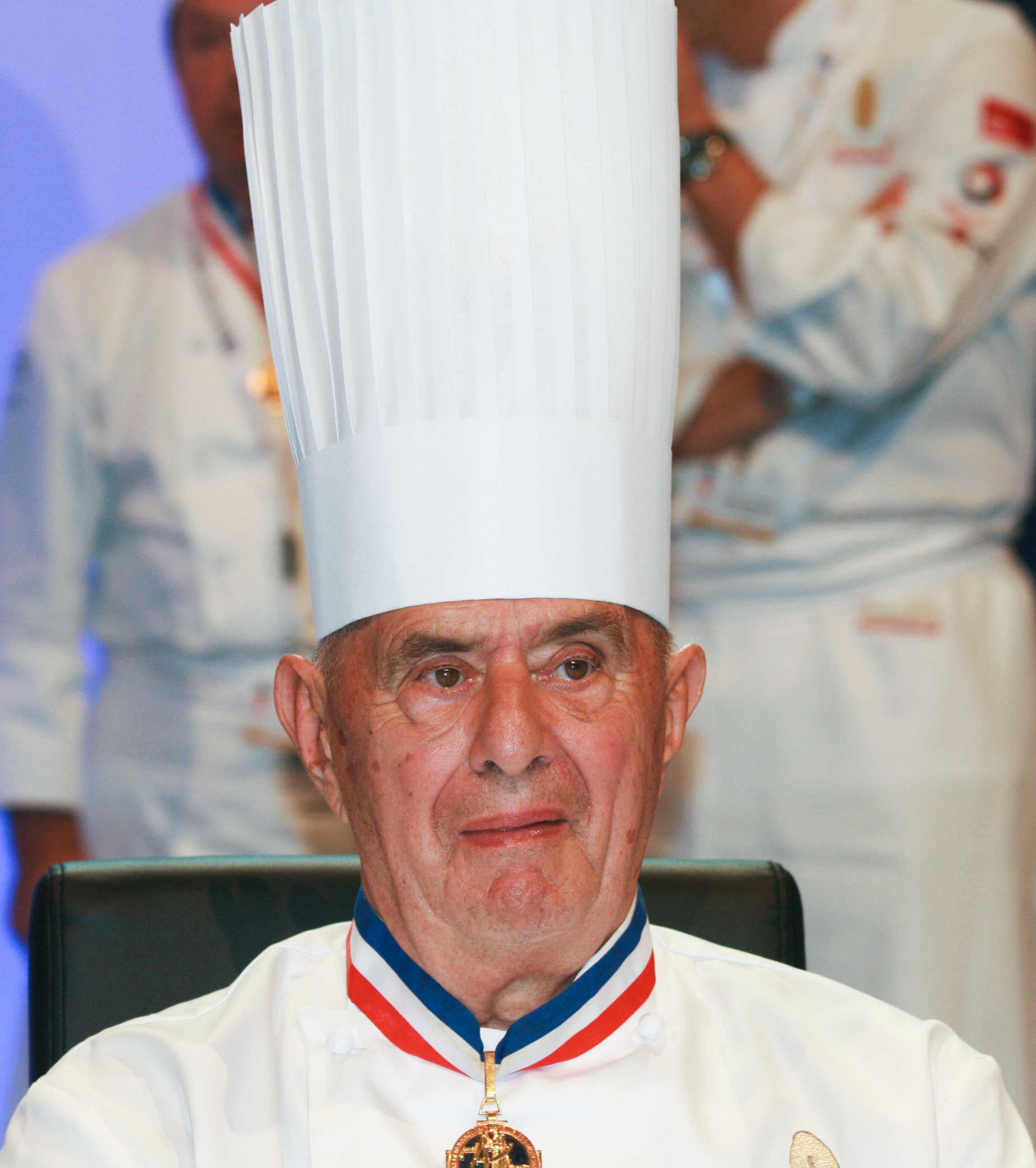
Paul Bocuse
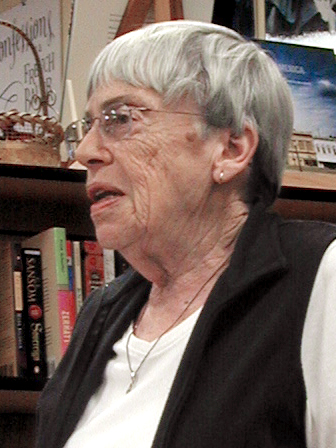
Ursula Kroeber
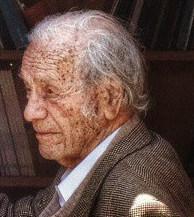
Nicanor Parra
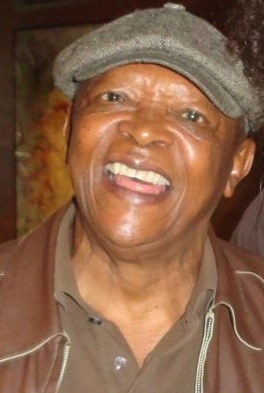
Hugh Masekela
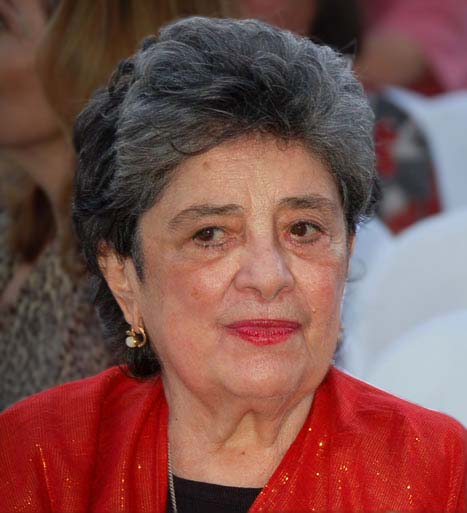
Claribel Alegría
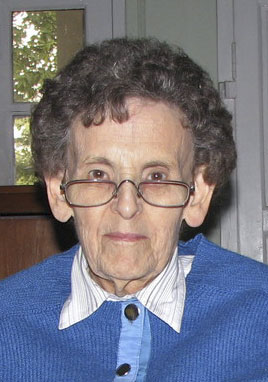
E. Hawley
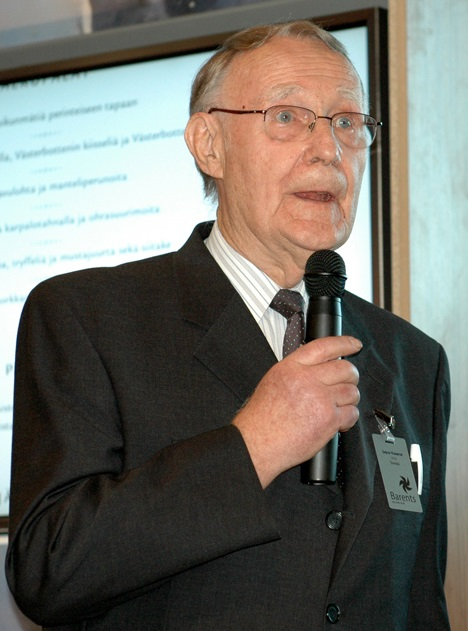
Ingvar Kamprad
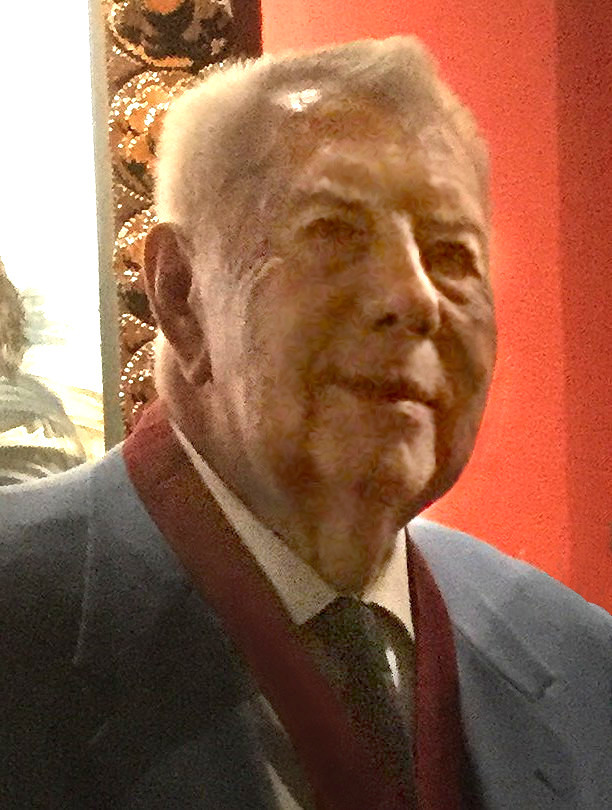
Mort Walker
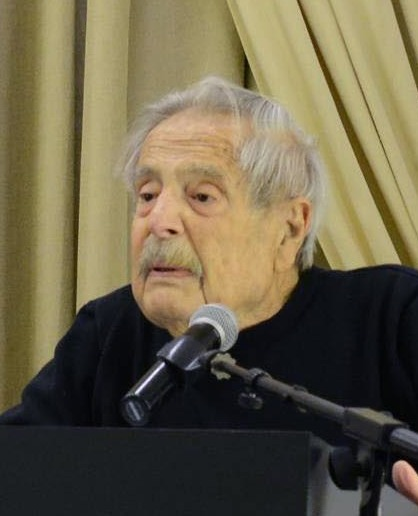
Haim Guri
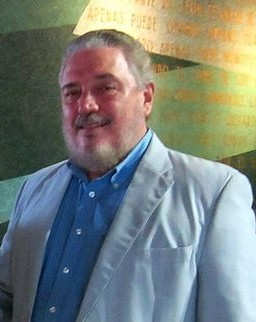
Fidelín C.
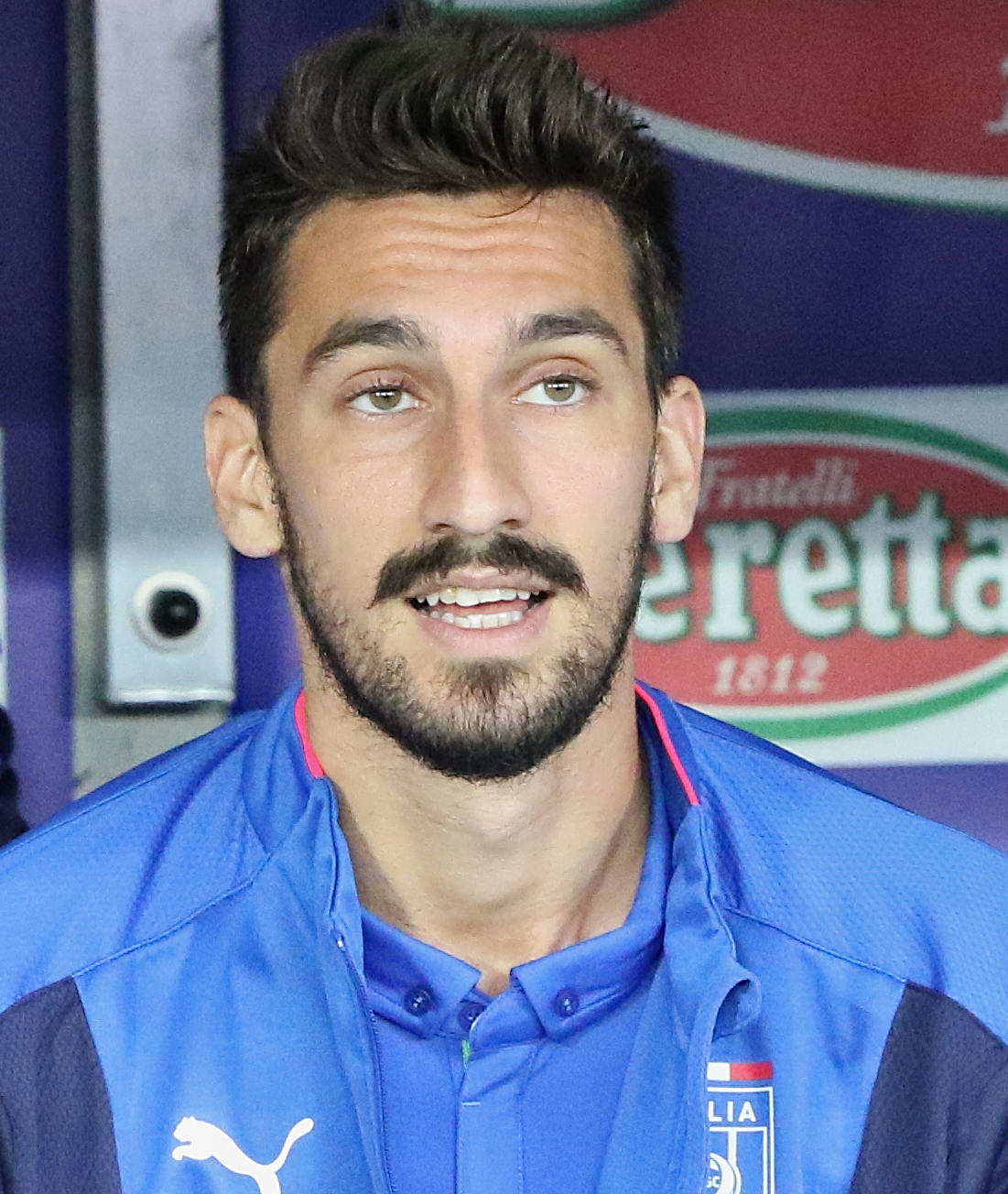
Davide Astori
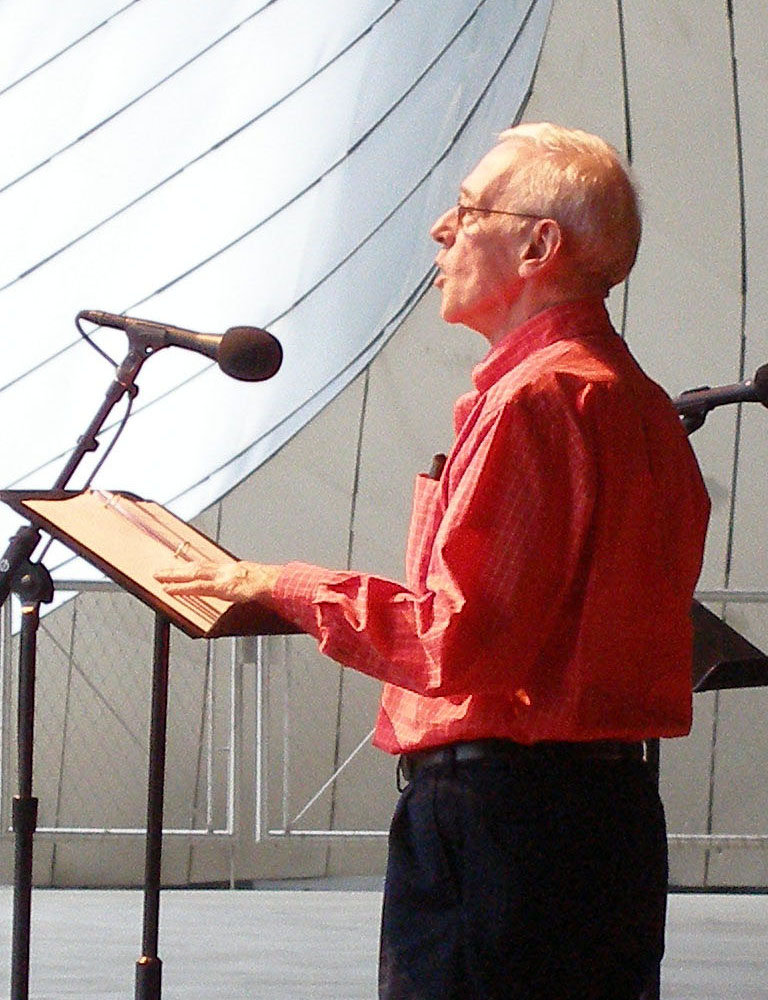
John Mahoney
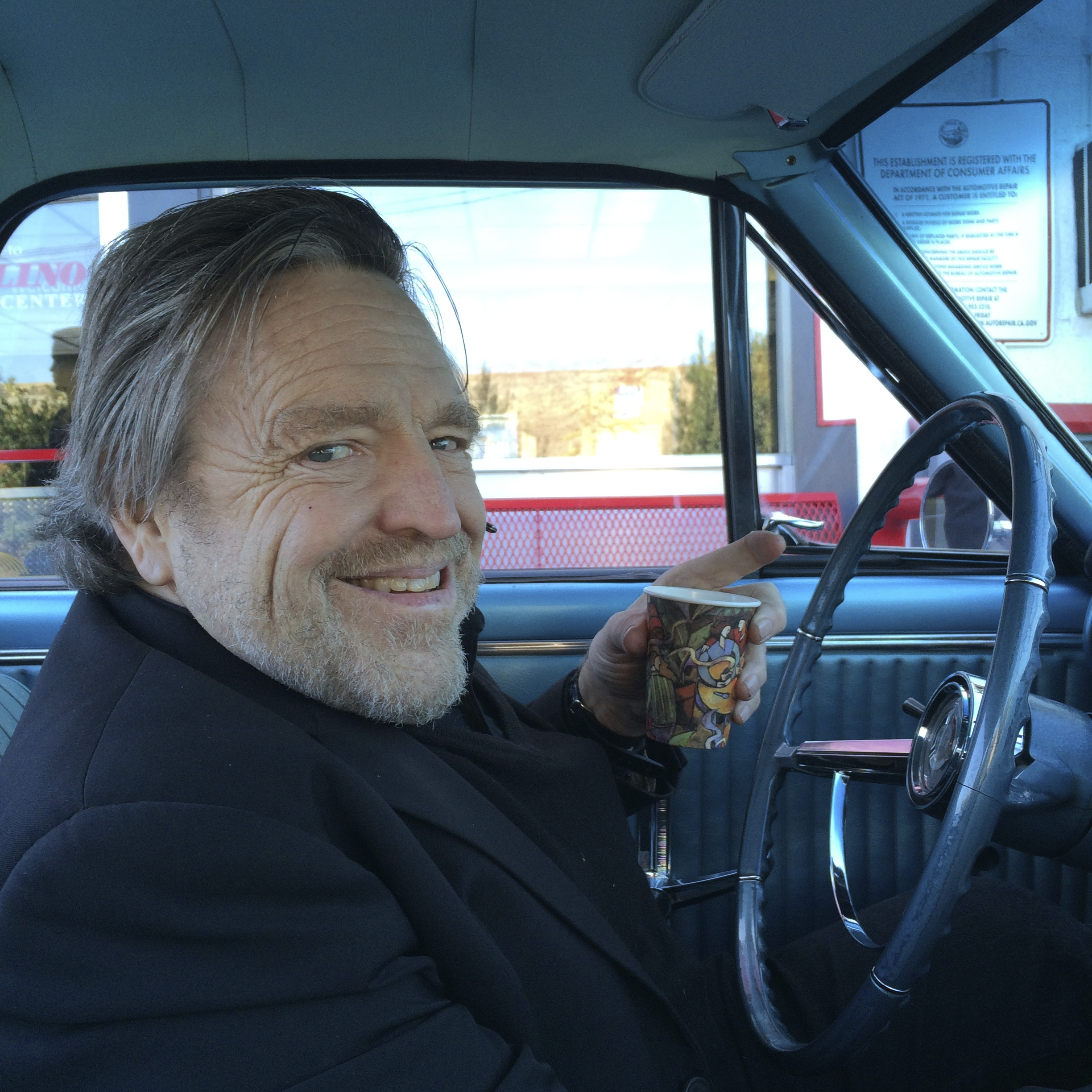
John P. Barlow
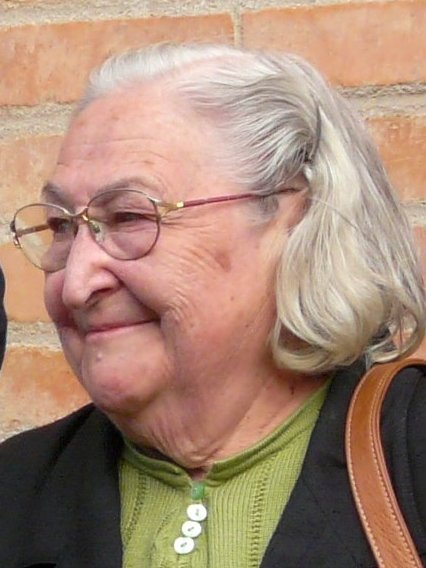
J. Samper
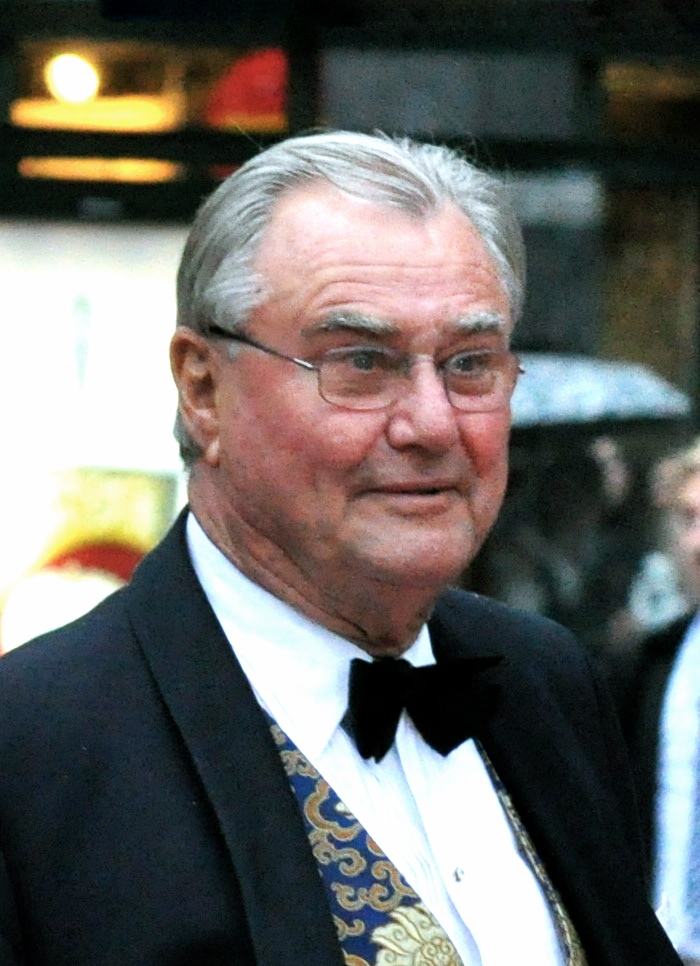
E. de Monpezat
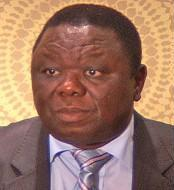
M. Tsvangirai
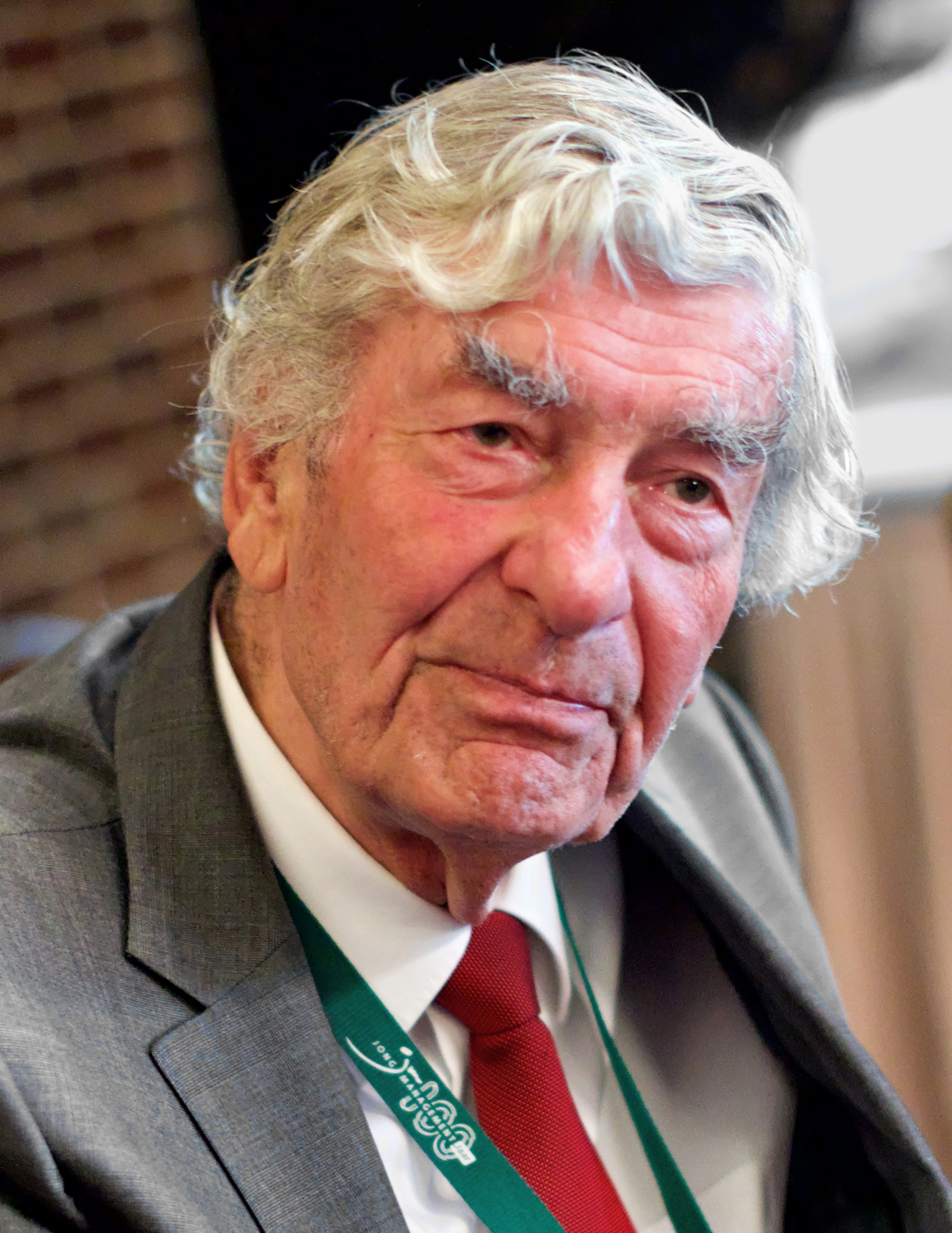
Ruud Lubbers
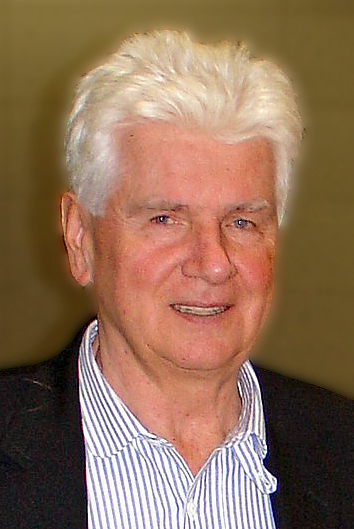
Günter Blobel
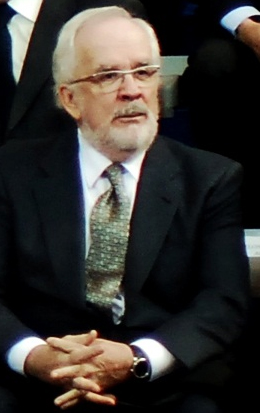
Forges
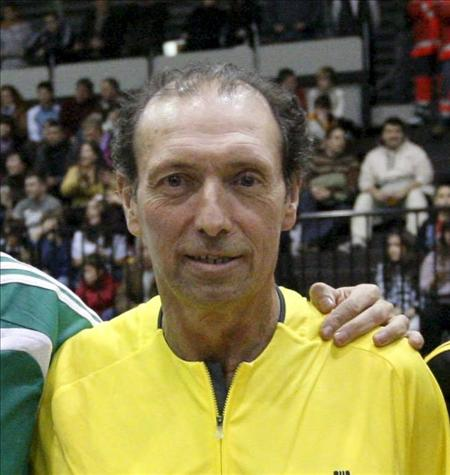
Quini
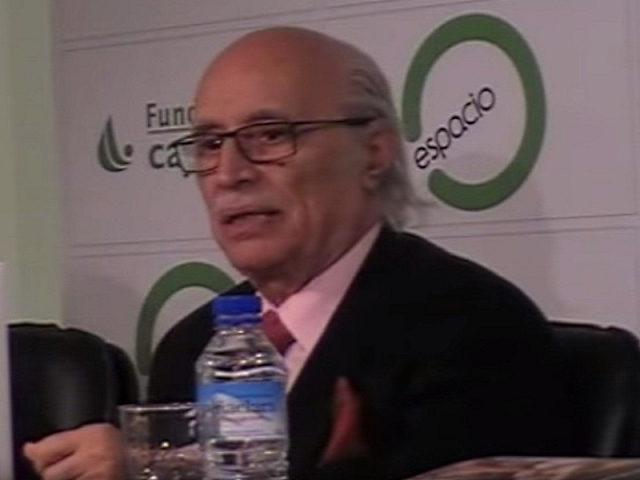
García-Trevijano
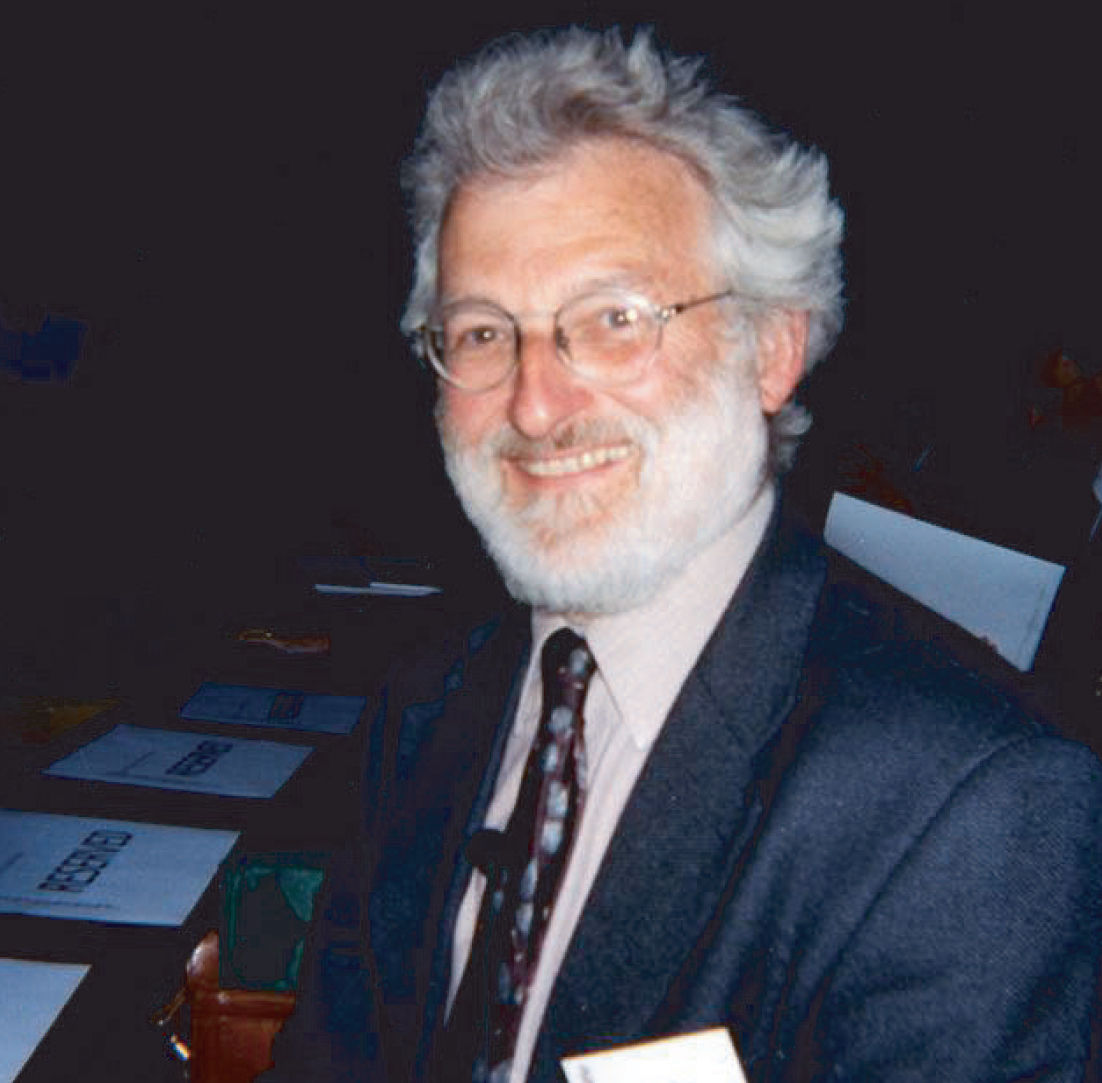
John E. Sulston
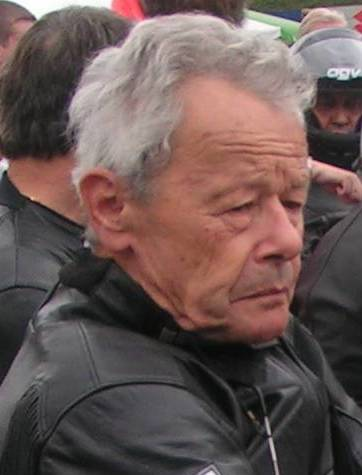
Luigi Taveri
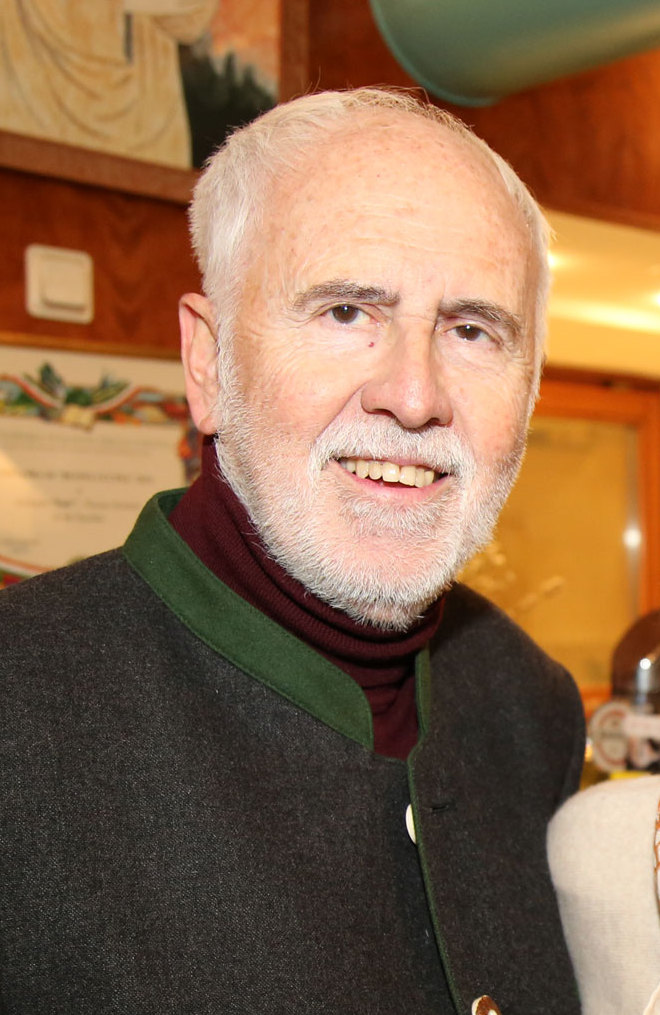
López Cobos
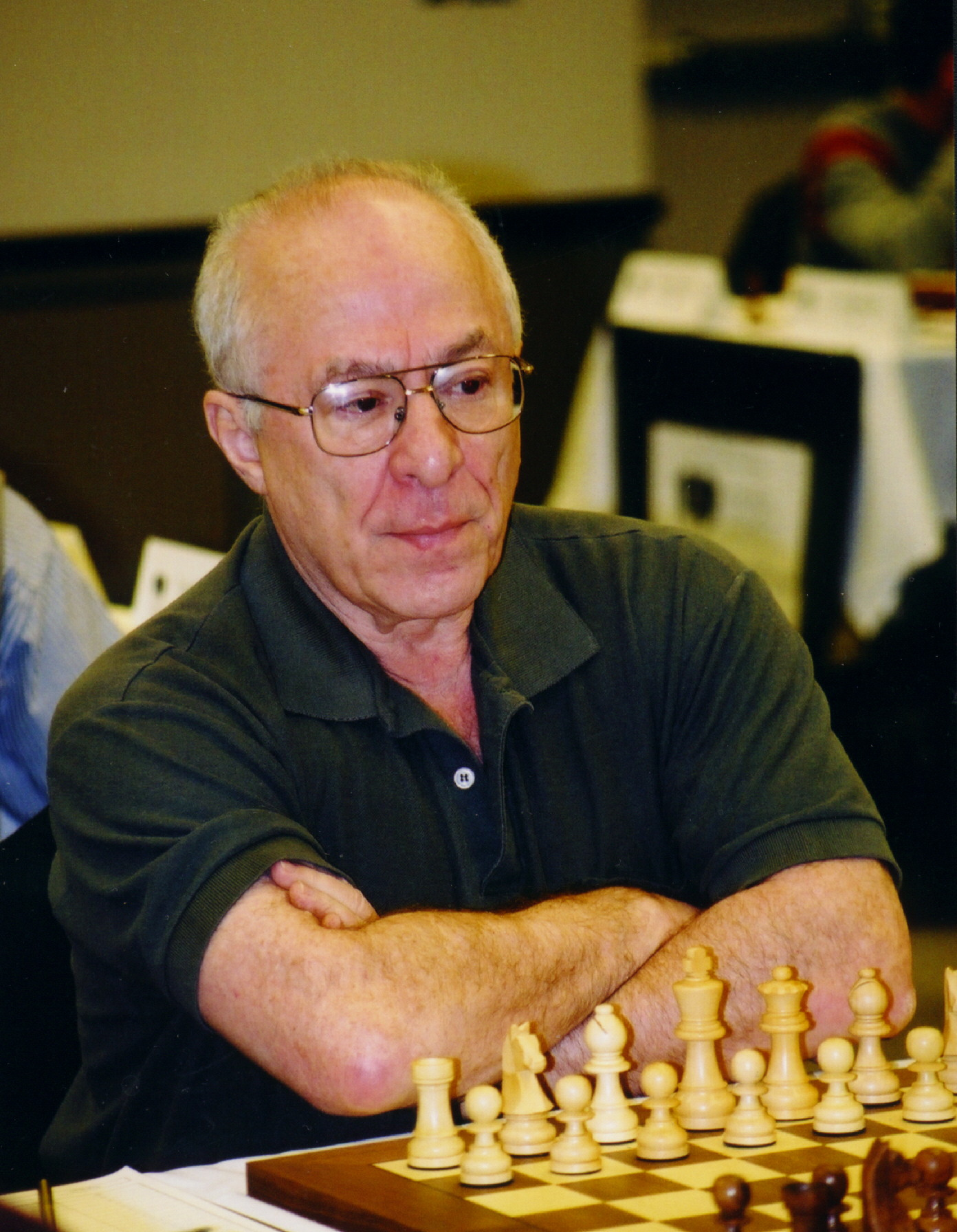
Anatoli Lein
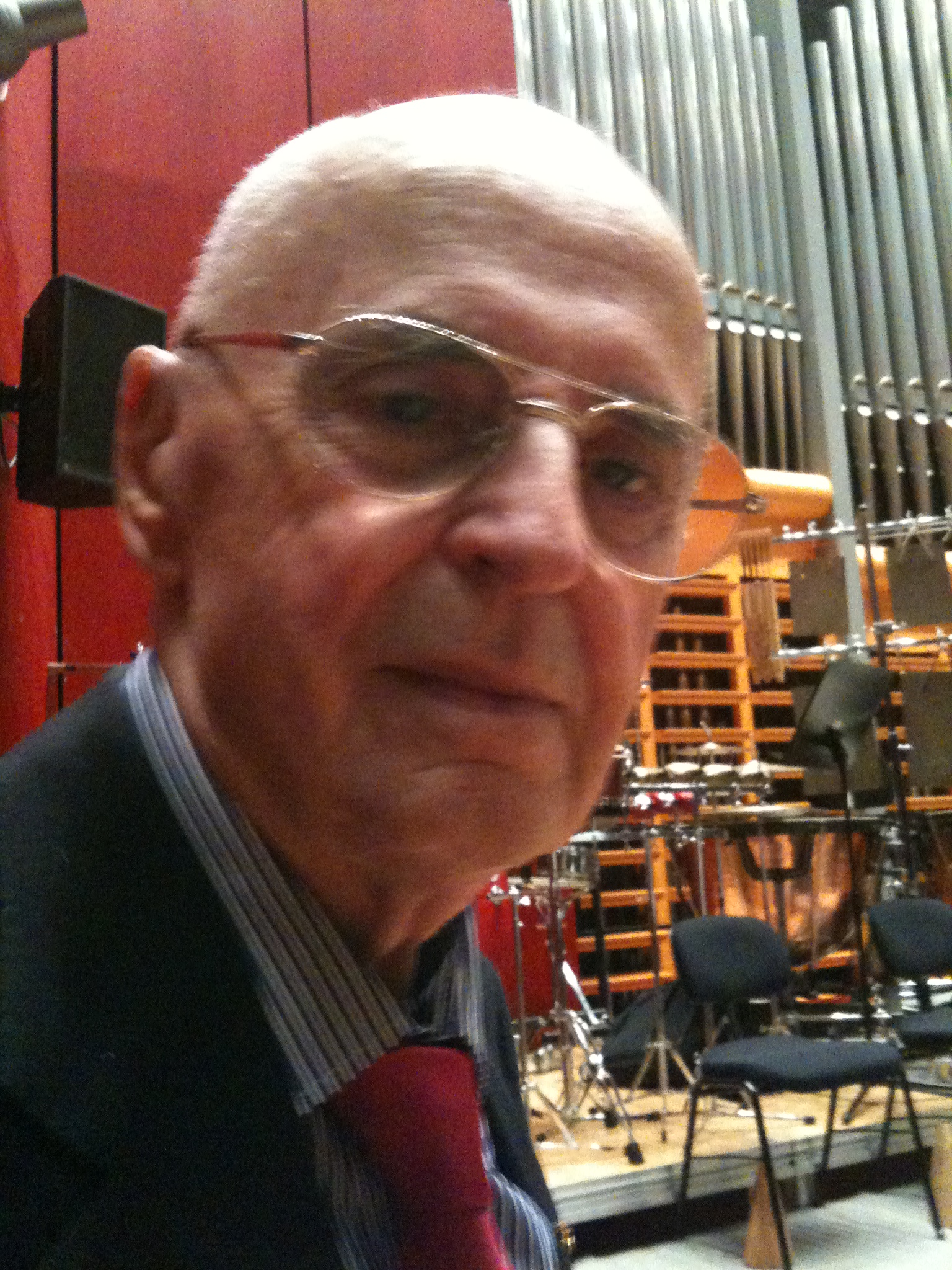
Milko Kelemen
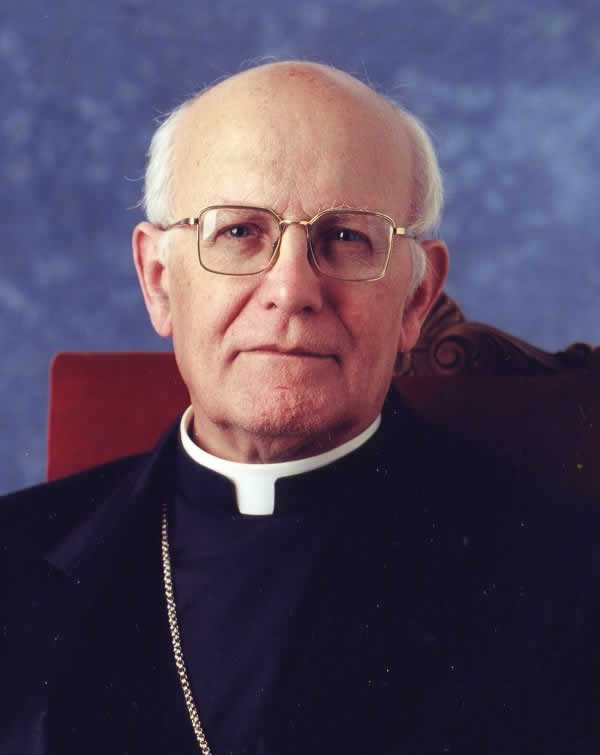
Elías Yánez
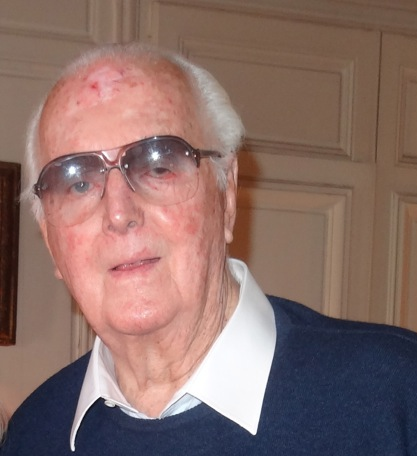
Hubert de Givenchy
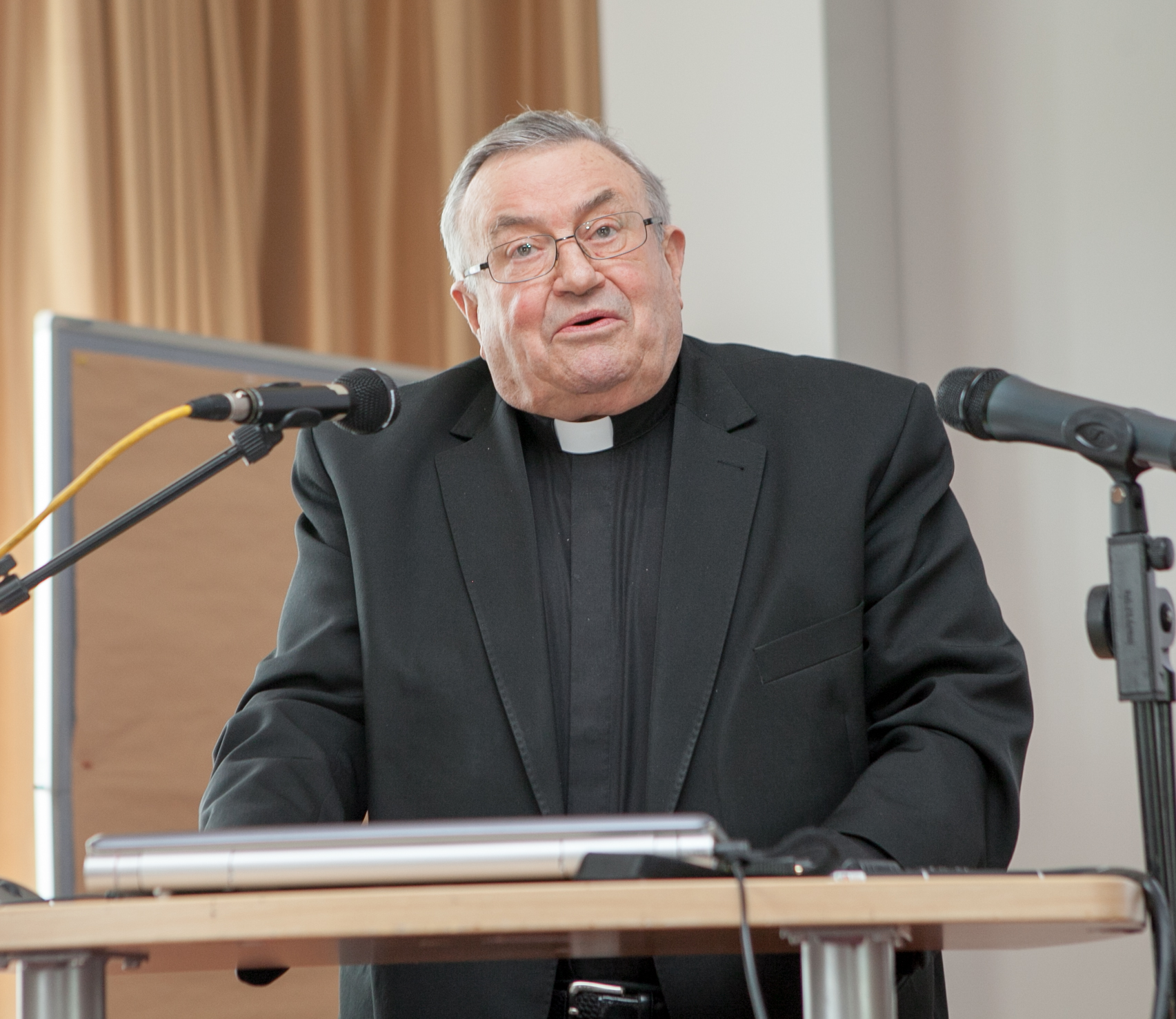
Karl Lehmann
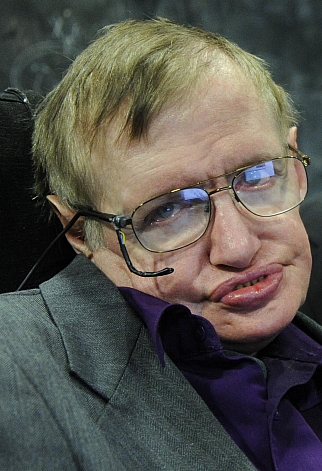
Stephen Hawking
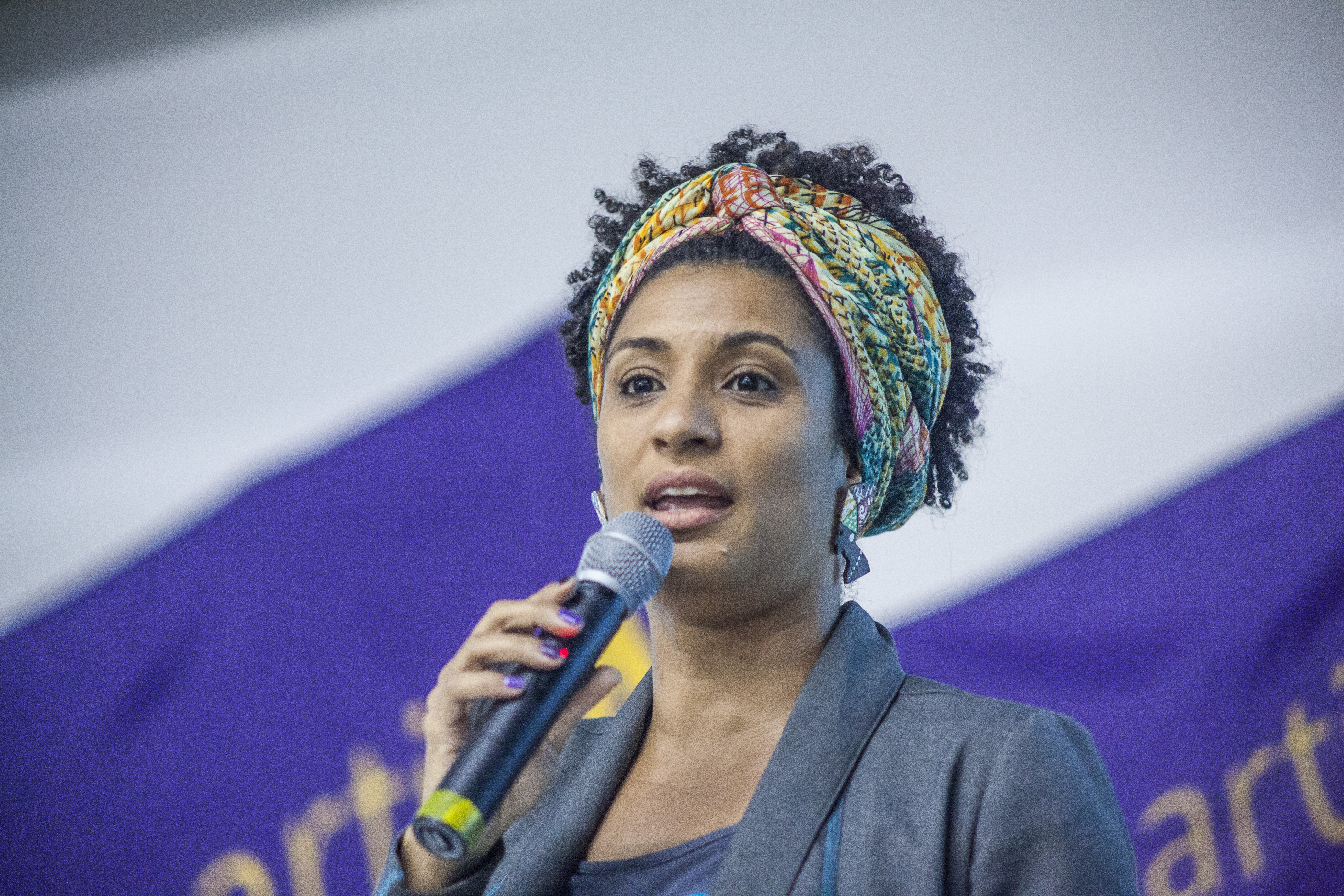
Marielle Franco
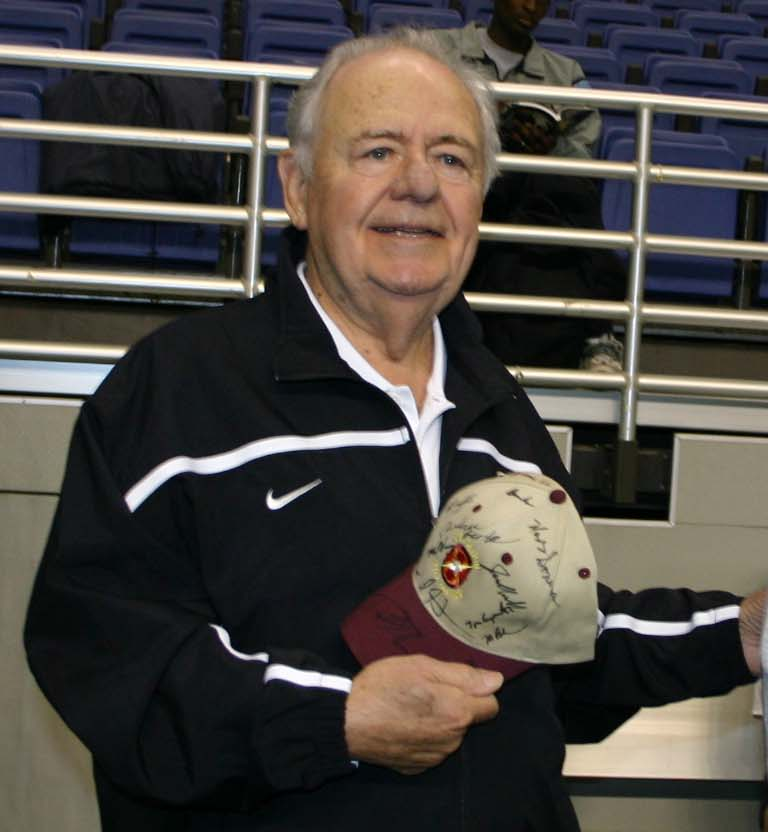
Tom Benson
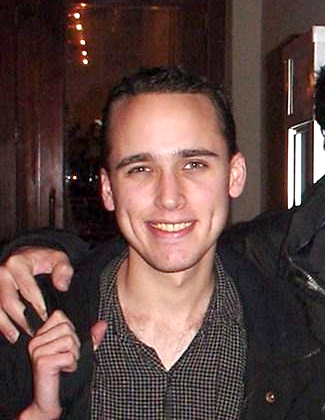
Adrian Lamo
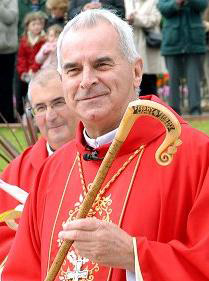
Keith O'Brien
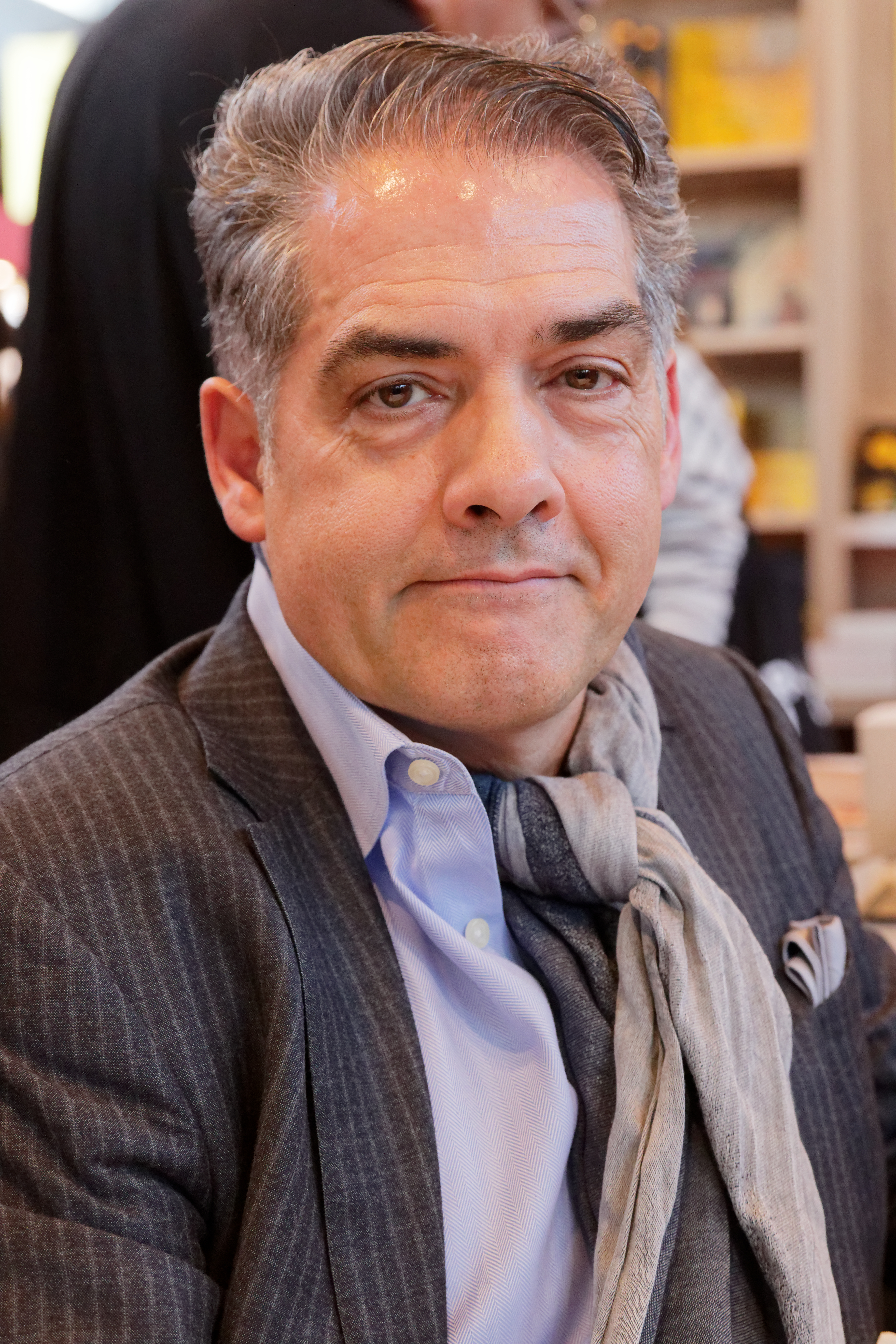
Philip Kerr
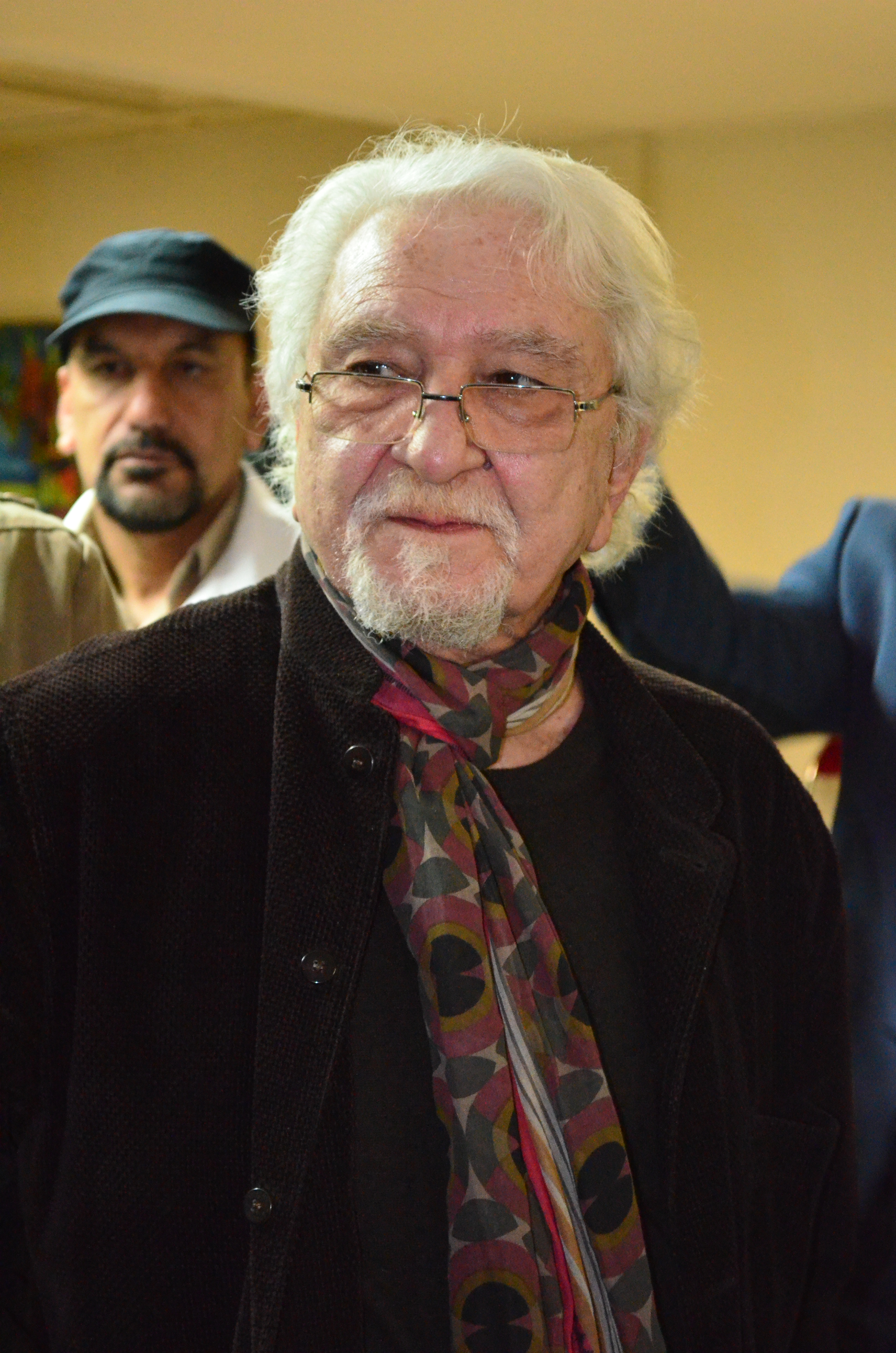
Dariush Shayegan
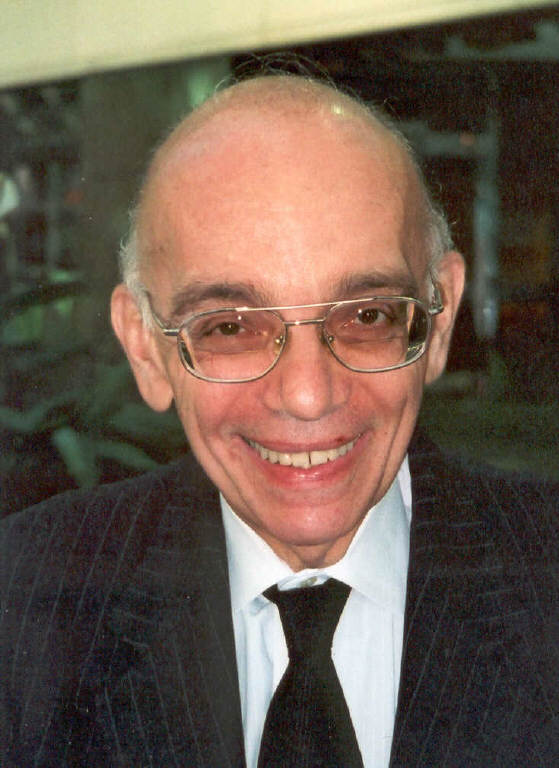
Antonio Abreu
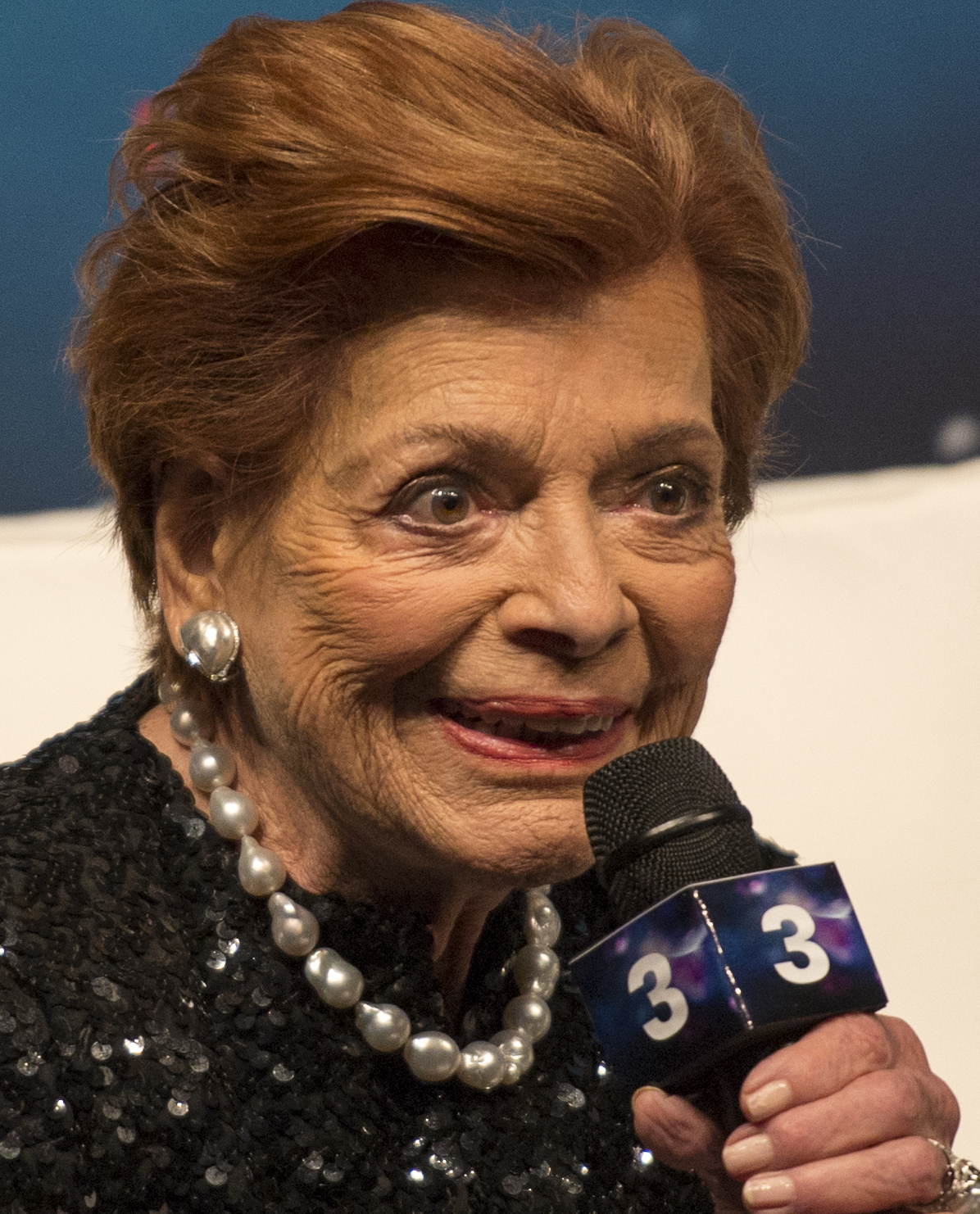
Lys Assia
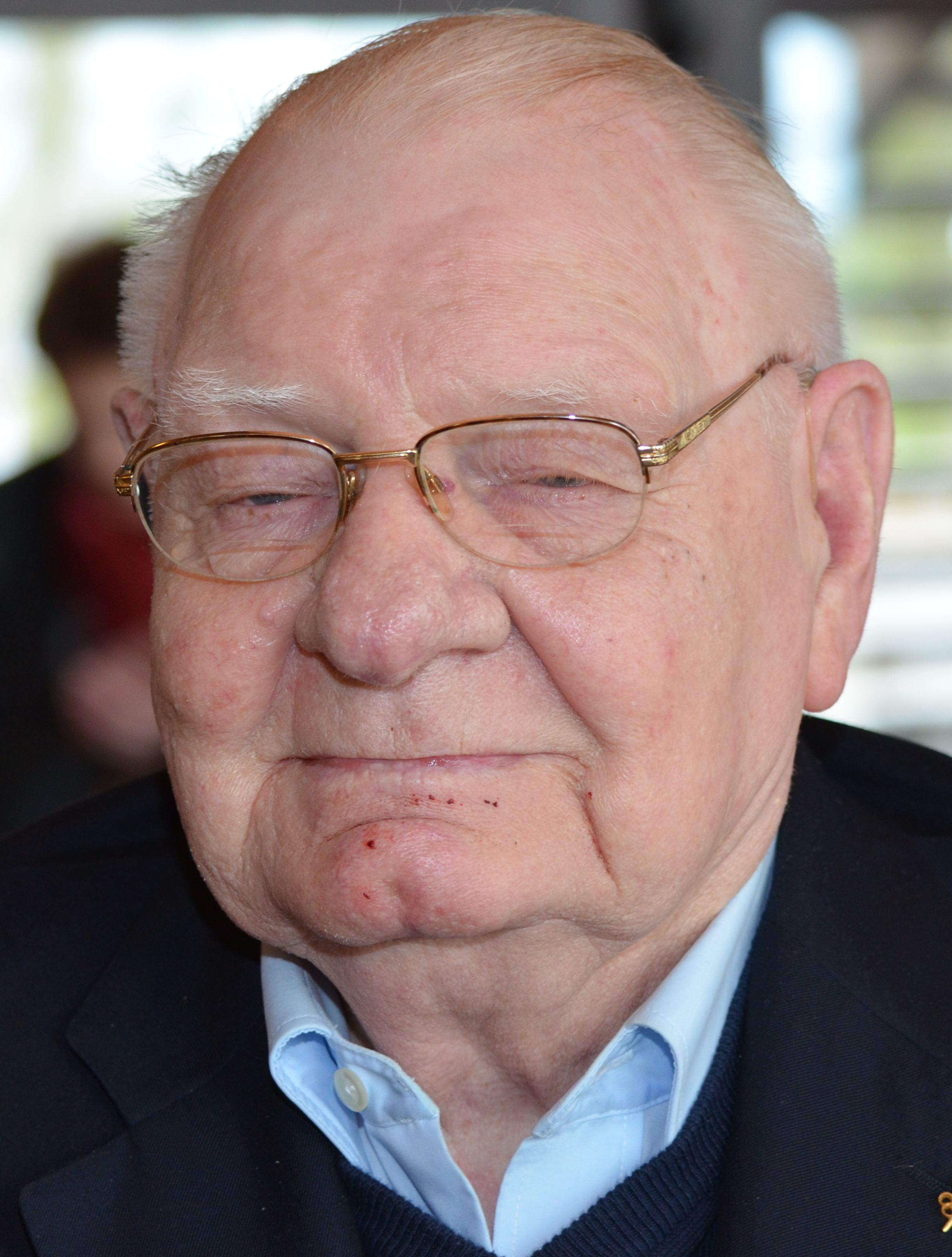
Van Roosbroeck
Steven Bochco
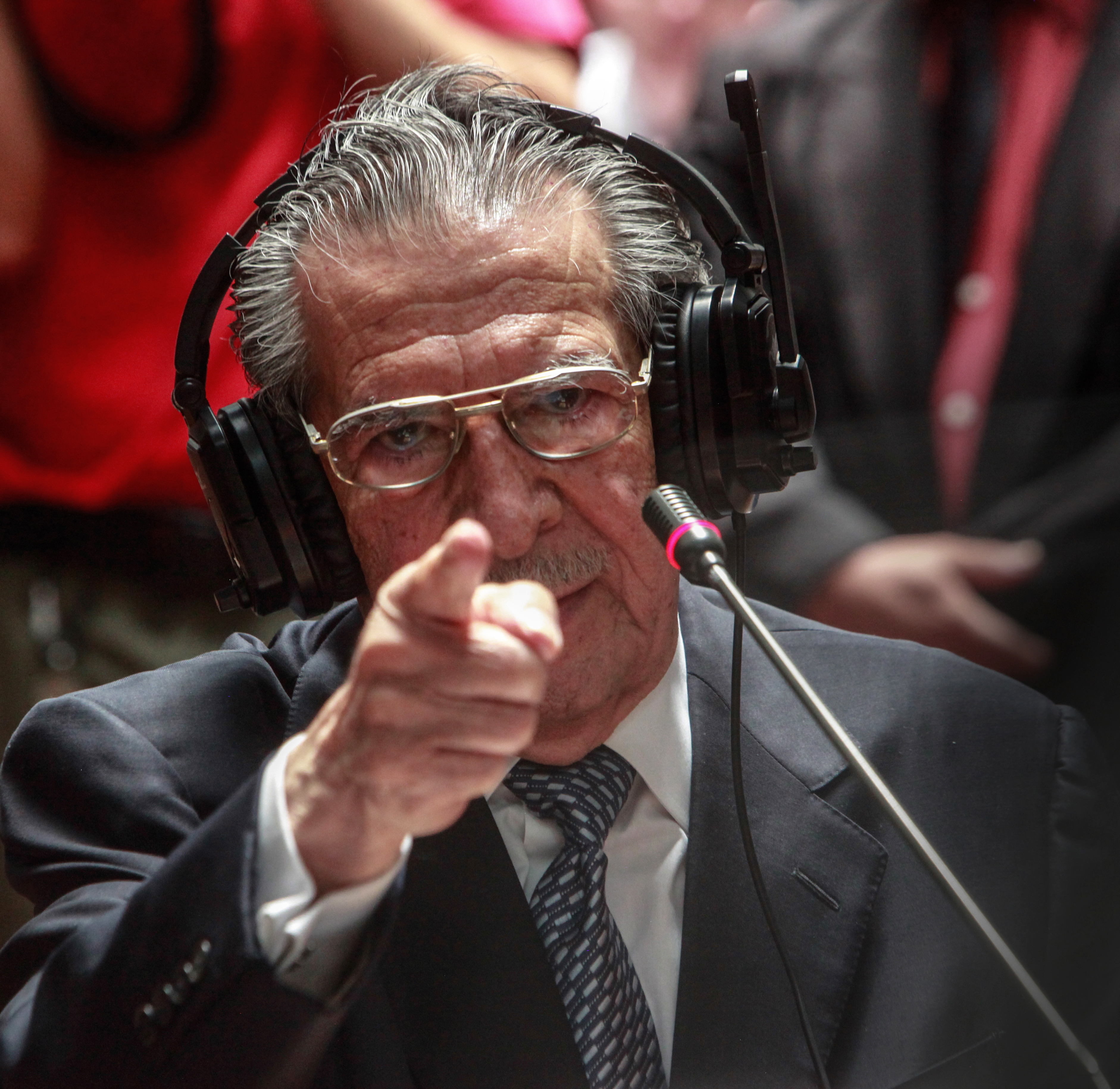
Efraín Ríos Montt
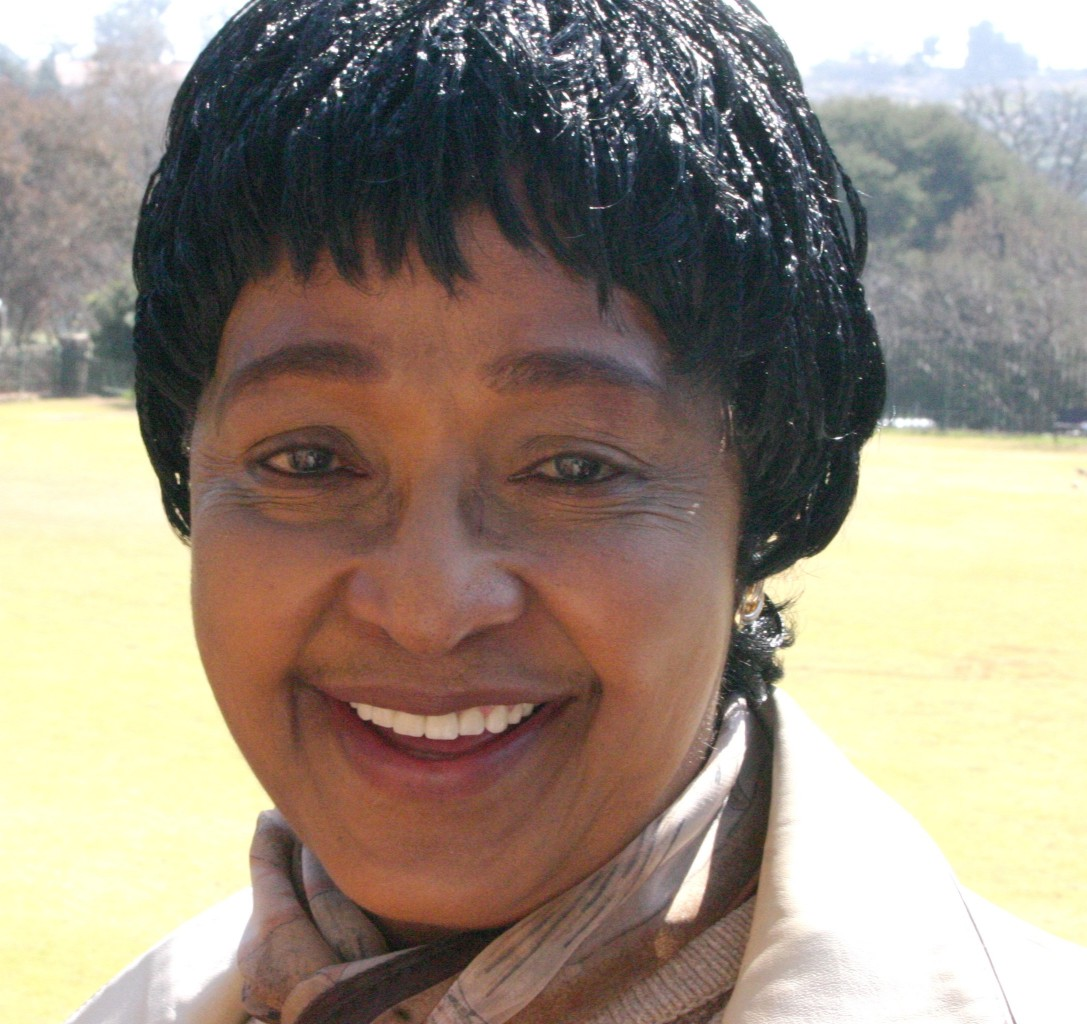
Winnie Mandela
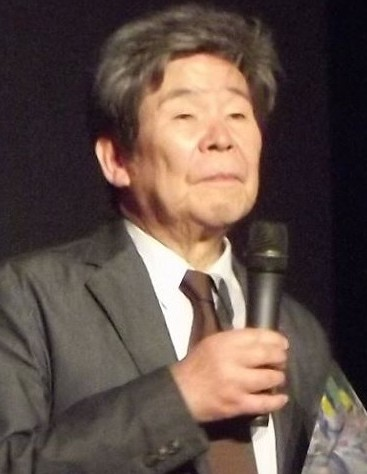
Isao Takahata
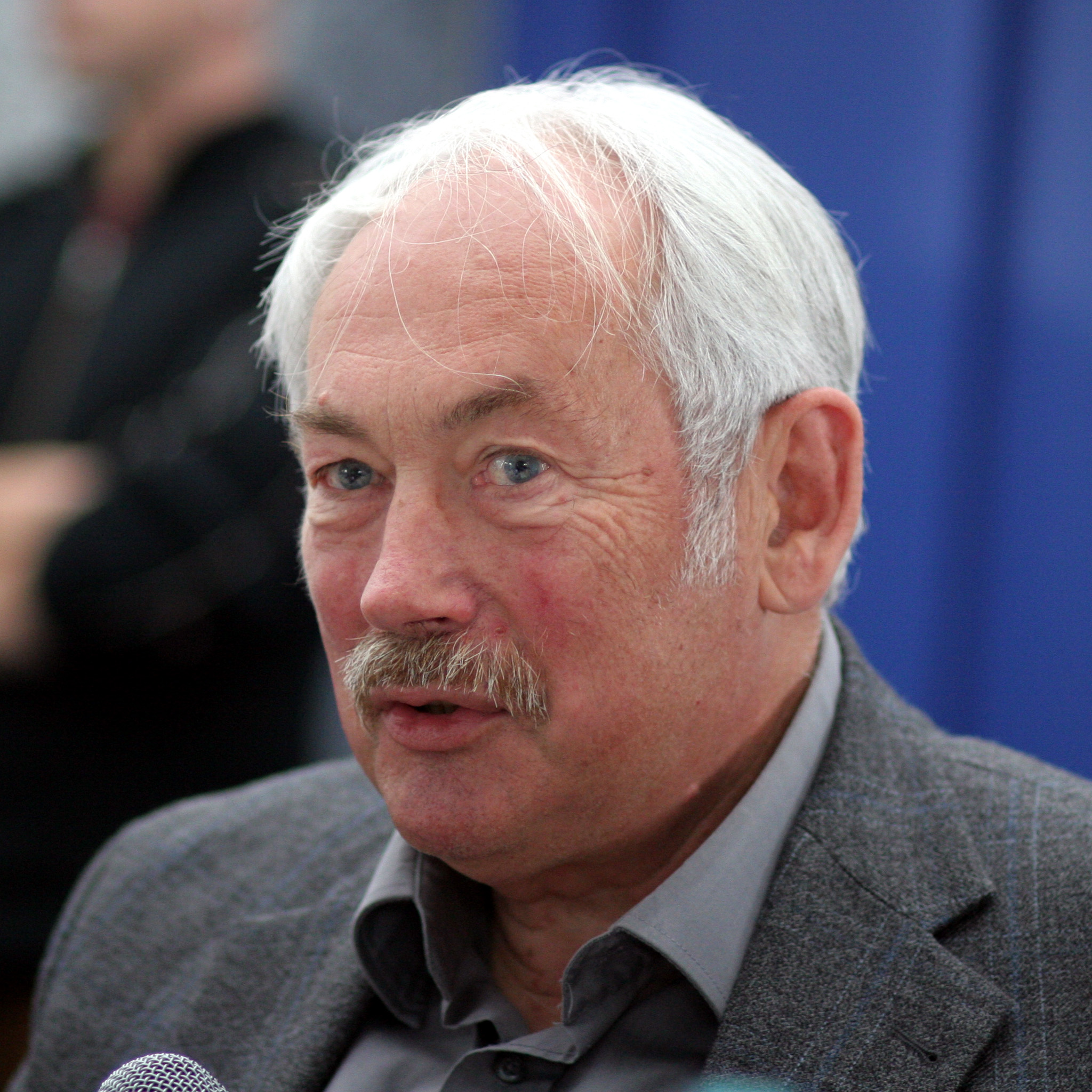
Peter Grünberg
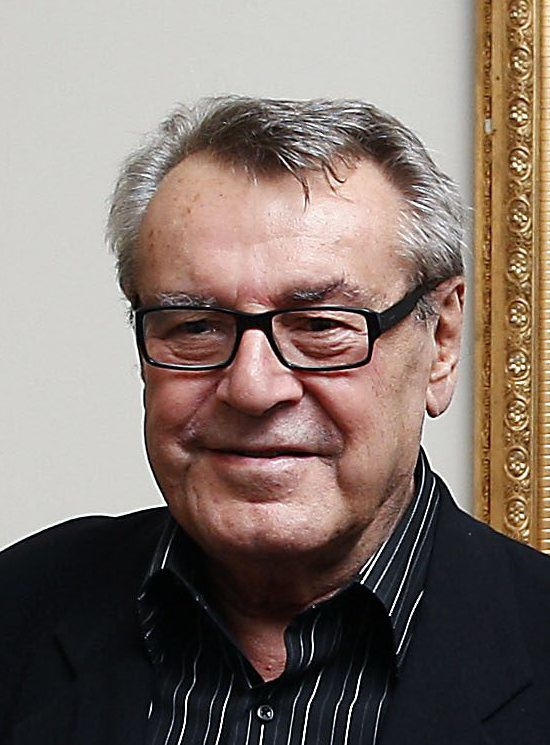
Milos Forman
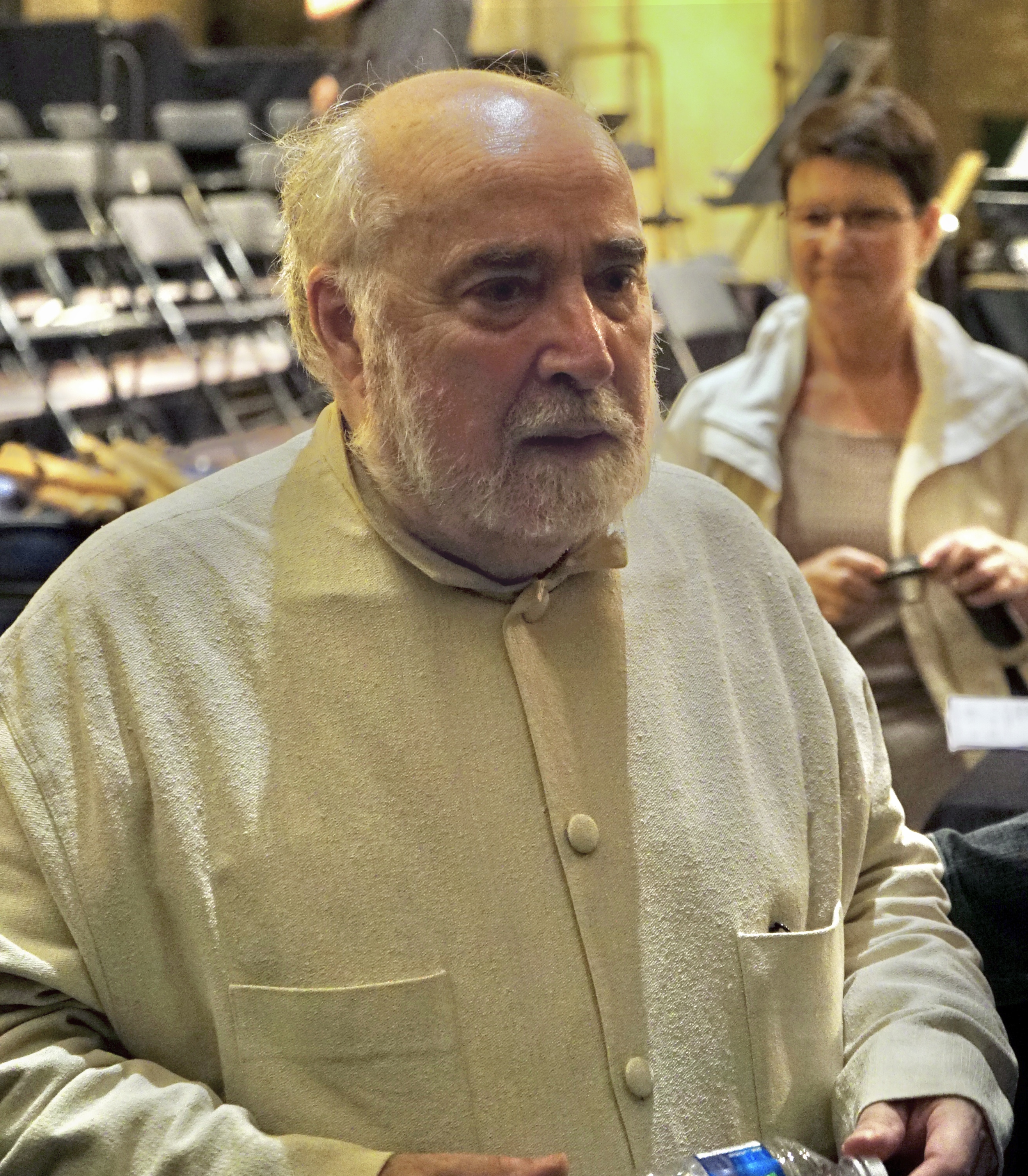
J.C. Malgoire
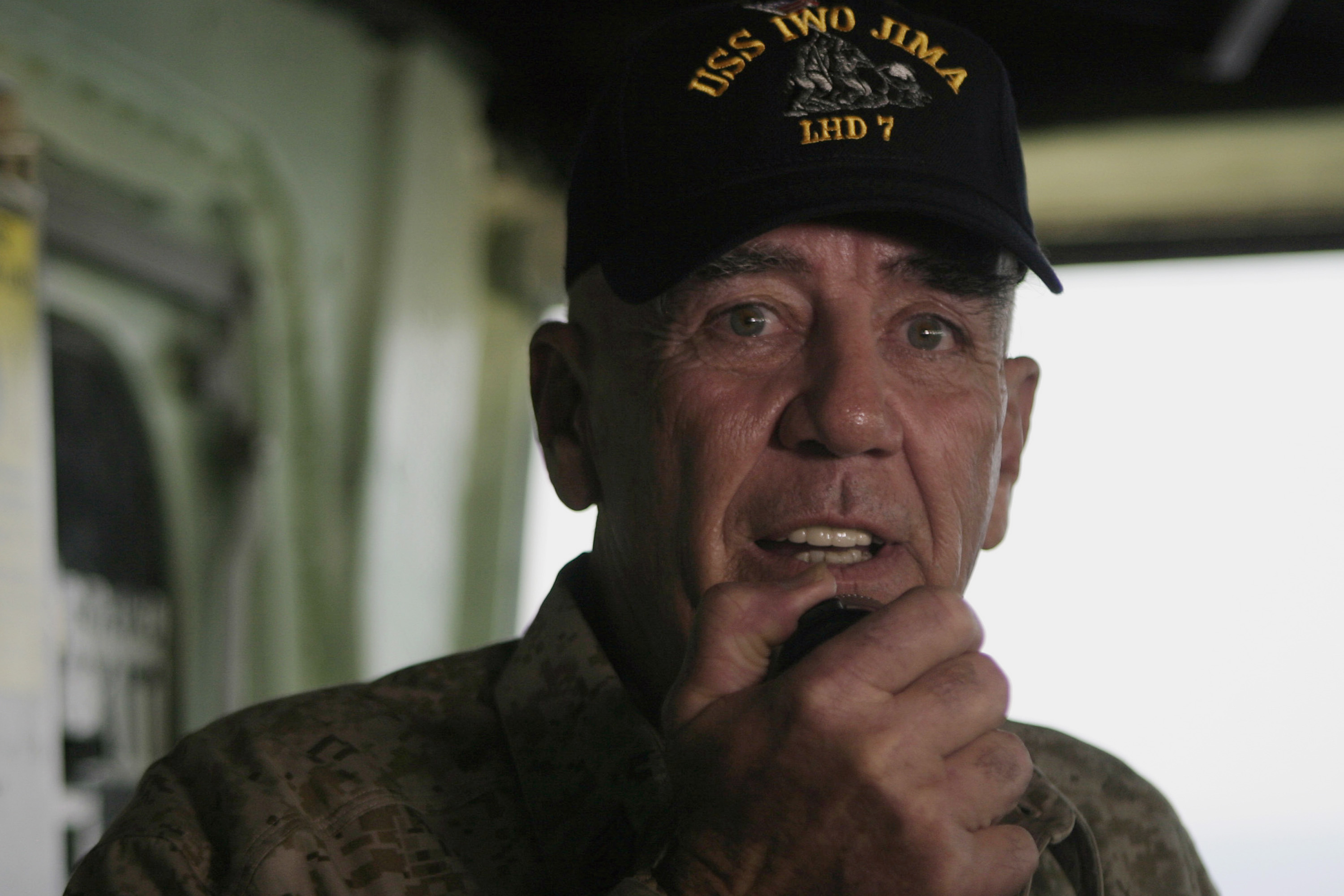
R. Lee Ermey
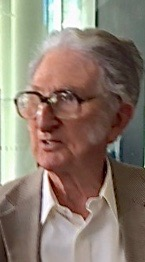
Michael Halliday
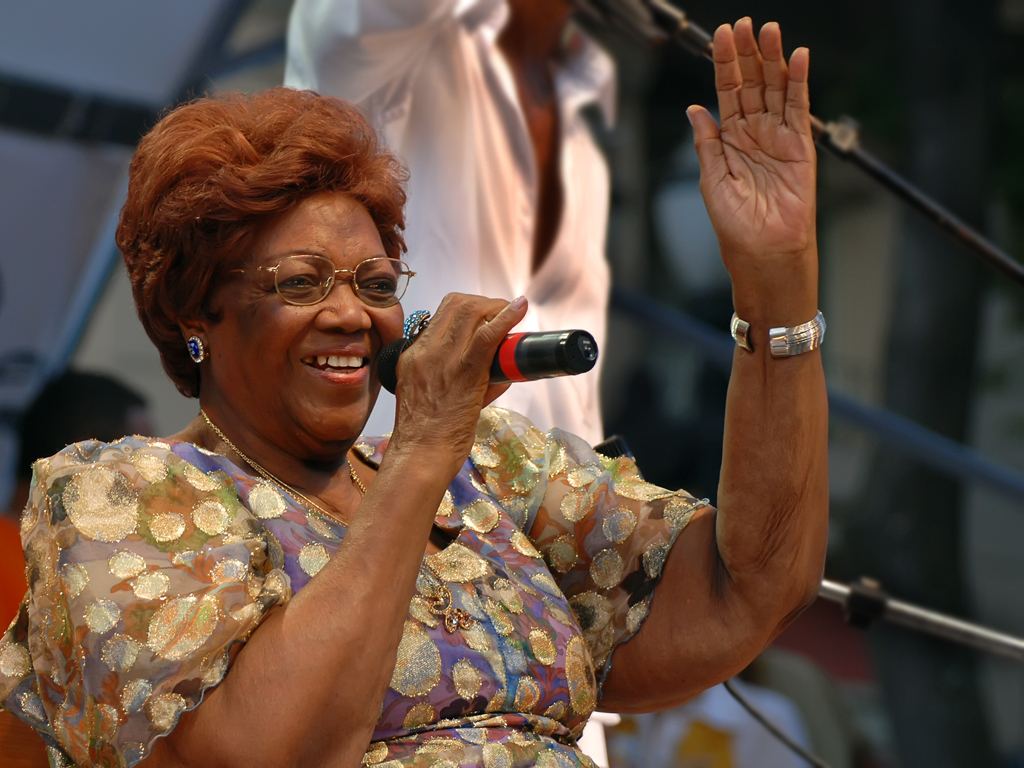
D. Ivone Lara
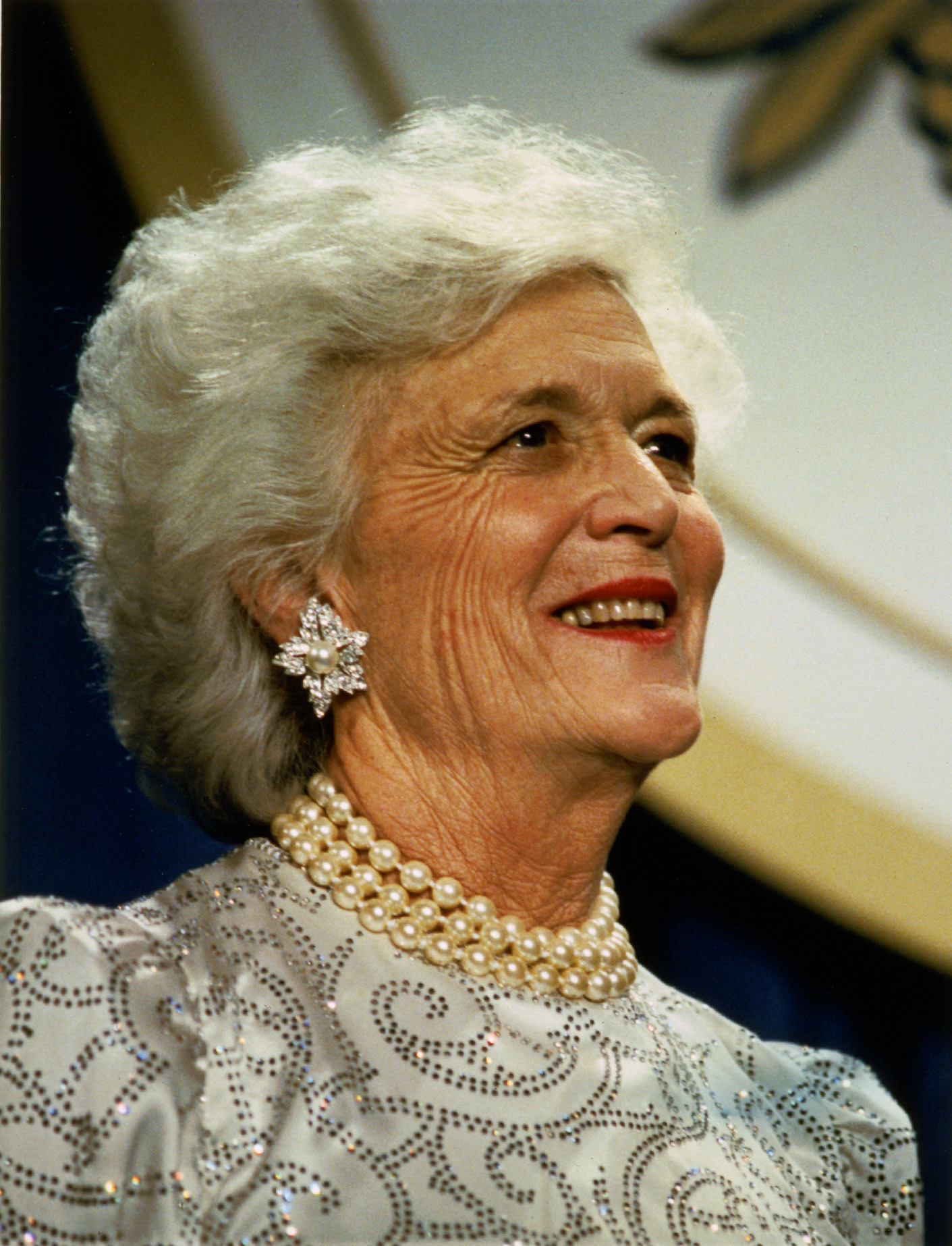
Barbara Bush
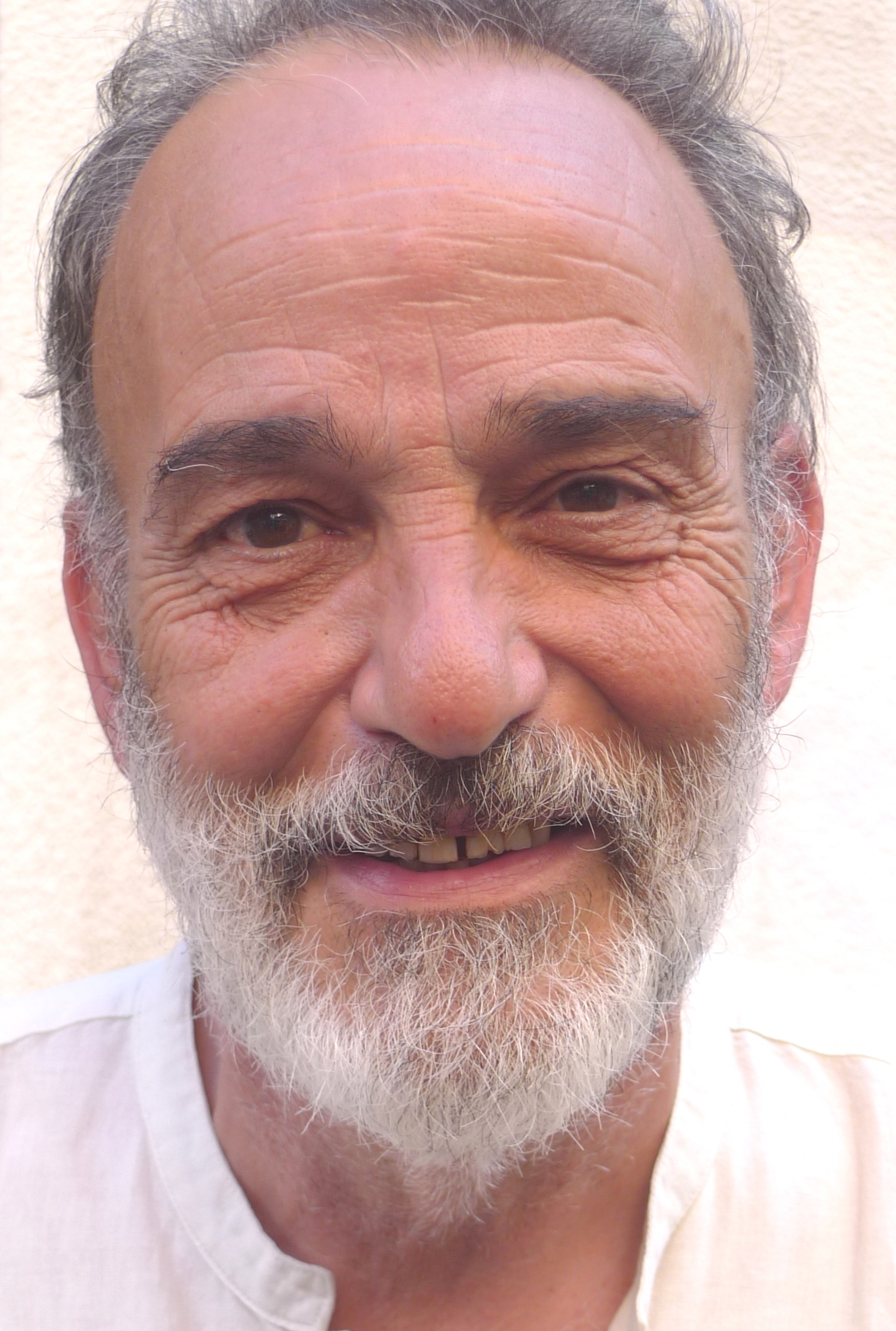
Luis Montes Mieza
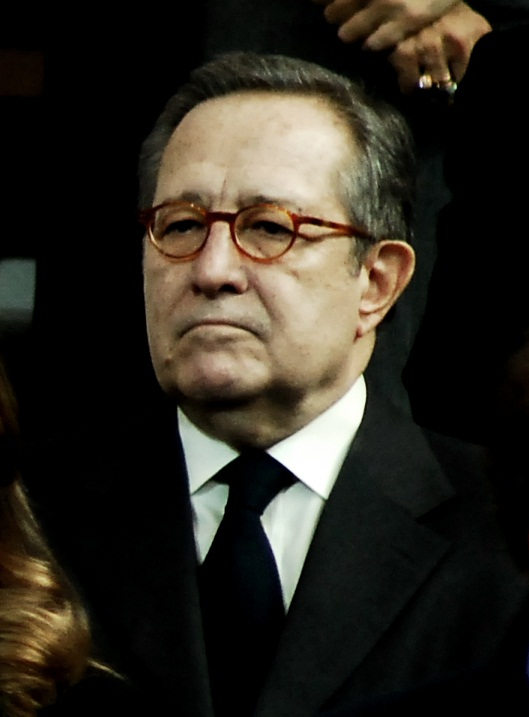
Pedro Erquicia
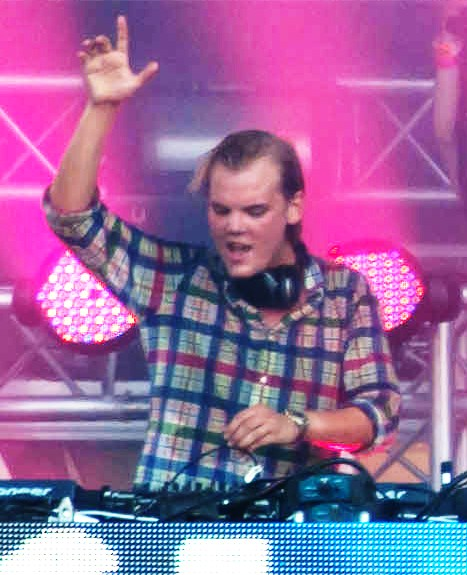
Avicii
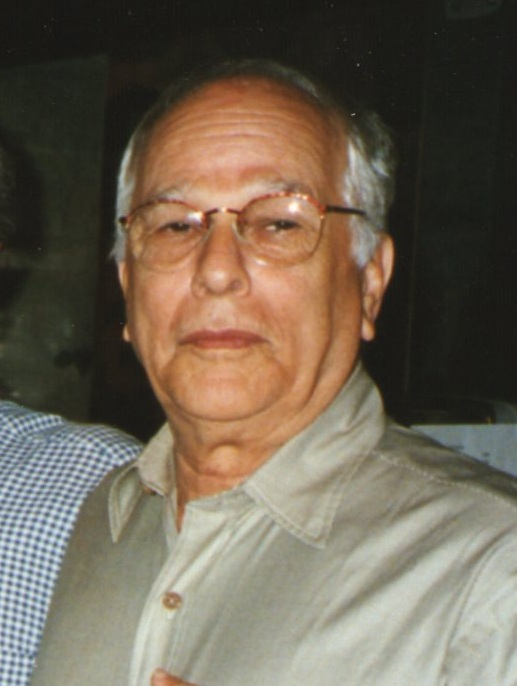
Nelson P. dos Santos
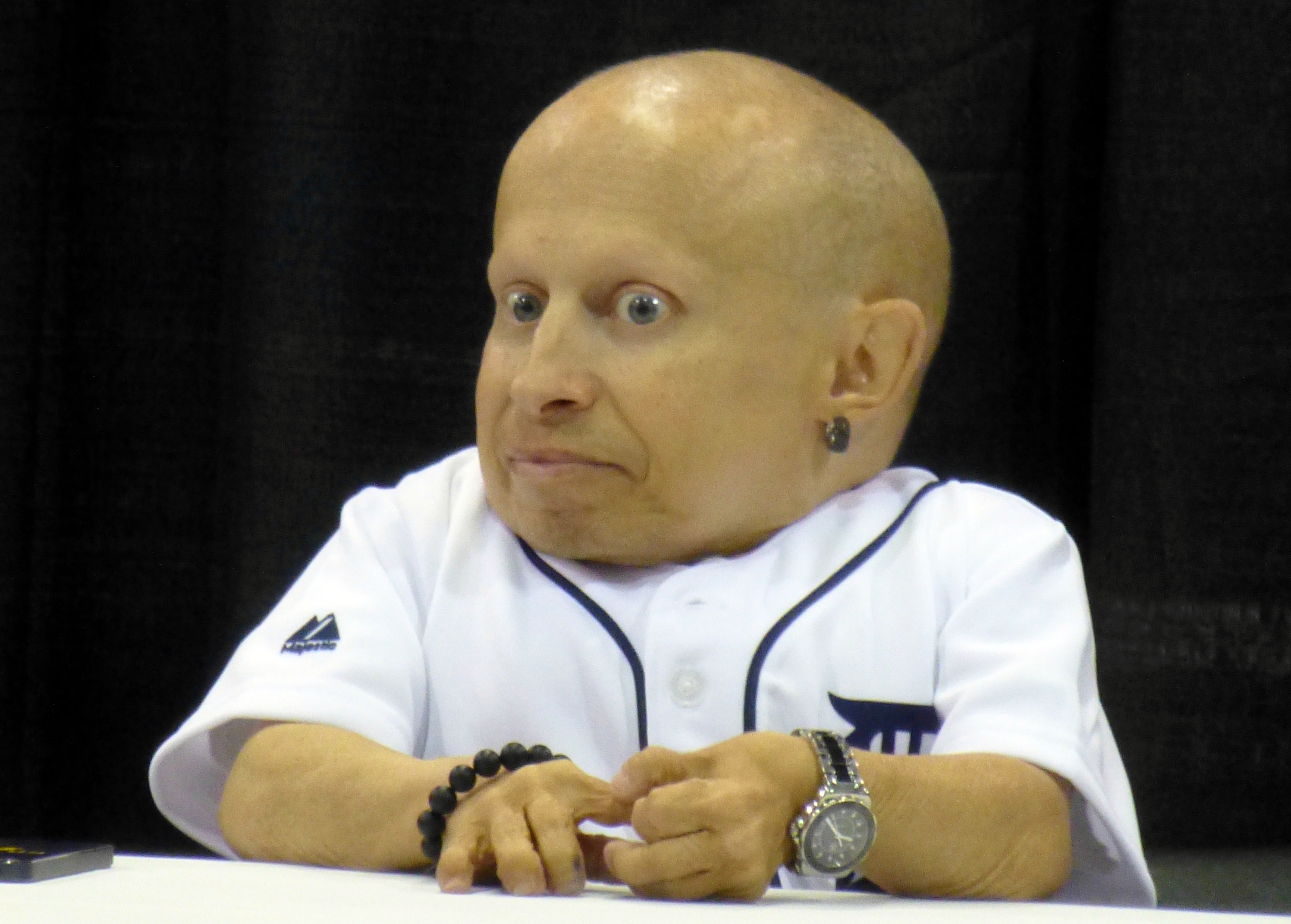
Verne Troyer
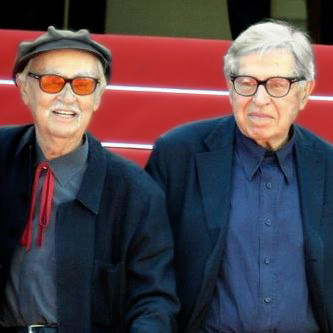
Vittorio Taviani
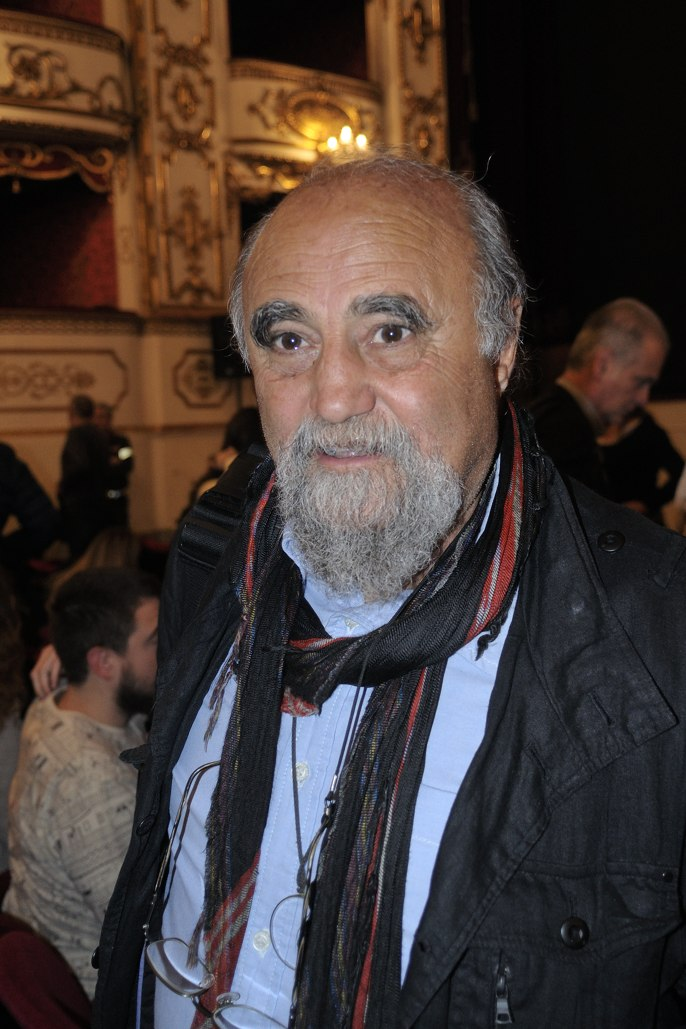
Abbas
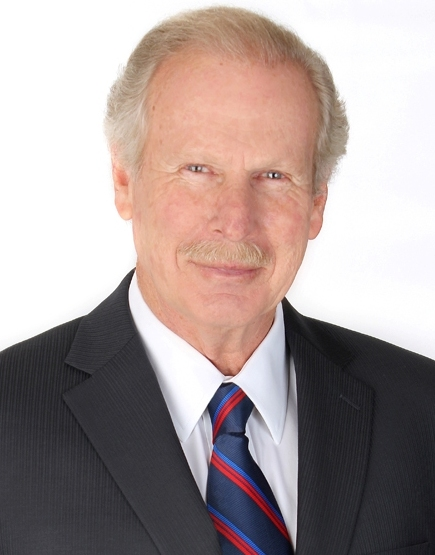
Álvaro Arzú
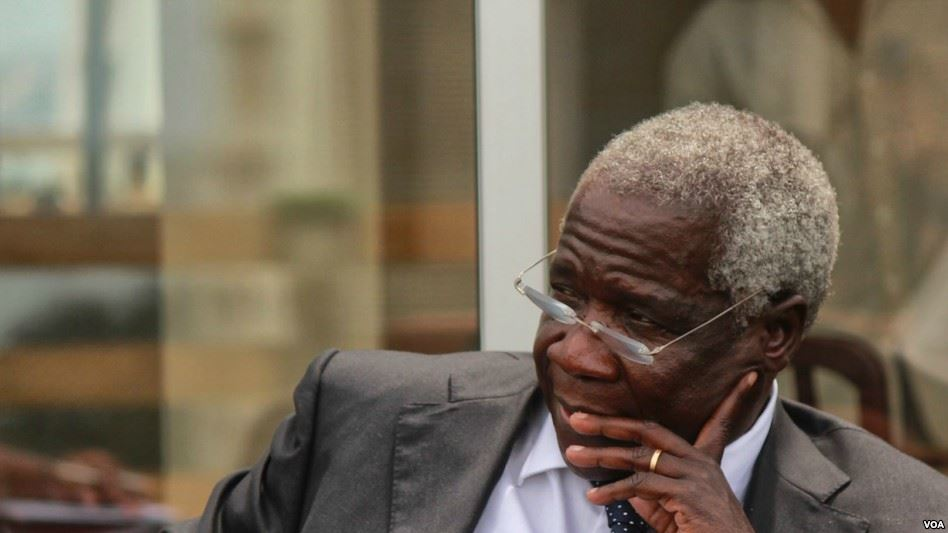
Afonso Dhlakama
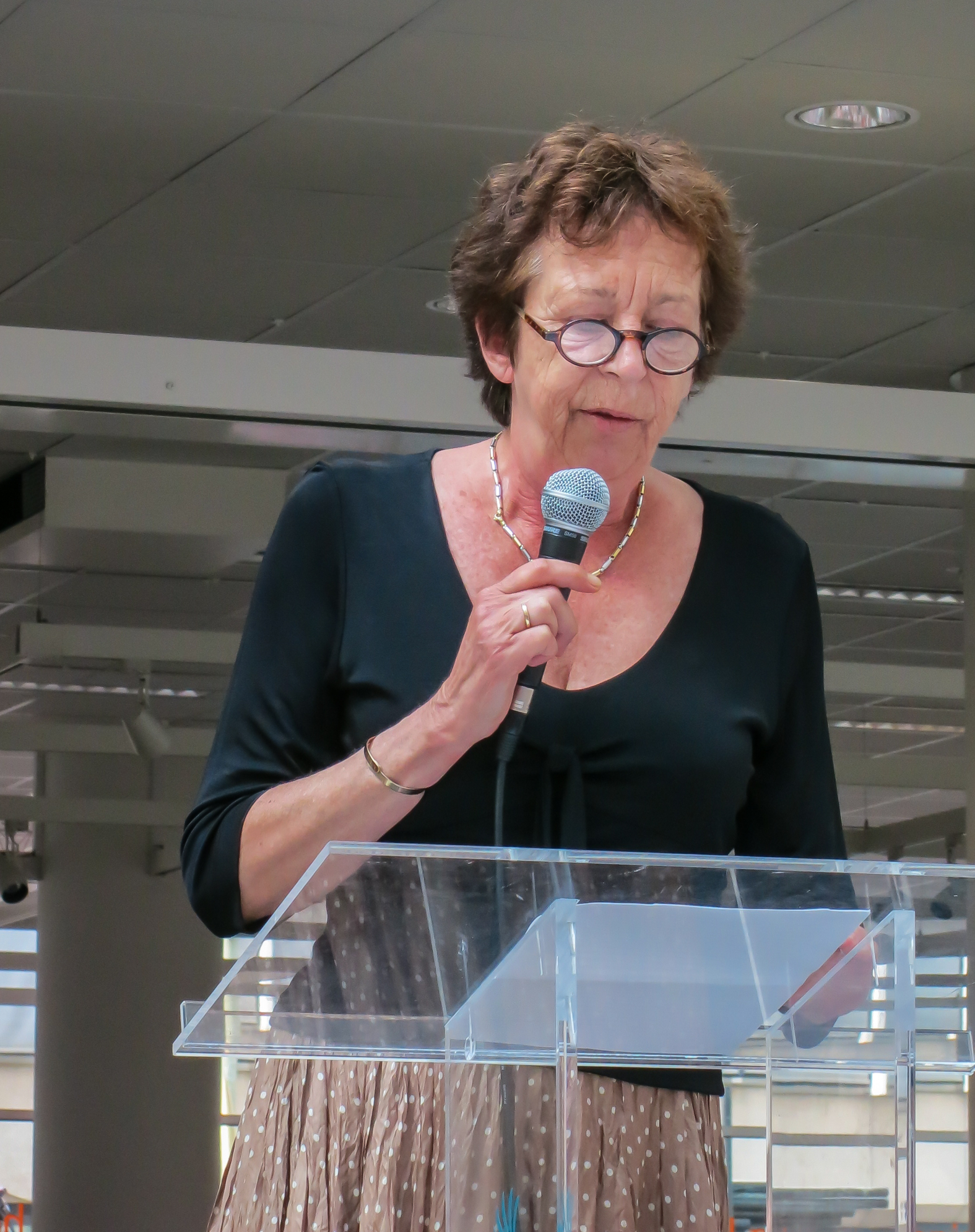
Renate Dorrestein
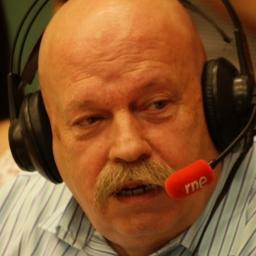
José María Íñigo
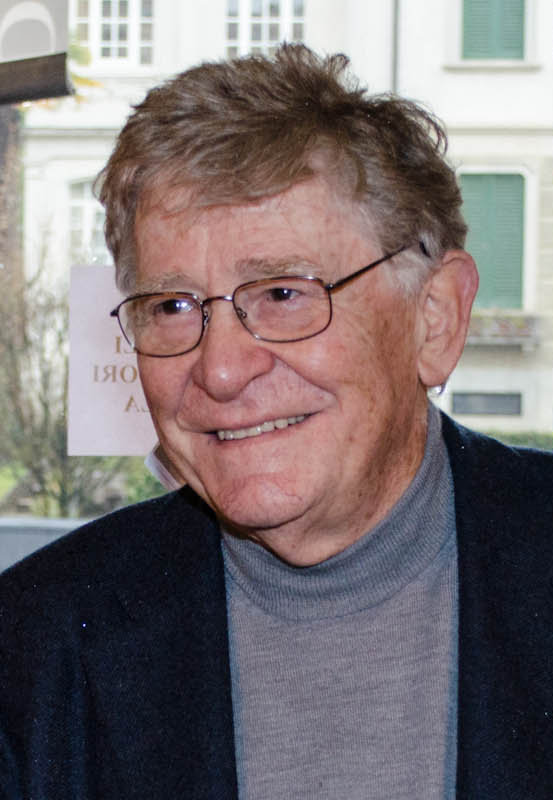
Ermanno Olmi
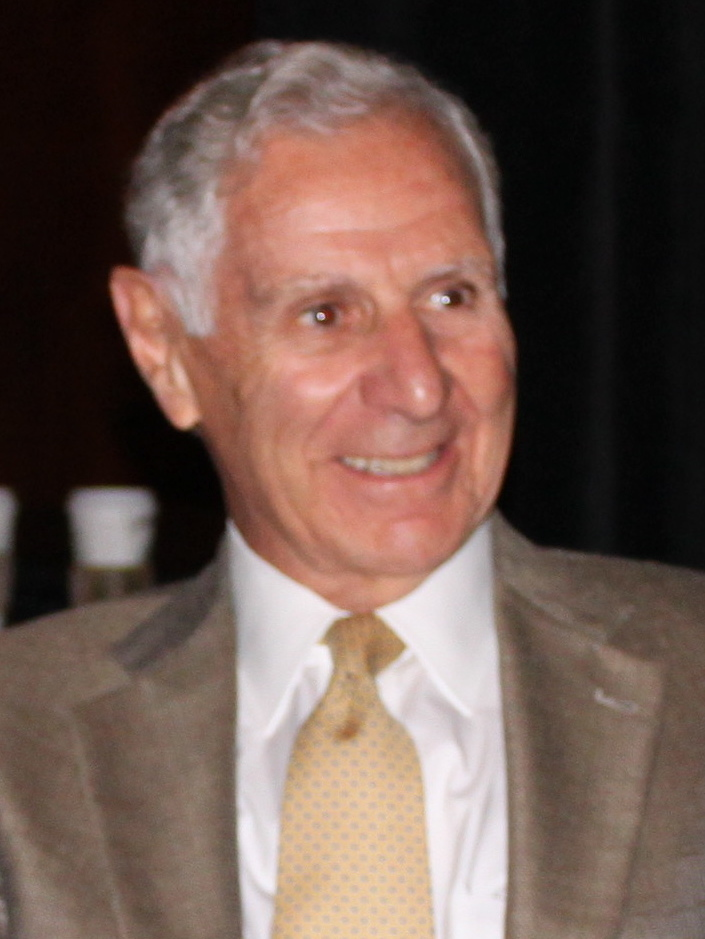
George Deukmejian
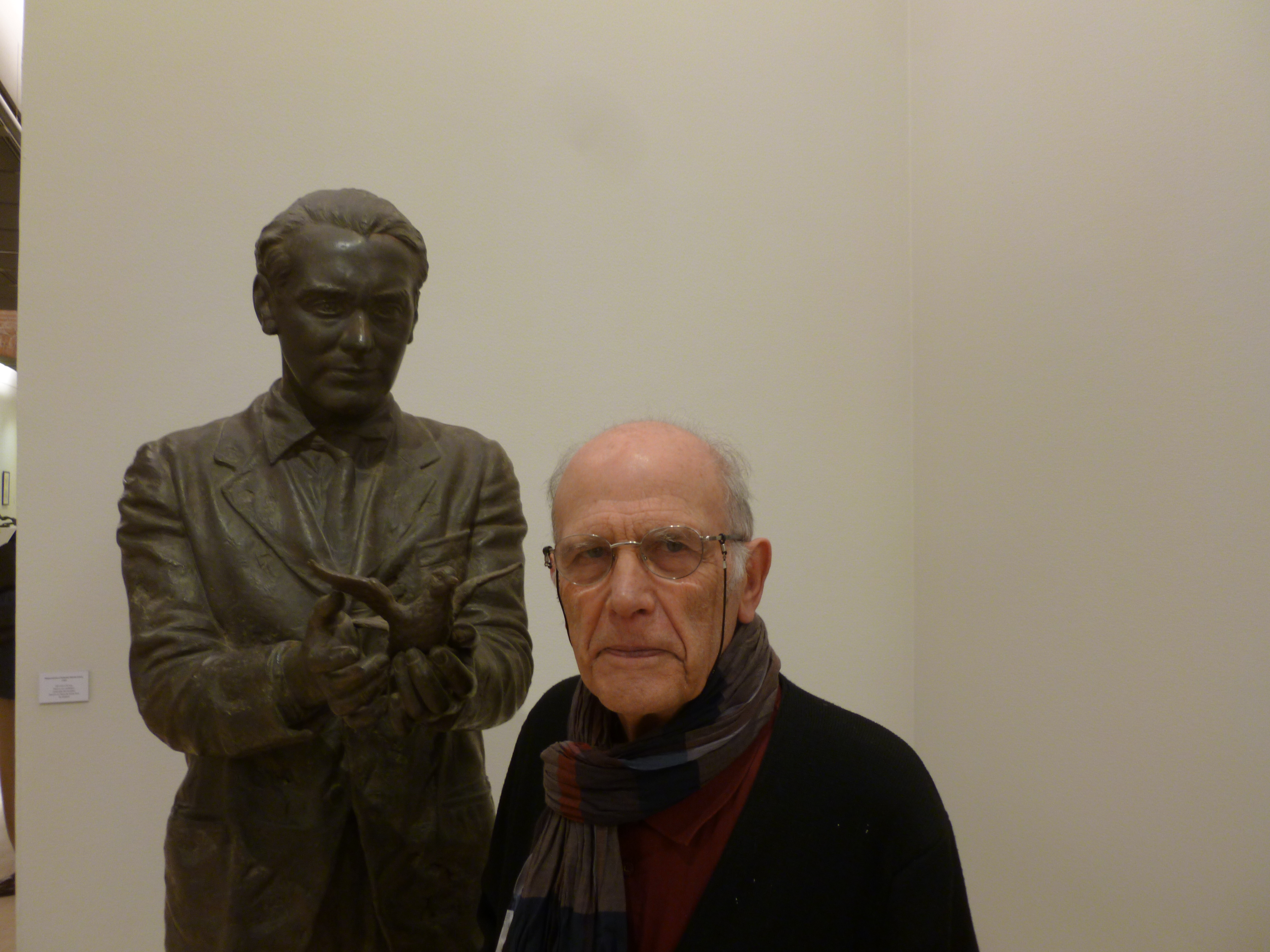
Julio López Hernández
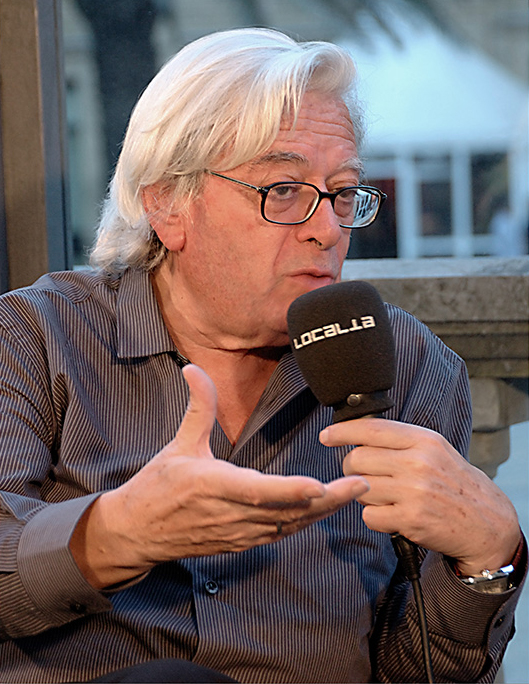
Antonio Mercero
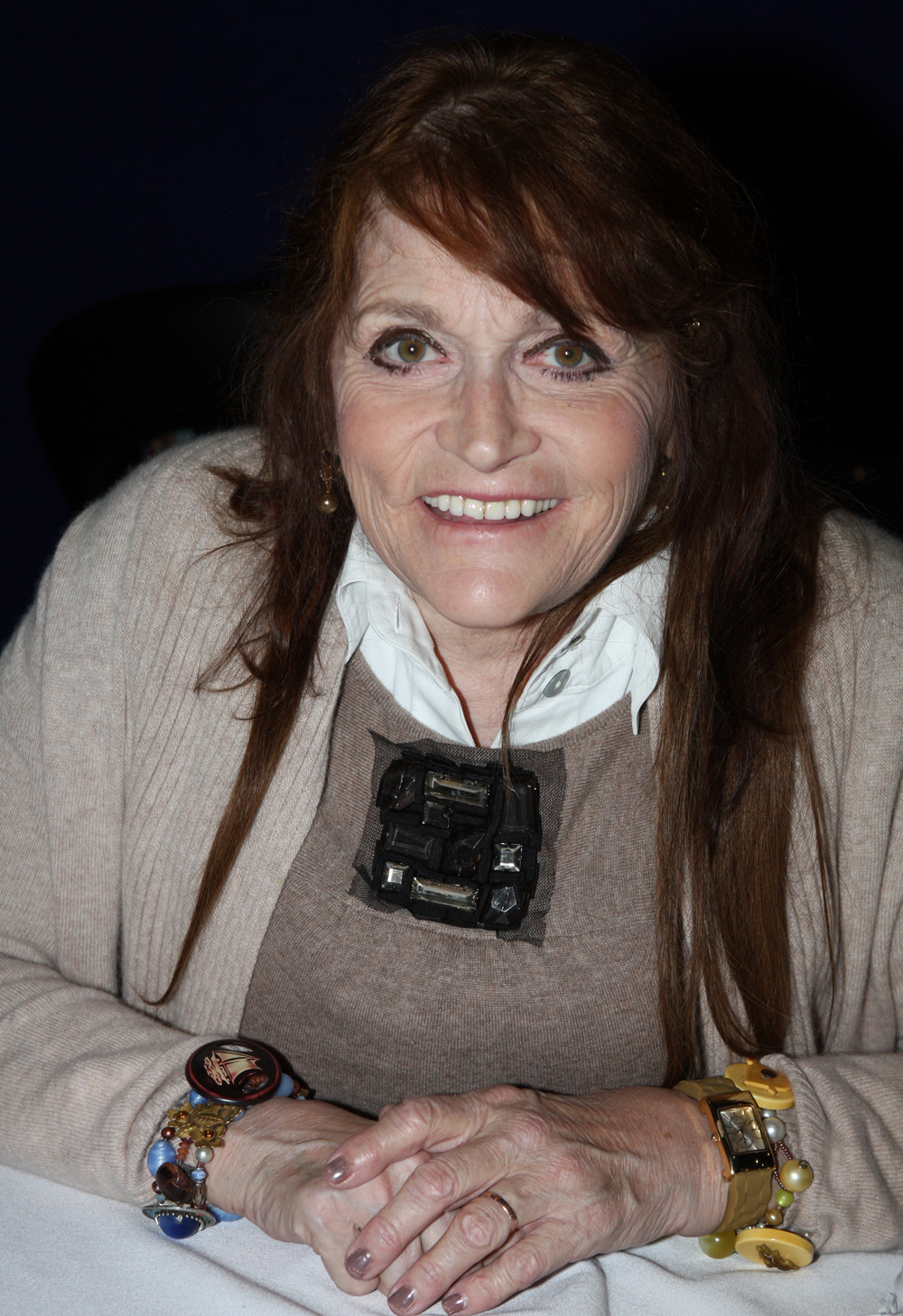
Margot Kidder
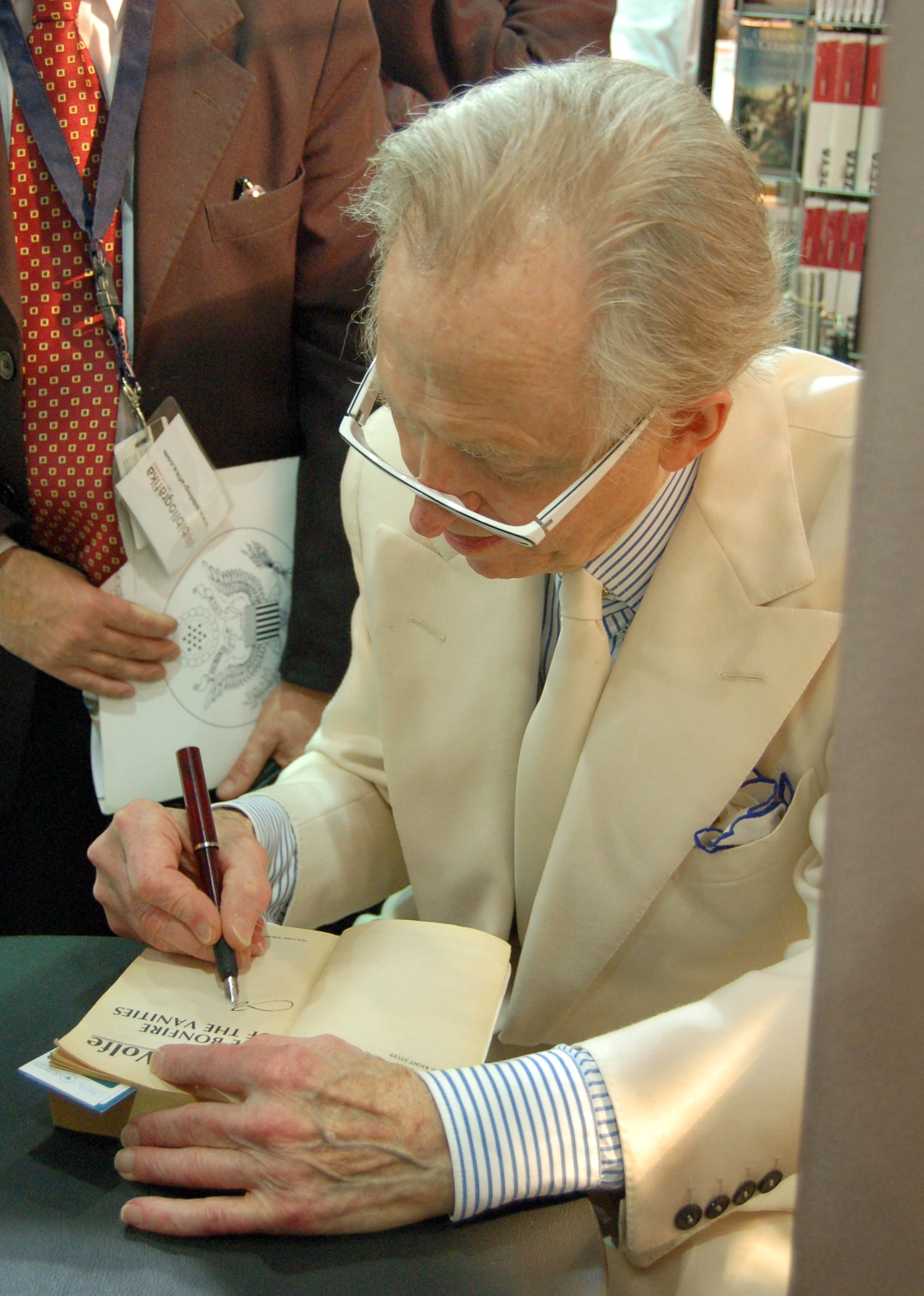
Tom Wolfe
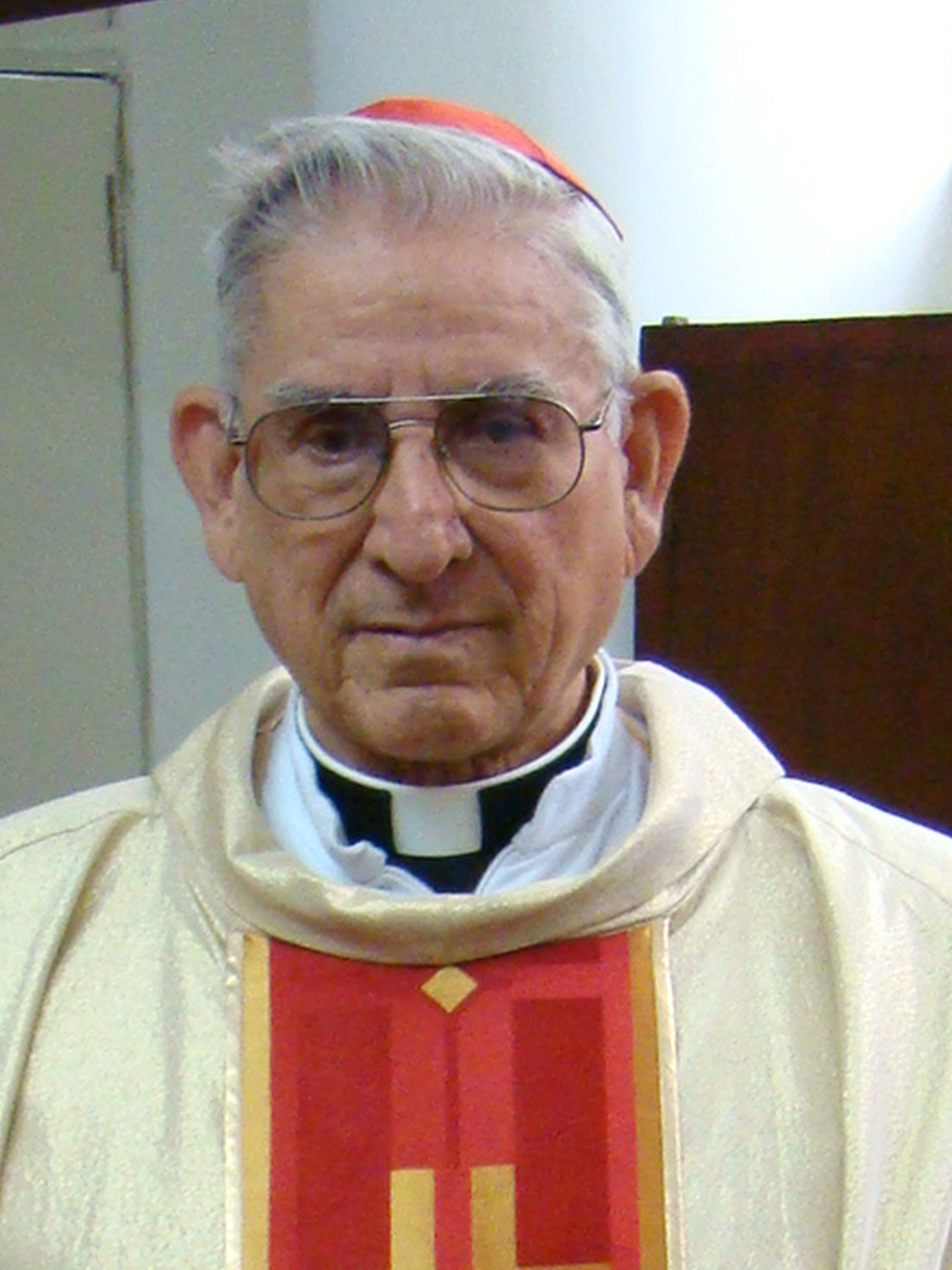
Darío Castrillón Hoyos
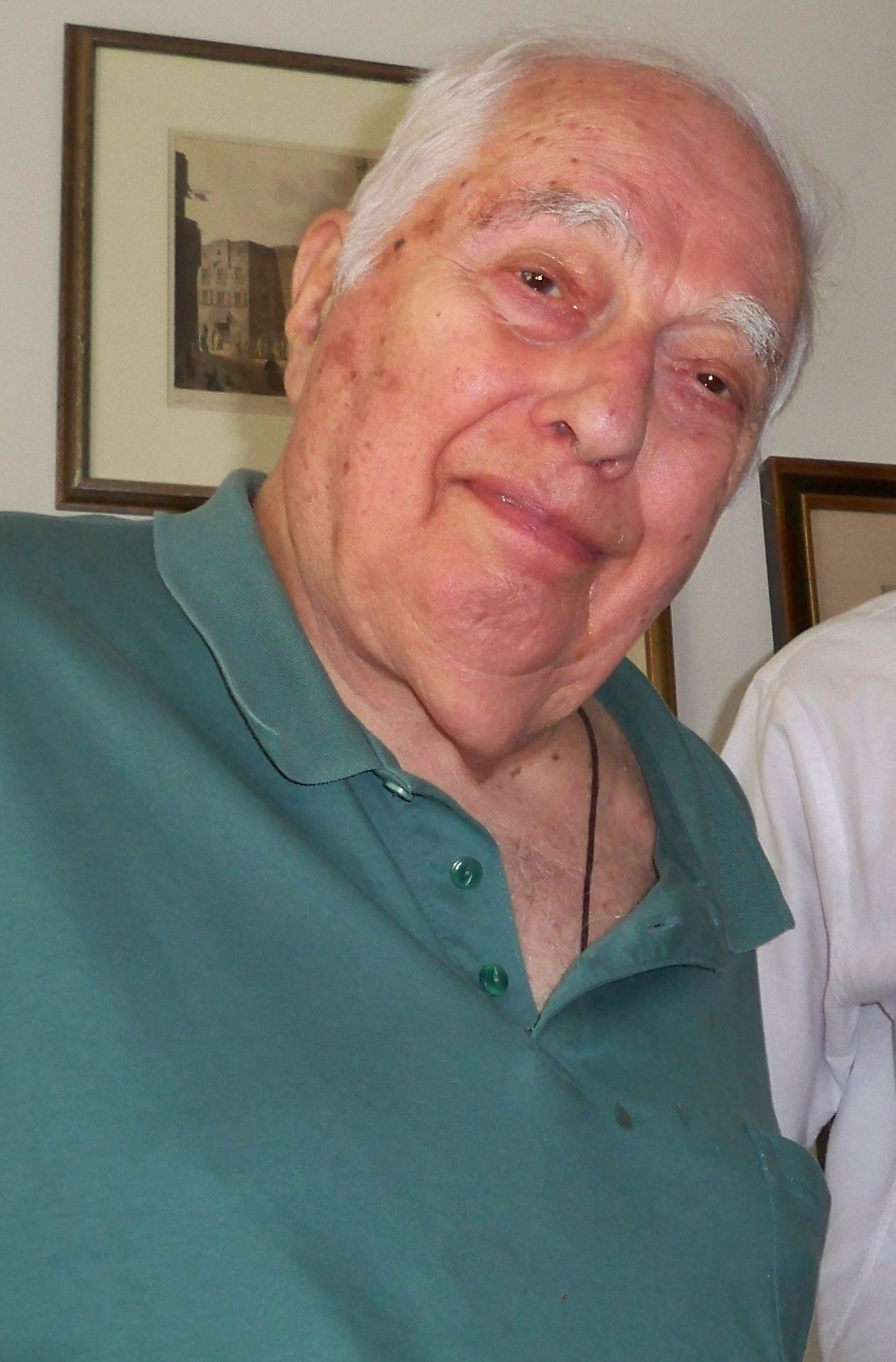
Bernard Lewis
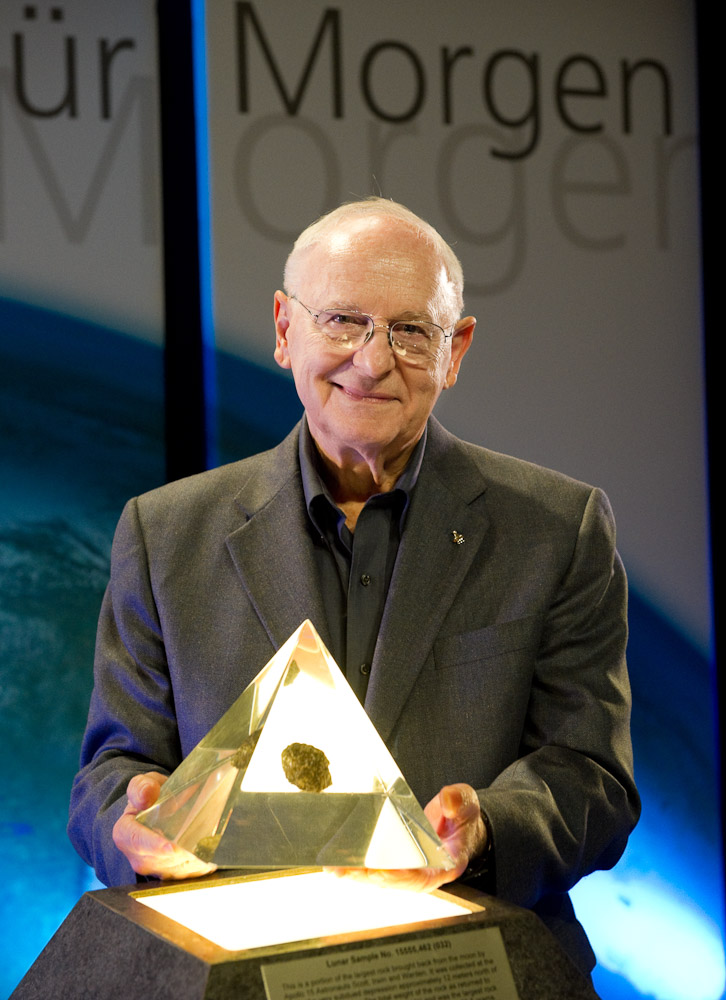
Al Bean
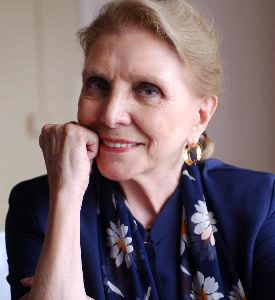
María Dolores Pradera
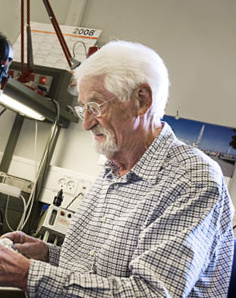
Jens Christian Skou
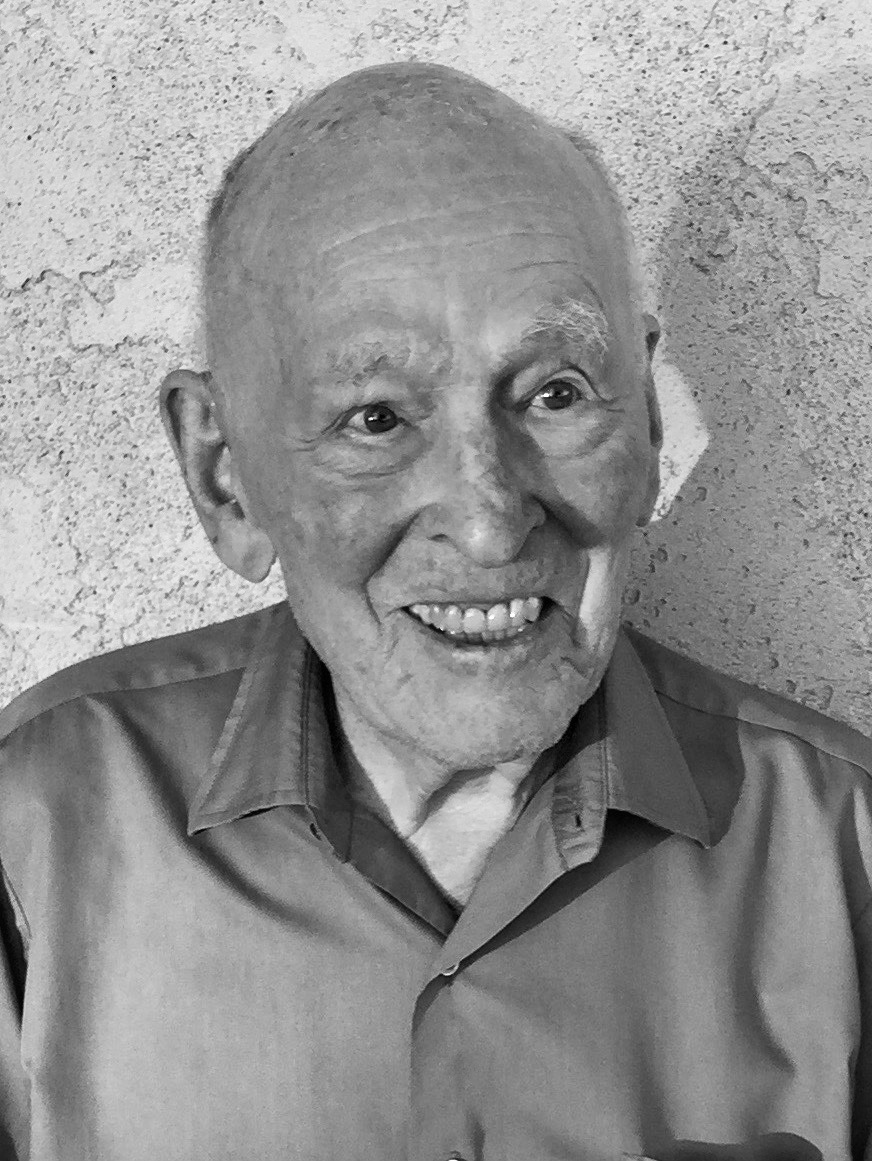
Paul D. Boyer
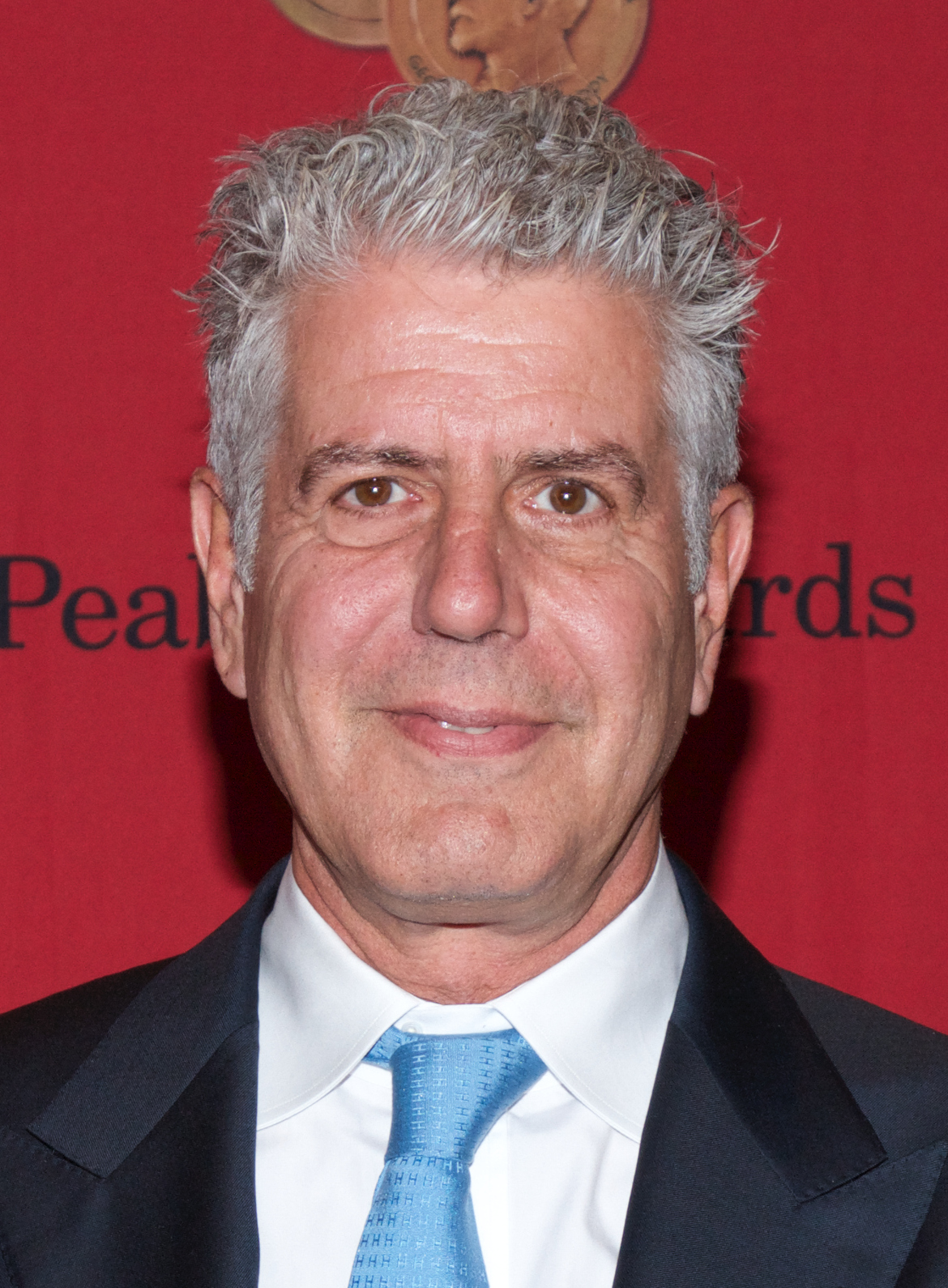
Anthony Bourdain
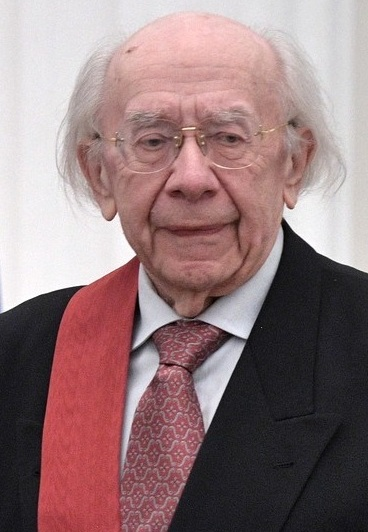
Guennadi Rojdéstvenski
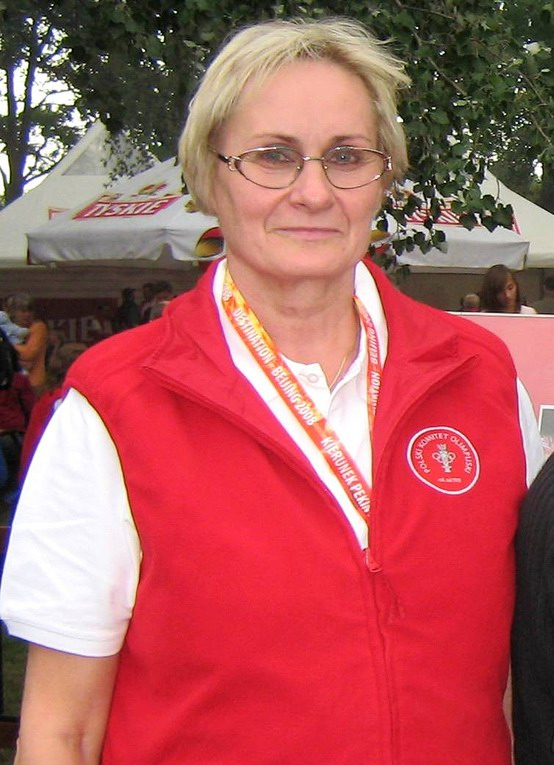
Halina Aszkiełowicz
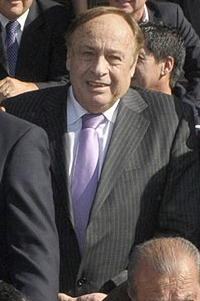
Alberto Fouilloux
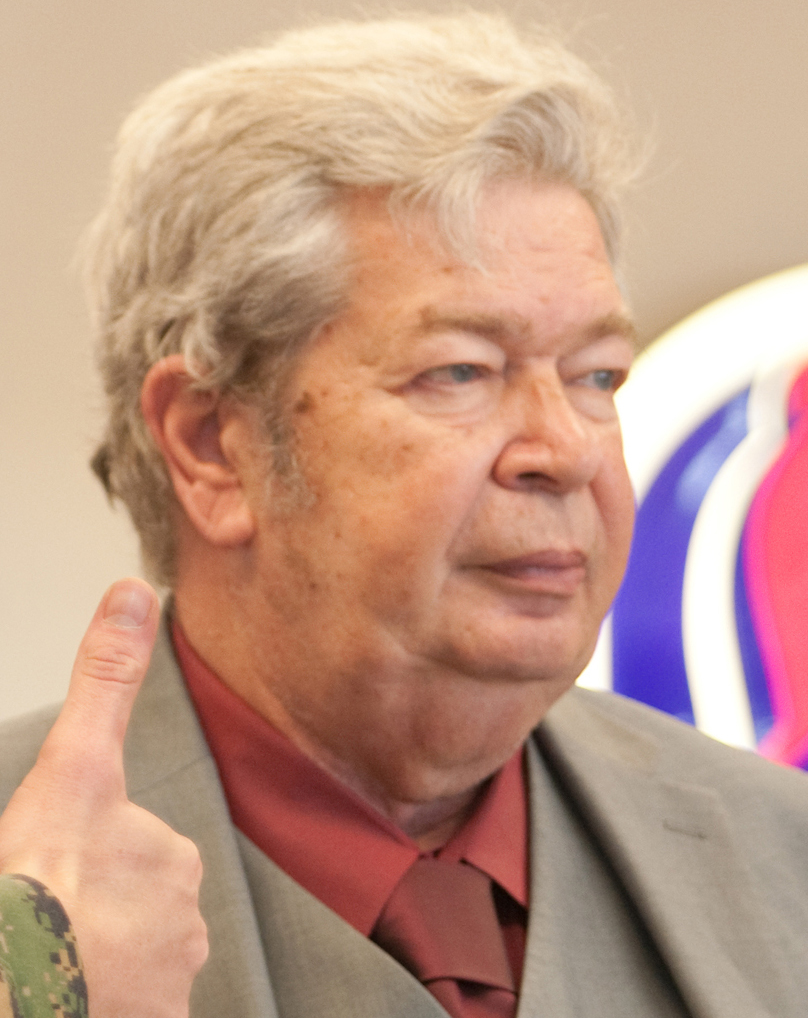
Richard B. Harrison
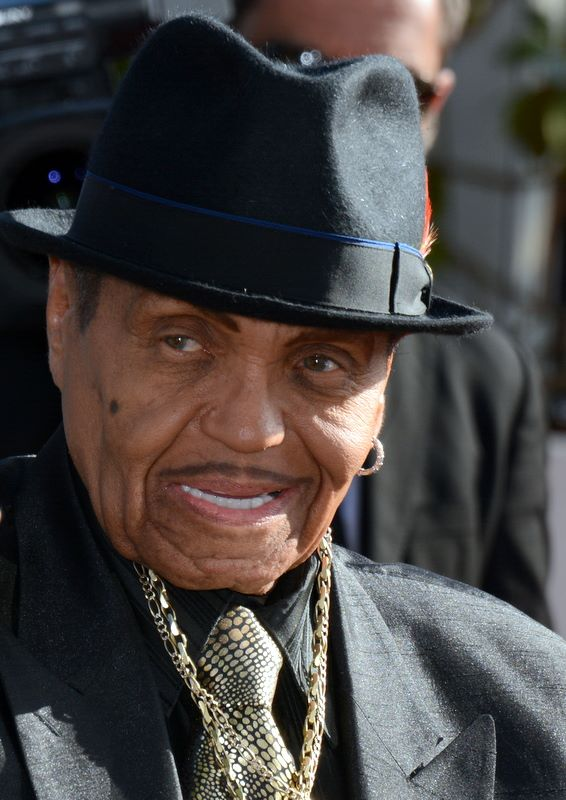
Joe Jackson
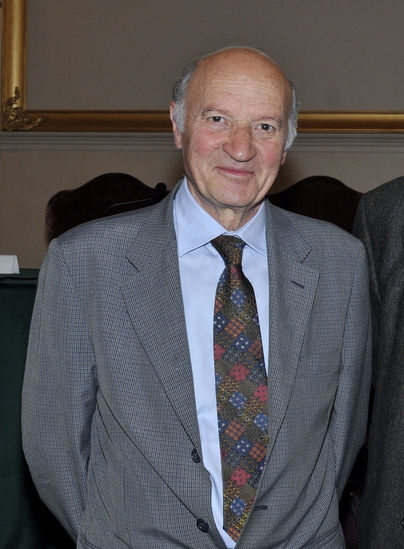
Domenico Losurdo
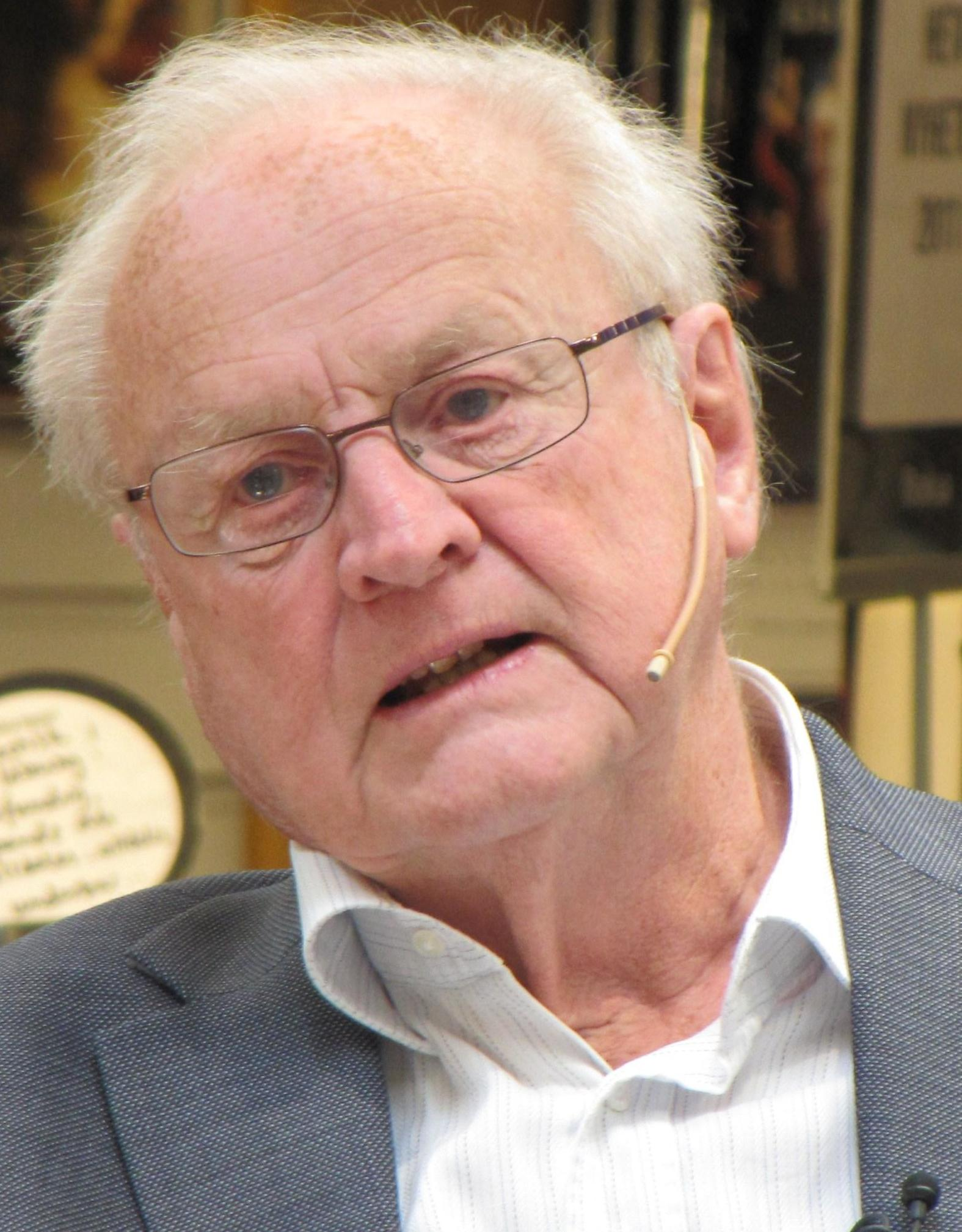
Arvid Carlsson
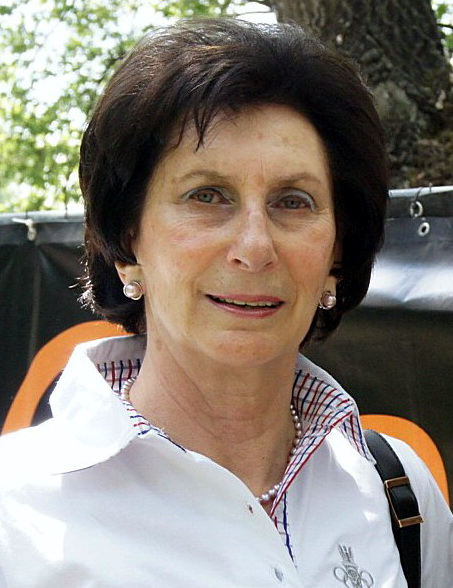
Irena Szewińska
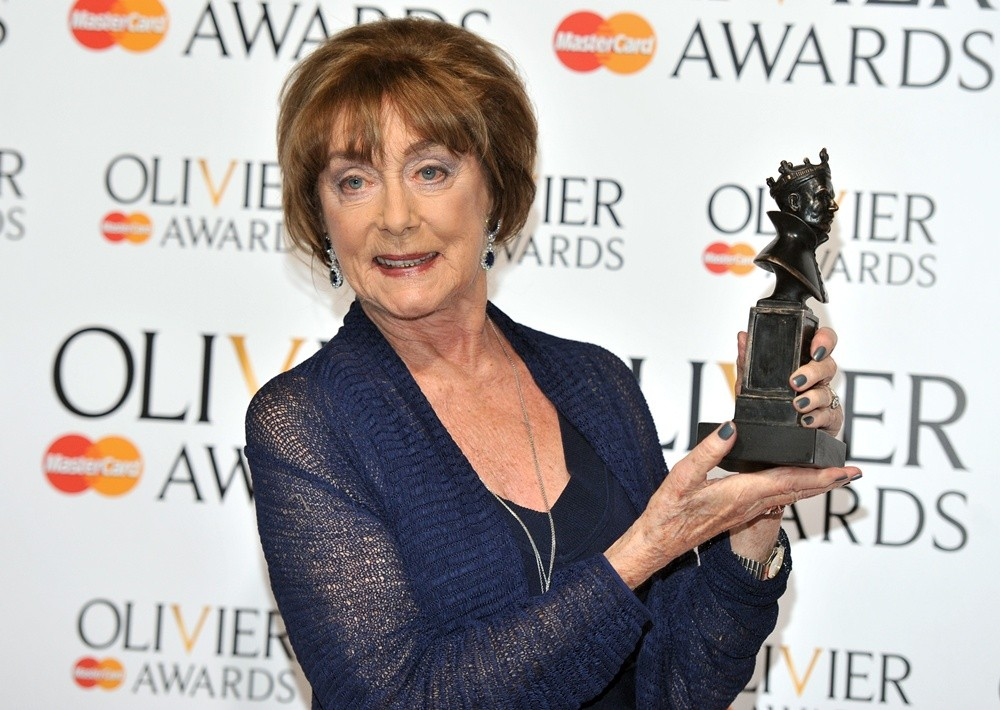
Gillian Lynne
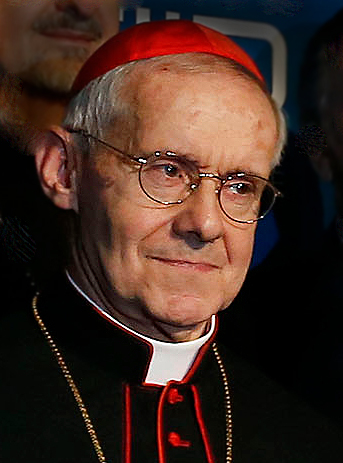
Jean-Louis Tauran
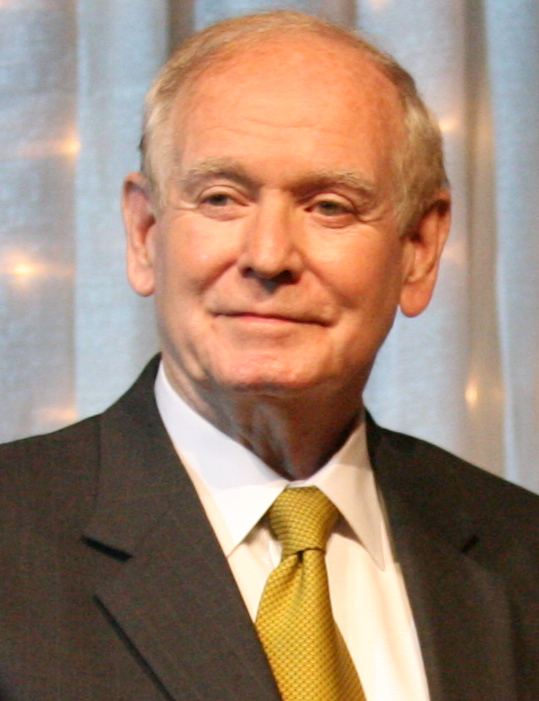
Robert D. Ray
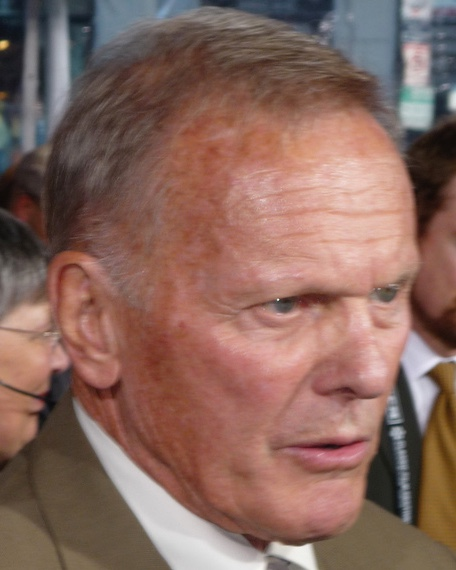
Tab Hunter
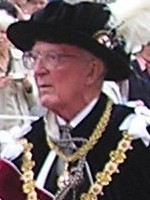
Lord Carrington
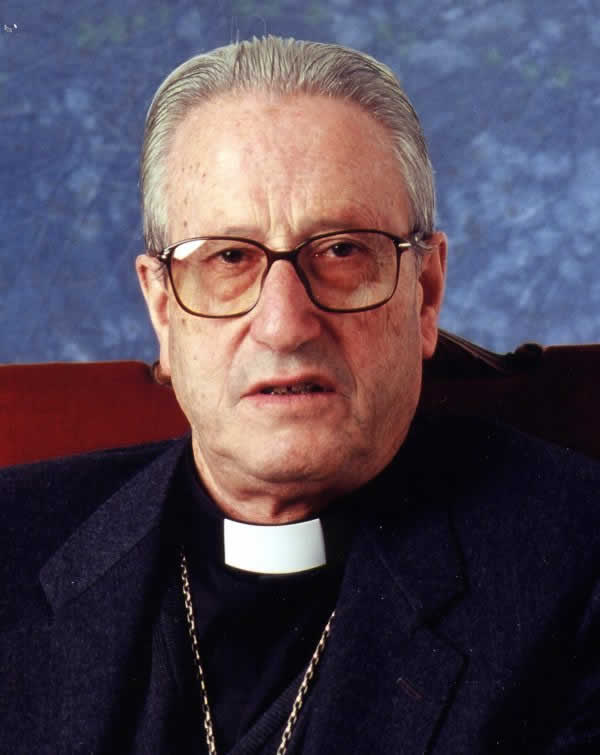
José María Setién
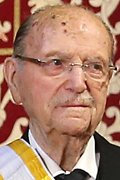
Fernández Albor
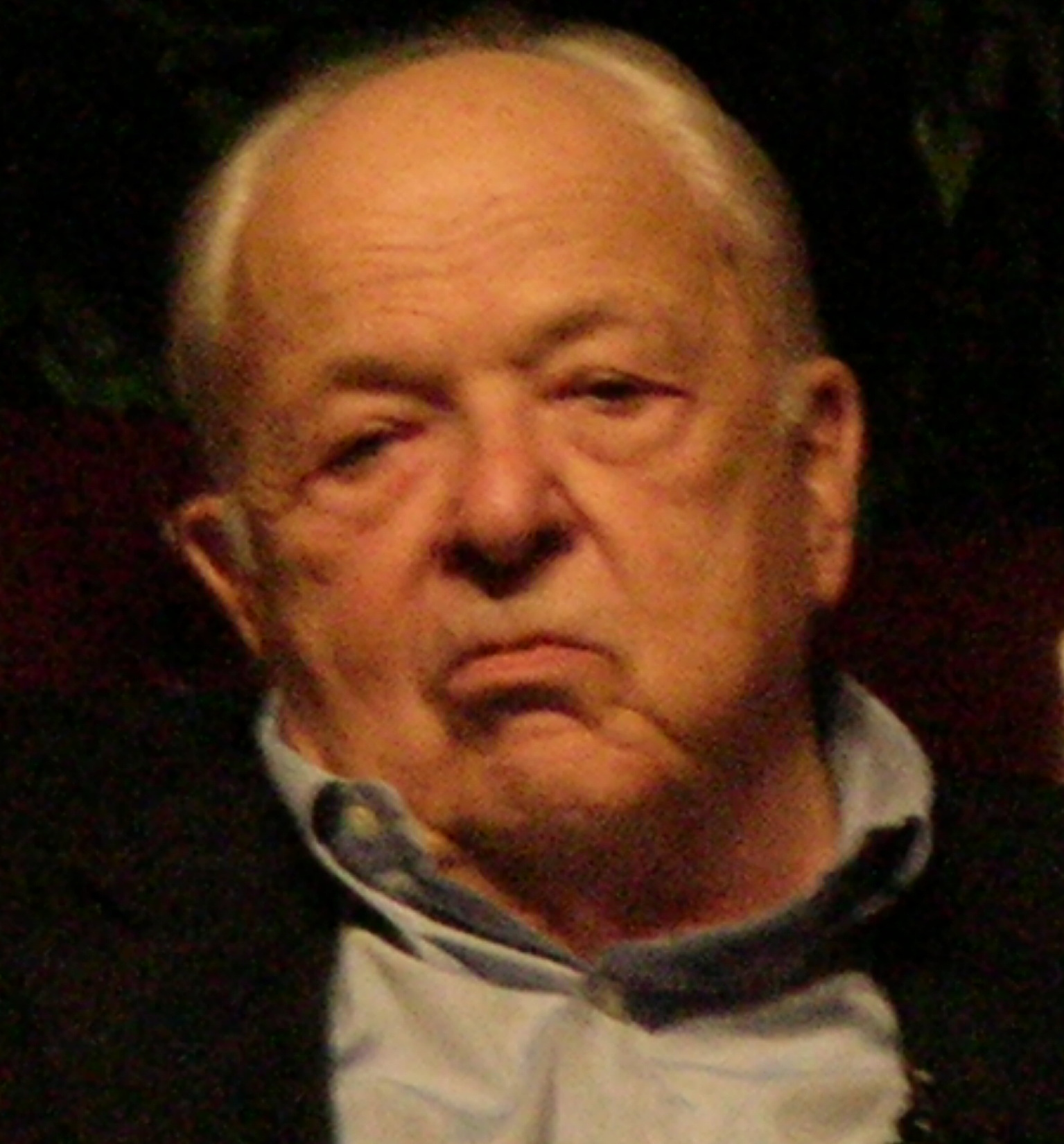
Burton Richter
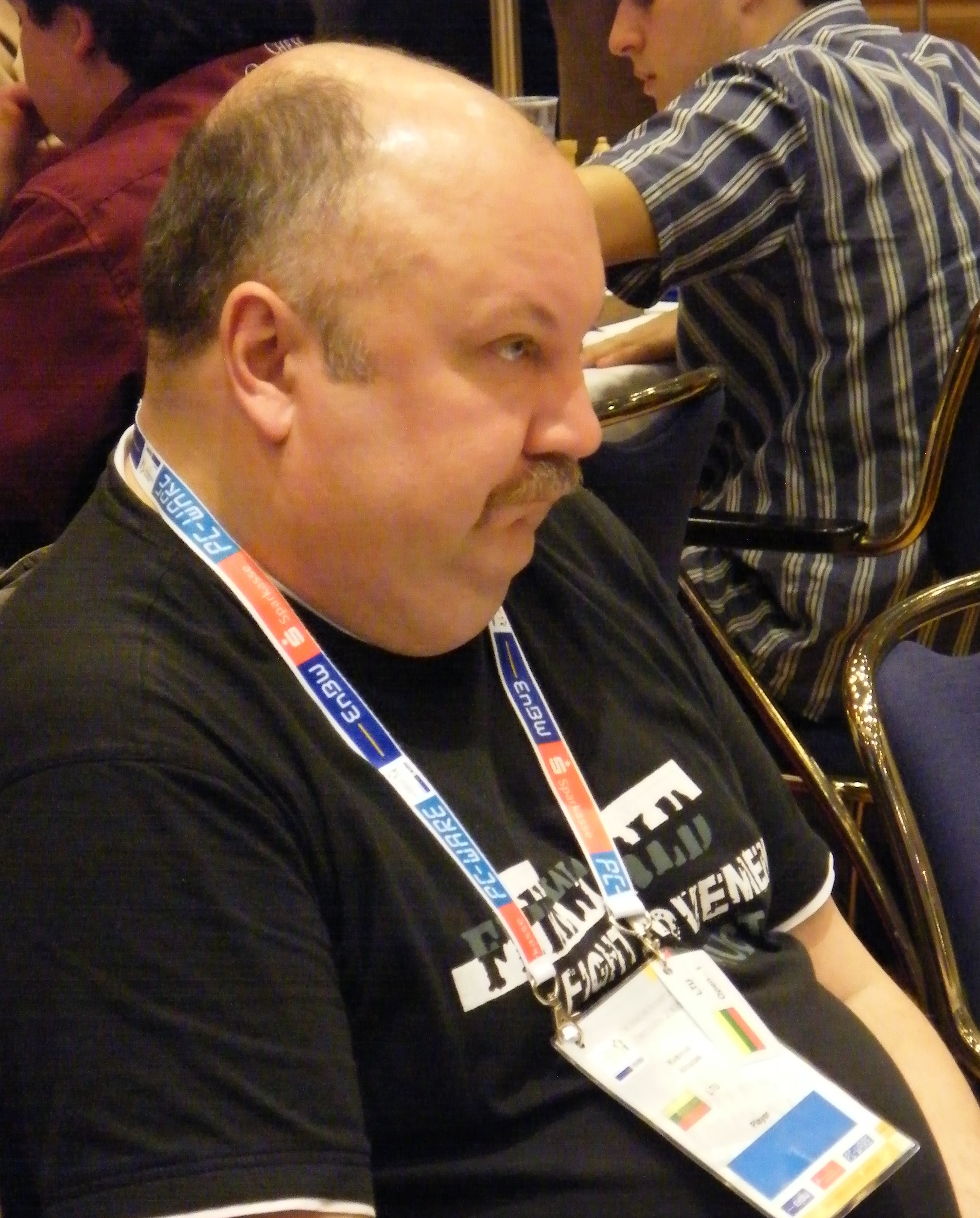
Aloyzas Kveinys
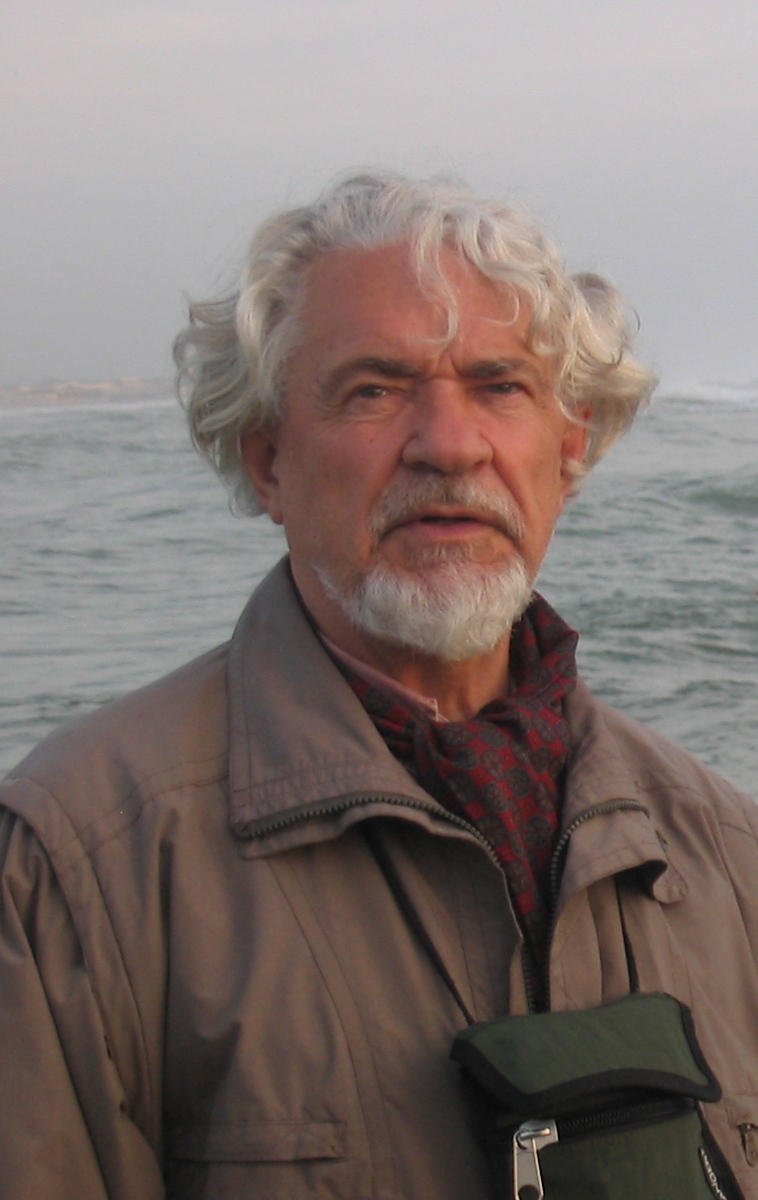
Vitali Xentalinski
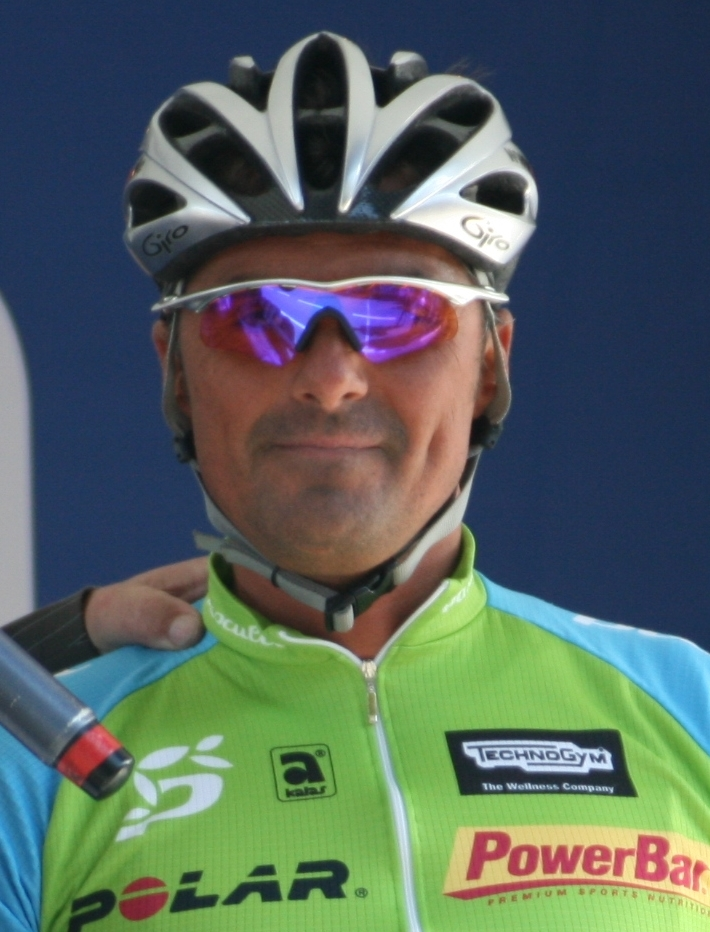
Andreas Kappes
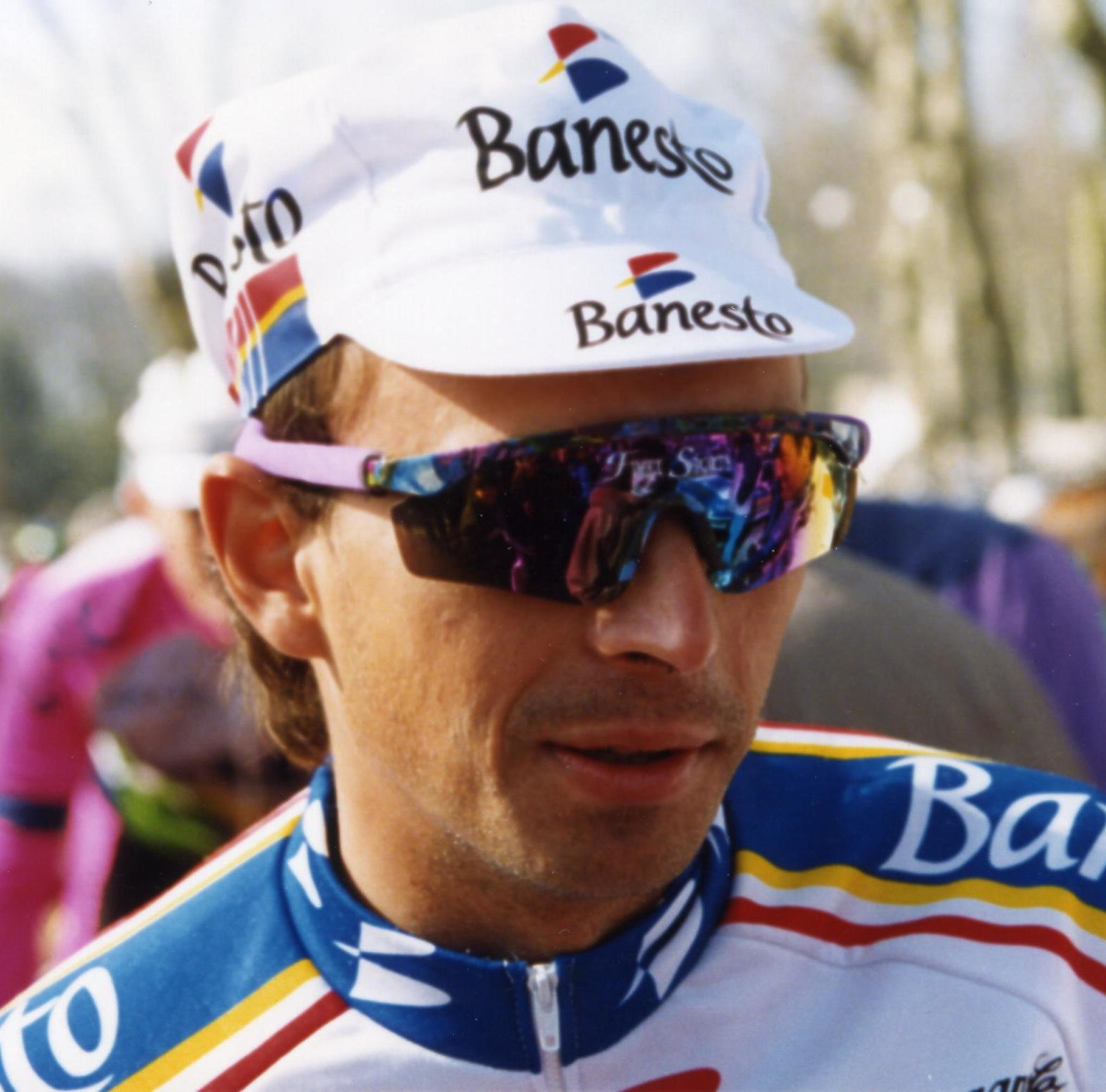
Armand de Las Cuevas
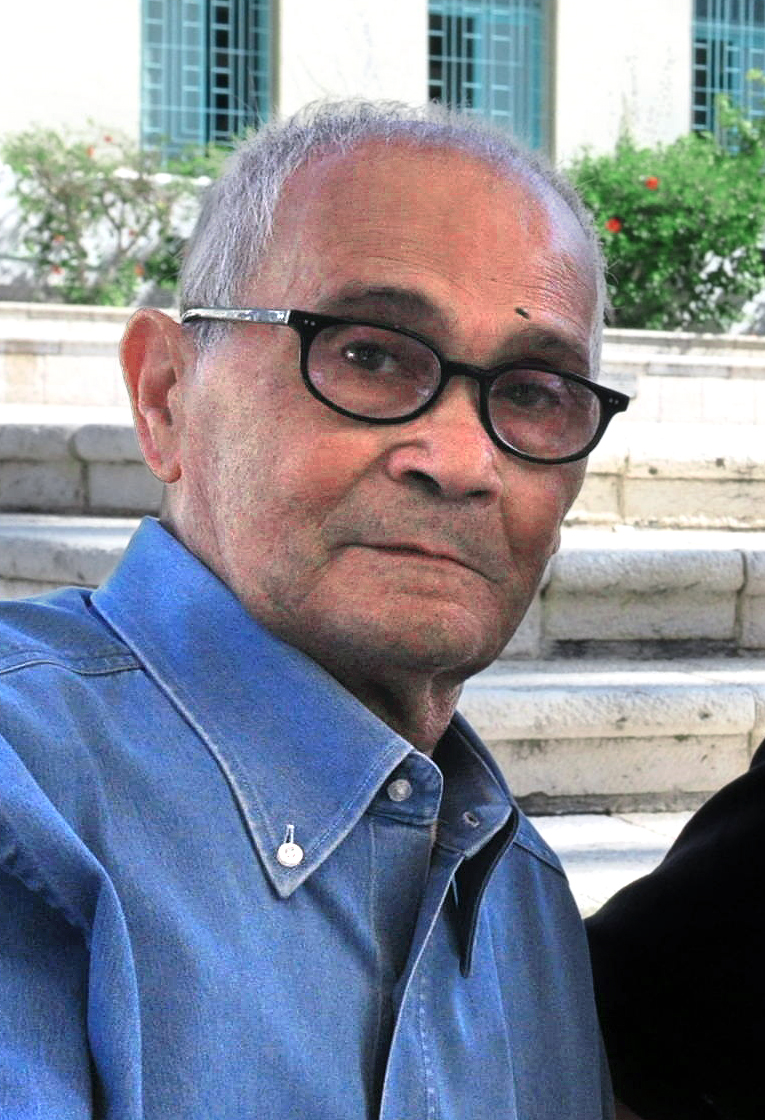
Moshé Mizrahi
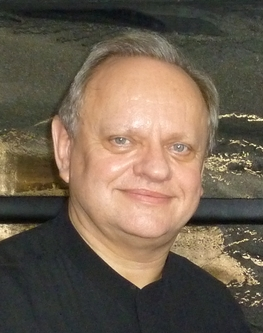
Joël Robuchon
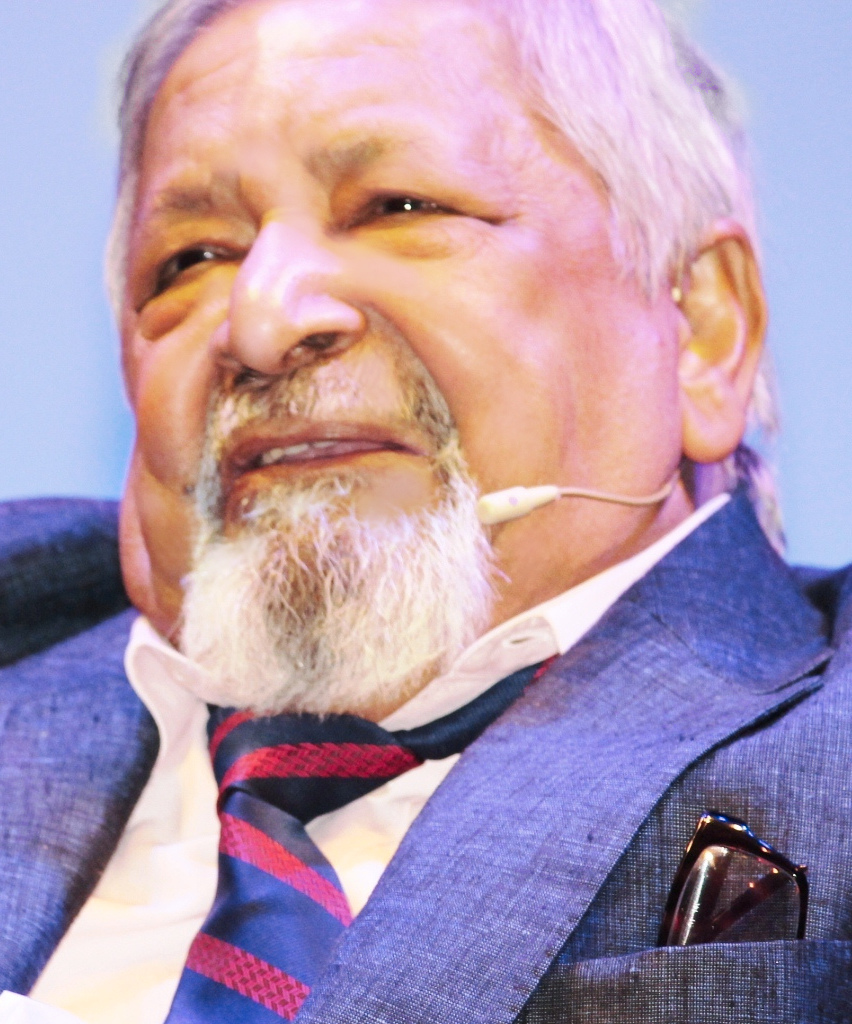
V. S. Naipaul
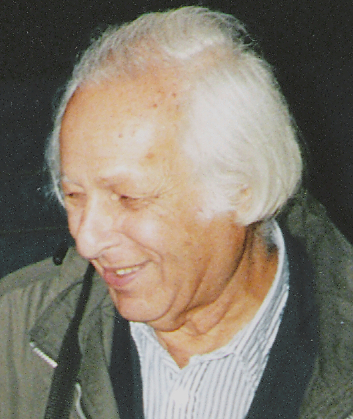
Samir Amin
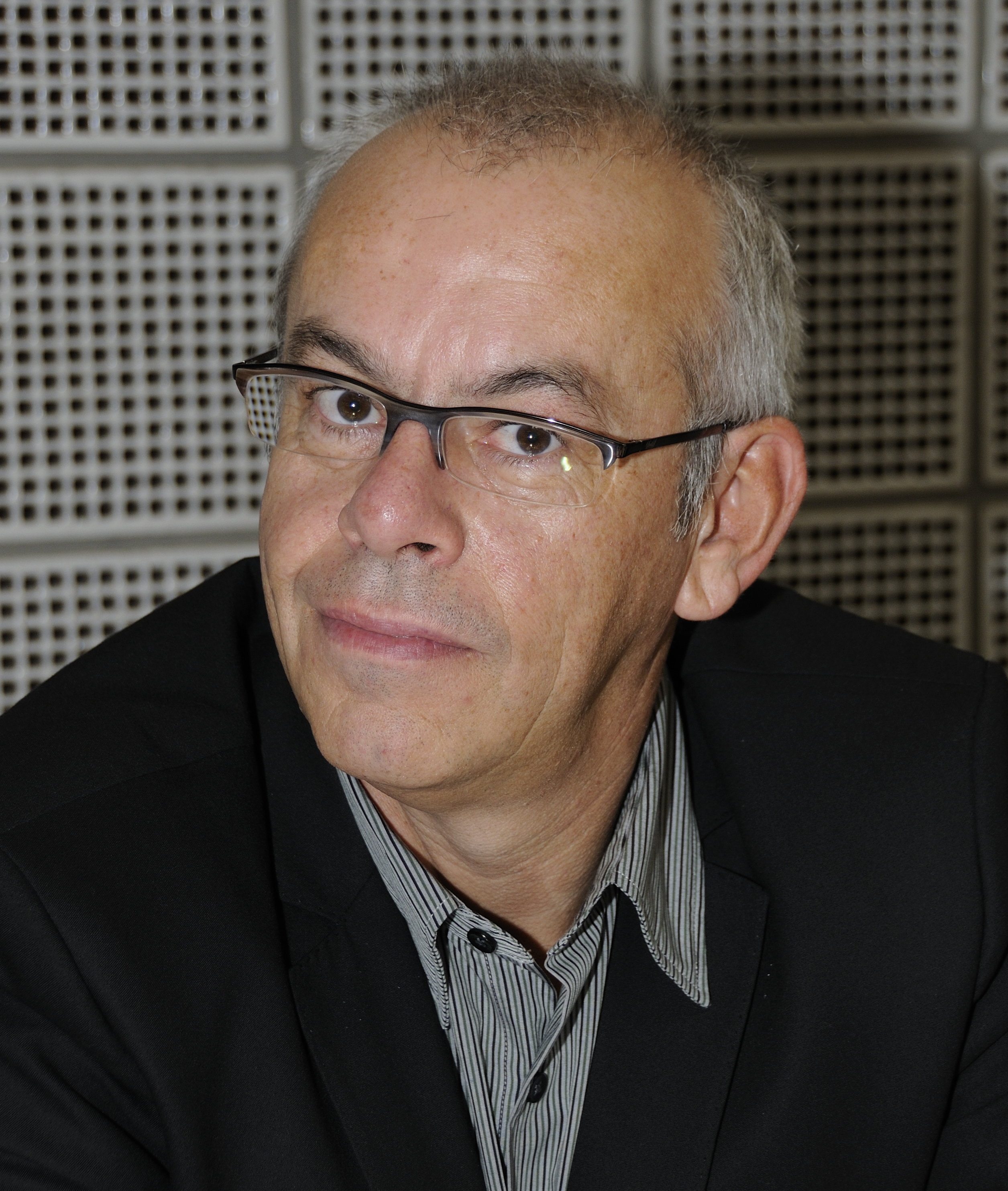
Georges Hausemer
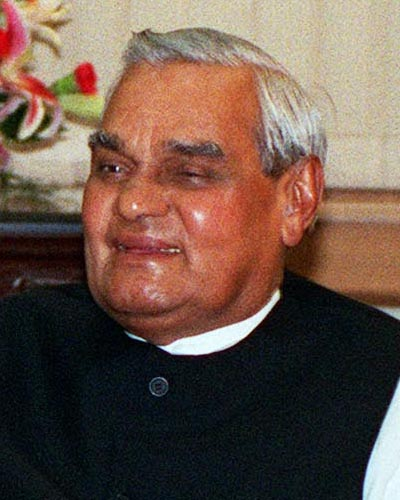
Atal Bihari Vajpayee
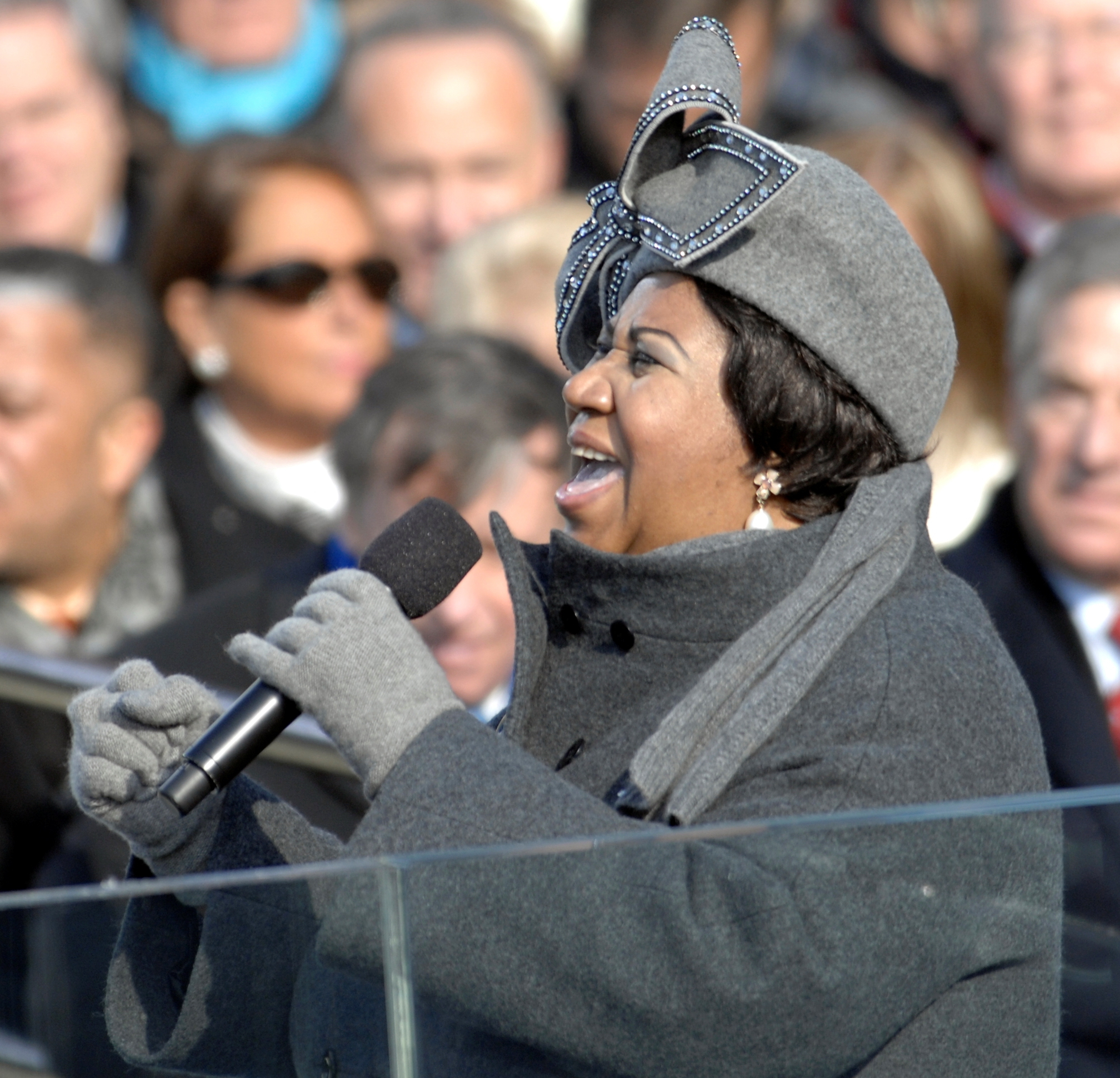
Aretha Franklin
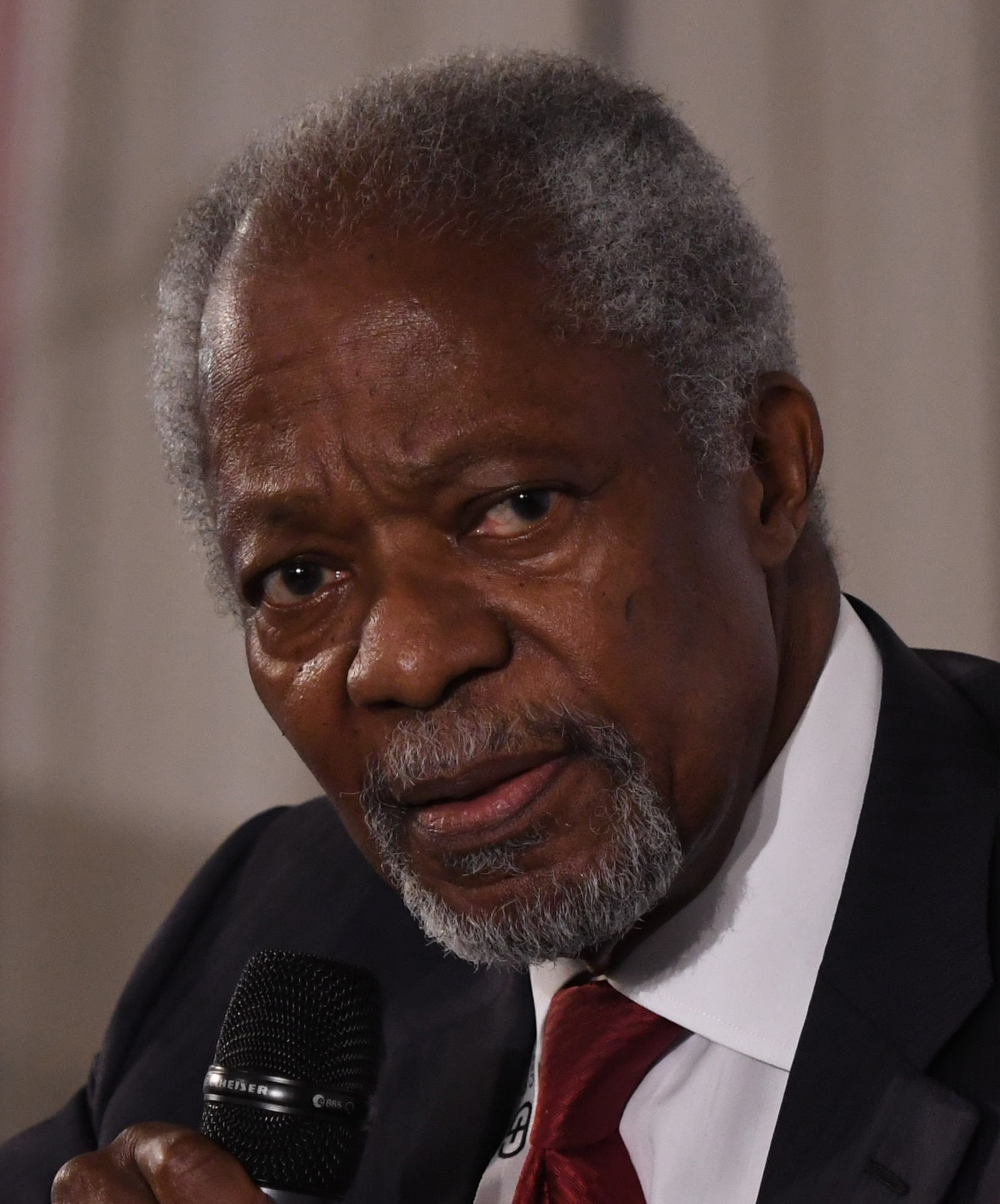
Kofi Annan
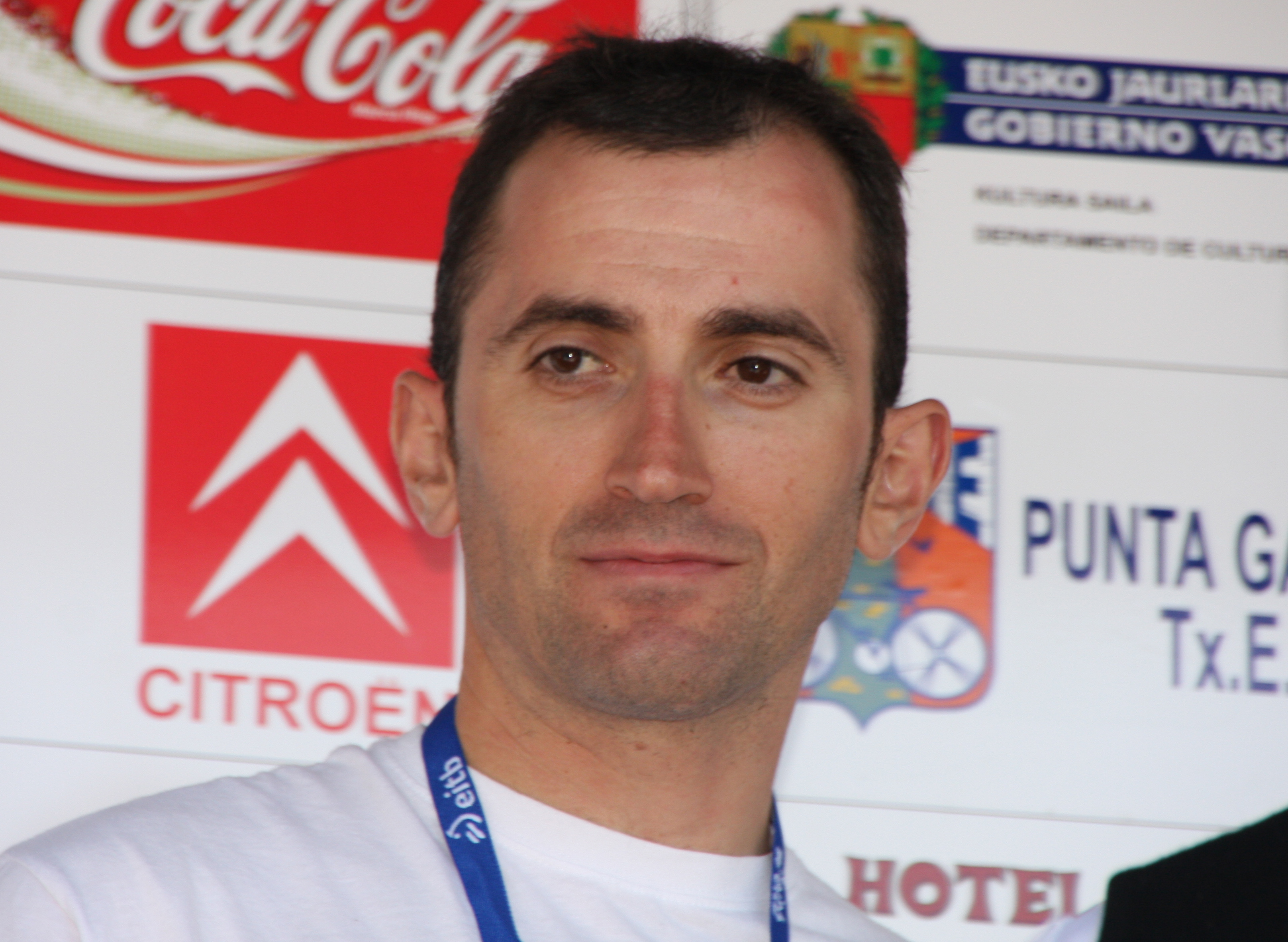
J. Otxoa Palacios
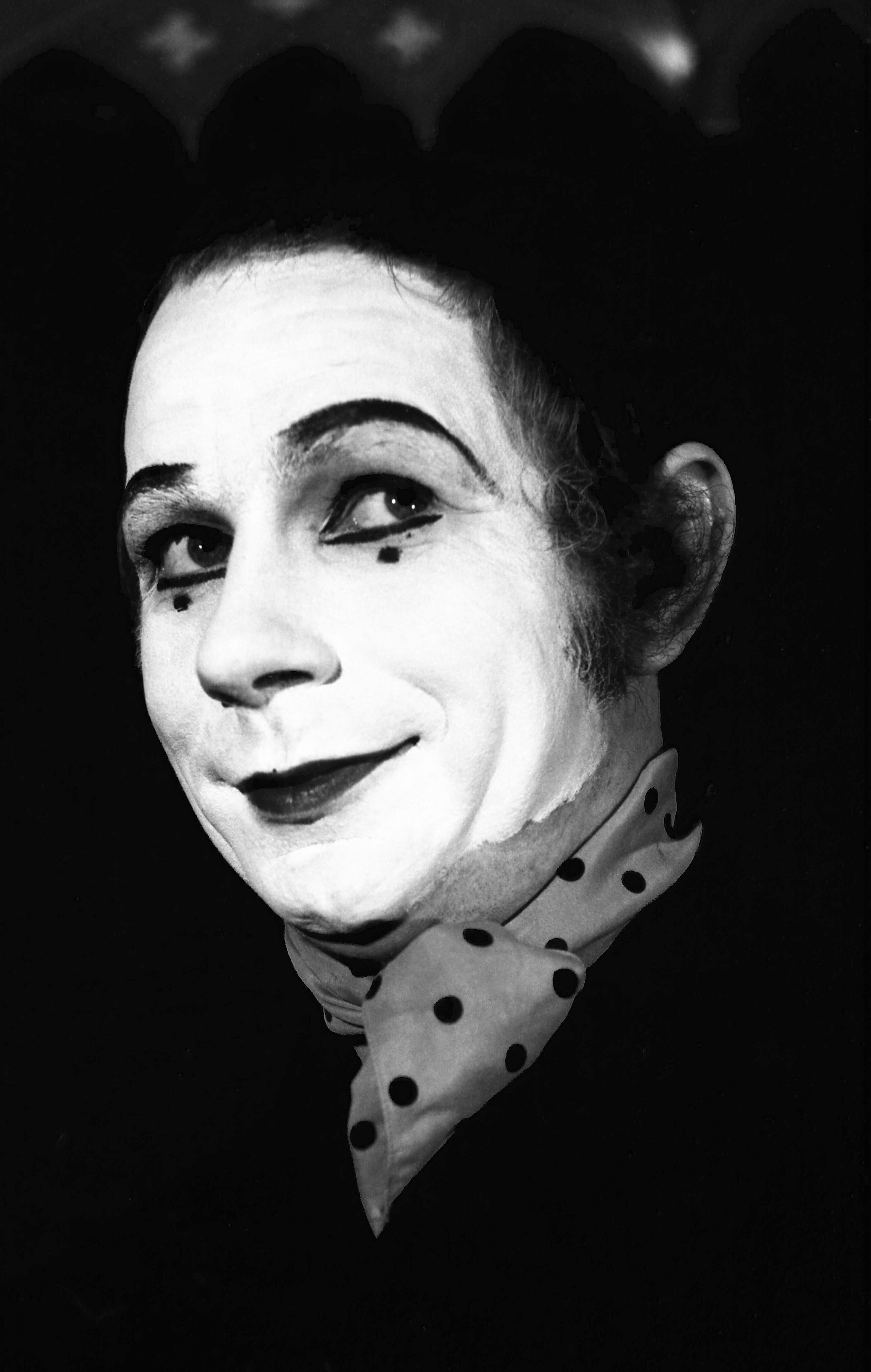
Lindsay Kemp
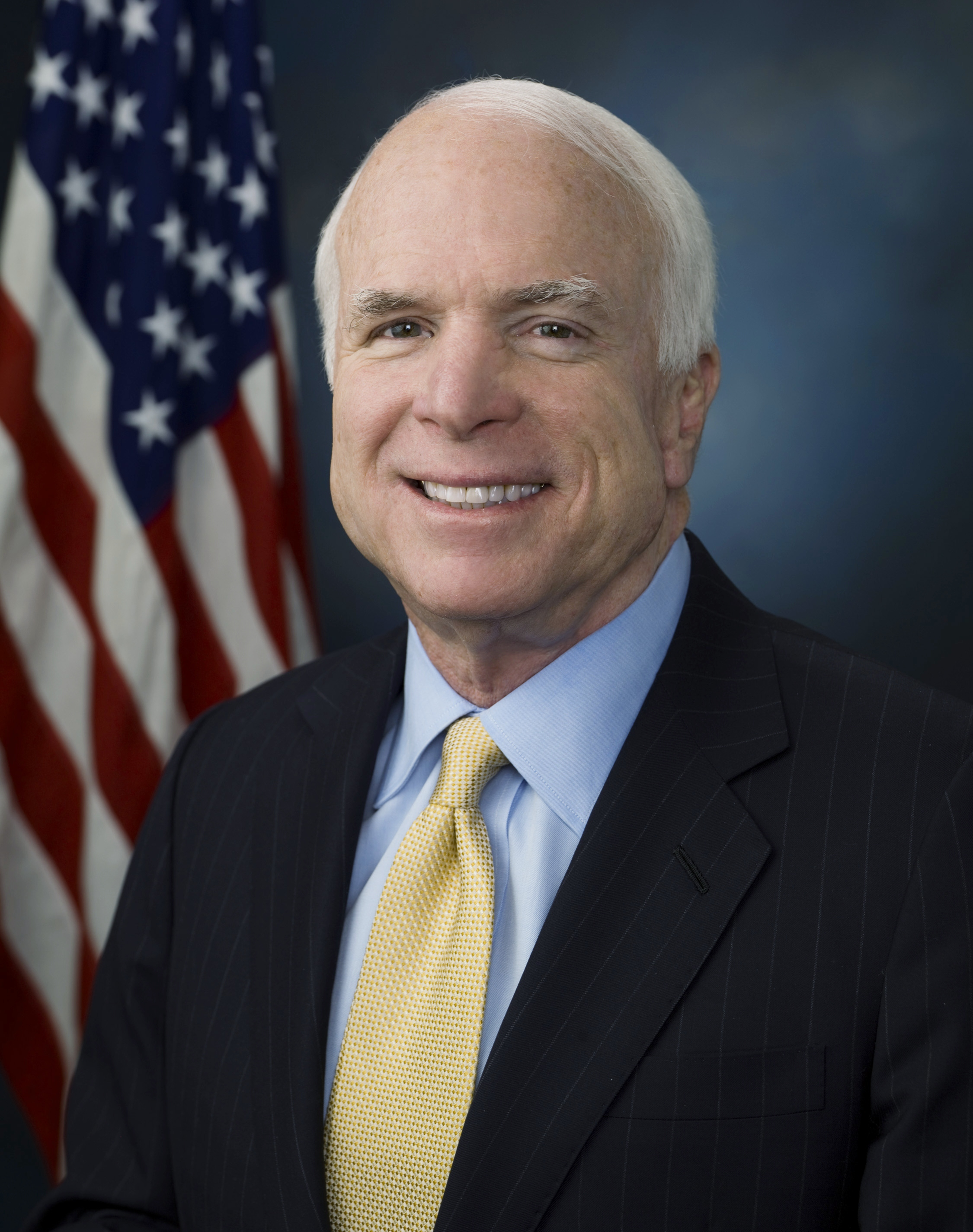
John McCain
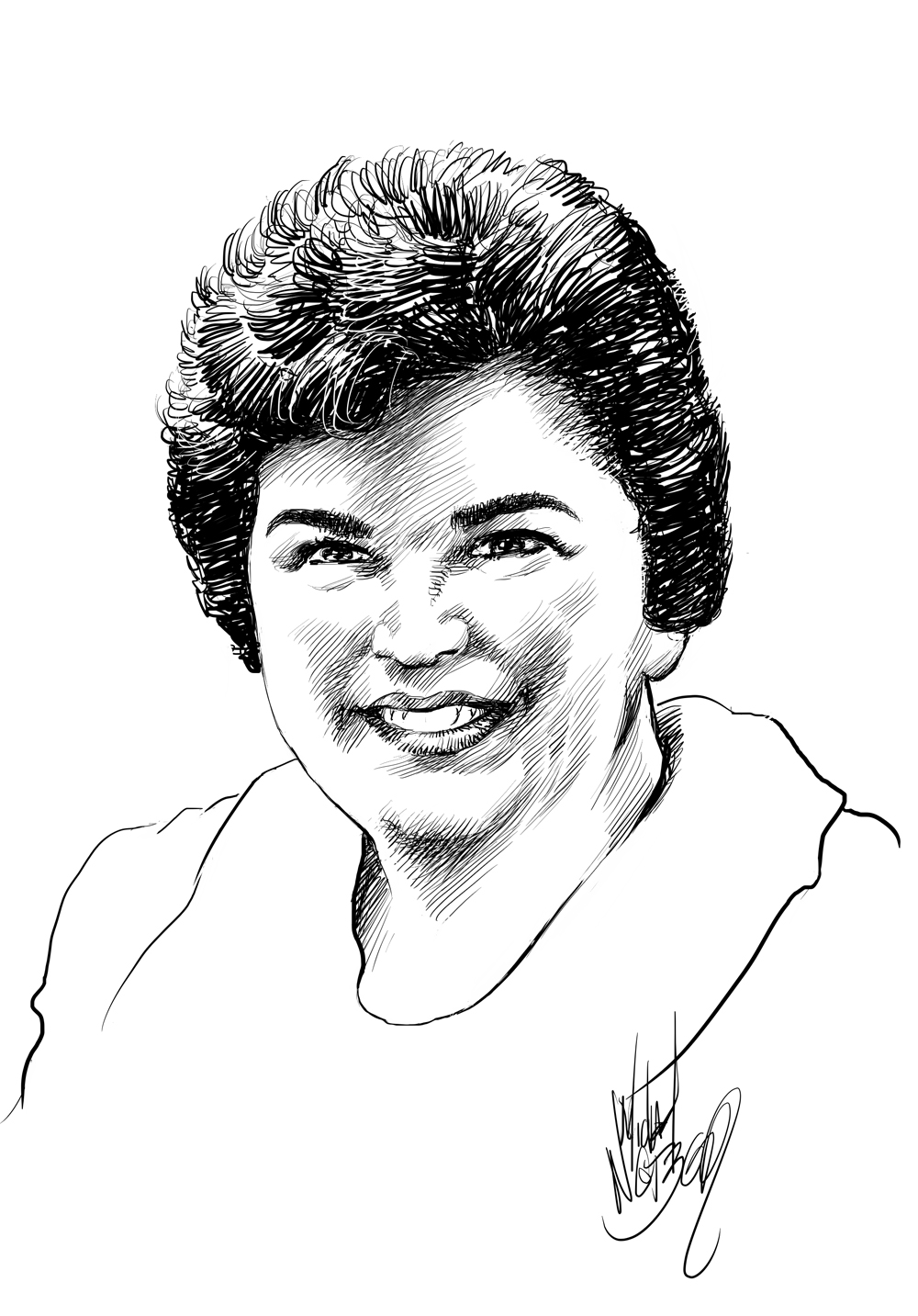
Marie Severin
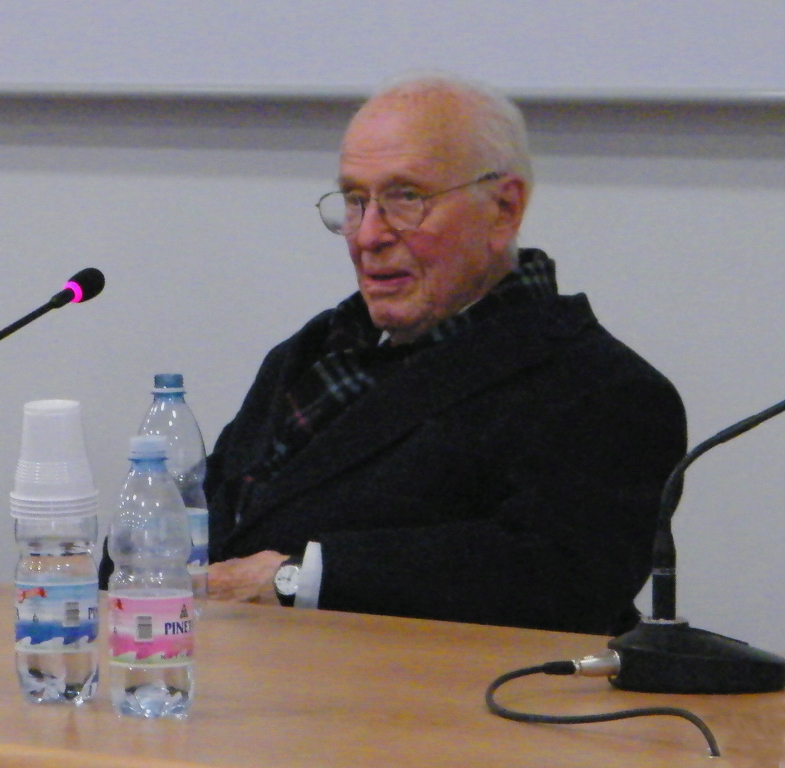
L. Cavalli-Sforza
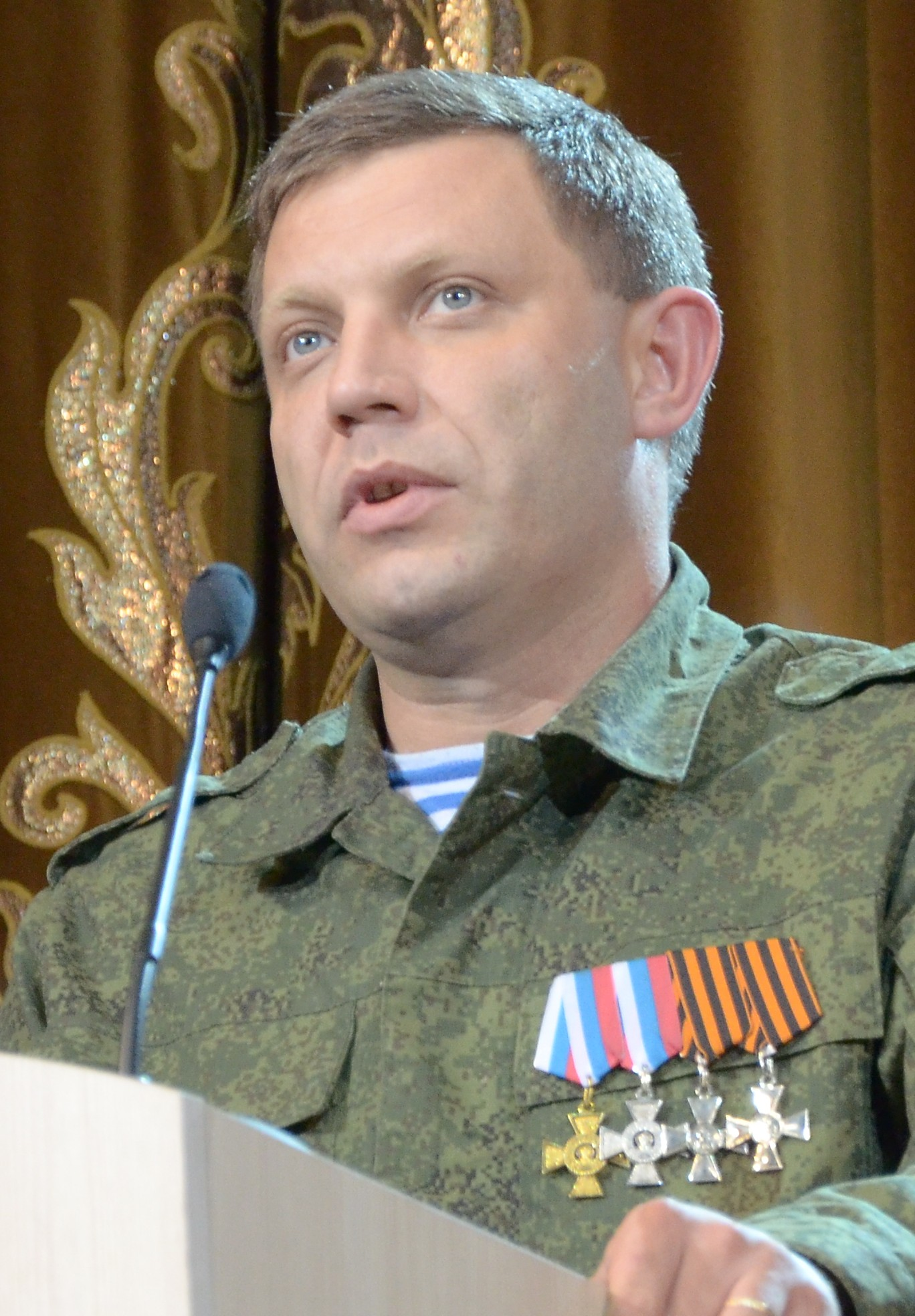
Aleksandr Zakhàrtxenko
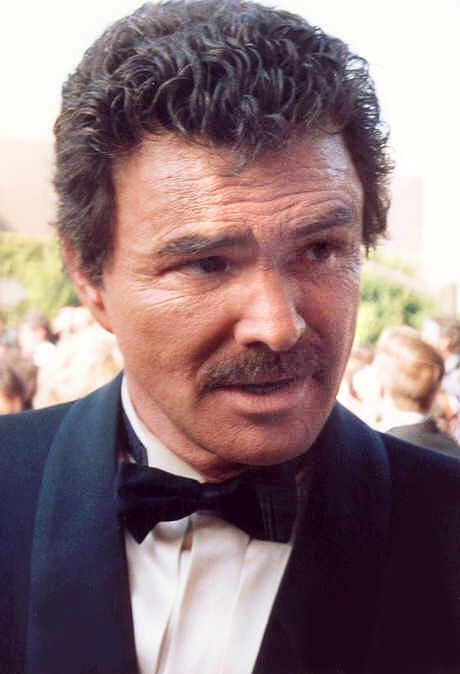
Burt Reynolds
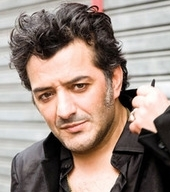
Rachid Taha
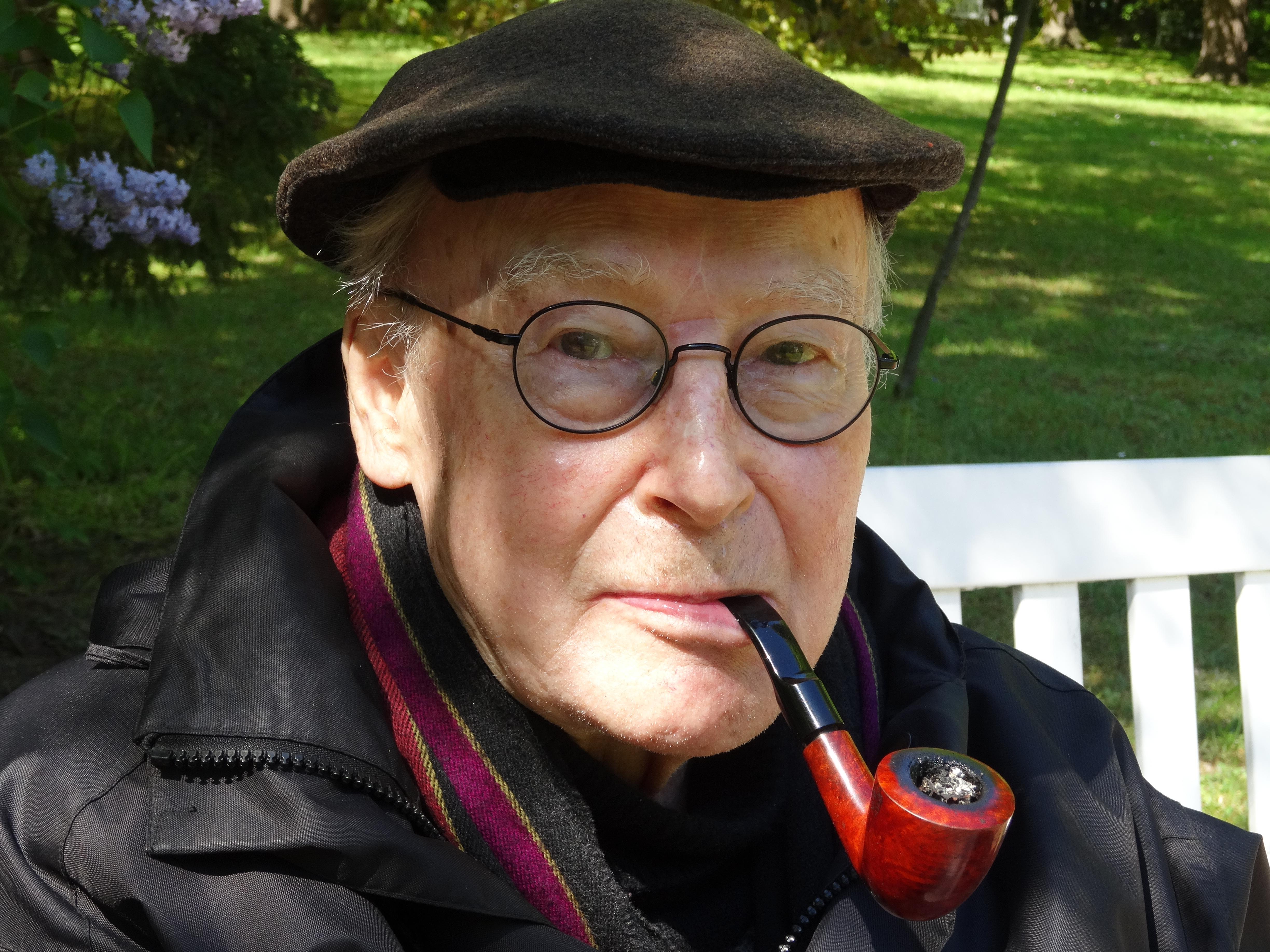
Vitali Massol
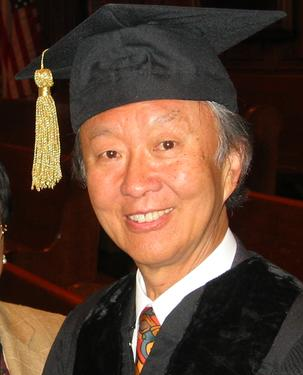
Charles Kao
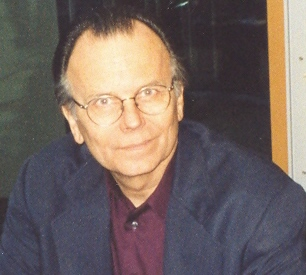
Gary Kurtz
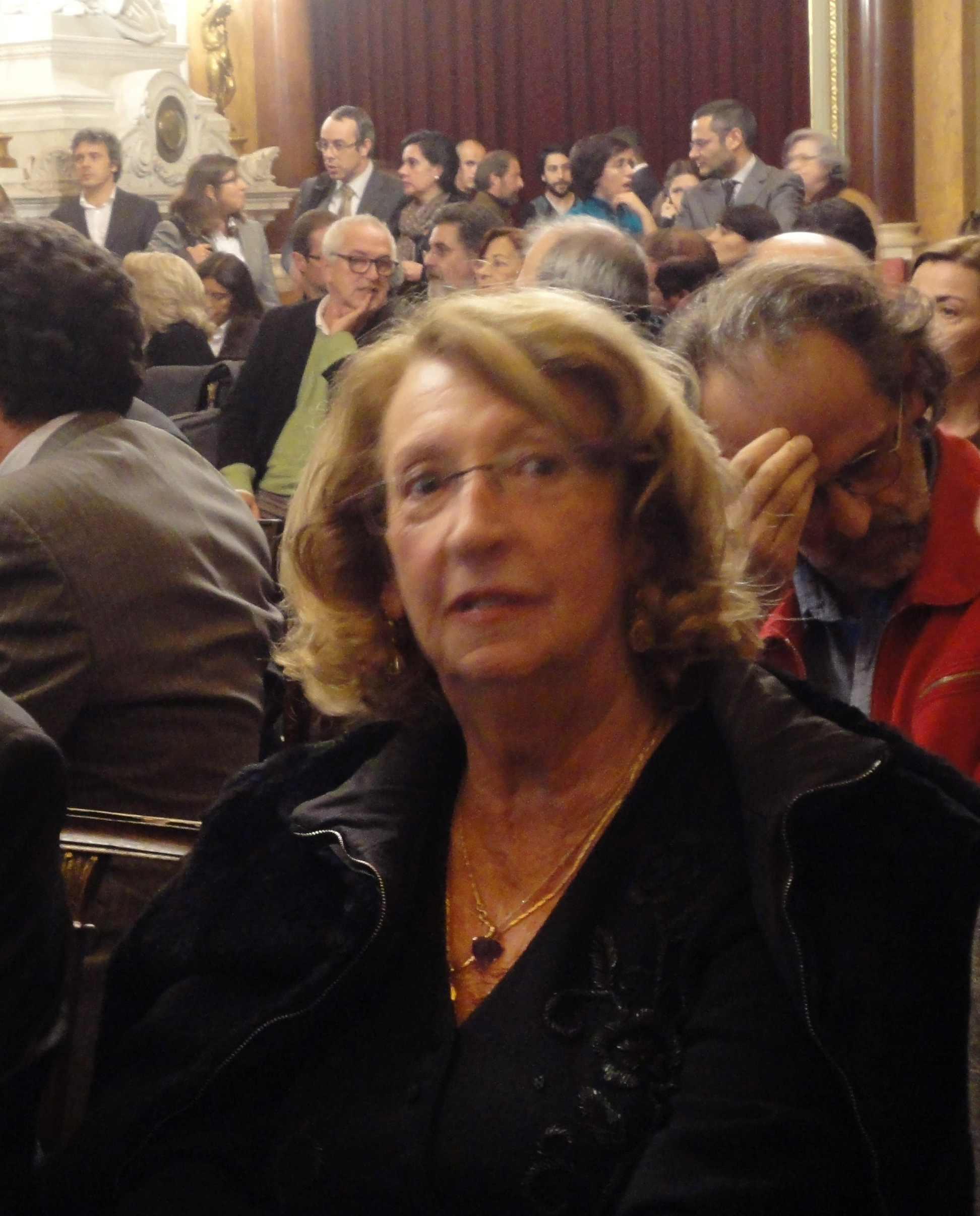
Helena Almeida
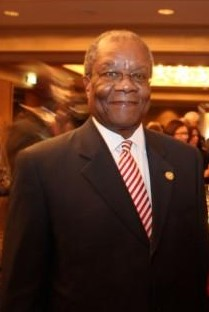
Barnabas S. Dlamini
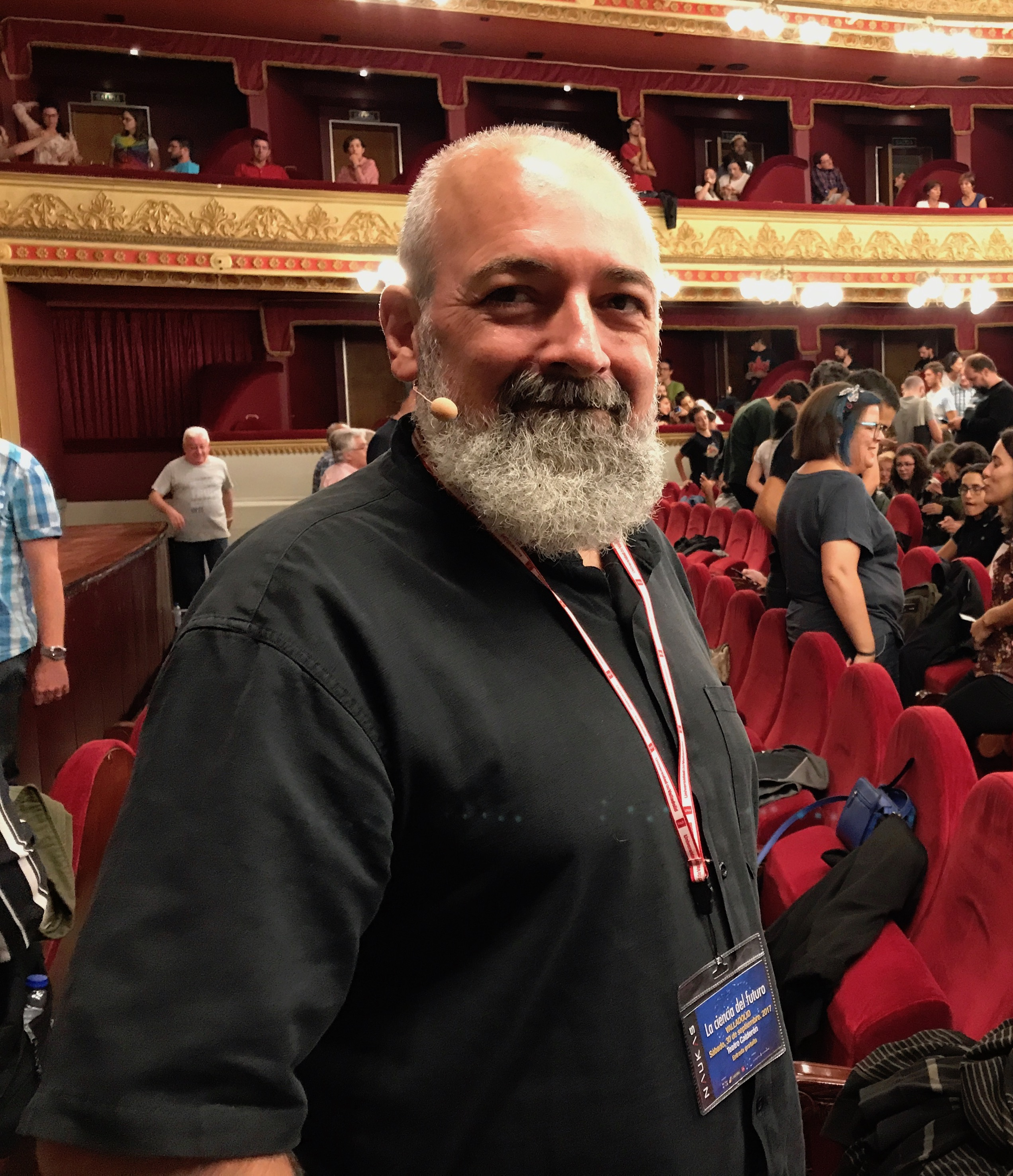
Pepe Cervera
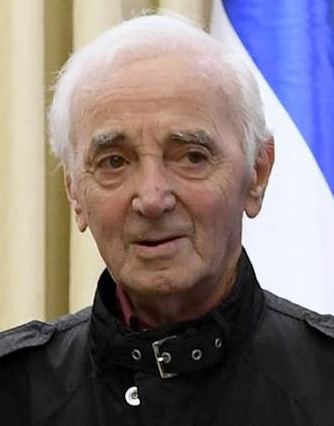
Charles Aznavour
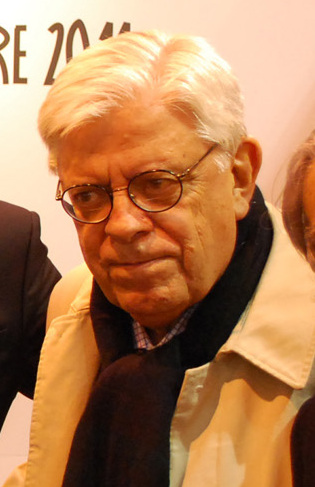
Menchi Sábat
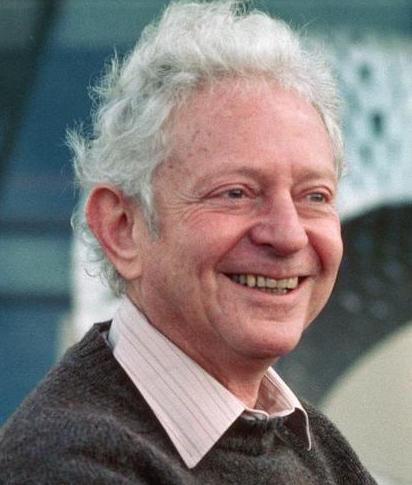
Leon Max Lederman
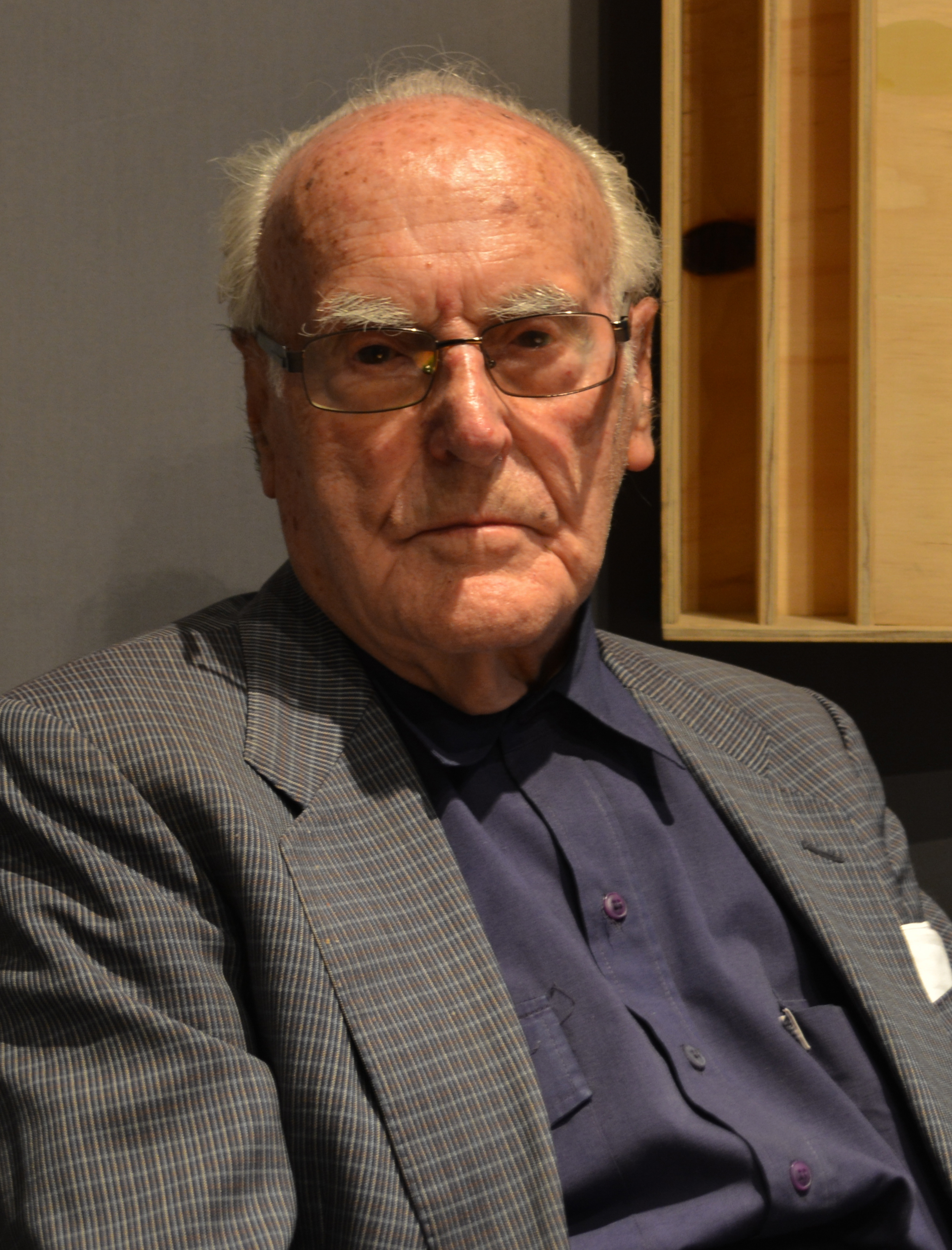
Víctor Pey
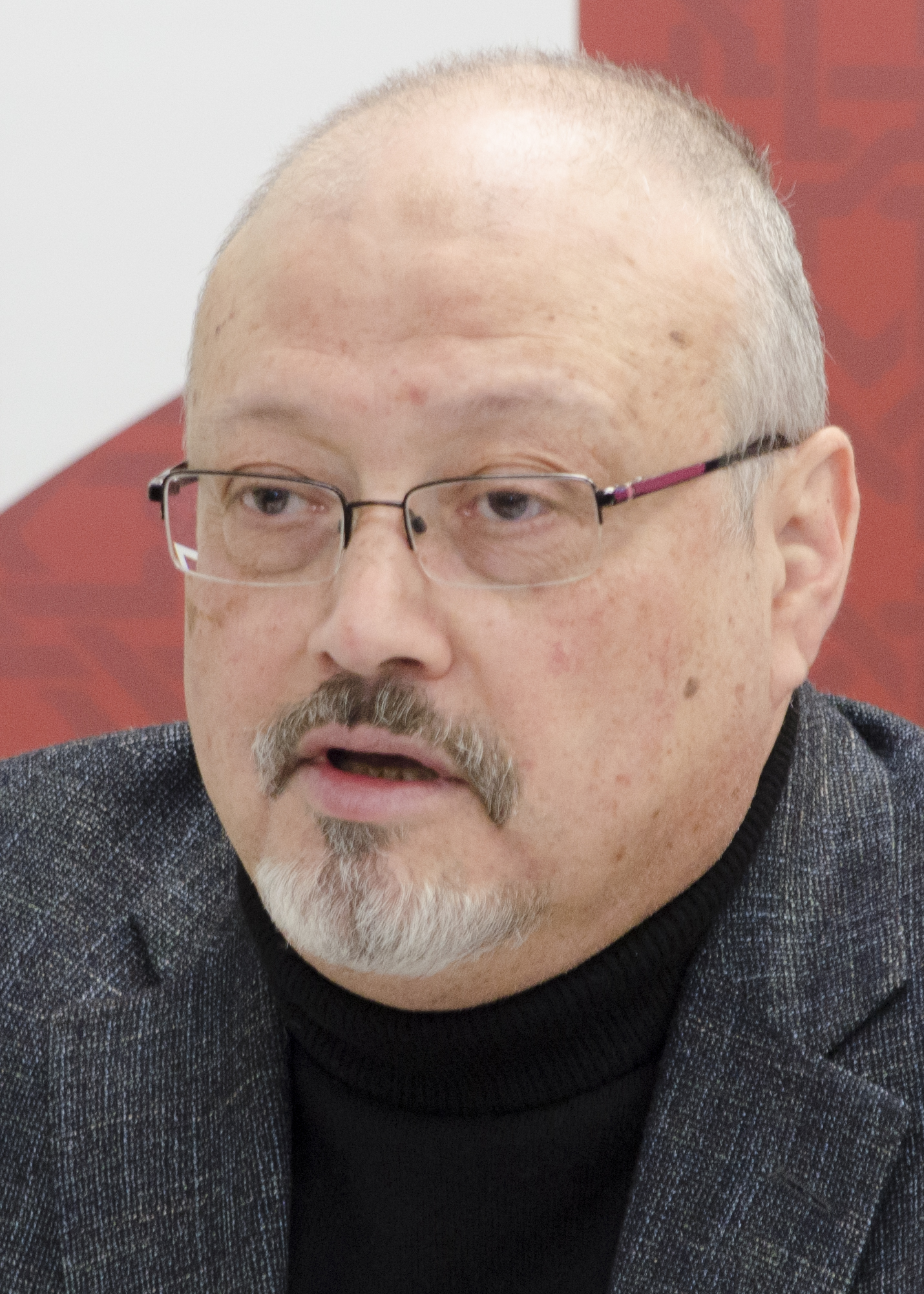
Jamal Khashoggi
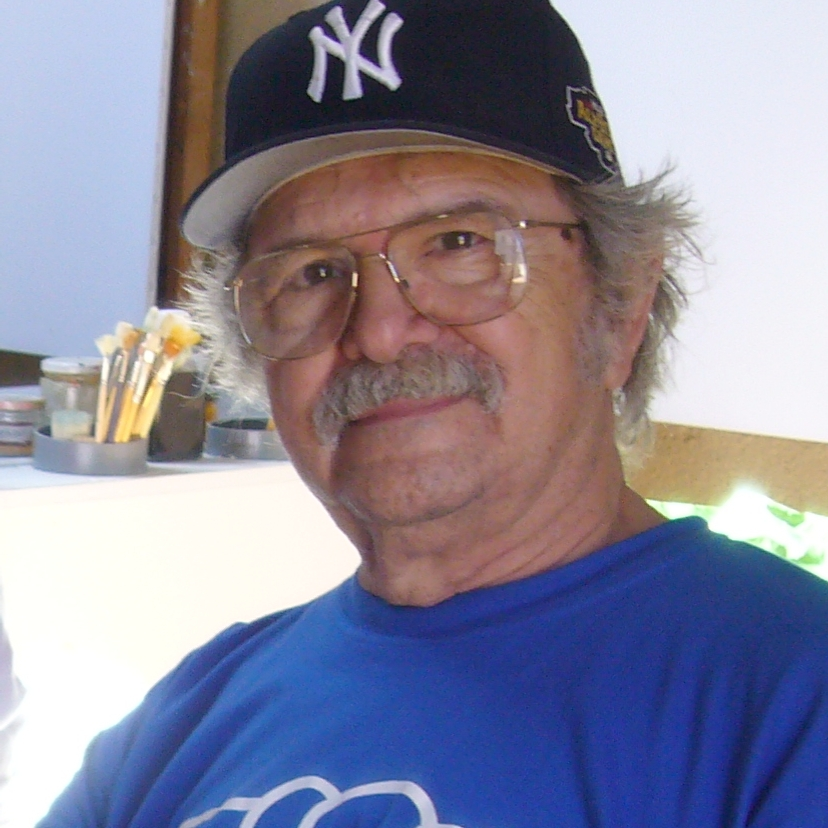
Mel Ramos
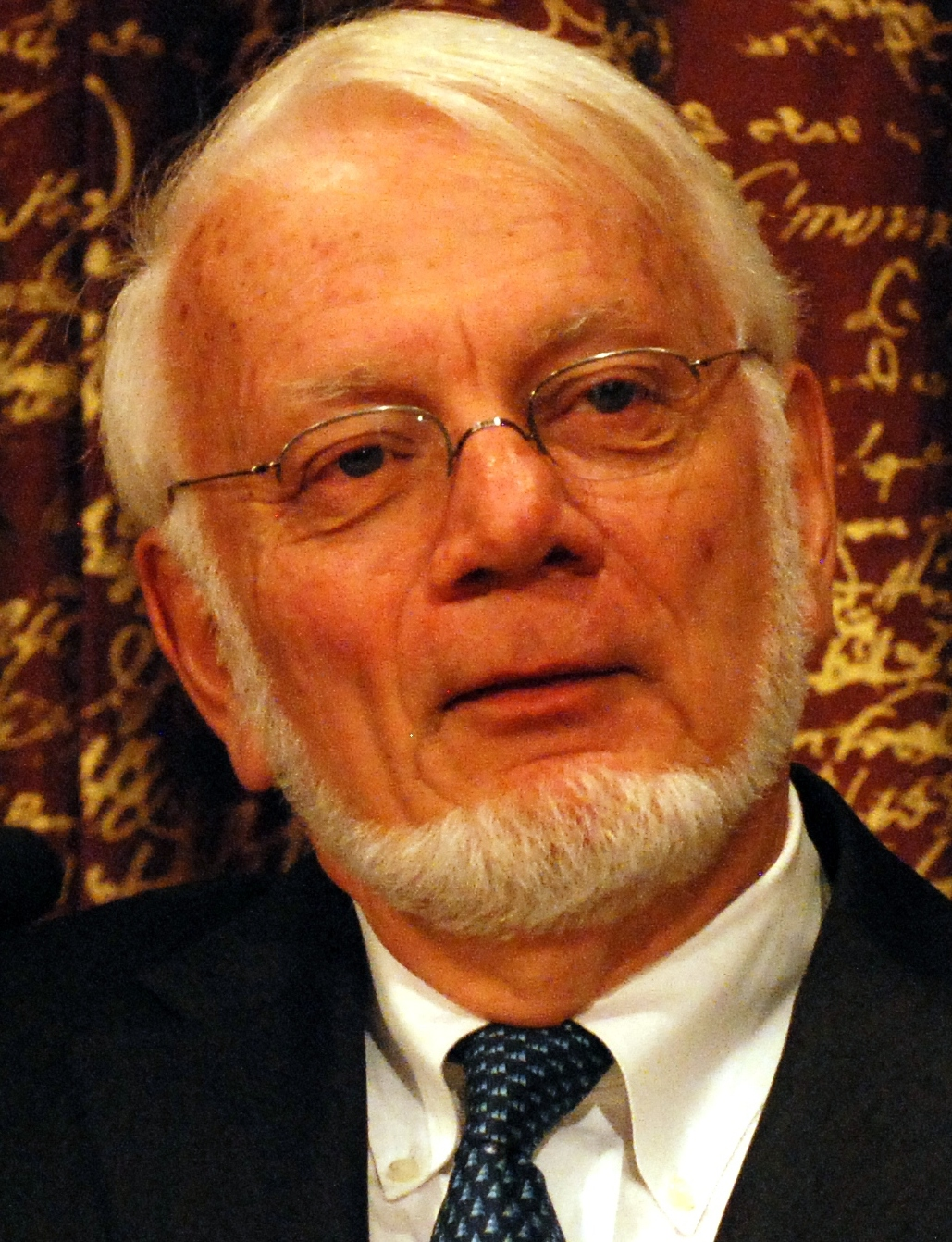
Thomas A. Steitz
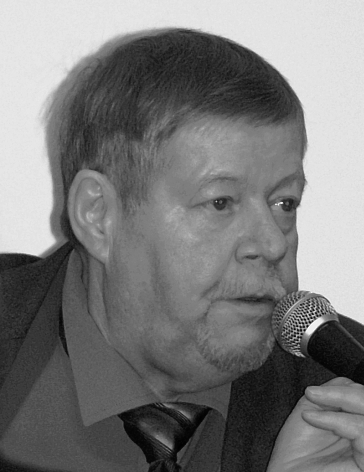
Arto Paasilinna
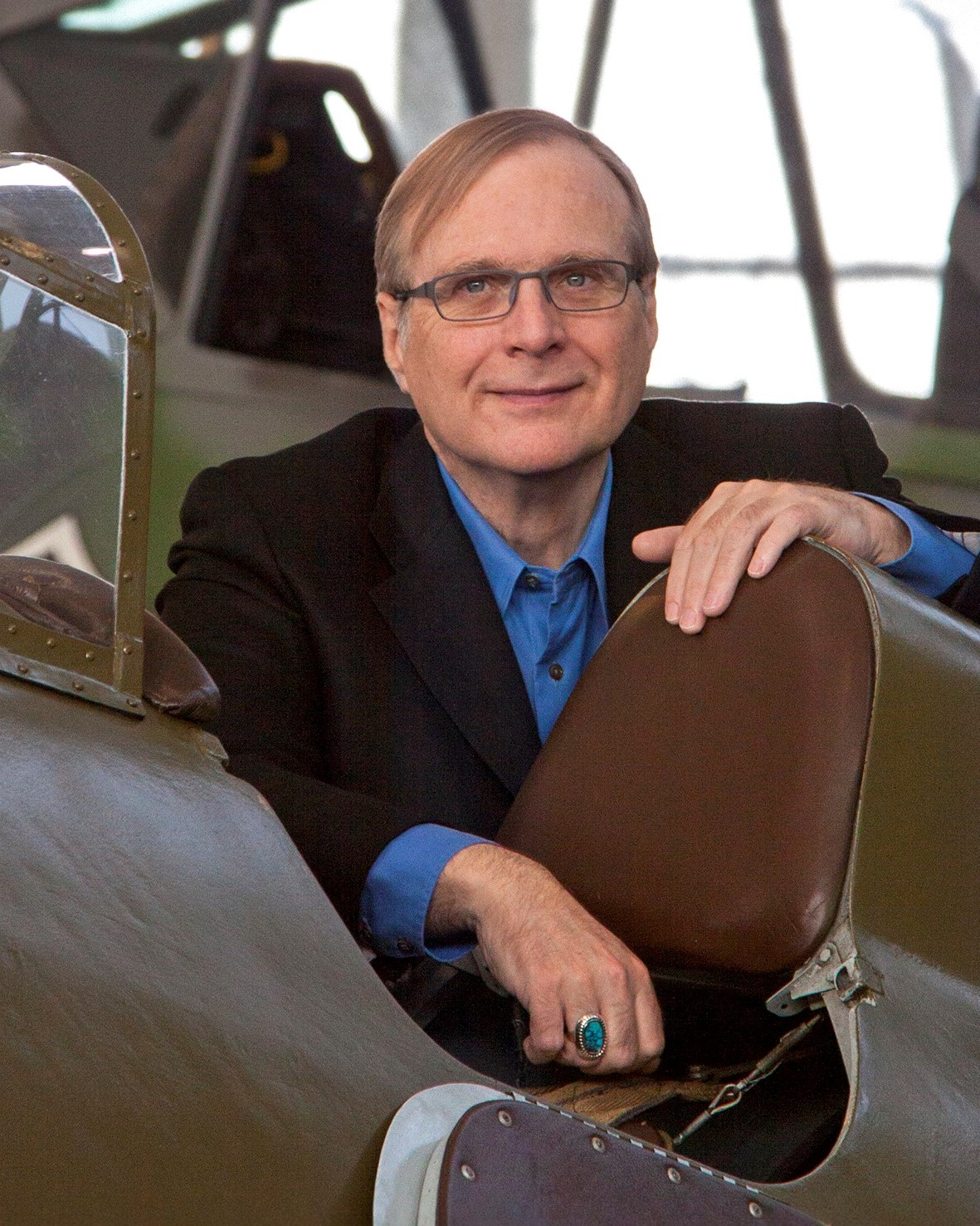
Paul Allen
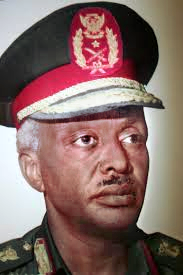
A.R.S. al-Dahab
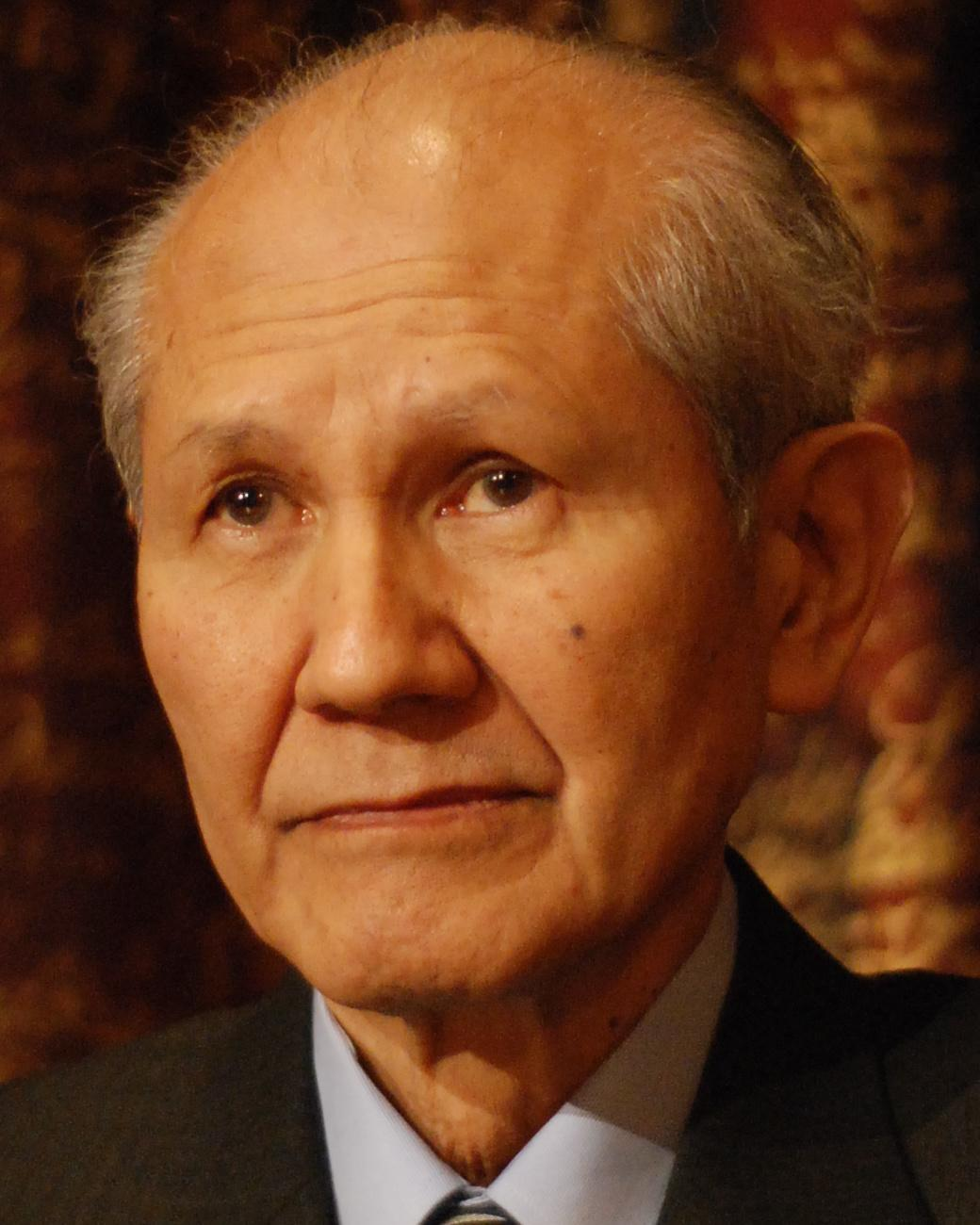
Osamu Shimomura
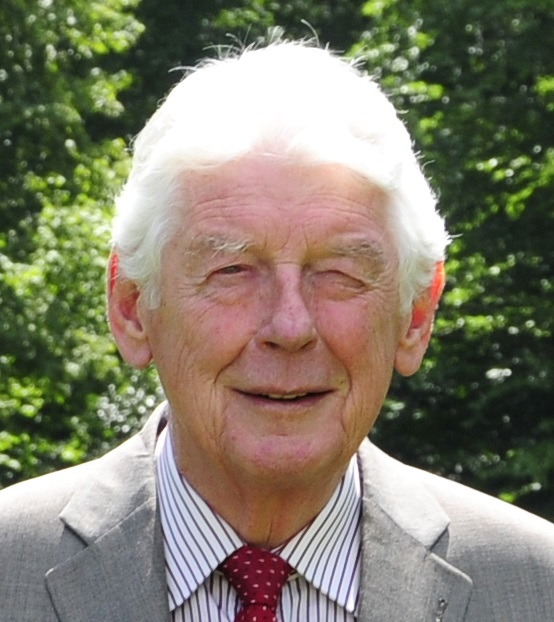
Wim Kok
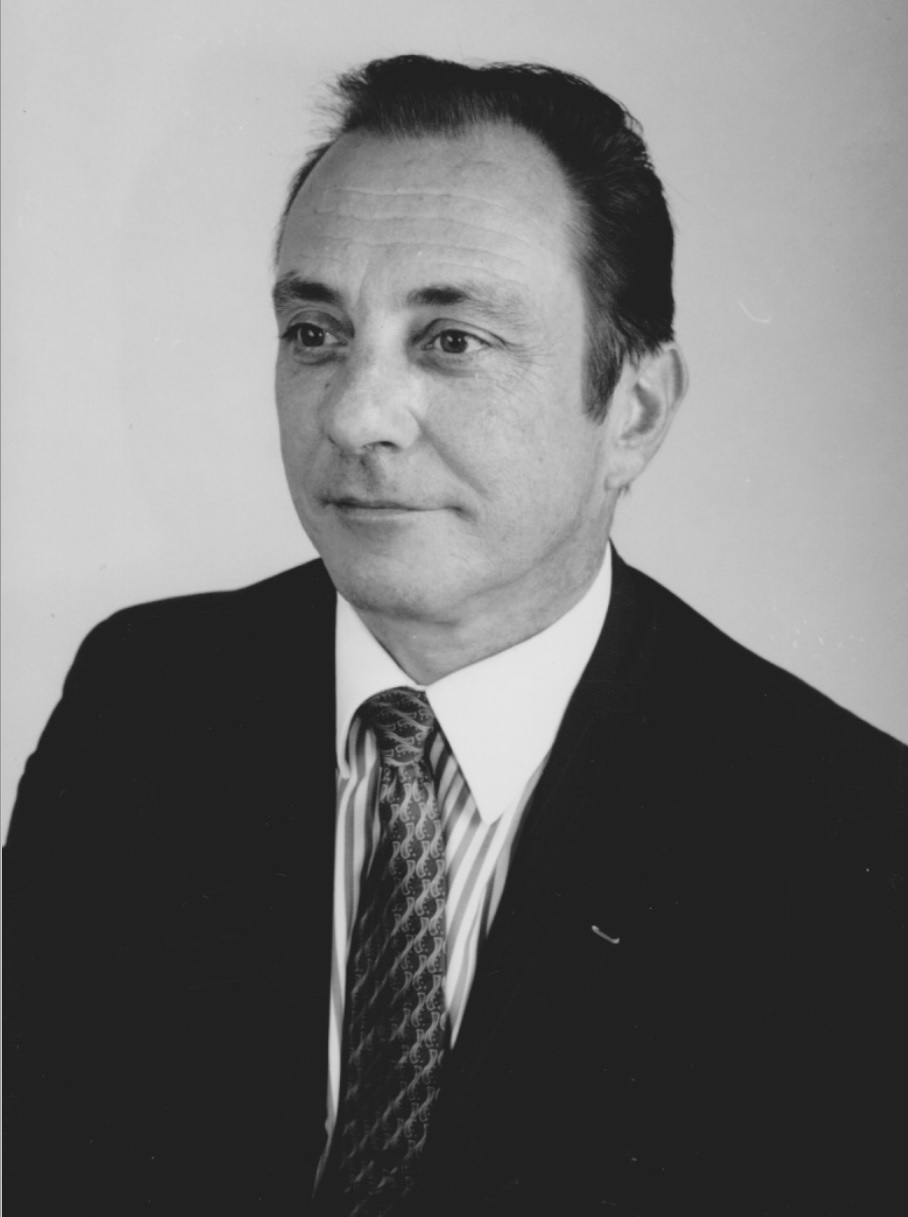
Pierre Pincemaille
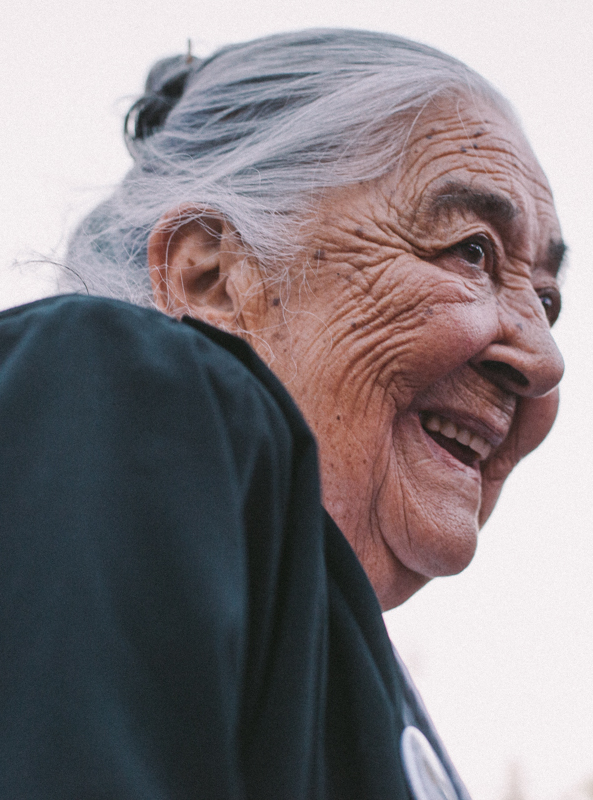
Ana González
Srivaddhanaprabha
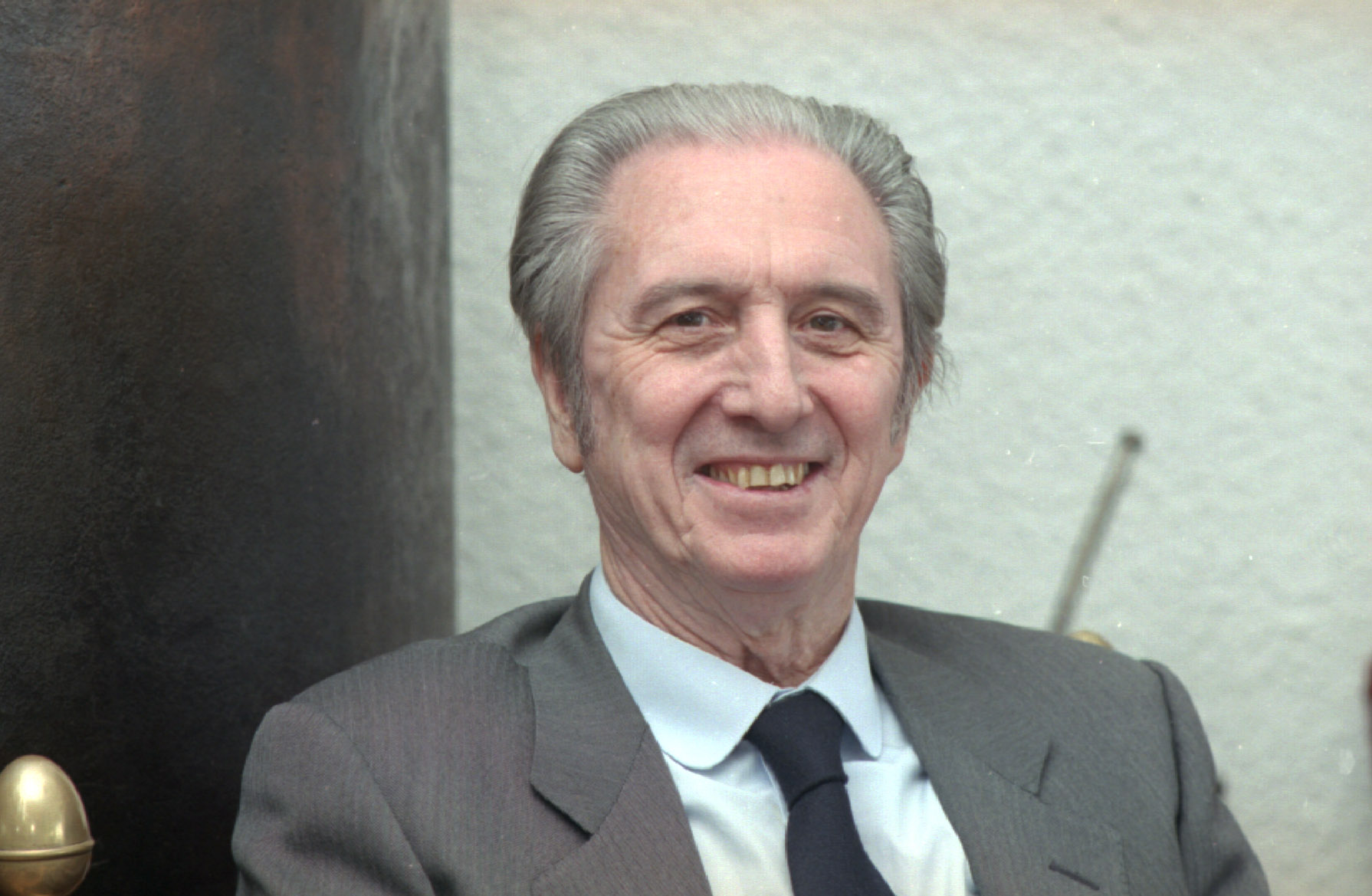
Luis Miguel Enciso
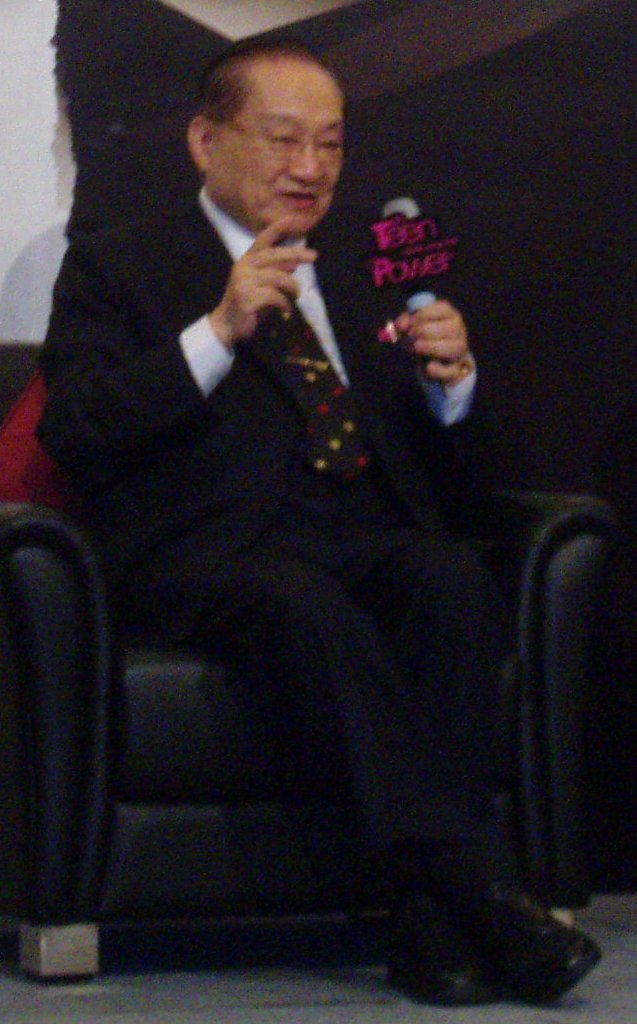
Jin Yong
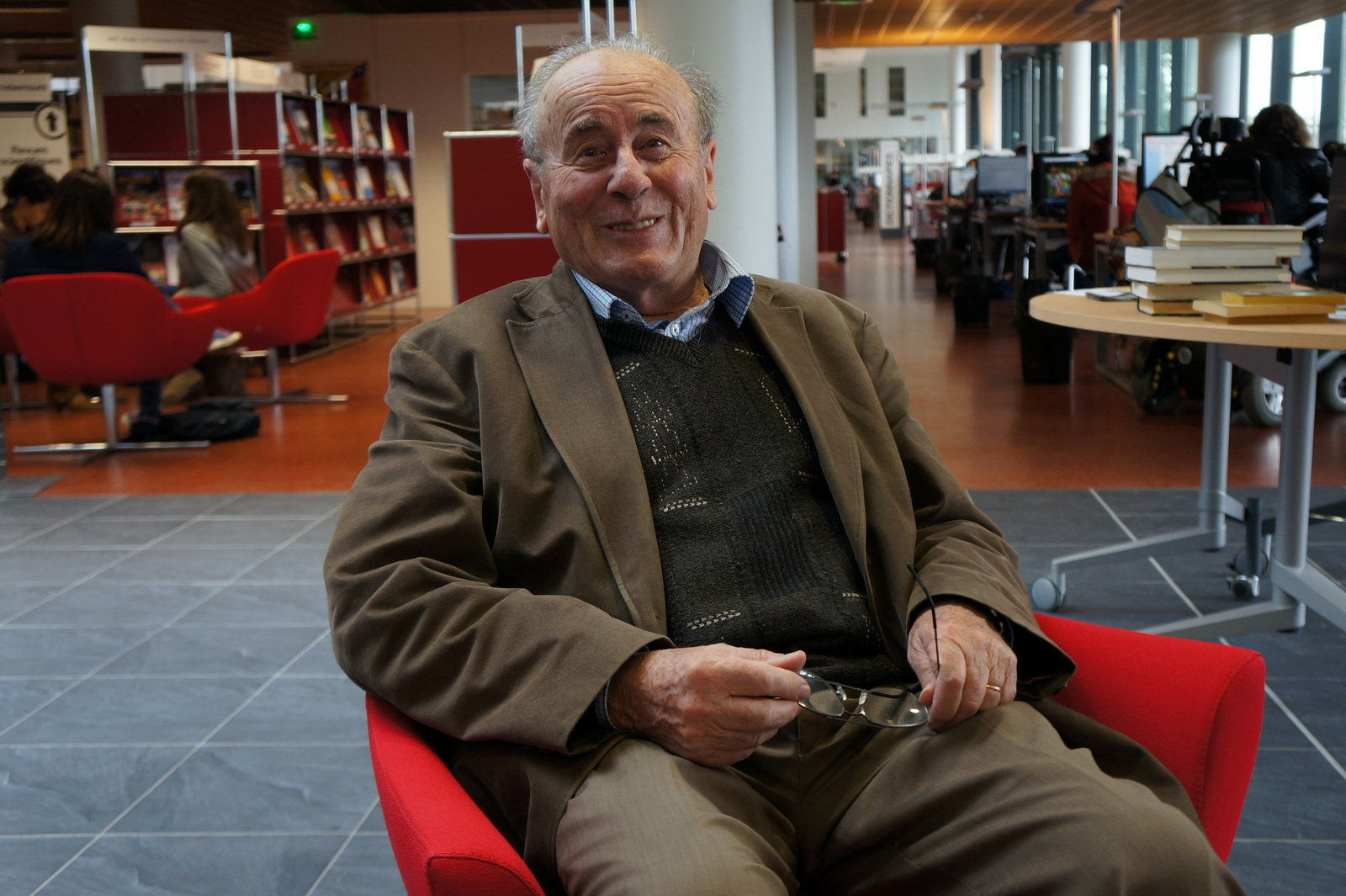
B. Bennassar
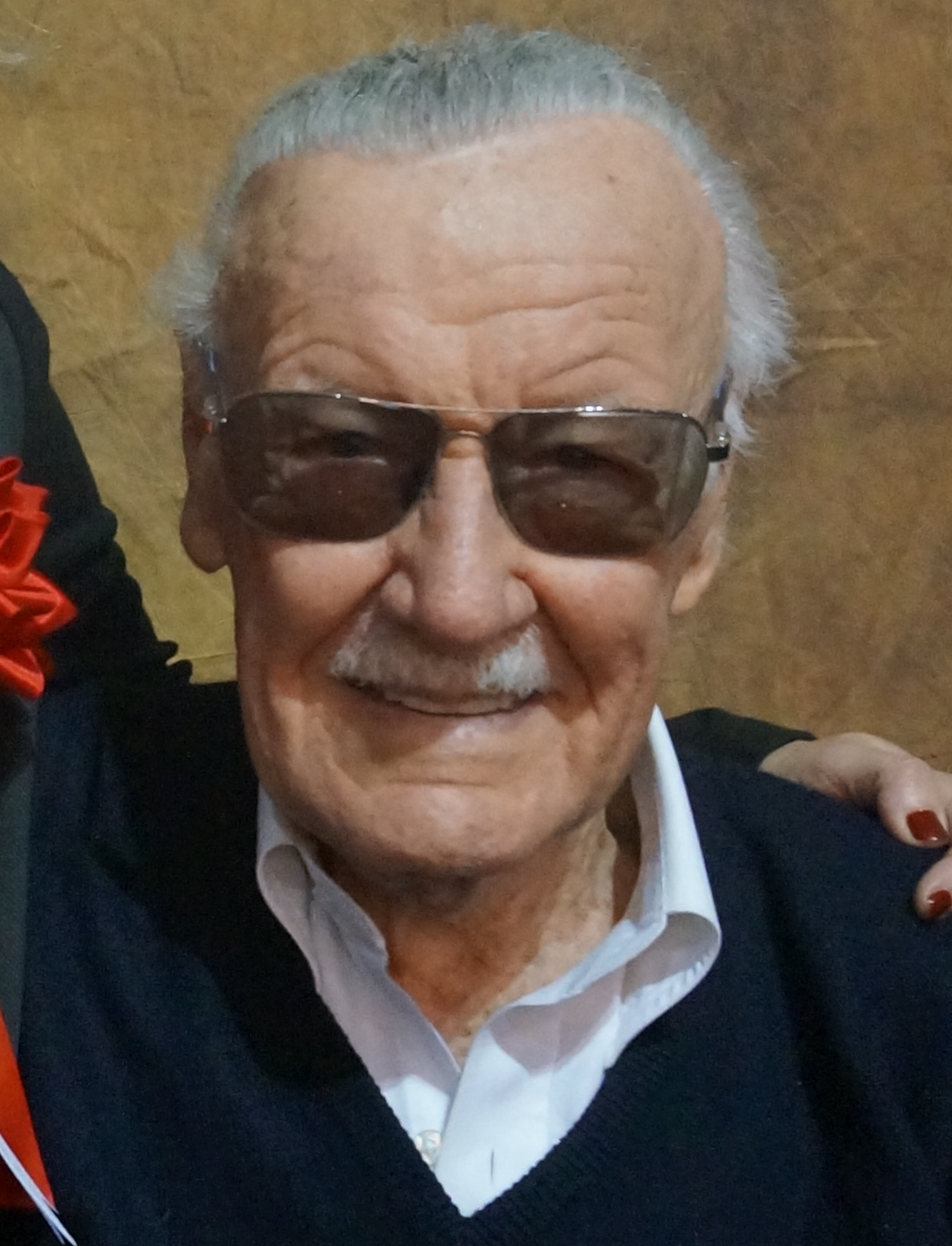
Stan Lee
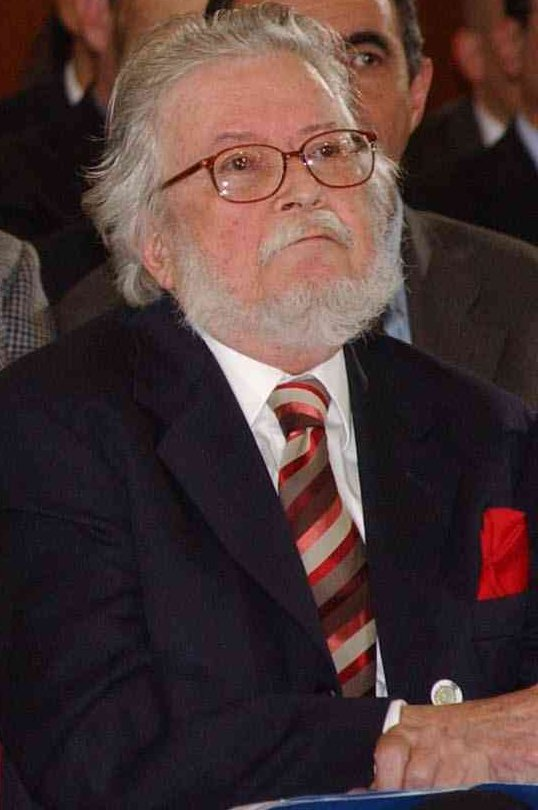
Fernando del Paso
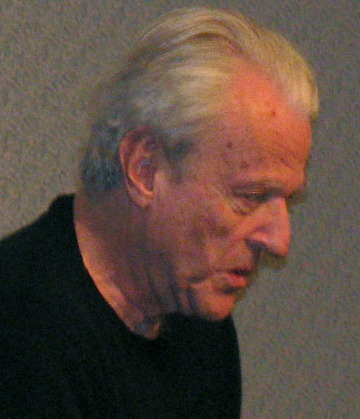
William Goldman
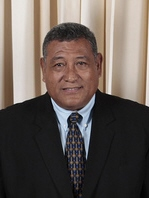
Apisai Ielemia
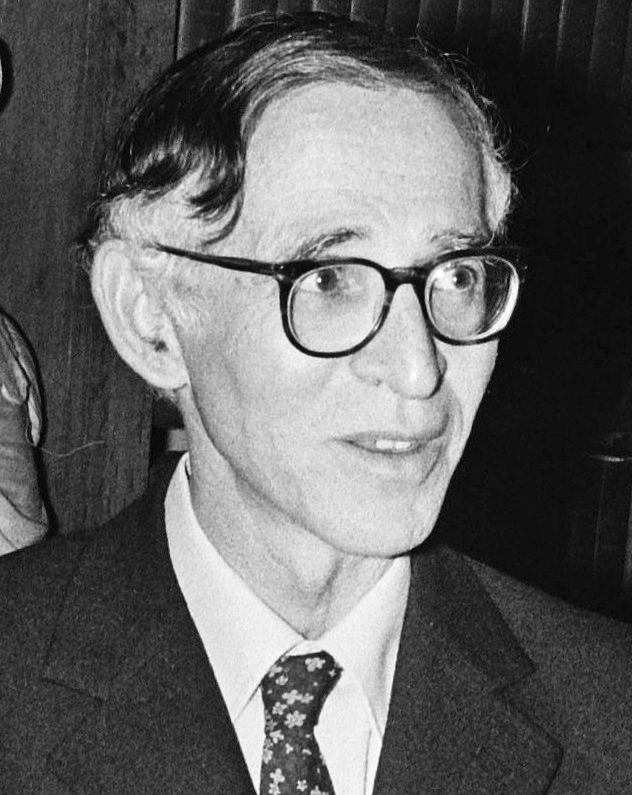
Aaron Klug
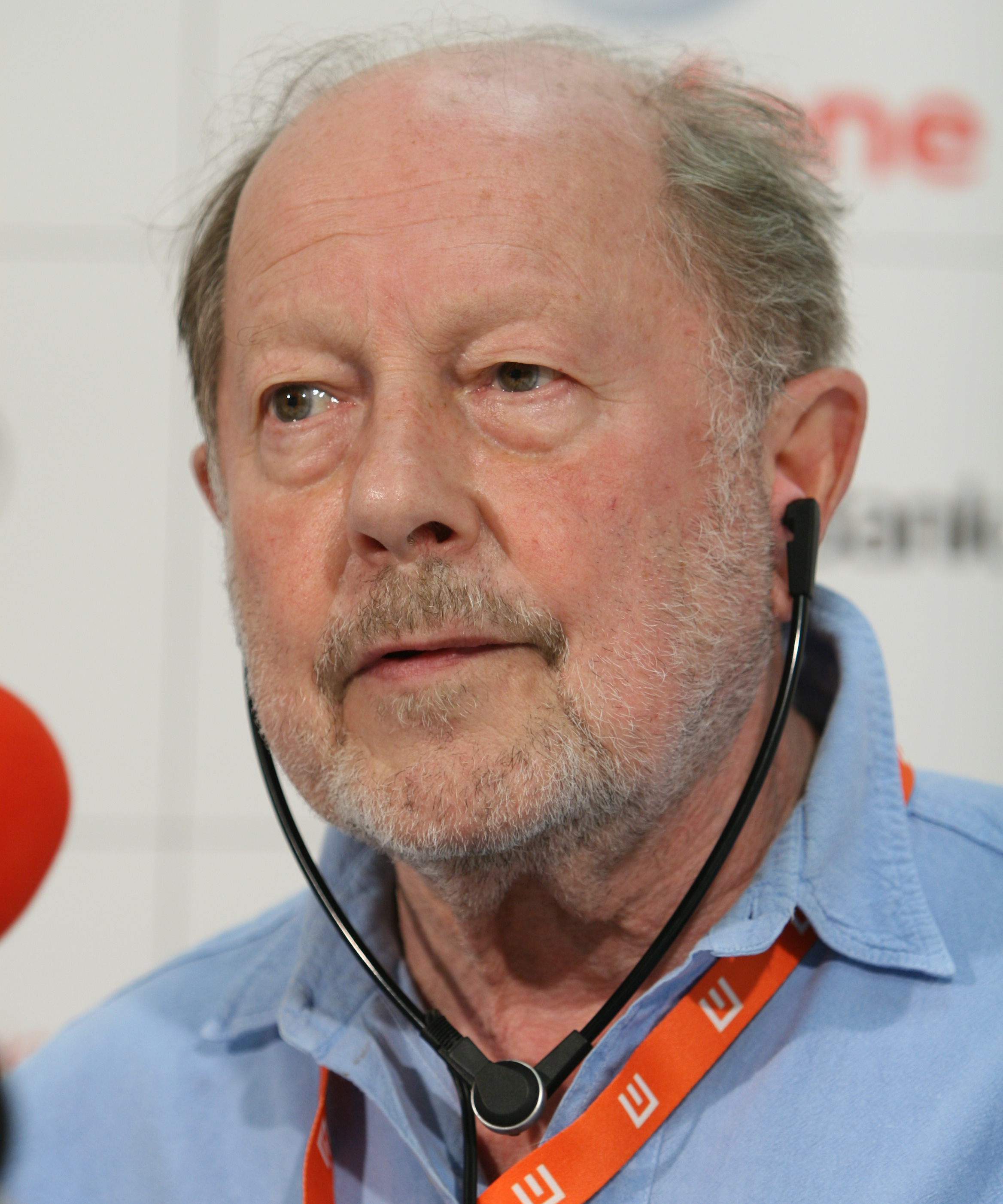
Nicolas Roeg
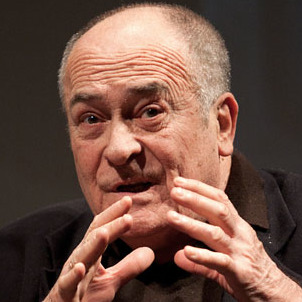
B. Bertolucci
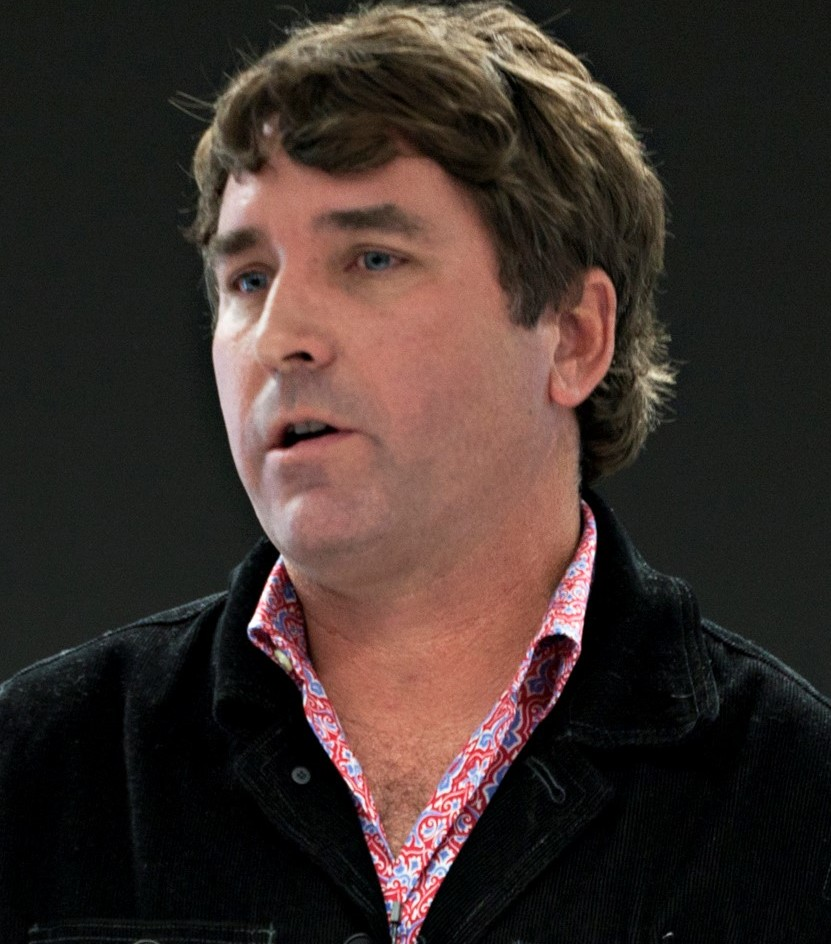
Stephen Hillenburg
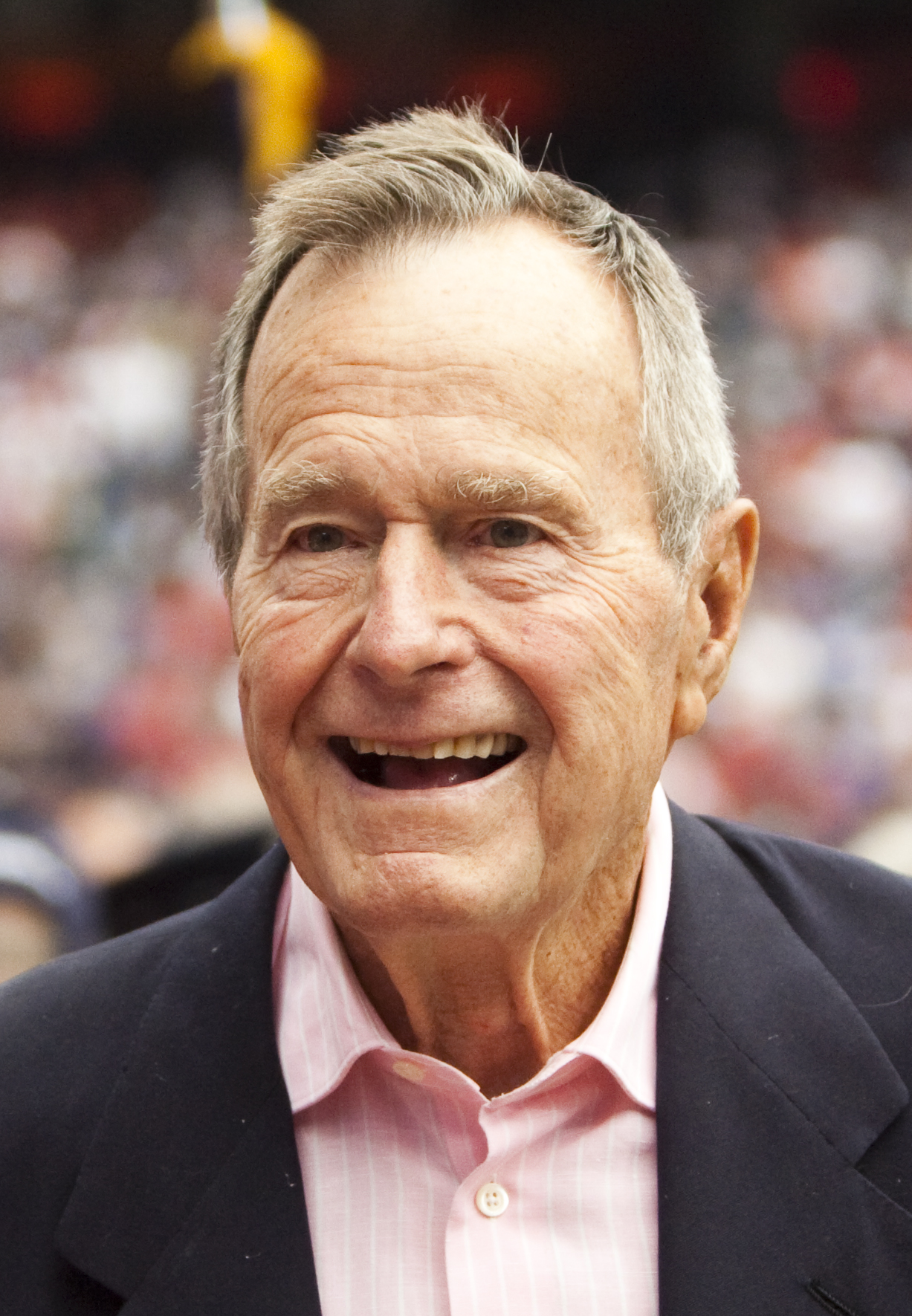
George H. Bush
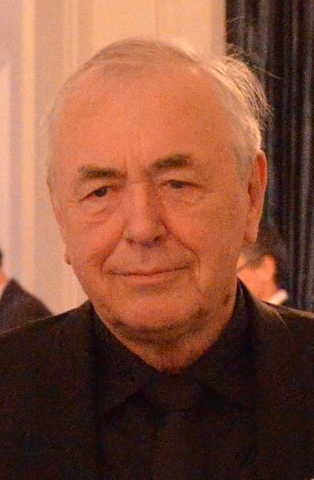
Geoff Murphy
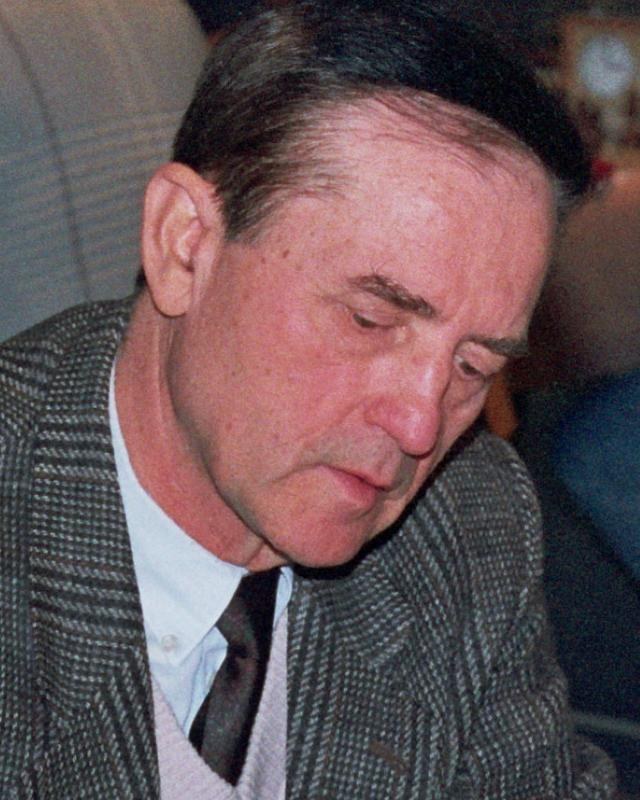
Győző Forintos
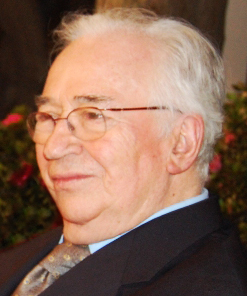
Belisario Betancur
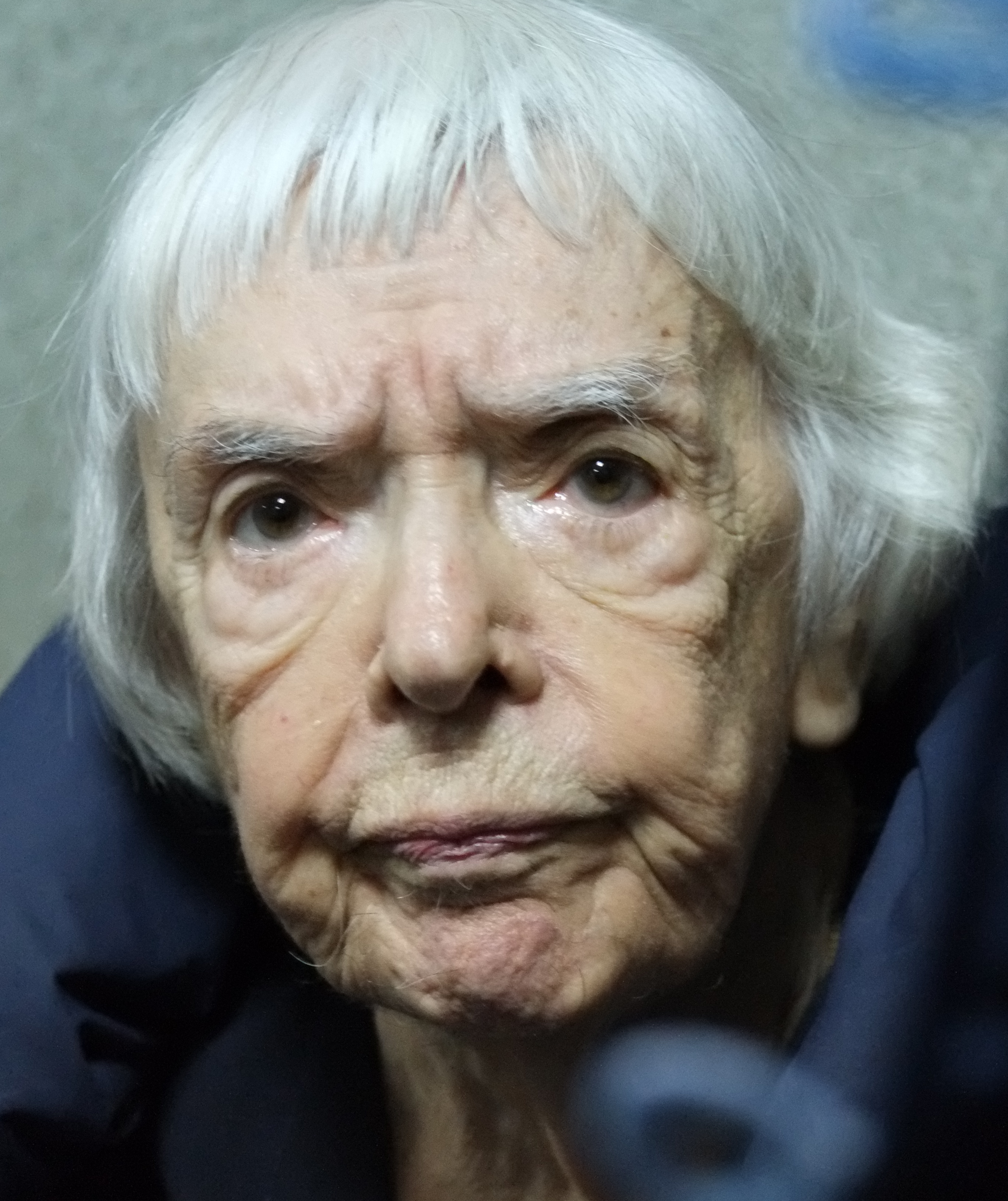
Liudmila Alekséieva
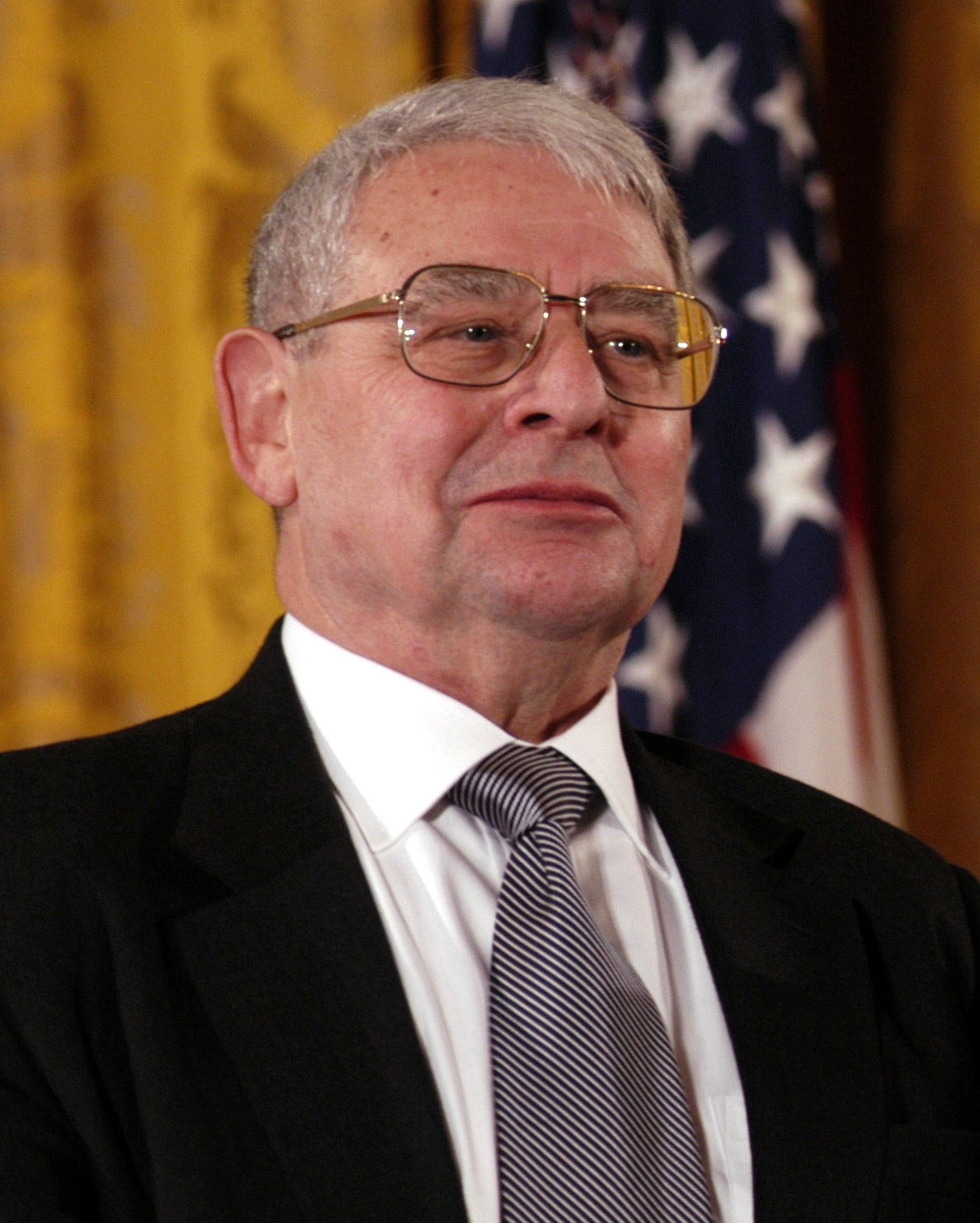
Riccardo Giacconi
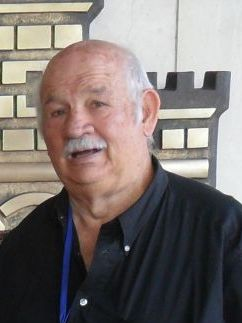
Pèire Pessamessa
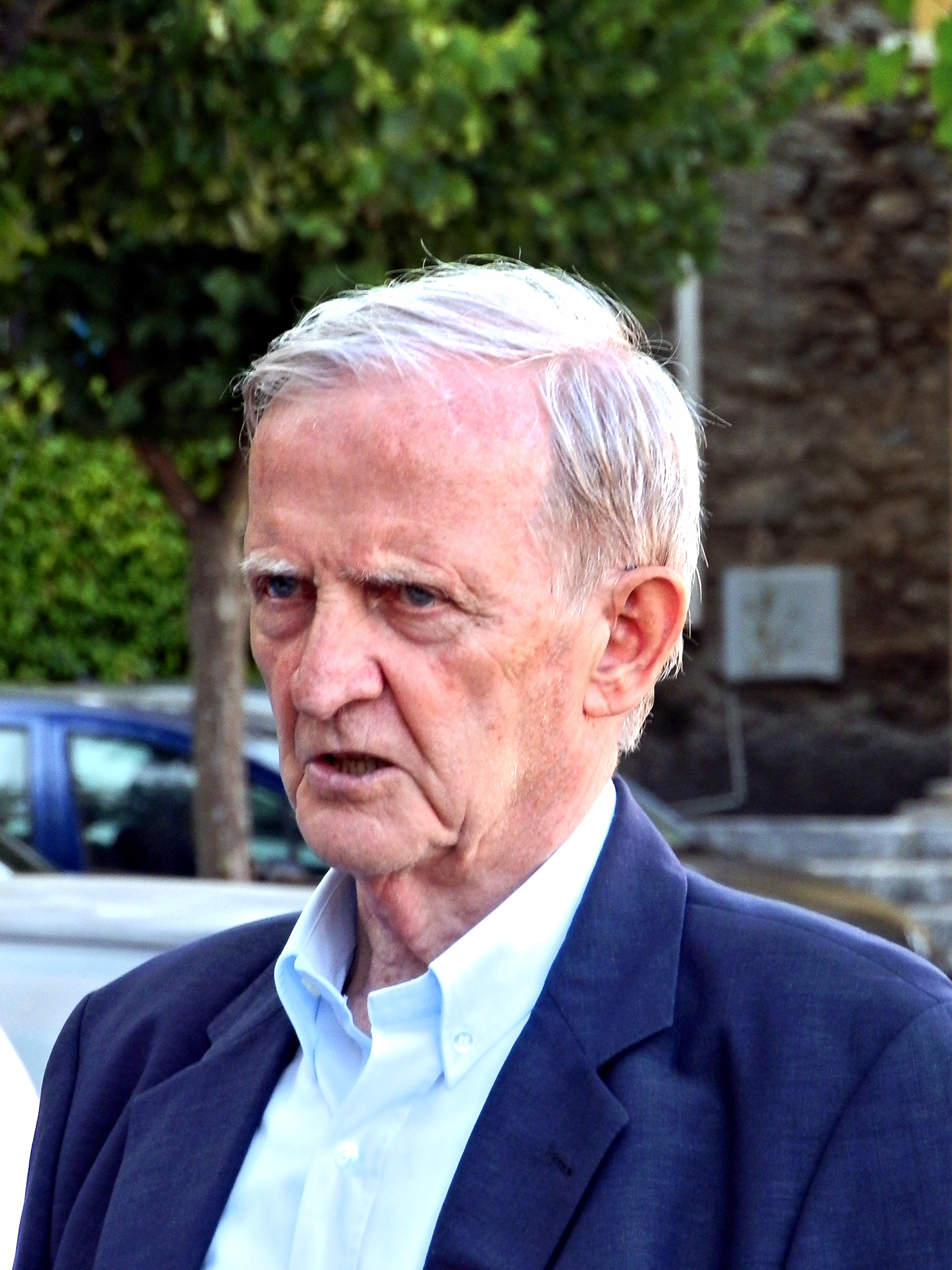
Edmond Simeoni
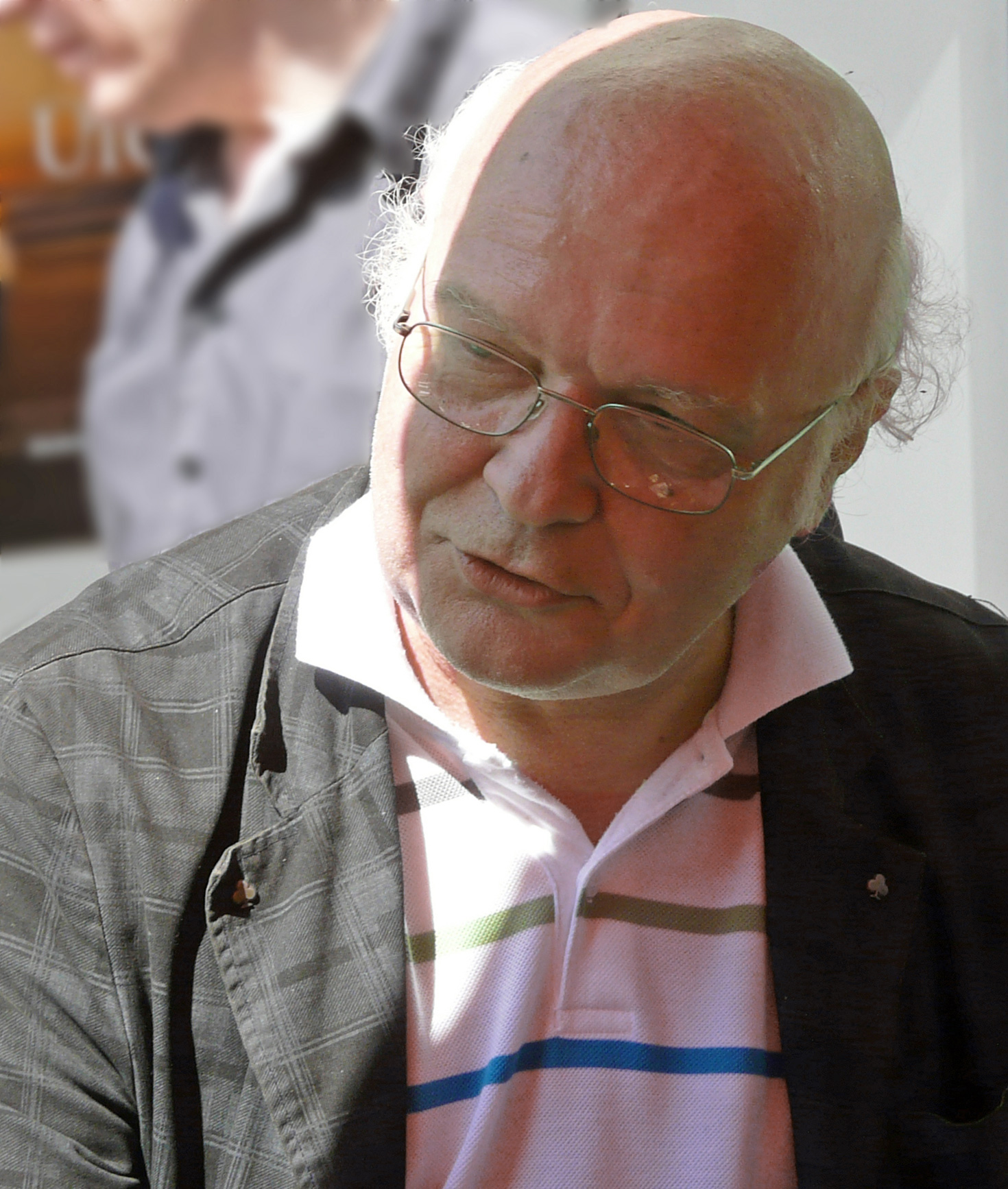
Lajos Grendel
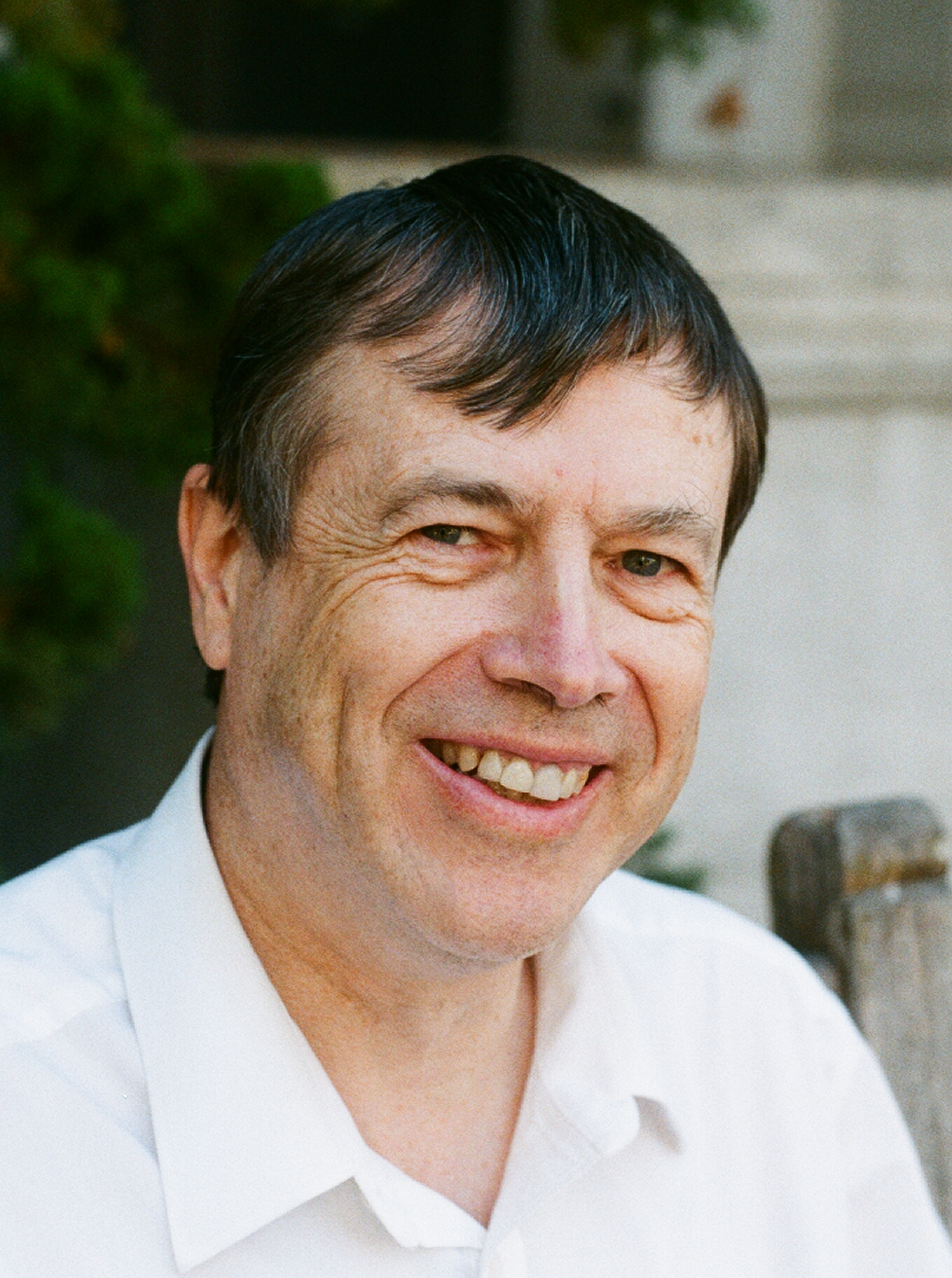
Jean Bourgain
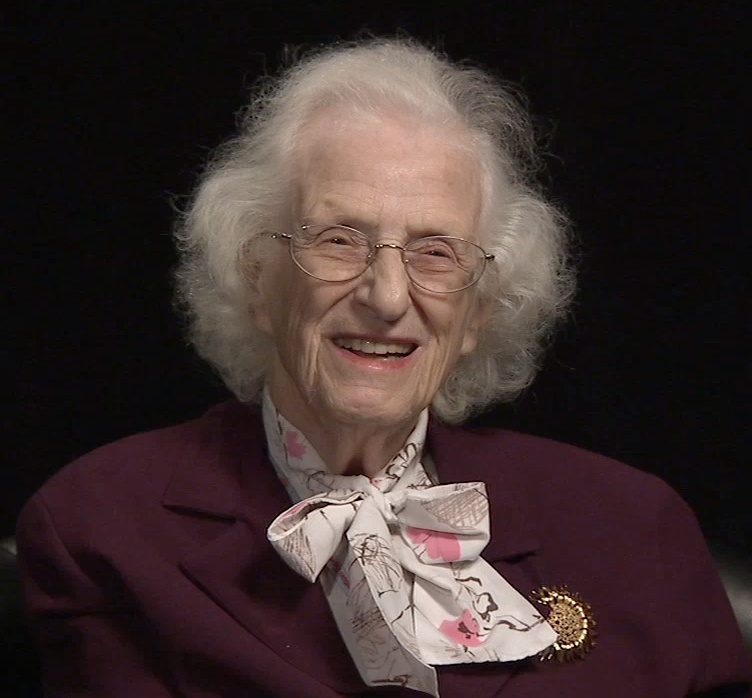
Nancy Roman
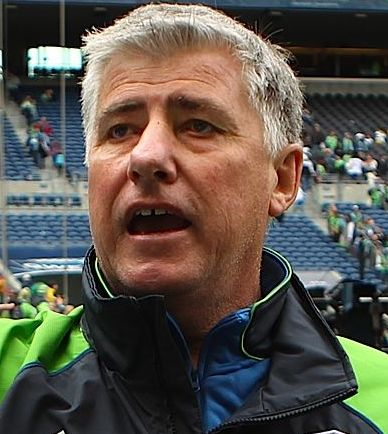
Sigi Schmid
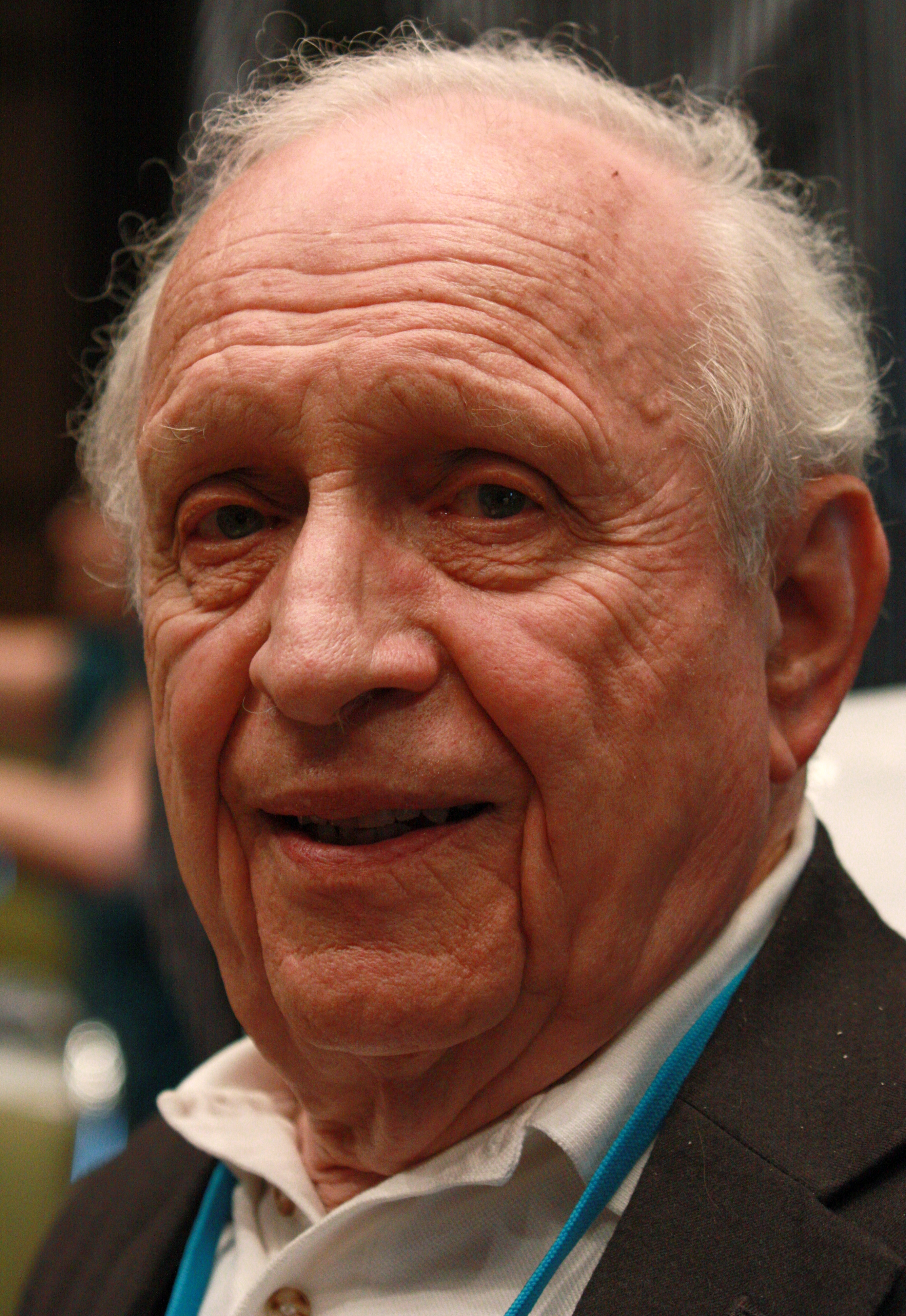
Roy Glauber
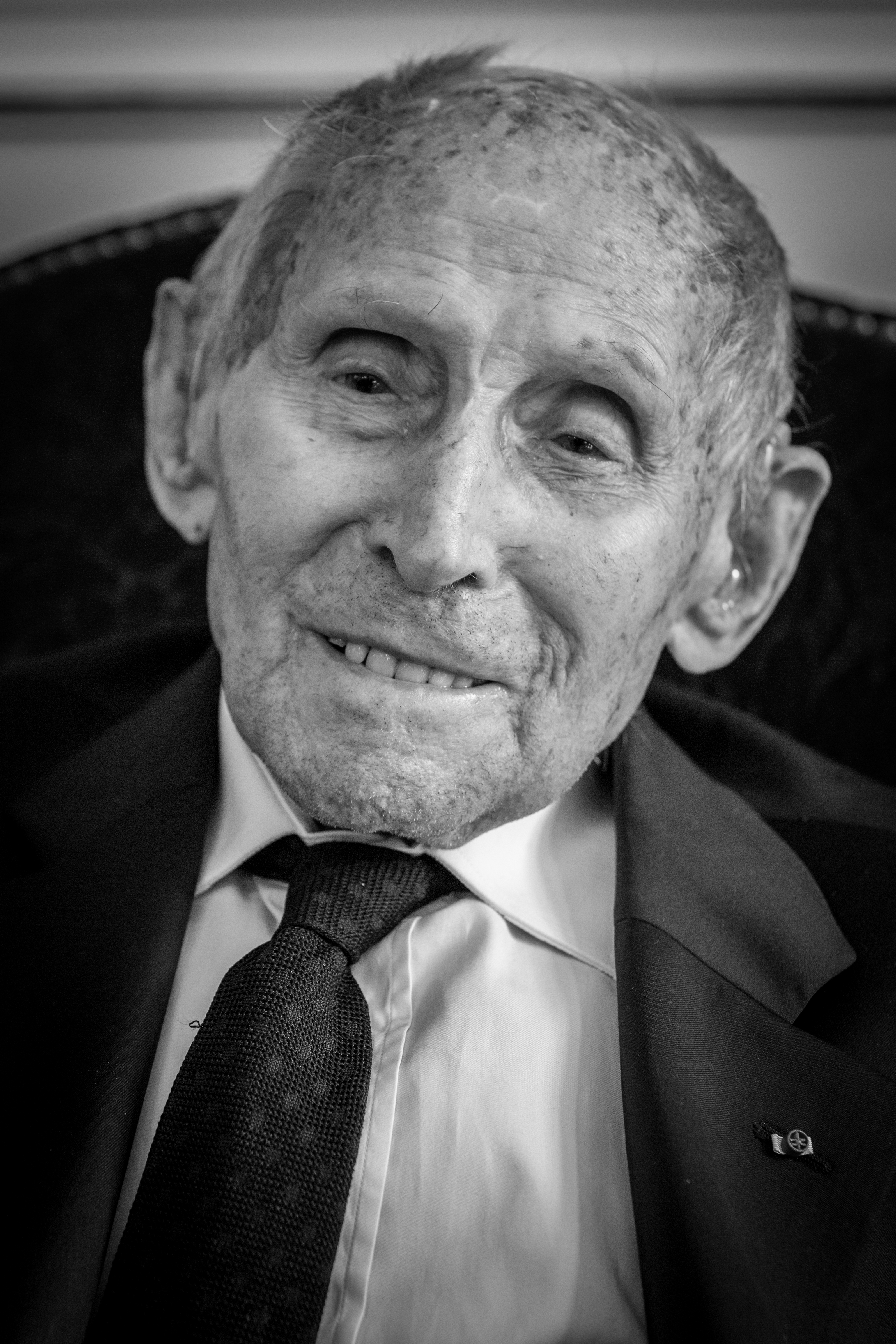
Georges Loinger
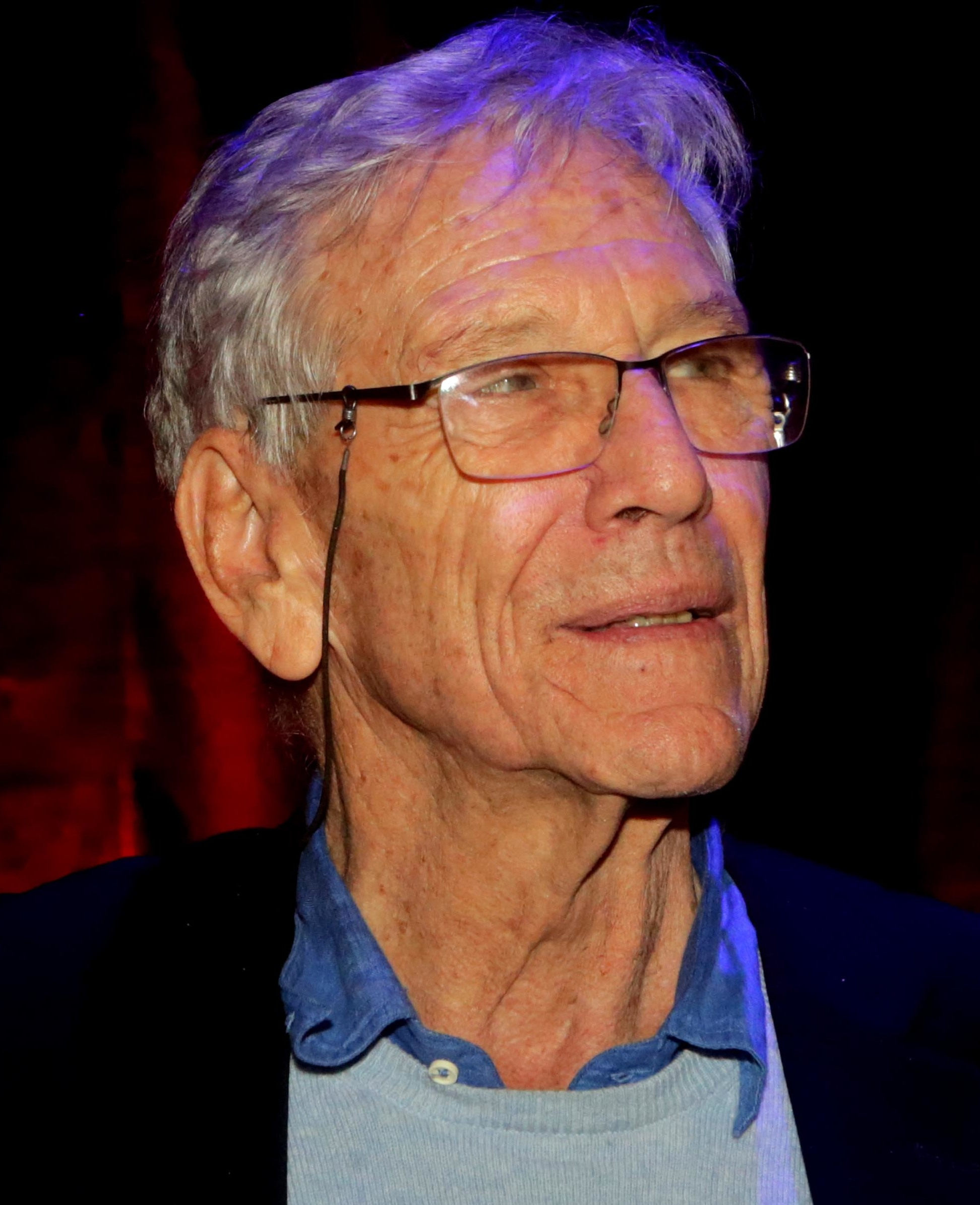
Amos Oz

## 2018 en la ficció
La novel·la The Golden Book of Springfield, del poeta estatunidenc Vachel Lindsay, publicada el 1920, presenta una visió utòpica i mística del seu poble natal, Springfield (Illinois), en un 2018 distòpic. L'argument de les pel·lícules Baar Baar Dekho (2016), Brick Mansions (2003), Iron Sky (2012), Iron Sky: The Coming Race (2017), Rollerball (1975) i Terminator Salvation (2009) també transcorre totalment o parcial el 2018.